# Армения
Арме́ния (арм. Հայաստանо файле [hɑjɑsˈtɑn]), официальное название — Респу́блика Арме́ния (арм. Հայաստանի Հանրապետություն [hɑjɑstɑˈni hɑnɾɑpɛtuˈtʰjun]) — государство в Закавказье, расположенное на северо-востоке Армянского нагорья, на стыке Восточной Европы и Западной Азии (часто относимое к Европе). Выхода к морю не имеет.
Граничит с Азербайджаном на востоке; на юго-западе — с Нахичеванской АР, входящей в состав Азербайджана; с Ираном на юге, с Турцией на западе и с Грузией на севере. Армения контролирует часть территории Азербайджана (анклавы Кярки, Бархударлы-Софулу, Верхняя Аскипара). В свою очередь, Азербайджан контролирует часть территории, оспариваемой Арменией (эксклав Арцвашен).
Население Армении, согласно переписи, на 2025 год составило 3 076 200 человек, территория — 29 743 км². По некоторым данным, занимает сто тридцать шестое место в мире по численности населения и сто тридцать восьмое по территории.
Столица — Ереван. Государственный язык — армянский.
Унитарное государство с парламентской формой правления. С 13 марта 2022 года президентом Армении является Ваагн Хачатурян, должность премьер-министра с 8 мая 2018 года занимает Никол Пашинян. Территория страны подразделяется на 10 областей и город Ереван.
Почти 95 % населения исповедует христианство; большинство христиан принадлежит к Армянской апостольской церкви, являющейся одной из Древневосточных православных церквей.
Индустриально-аграрная страна с динамично развивающейся экономикой. В структуре ВВП приходится: на сельское хозяйство — 31,1 %, промышленность — 21,8 %, торговлю — 8,7 %, строительство — 8,5 %, транспорт — 5,1 %, другие сферы — 24,9 %. Объём номинального ВВП за 2022 год составил $ 19,5 млрд (5 111 $ на душу населения). Денежная единица — армянский драм (усреднённый курс за 2022 год — 400 драмов за $ 1).
Современная Республика Армения занимает лишь десятую часть территории исторической Армении.
28 мая 1918 года была провозглашена независимая Первая Республика Армении. 29 ноября 1920 года в Армении была установлена советская власть и образована Армянская ССР, которая с 30 декабря 1922 года входила в СССР — до 5 декабря 1936 года в составе ЗСФСР, затем — как союзная республика. 23 августа 1990 года Верховный Совет Армянской ССР принял декларацию о независимости Армении. Было объявлено, что на территории Армении действуют только Конституция и законы Республики Армения. 23 сентября 1991 года по результатам проведённого референдума Верховный Совет республики подтвердил независимость Армении. 2 марта 1992 года Республика Армения была принята в ООН, 25 января 2001 года — в Совет Европы, 18 сентября 2003 года — стала соучредителем Организации Договора о коллективной безопасности, а 2 января 2015 года Армения присоединилась к Евразийскому экономическому союзу.

## Этимология
Топоним «Армения» восходит к хурритскому названию смежной с Мелитеной области Armi-, расположенной на Армянском нагорье. Это название через арамейское ˊarmǝn-āiē перешло в древнеперсидский язык, и в форме «Arminiyaiy» 6 раз встречается в Бехистунской надписи 522 года до н. э. Древнегреческая форма названия — др.-греч. Ἀρμενία. Древнегреческое название армян, использовавшееся до распространения Ἀρμένιοι (Arménioi), было Μελιττήνιοι (Melittínioi).
Согласно армянскому историку V века Мовсесу Хоренаци, название «Армения» и соответствующие древнегреческие и древнеперсидские топонимы даны по имени урартского царя Арама.
По-армянски название страны звучит как Hayk (арм. Հայք). В Средние века место армянского топонимического суффикса «-к» занял заимствованный иранский суффикс «-стан» и страна стала называться Hayastan (арм. Հայաստան). Название страны связывается с легендарным прародителем армян Айком, который разбил в битве войско вавилонского царя Бэла и основал армянское государство. Предположительно, это произошло в 2492 году до н. э. Этот год считается первым в древнеармянском языческом календаре. Другая версия связывает это название с древним государством Хайаса (XVI—XIII вв. до н. э.). По третьей версии, самоназвание Армении происходит от урартского названия Мелитены — Ḫāti.

## География

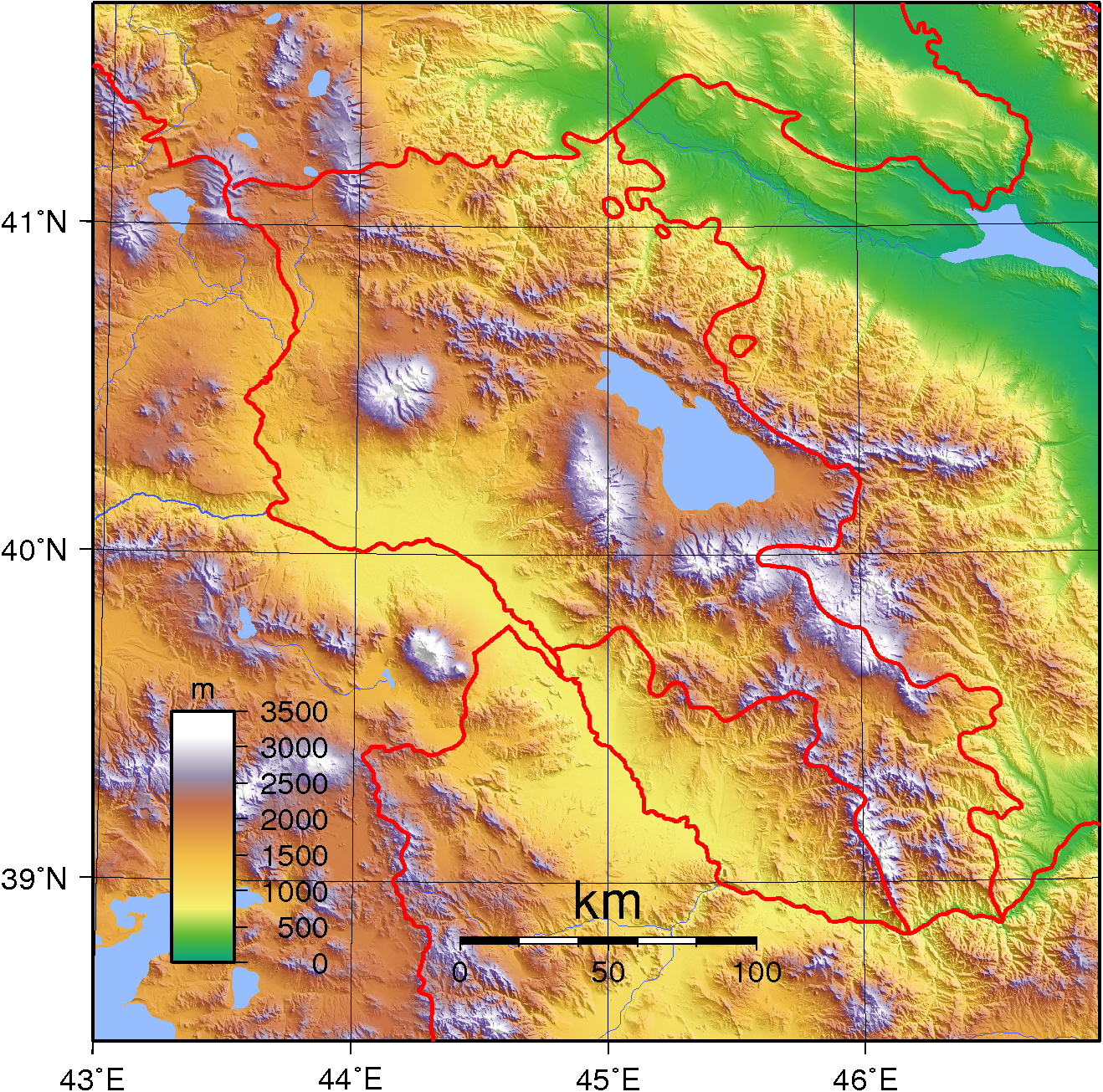
Карта рельефа Армении
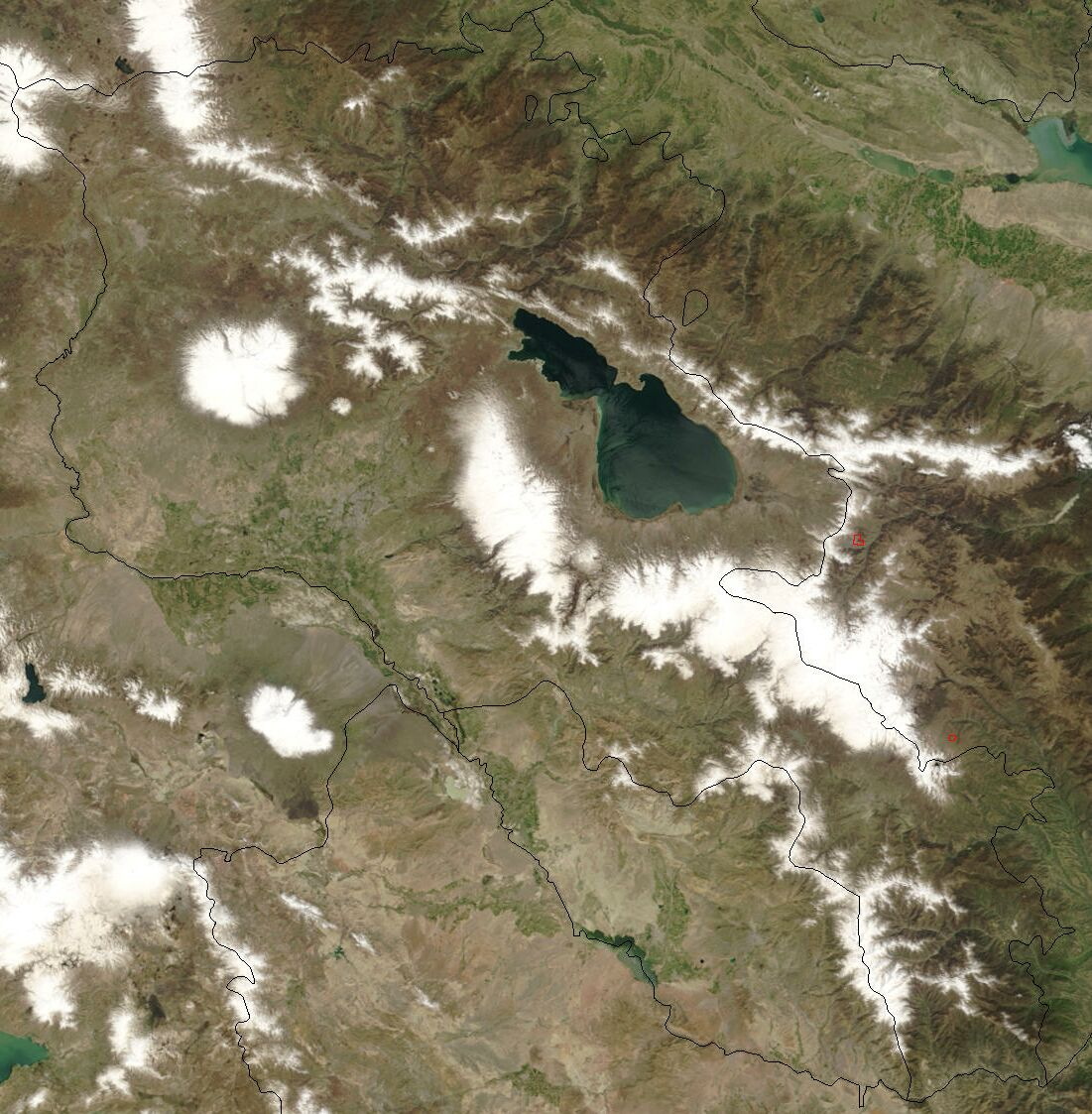
Спутниковый снимок территории Армении, 2003 год

Армения расположена на северо-востоке Армянского нагорья между 38° и 42° северной широты и между 43° и 47° восточной долготы. С севера и востока территория государства обрамлена хребтами Малого Кавказа. Граничит с Грузией на севере, Азербайджаном на востоке, Ираном на юге, Нахичеванской Автономной Республикой (Азербайджан) на юго-западе и Турцией на западе.
Несмотря на то, что географически Армения расположена в Передней Азии, она имеет тесные политические и культурные связи с Европой. Страна всегда находилась на перекрёстке путей, соединяющих Европу и Азию. В зависимости от трактовки границы Армения может находиться в Европе или Азии.

### Рельеф
Рельеф Армении, в основном, — гористый: при площади государства около 29 800 км² свыше 90 % территории находится на высоте более 1000 м над уровнем моря. Наивысшая точка — гора Арагац (4095 м), самая низкая — ущелье реки Дебед (380 м). На юго-западе страны находится межгорная Араратская долина — важный сельскохозяйственный район.
Высочайшая точка региона и исторический символ Армении — гора Арарат — находится с 1921 года на территории Турции.

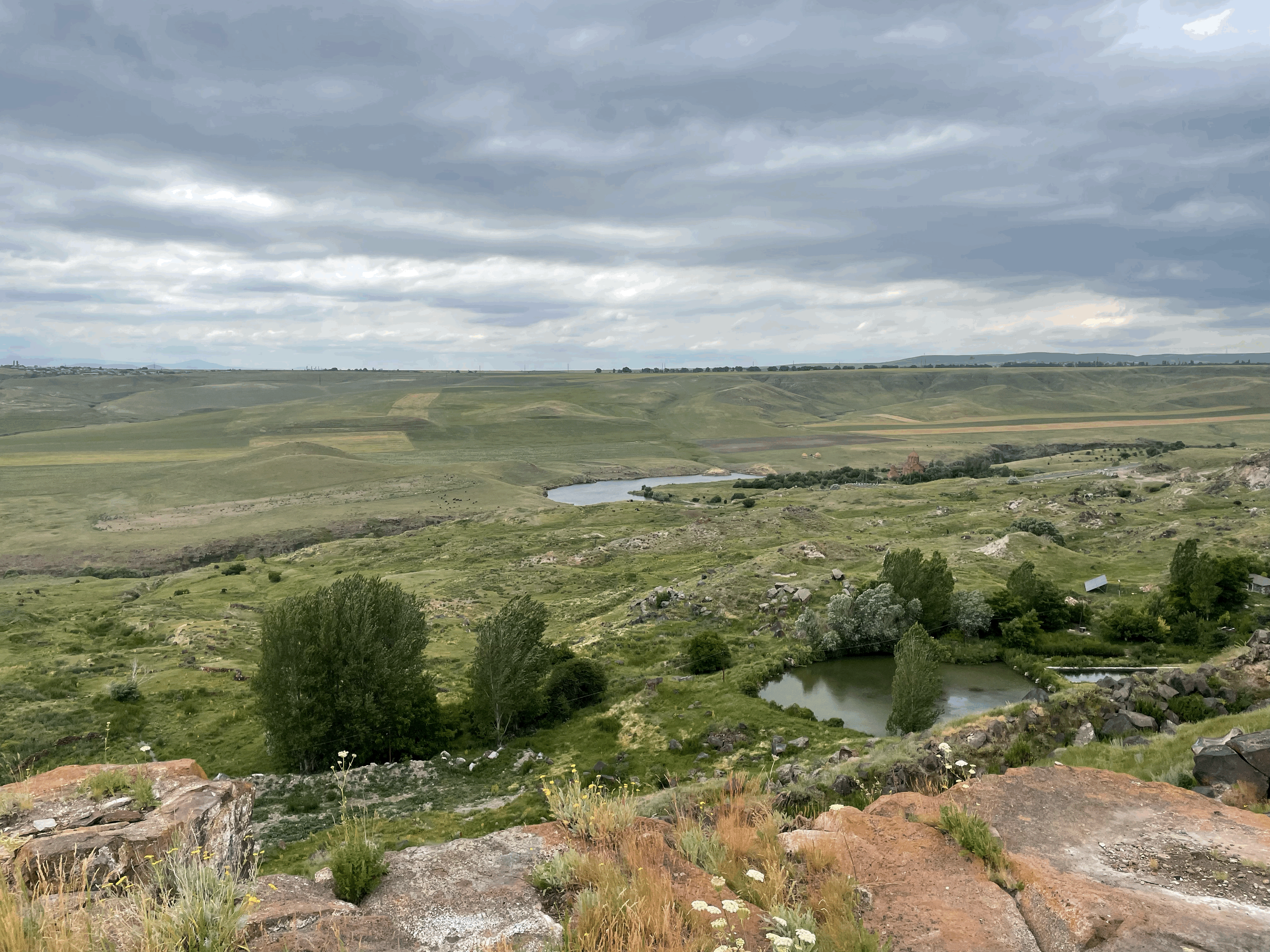
Виды Ширакской области в районе монастыря Мармашен
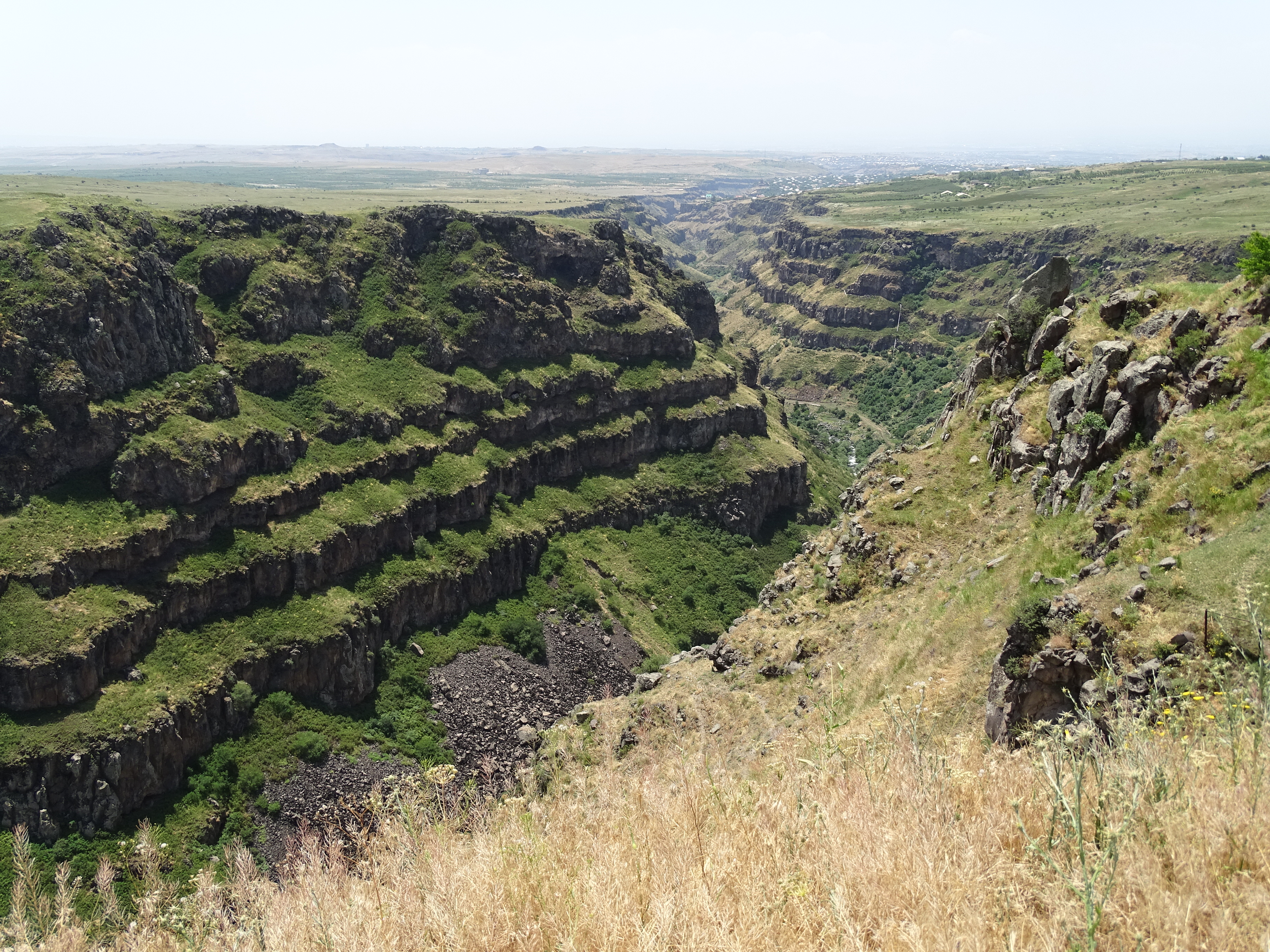
Касахское ущелье, около монастыря Сагмосаванк
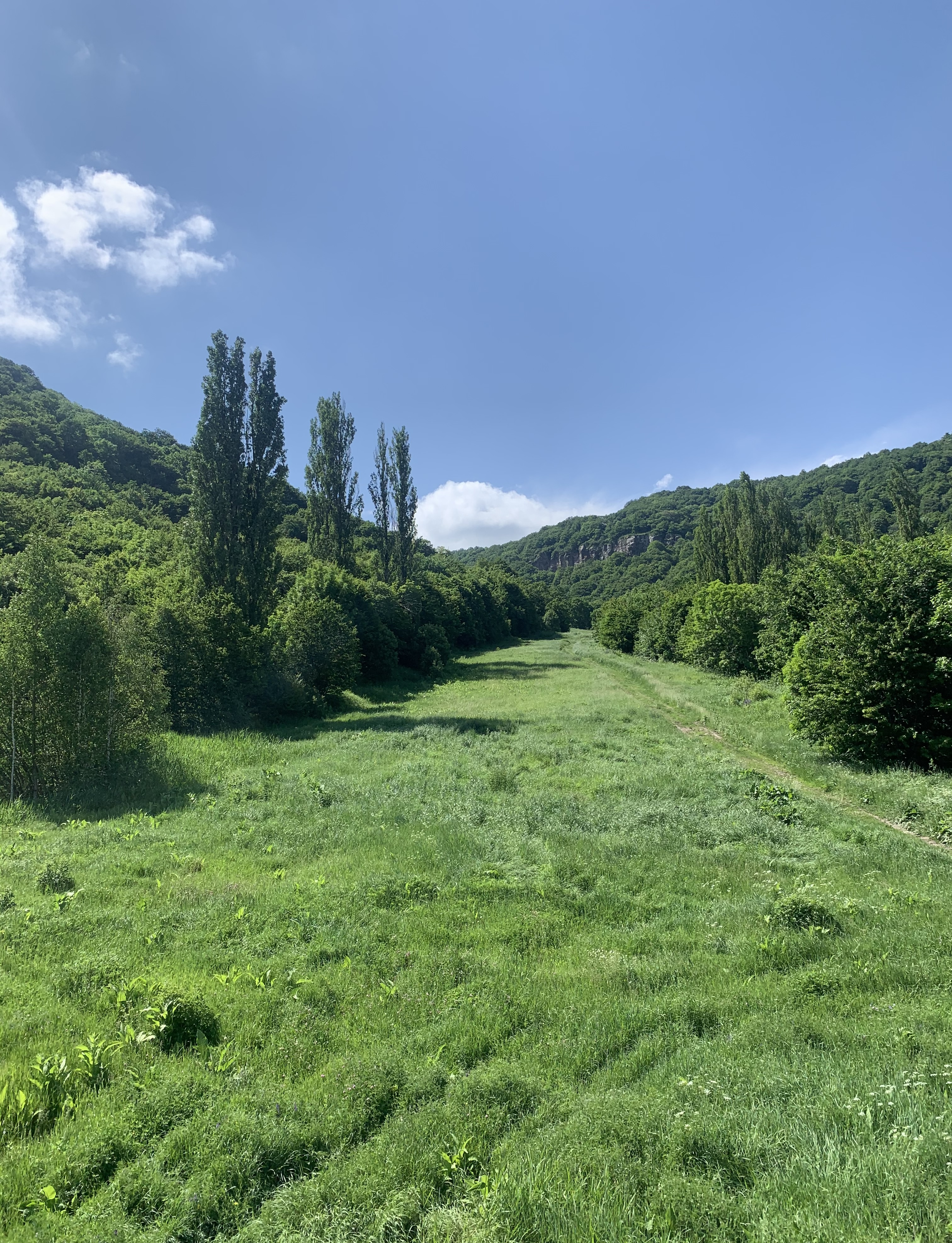
Цахкадзор
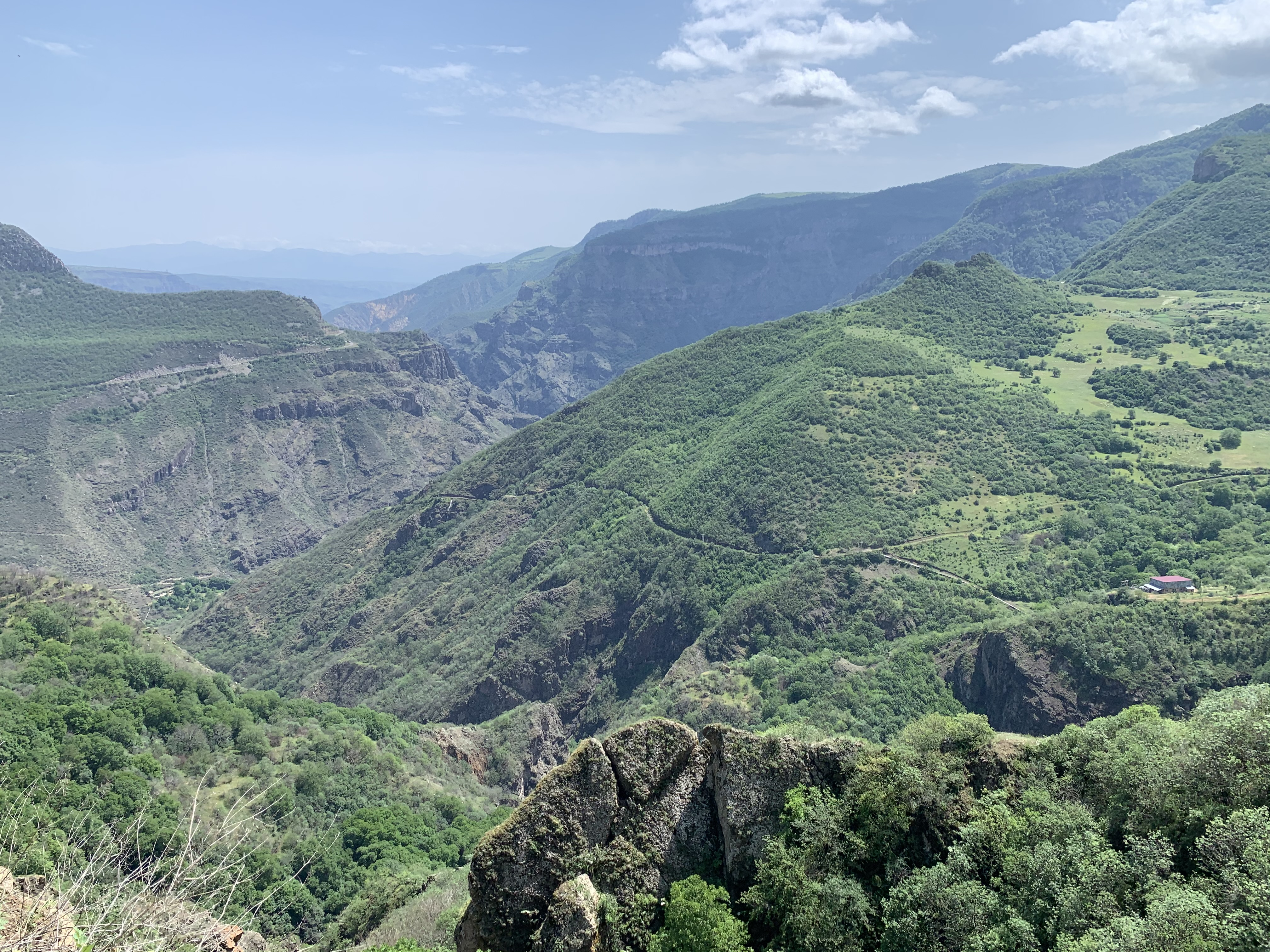
Пейзажи Сюника в районе Татевского монастыря

### Климат
Несмотря на то, что Армения расположена на широте субтропической зоны, субтропический климат наблюдается только в южной части Армении (в районе города Мегри). В остальных районах климат высокогорный, континентальный — лето жаркое, а зима холодная. На равнинах средняя температура января — −5 °C, июля — +25 °C; в среднегорьях (1000—1500 м) — −10 °C и +20 °C, на высотах от 1500 до 2000 м — −14 и +16, соответственно. Минимальное количество осадков в Араратской долине — 200—250 мм в год, в среднегорье — 500 мм, а в высокогорье — 700—900 мм. Наибольшее количество осадков наблюдается в Лорийской области и Сюникской областях, территория которых, в основном, покрыта лесами.

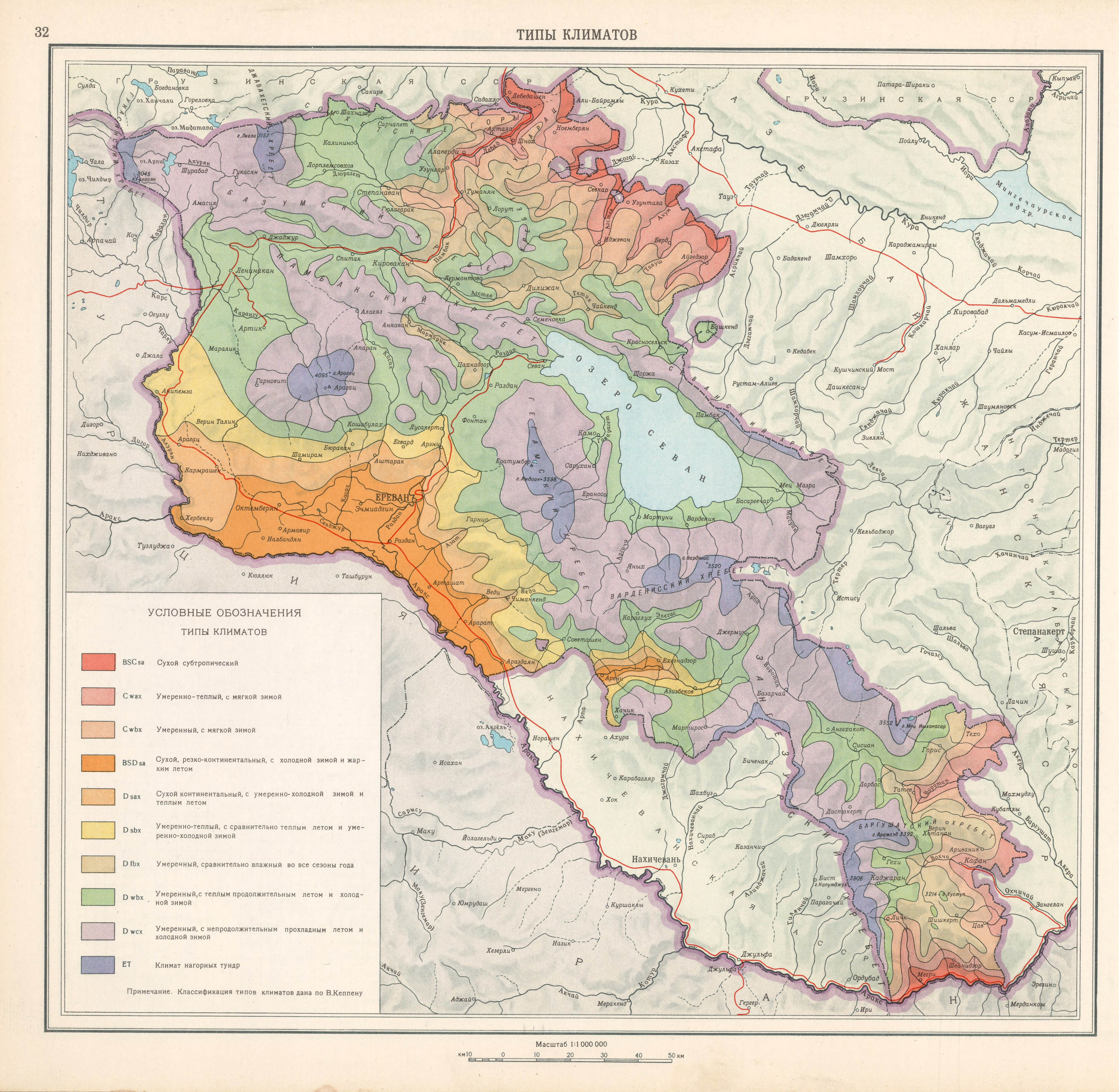
Типы климатов Армянской ССР, 1961 г.

### Почвы

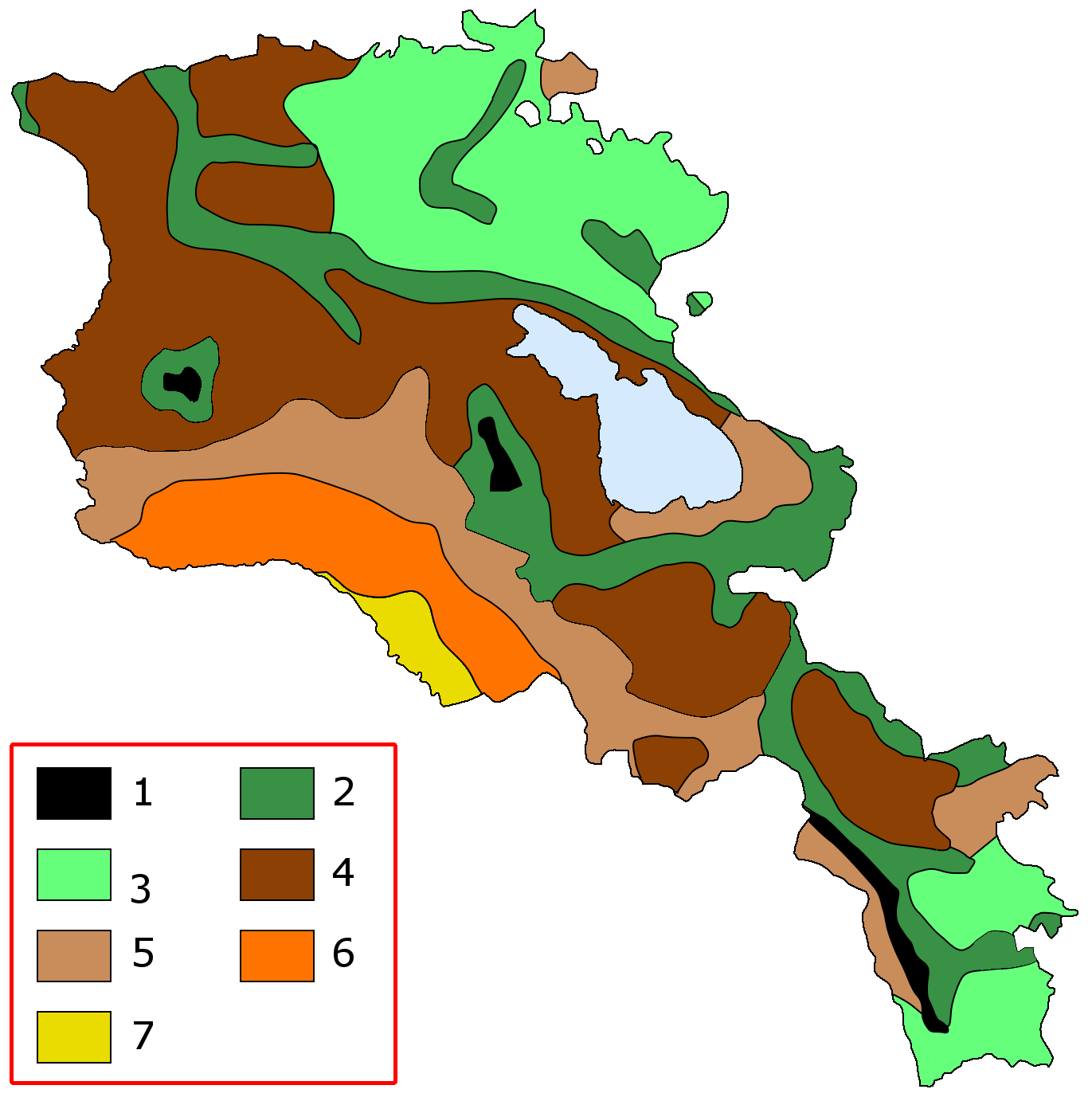
Почвы Армении. 1. Высокогорные примитивные почвы. 2. Горно-луговые почвы. 3. Горно-лесные почвы. 4. Степные почвы. 5. Каштановые почвы. 6. Бурые почвы. 7. Серозём.

Почвы сформированы преимущественно на вулканических породах. Почвенный покров Армении отличается большим разнообразием, в то же время большинство почв неплодородны и сложны для хозяйственного освоения. По характеру почв территорию Армении можно разделить на следующие пояса:
- Полупустынные почвы расположены в основном в Араратской долине на высотах 850—1250 м над уровнем моря, занимают площадь 236 тыс. га. Характеризуются главным образом малым содержанием гумуса (до 2 %, для солончаково-щелочных почв 2,6 %). Разновидностями полупустынных почв являются полупустынные бурые (занимают 152 тыс. га, распространены на низменных пространствах Араратского предгорья), орошаемые бурые луговые почвы (53 тыс. га на Араратской равнине на высотах 800—950 м.), палеогидроморфные (около 2 тыс. га в местности, примыкающей к Еревану), гидроморфные солончаково-щелочные почвы (53 тыс. га на Араратской равнине).
- Степные почвы занимают площадь 797 тыс. га на высотах 1300—2450 м. Представлены чернозёмными (718 тыс. га в Араратской котловине, Шираке, Лори, Севанском бассейне и на и относительно пологих склонах Сюника), луго-чернозёмными (13 тыс. га в Лори, Шираке и бассейне Севана), пойменными (48 тыс. га в долинах рек и на участках, освободившихся в результате падения уровня Севана) грунтами и почвогрунтами (18 тыс. га на освободившемся от воды побережье Севана). Чернозёмы и луго-чернозёмы характеризуются относительно высоким содержанием гумуса (3,5—12 % и 10—13 % соответственно). Содержание гумуса в пойменных почвах и почвогрунтах низкое или очень низкое (2—4 % и 0,3—0,5 % соответственно).
- Сухие степные почвы представлены каштановыми почвами. Находятся на сухих предгорьях Араратской долины, Вайоцдзорской области, Сюникской области на высотах 1250—1950 м; занимают площадь в 242 тыс. га. Характеризуются средним содержанием гумуса (2—4 %), каменистостью, неблагоприятными водно-физическими свойствами.
- Лесные почвы занимают площадь 712 тыс. га на высотах 500—2400 м, характеризуются значительным содержанием гумуса (4—11 %). Представлены лесными бурыми (133 тыс. га на склонах высотой 1800—2250 м), коричневыми (564 тыс. га на хребтах высотой 500—1700 м, а на солнечных склонах до высоты 2400 м, в Гугарке, Памбаке, Сюнике) и дернокарбонатными (15 тыс. га на склонах Гугарка, Ахума, Баргушата) почвами.
- Горно-луговые почвы занимают площадь 629 тыс. га на высотах 2200—4000 м. Распространены в горах практически по всей Армении (за исключением Ширака). Подразделяются на собственно горно луговые почвы (346 тыс. га на высотах 2200—2600 м) и лугово-степные (283 тыс. га на высотах 1800—2600 м). Характеризуются высокой гумусностью (13—20 % и 8—13 % для горно-луговый и лугово-степных соответственно).

### Рекреационные ресурсы
Республика Армения обладает богатыми рекреационными ресурсами, и в случае соответствующих вложений, возможно создание многоотраслевой высокоразвитой системы рекреационной индустрии и международного туризма, которая по социально-экономическим и экологическим параметрам способна стать одним из главных направлений экономики Армении.

### Полезные ископаемые

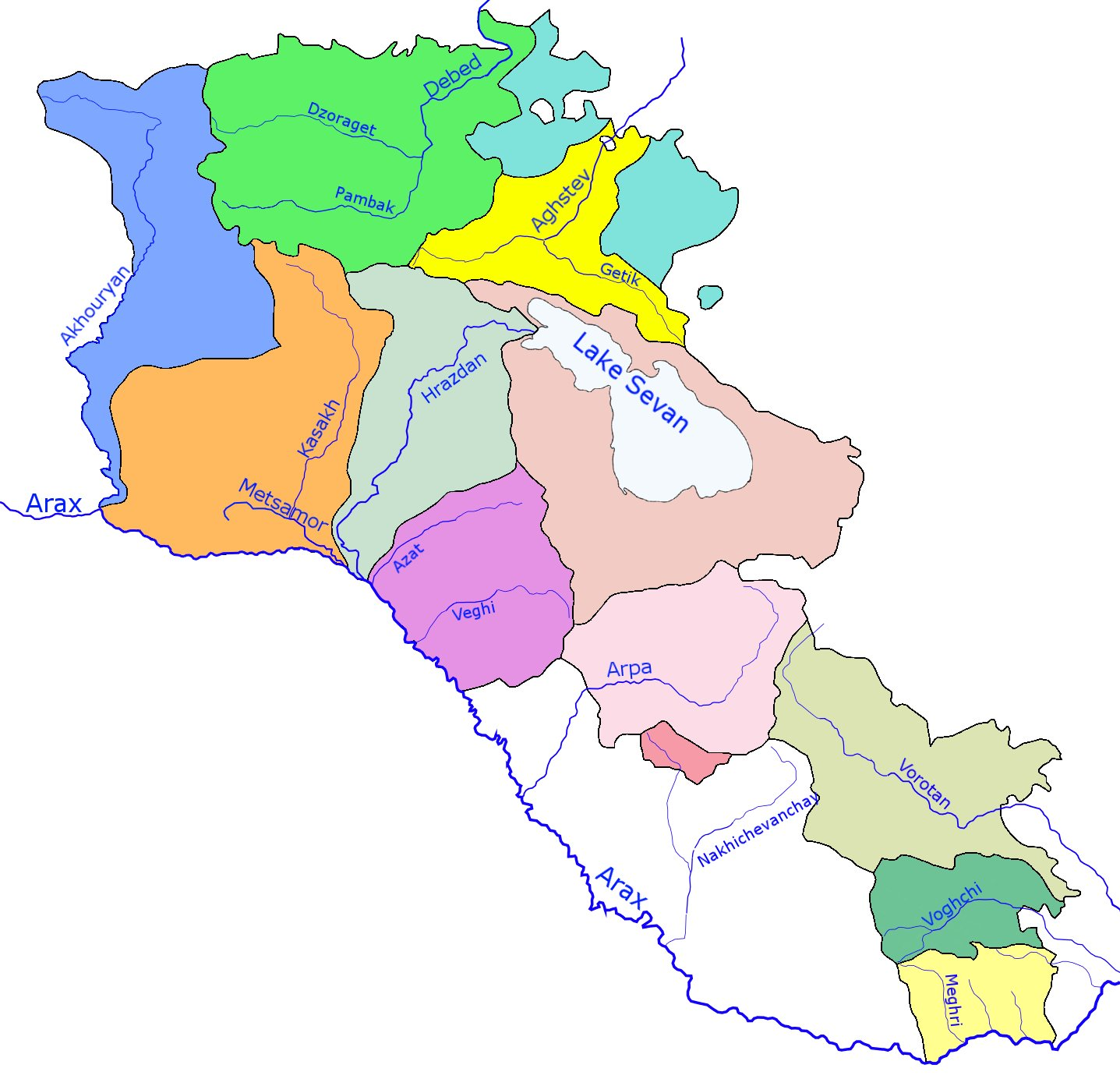
Схема крупнейших рек Армении и их бассейнов.

Недра Армении богаты рудными полезными ископаемыми. Промышленное значение имеют месторождения руд цветных и чёрных металлов, каменной соли, бентонитовых и огнеупорных глин, перлитов, диатомитов, известковых и вулканических туфов, пемзы, гранитов, мрамора и других. Обнаружены промышленные скопления полудрагоценных и поделочных камней: агата, аметиста, бирюзы, яшмы, обсидиана.
Запасы руд и металлов утверждены по 20 месторождениям: 3 — меди, 6 — молибдена, 5 — полиметаллических (свинец, цинк и др.), четыре — золота, 2 — железа и недавно обнаруженное — урановое. Большинство месторождений представлены комплексными рудами — медно-молибденовыми или золото-полиметаллическими.

### Водные ресурсы
На территории Армении имеется около 9480 малых и больших рек, из них 379 имеют длину 10 км и более. Общая длина рек составляет приблизительно 23 тыс. км. Главная река Армении — Аракс с притоком Раздан.

В Армении насчитывается свыше 100 озёр, самое большое из которых — озеро Севан, находящееся на высоте 1900 м над уровнем моря — важный рыбопромысловый район республики и крупнейший во всём Закавказье источник пресной воды.

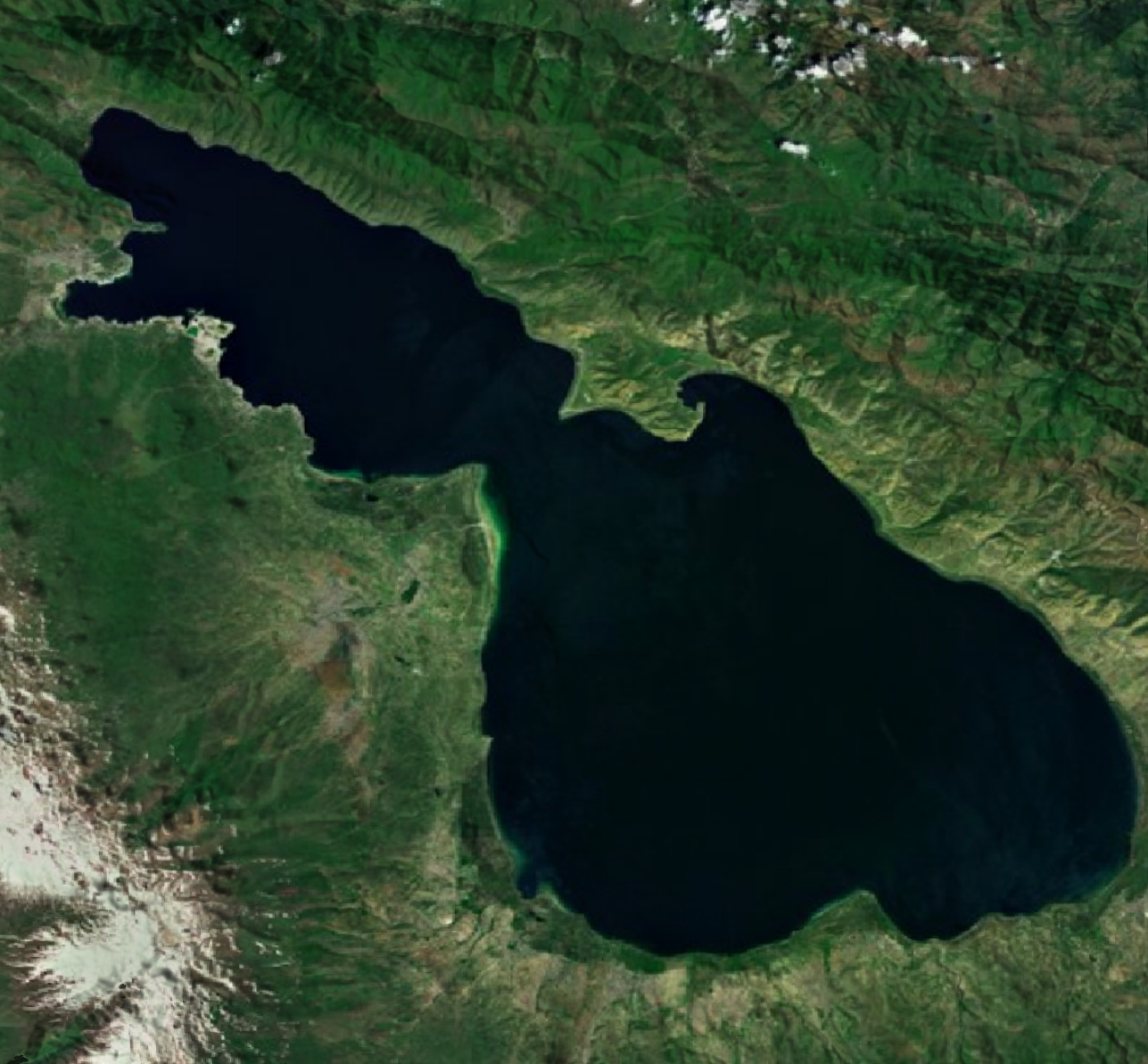
Самое большое озеро Армении и всего Закавказья — Севан (фото из космоса).

Несмотря на это, по стране в целом отмечается дефицит водных ресурсов, что отчасти решается путём использования водохранилищ и подземных вод. В Армении есть 74 водохранилища с общим объёмом 988 млн м³; самое большое из них — Ахурянское, объёмом 525 млн м³. Примерно 96 % воды, используемой для питьевых нужд, поступает из подземных источников.

### Экологические проблемы
В стране за последние 30 лет под воздействием эрозии и оползней выведено из сельскохозяйственного оборота 140 тыс. га пашни и 300 тыс. га сенокосов и пастбищ; из подлежащих рекультивации 114 тыс. га эродированных земель восстановлено около 3,5 %. Доля территории, покрытой лесами, сократилась с 11,2 до 8—9 %. Состояние воздушной среды также внушает опасение. Особенно ухудшилось состояние воздуха в Ереване, Алаверди, Ванадзоре и Раздане.
В связи со строительством каскада ГЭС на реке Раздан и использованием водных ресурсов для орошения земель понижается уровень воды в озере Севан, что приводит к изменению режима поверхностных и подземных вод и нарушению биоразнообразия.
В марте 2011 года американскими экспертами был составлен рейтинг для 163 стран по состоянию экологии, где Армения заняла 76-е, Грузия — 59-е, а Азербайджан — 84-е место.

### Часовой пояс
Территория республики Армения полностью располагается в третьем географическом часовом поясе, но применяется (в течение всего года) время четвёртого часового пояса, UTC+4. Применение официального времени регулируется законом «О порядке исчисления времени на территории Республики Армения», принятым 5 декабря 1997 года.

### Животный и растительный мир

#### Флора

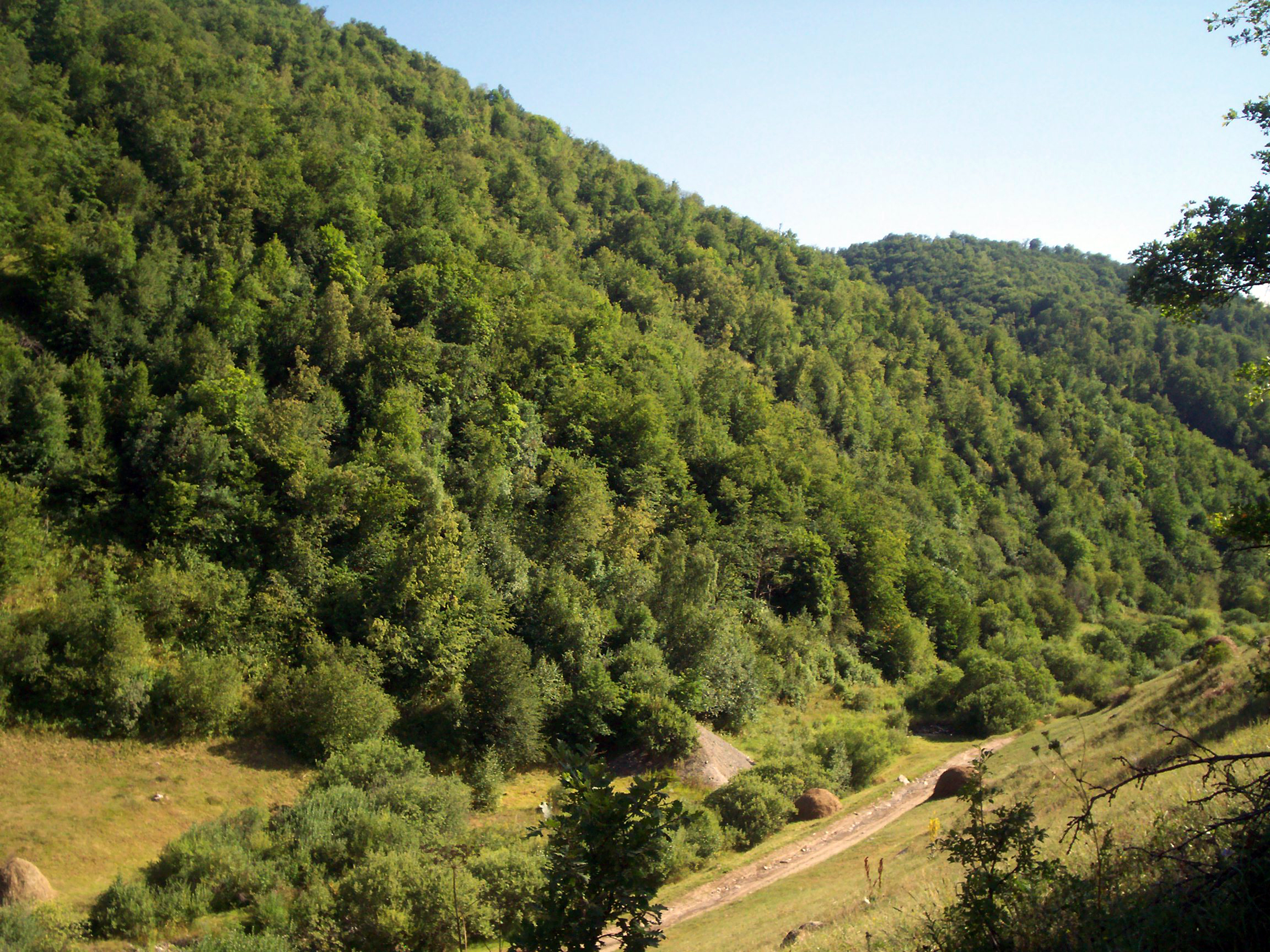
Лес в Армении

На территории Армении известно около 3 500 видов растений из 150 семейств.
На северо-востоке страны распространены широколиственные леса с преобладанием дуба и бука, на юго-востоке — более ксерофильные дубовые леса. Для равнинных частей Армении характерна степная растительность: типичны ковыльные степи, вместе с ковылём встречаются типчак, тонконог, пырей. На скалистых и каменистых грунтах растут кустарники — миндаль, держи-дерево, астрагалы, чистец, чабрец, шалфей и другие.
В Армении находится самая крупная на территории СНГ платановая роща, в которой произрастает Восточный платан (Platanus orientalis). Роща находится в Сюникской области, в долине реки Цав, в пределах Шикахохского заповедника. Она тянется вдоль реки около 15 км, занимая площадь около 120 га.

#### Фауна
Фауна Армении включает 76 видов млекопитающих, 304 вида птиц, 44 вида пресмыкающихся, 6 видов земноводных, 24 вида рыб и около 10 тыс. видов беспозвоночных. В северной части страны водятся медведи (в том числе серебристые иранские медведи), рыси, кабаны, олени, лесные и камышовые коты. В горных степях встречаются волки, барсуки, лисицы, зайцы, муфлоны, безоаровые козлы. В степях и полупустынях также живут многочисленные грызуны — полёвки, суслики, песчанки, слепышы, тушканчики; из пресмыкающихся — кавказская агама, греческая черепаха, гюрза, армянская гадюка. В озере Севан водится форель, сиг и другие виды рыб. В Армении акклиматизированы енотовидные собаки.

#### Охрана природы
По состоянию на 2011 год, в Красную книгу Армении включено 452 вида растений, 40 видов грибов, 308 видов животных (в том числе 153 вида позвоночных и 155 — беспозвоночных).
В стране насчитывается около 108 эндемичных видов растений и 339 эндемичных животных. Относительно бо́льшее количество эндемиков наблюдается в восточной и южной частях Армении. Из общего числа видов животных, встречающихся в Армении, 7 % являются эндемичными. Среди видов рыб эндемичными являются 30 %, среди видов рептилий — 12 %. Среди эндемиков промышленно-промысловое значение имеет Севанская форель, или Ишхан.

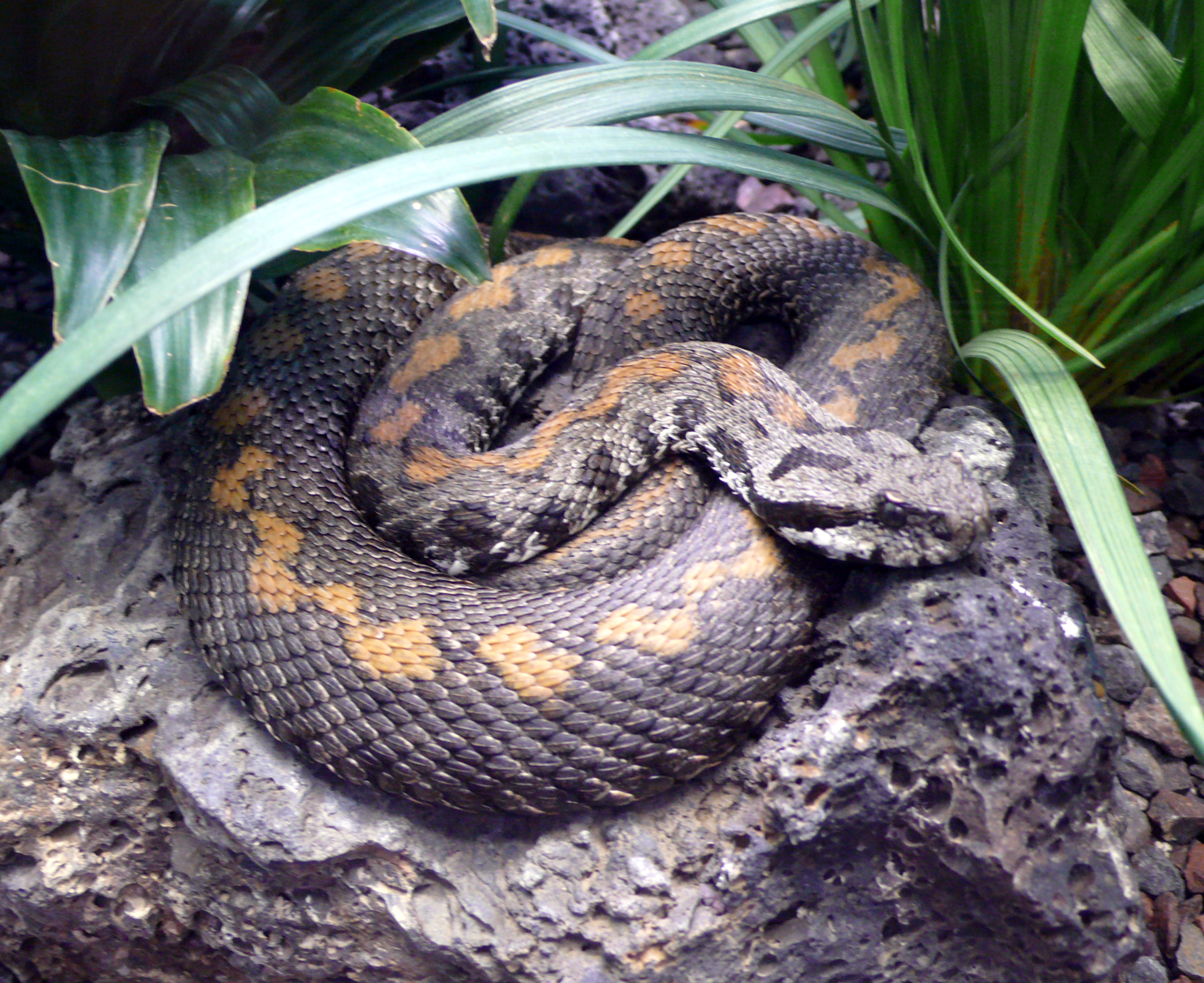
Гадюка Радде в зоопарке г.Сент-Луис (США).
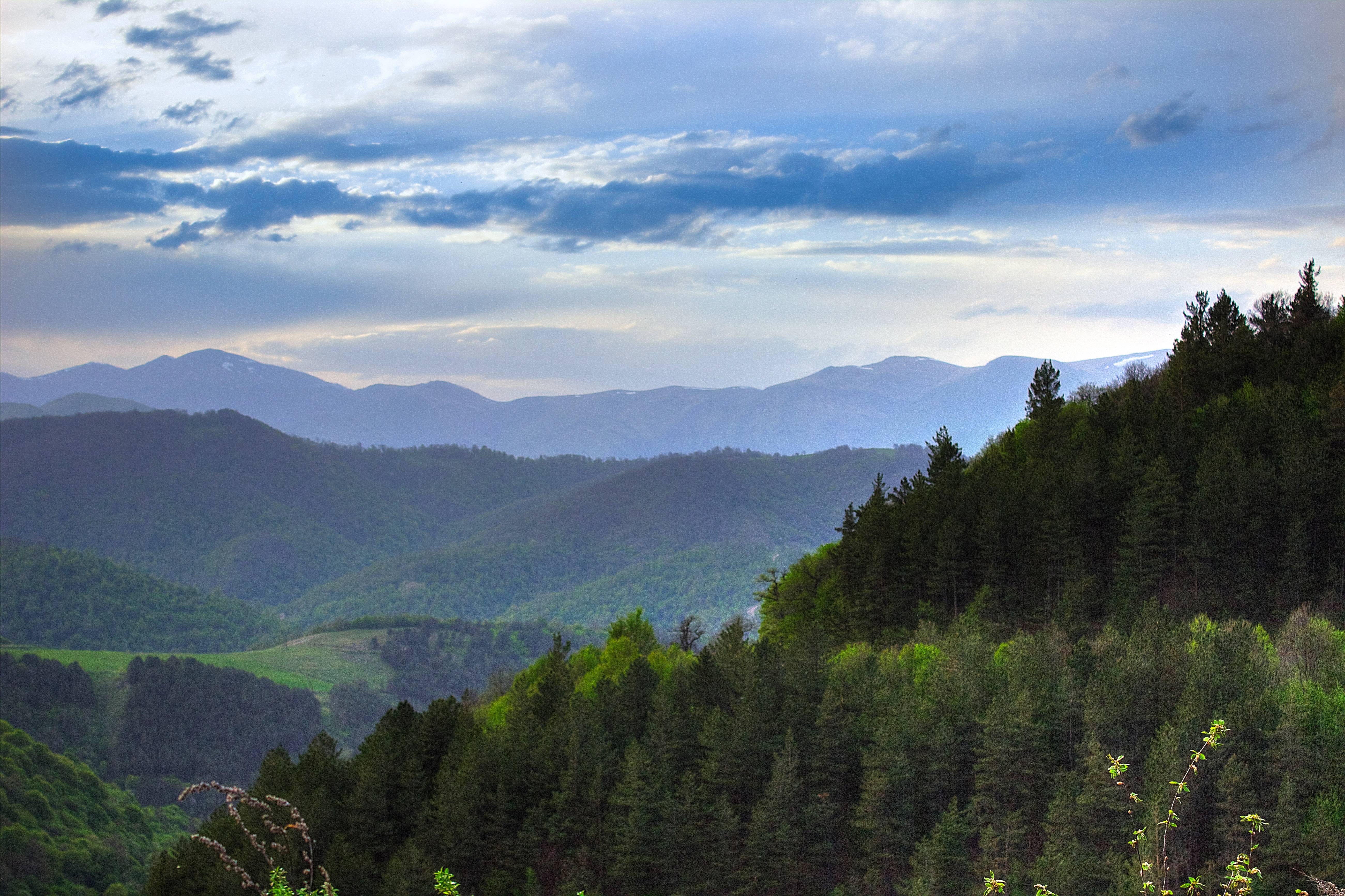
Дилижанский национальный парк.
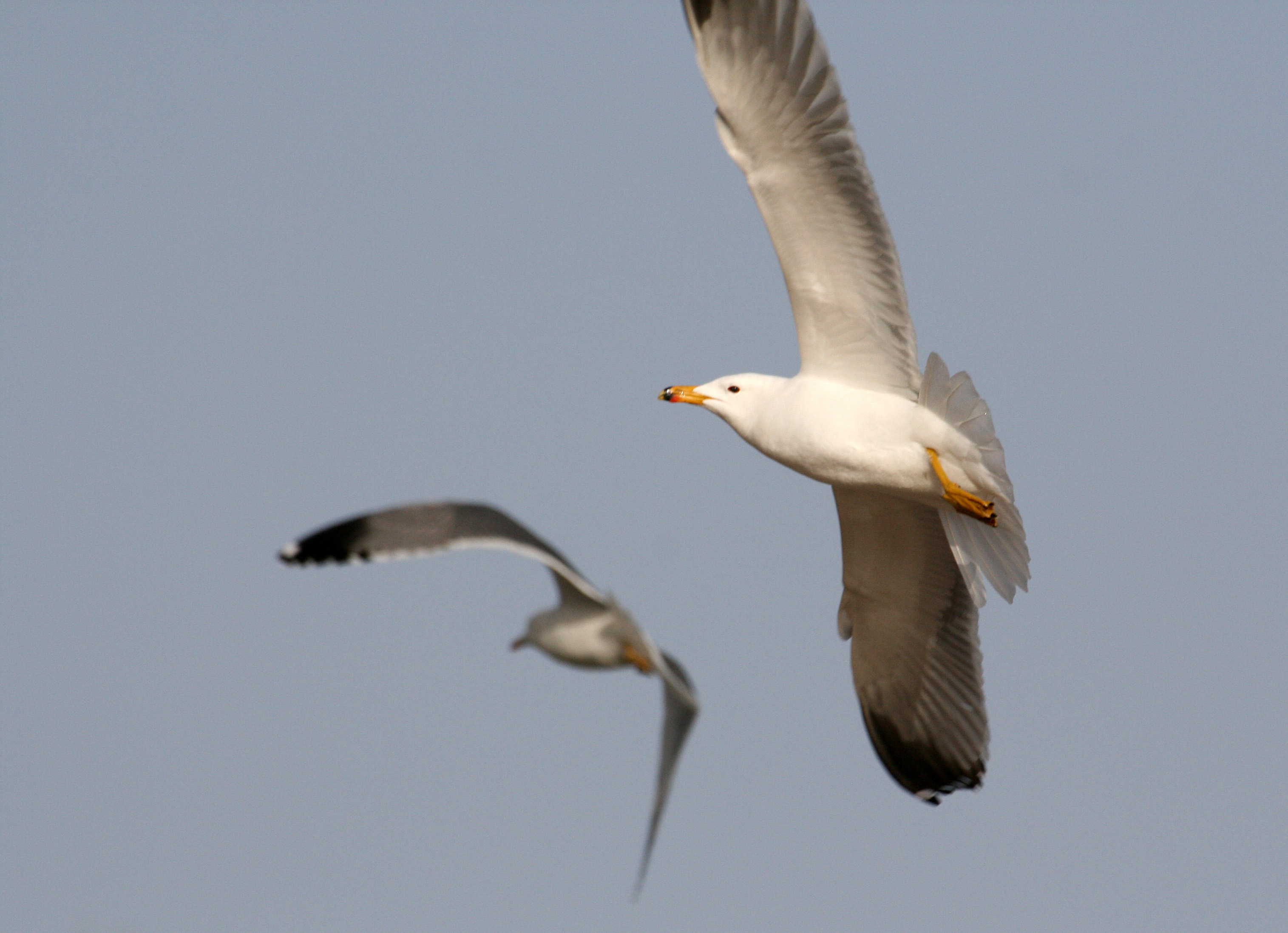
Армянская чайка (Larus armenicus).
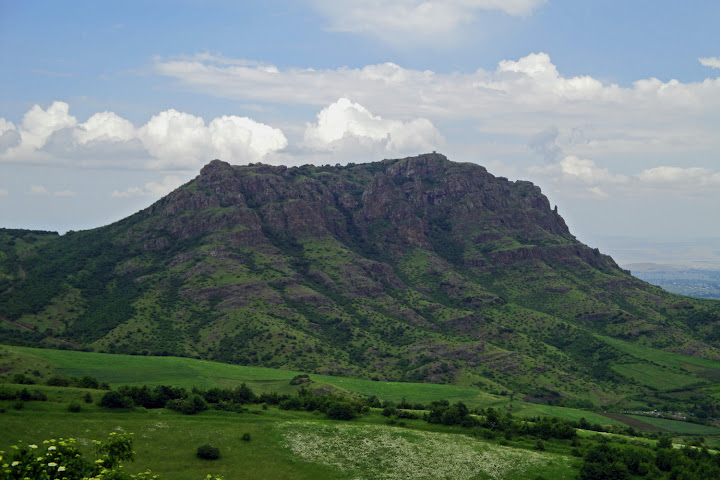
Гора Паравакар.
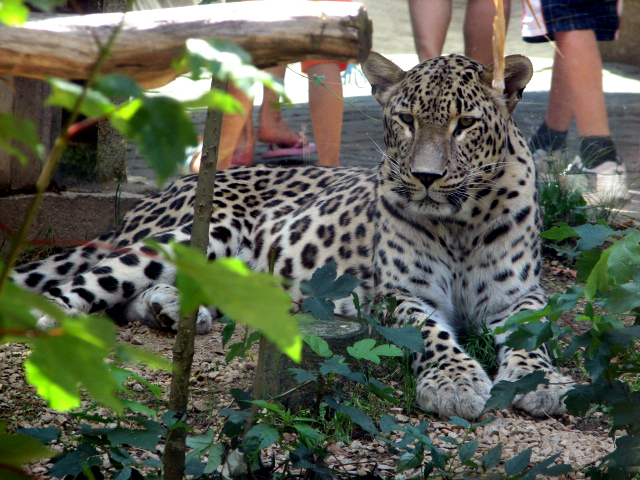
Переднеазиатский леопард в зоопарке г.Йиглава (Чехия).

## Символы государства

### Флаг
Флаг Армении представляет собой прямоугольное полотнище из трёх равных горизонтальных полос: верхней — красного, средней — синего и нижней — оранжевого цвета. Отношение ширины флага к его длине составляет 1:2. Флаг Армении был принят Верховным Советом Республики Армения 24 августа 1990 года. 15 июня 2006 года Национальное Собрание Республики Армения приняло новый закон «О государственном флаге Республики Армения».
Правительство Армении трактует значение цветов следующим образом:
Красный цвет символизирует Армянское нагорье, постоянную борьбу армянского народа за существование, христианскую веру, свободу и независимость Армении. Синий цвет символизирует стремление армянского народа жить под мирным небом. Оранжевый цвет символизирует созидательный талант и трудолюбие армянского народа.

### Герб
Герб Армении был принят 19 апреля 1992 года и уточнён законом от 15 июня 2006 года.
Герб составляют следующие элементы: щит — в центре — гора Арарат, которая является символом армянской нации, на её вершине Ноев ковчег, поскольку, согласно в том числе армянской традиции, ковчег после потопа остановился на горе Арарат (согласно Библии — на горах Араратских). Щит разделён на 4 части, которые символизируют четыре независимых армянских царства разных времён (по часовой стрелке): Аршакидов, Рубенидов, Арташесидов и Багратидов.
Лев и Орёл, которые поддерживают щит, символизируют собой мудрость, гордость, терпение и благородство. Основной цвет герба Армении — золотистый, царств исторической Армении — красный и синий, гора Арарат в центре Герба изображена на щите оранжевого цвета. Указанные цвета традиционно использовались в гербах и стягах царских династий Армении и аналогичны цветам флага Республики Армения.
Внизу щита находятся ещё пять элементов: разорванная цепь, меч, пшеничные колосья, ветвь и лента.

### Гимн
Гимн Армении — композиция «Наша Родина» (арм. Մեր Հայրենիք, «Мер Айреник», дословно — «Наше Отечество»). Утверждён 1 июля 1991 года, переутверждён законом от 25 декабря 2006. За основу взят гимн Первой Республики Армении 1918—1920 годов. Автор стихов — Микаэл Налбандян (1829—1866), автор музыки — Барсег Каначян (1885—1967). При исполнении гимна на большинстве официальных мероприятий используются только первая и четвёртая строфы.

Флаг Армении
Герб Армении
- Гимн Армении

## История

### Мифологическая история

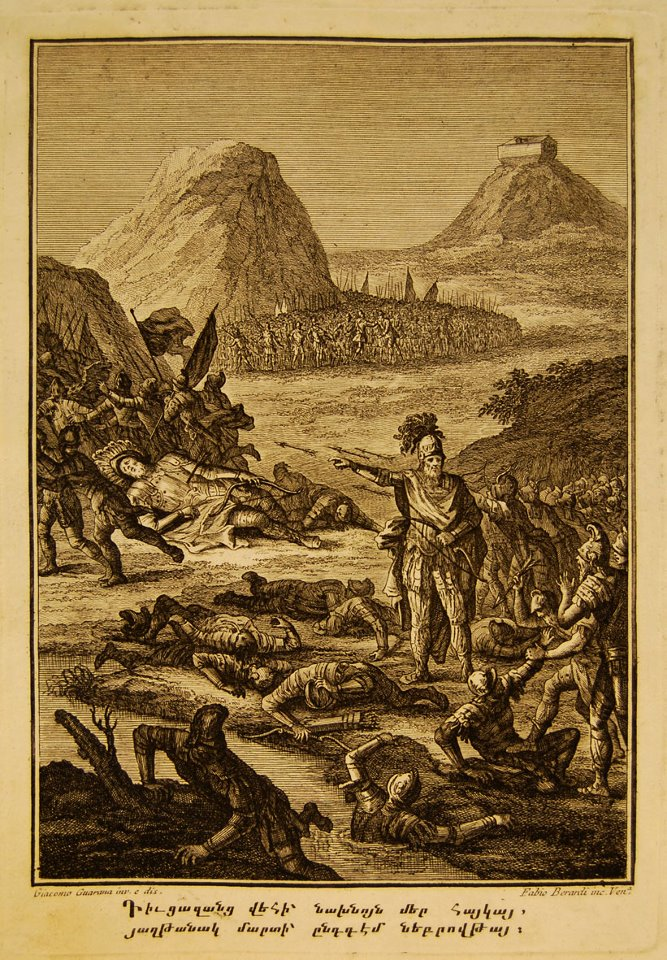
Легендарный прародитель армян Хайк, картина XVIII века

Согласно древнеармянскому преданию, армянское государство основал легендарный прародитель армян Хайк, очертивший границы страны вокруг трёх озёр: Вана, Урмии, Севана — и горы Арарат. Правитель Вавилона титан Бэл вторгся в созданное Хайком царство, а 11 августа 2492 года до нашей эры в местности Хайоц дзор (букв. — «армянская долина») между ними состоялось сражение, в результате которого Хайк убил Бэла выстрелом из лука. Таким образом, Хайк стал основоположником Армянского царства, а народ его обожествил. Сами армяне начали называть себя hay, а свою страну Hayk', или Hayastan, подчёркивая свою родословную от легендарного первопредка.

### Доисторическая эпоха
На севере Армении, в Лорийском плато, были обнаружены более 20 разновозрастных ашельских памятников, расположенных, главным образом, в предгорьях вулканического Джавахетского хребта. Среди них преобладают поверхностные местонахождения (Благодарное, Даштадем, Норамут и др.), на которых собрано свыше тысячи ашельских изделий из местного гиалодацита, включая около 360 ручных рубил. Обнаружены также три стратифицированных памятника (Мурадово, Карахач и Куртан), впервые доставившие среднеашельские и раннеашельские технологии. Открытые в северной Армении памятники содержат следы древнейших миграций ранних людей за пределы Африки. Раннеашельские материалы Карахача по возрасту близки древнейшим раннеашельским индустриям Восточной Африки (около 1,5—1,8 млн лет назад).
Следы обитания древнейшего человека были обнаружены в различных районах Армянского нагорья: в Арзни, Нурнусе и других местах были обнаружены стоянки с каменными орудиями, а в Арени, Разданском ущелье, Лусакерте и др. были найдены пещеры-жилища. Возраст самых древних обнаруженных каменных орудий составляет 800 тысяч лет. Были также найдены стоянки первобытных людей эпохи неолита. В горах были обнаружены многочисленные наскальные рисунки со сценами охоты. Первые земледельческие и скотоводческие поселения на территории будущей Армении возникли в Араратской долине и на территории современной Ширакской области.
На территории современного Еревана в районе Шенгавита, было обнаружено поселение начала бронзового века, датирующееся V—III тысячелетиями до н. э.
Данные археологических раскопок подтверждают, что жители Армянского нагорья ещё в глубокой древности овладели многими ремёслами. Так, известно, что уже в V—IV тысячелетии до н. э. они умели плавить медь, а во II тысячелетии до н. э. — железо.
В Армении при раскопках пещеры Арени в сентябре 2008 года была найдена самая древняя обувь, возраст которой более 5500 лет. Находка датируется периодом энеолита (3600—3500 годами до н. э). Это мягкие туфли с заострёнными концами — чарохи. Обнаруженная обувь стала самой старой археологической находкой в Европе и Азии. По мнению специалистов, эта обувь почти не отличается от той, которую носили в армянских селениях.

### Античность

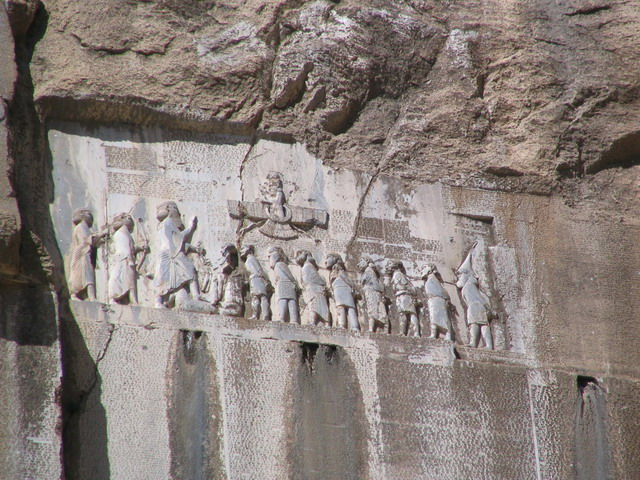
Бехистунская надпись Дария I с упоминанием Армении. VI век до н. э.

Согласно советскому востоковеду И. М. Дьяконову, с XII века до н. э. на территории Армянского нагорья происходил процесс формирования армянского народа, который завершился к VI веку до н. э. Основными компонентами этногенеза армян были такие народы, как хурриты, урарты, лувийцы и племена-носители протоармянского языка. Окончательное слияние урартов с армянским народом завершилось к IV—II векам до н. э.
Армянский народ — физический и культурный преемник всего древнего населения нагорья — в первую очередь, хурритов, урартов и лувийцев. Таким образом, история армянского народа — прямое продолжение их истории.
Некоторые историки, например, И. Дьяконов, выдвигают гипотезу существования уже в первой половине VI века до н. э. на бывших территориях Урарту самостоятельного Армянского царства под эгидой Мидии. Американский историк Р. Хьюсен считает существование Армянского царства ко времени мидийского завоевания достаточно определённым. В то же время, признано, что зачатки армянской государственности уходят раньше периода VI века до н. э.
После падения государства Урарту в начале VI века до н. э. Армянское нагорье находилось некоторое время под гегемонией Мидии, а после было частью империи Ахеменидов. В составе державы Ахеменидов Армения находилась со второй половины VI века до н. э. до второй половины IV века до н. э. разделённая на две сатрапии — XIII (западная часть, со столицей в Мелитене) и XVIII (северо-восточная часть).
В результате персидского похода Александра Македонского, держава Ахеменидов пала и Армения обрела независимость. В 331—200 годах до н. э. существовало армянское государство Великая Армения, или Айраратское царство, со столицей в Армавире (недалеко от современного Еревана). Фактически независимая ещё при жизни Александра, формально царство обрело независимость после его смерти, в 321 году до н. э. В стране правила династия Ервандидов.
После кратковременного завоевания Селевкидами в 200 году до н. э. Армения вновь обрела независимость, когда в 189 году до н. э. царь Арташес I основал государство Великая Армения. Уже в период Арташеса, как известно из сообщения Страбона, всё население Армении говорило на одном языке — армянском, хотя языком правительства и двора, с большой примесью персидских выражений, вплоть до первой половины II века до н. э. оставался имперский арамейский. Примерно в 163 году до н. э. свою независимость провозгласила и Коммагена. Малая Армения как независимое государство просуществовала до 115 года до н. э., после чего была захвачена сначала понтийцами, затем римлянами.

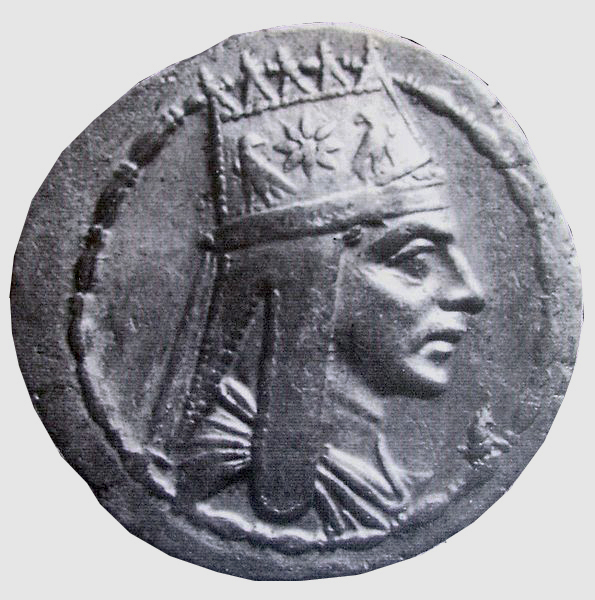
Царь царей Тигран II Великий, 95—55 годы до н. э.

В 95 году до н. э. на трон Великой Армении взошёл Тигран II Великий. Благодаря завоевательным походам Тиграна II, Великая Армения превратилась в крупную империю, простиравшуюся от Каспийского моря до Палестины и Египта.
Будучи втянутой в войну с Римом на стороне Понтийского царства (Тигран II был зятем и союзником понтийского царя Митридата VI), Армения подвергается вторжению римлян во главе сначала Луция Лукулла (69—68 до н. э.), затем Гнея Помпея Великого (66 до н. э.), одновременно вынужденная отражать нападения парфян с востока. Потерпев поражение от римлян, Тигран II заключил мир с Помпеем, по которому Армения объявлялась «другом и союзником римского народа». Тигран лишился всех завоеваний, кроме собственно Великой Армении и части земель, захваченных у Парфии.
Впоследствии Великая Армения превратилась в буферное государство между Парфией и Римом, а позднее (в III—IV вв. н. э.) — между Римом и сасанидским Ираном. Династия Арташесидов пресеклась после смерти Тиграна IV в 1 году н. э. и отречения его сестры Эрато (которая позже ненадолго вернёт себе трон в 6—12/14 годах).
В течение первых 60 лет нашей эры, в Армении переменно правили то римские, то парфянские ставленники. В 58—63 годах происходила римско-парфянская война за контроль над Арменией. После поражения Рима был заключён Рандейский мирный договор, согласно которому брат парфянского царя Вологеза I Трдат I был признан независимым царём Армении; восстанавливались также границы Армянского государства. В стране была установлена новая династия армянских Аршакидов.
До начала III века против Армении было лишь 3 опасных римских наступления, но ни одно из них не привело к уничтожению Армянского государства. Период вплоть до первой четверти III века являлся сравнительно благополучным в жизни армянского народа; считается, что в этот период армяне не испытывали особого угнетения также в идеологическом отношении.
Примерно в 252 году, после сасанидского переворота в Иране, Армения была захвачена Шапуром I. Правителем Армении был назначен его сын с титулом — Vazurg Šāh Arminān — «Великий царь армян». Аршакиды с помощью римлян смогли вернуть себе трон Великой Армении в 287 году, что было окончательно подтверждено по Нисибисскому договору 298 года.
Переломным историческим событием становится принятие Великой Арменией христианства в качестве государственной религии при царе Трдате III в первые годы IV века.
Армения — первая страна, принявшая христианство в качестве государственной религии, что отодвинуло позицию Армении в сторону Римской империи, где впоследствии также приняли христианство.
В результате захватнической политики Сасанидов и Рима, в 387 году Армения была разделена между этими двумя державами, но царская власть Аршакидов в восточной части, была сохранена вплоть до 428 года. После этого Армения управлялась марзпанами, иногда выбираемыми из числа армянского дворянства. При сасанидском дворе армяне имели и другие привилегии.
Важнейшим культурным событием той эпохи стало создание примерно в 405 году армянского алфавита М. Маштоцем, чему способствовало также чувство национального единства. Он окончательно обеспечивает духовную независимость армян от соседних стран.
После утраты независимости Армянского царства, и особенно с середины V века, крайне усиливаются религиозные притеснения Сасанидов, путём попыток навязать армянам зороастризм. Персы, однако, не были успешны в своём стремлении ассимилировать армянский народ. В мае 451 года происходит Аварайрская битва, завершившаяся пирровой победой персов, не приведшая к осуществлению их намерения дехристианизации страны.
С античных времён через Армению проходили международные торговые пути, связывающие Рим с Ираном, Индией и Китаем.

### Средние века

Централизованное Армянское царство Багратидов в начале XI века.

В течение 481—484 годов, после очередного восстания против религиозного гнёта Персии, была сделана попытка восстановить армянское государство, однако безуспешно. Тем не менее, после победы в битве при Нерсехапате, армяне сумели обеспечить свою религиозную автономию, когда по Нварсакскому договору Персия признала полунезависимый статус их страны с полной религиозной свободой. Эта самостоятельность позже укрепилась в 554 году, когда Второй Двинский собор отклонил диофизитство, отрезав армян от Запада, к тому времени уже идеологически отделённых от Востока. Почти через столетие, в 572 году, армяне разгромили иранские войска, а значительная часть марзпанской Армении перешла на сторону Византии. В 591 году Армения снова была разделена. Бо́льшая часть страны перешла к Византии, фактически став вассальным государством. Новая граница проходила по реке Азат на севере и до озера Ван на юге. В начале VII века за контроль над Арменией шли ирано-византийские войны.
В середине VII века армянские земли были захвачены арабами. В состав новосозданной области Арминия вошли также Грузия, Арран и области вплоть до Дербентa с административным центром в Двине. В 653 году Армения заключила соглашение с Халифатом, по которому страна переходила в политическую сферу арабов, однако получала фактическое самоуправление. В течение VII—IX веков армяне многократно восставали против арабов.
С начала IX века Армения шла к восстановлению своей независимости. В 885 году Халифат и Византия признали независимость Армянского царства, которое являлось самым большим и мощным феодальным государством древней Армении. В центре Армянского царства находилась область Ширак, расположенная в бассейне реки Ахурян. Установившаяся новая монархия в центральной Армении включала всю нижнюю Армению и большую часть закавказской Армении. Историки эпохи назвали событие «третьим возобновлением царства армянского». В результате феодальной раздробленности, а в некоторых случаях — внутренней политики самих Багратидов, на территории Армении в 908 году образовалось Васпураканское царство, в 963 году — Карсское царство, в 978 году — Ташир-Дзорагетское царство, и в 987 — Сюникское царство. Все эти армянские государства находились в вассальных отношениях с родом Багратидов. После смерти царя Гагика I, из-за соперничества его сыновей за трон, в 1022 году централизованное армянское государство временно делится между двумя братьями, а через два года под давлением Византии Ованес-Смбат завещал после своей смерти передать царство последним. В 1045 году византийцам удаётся пленить армянского царя Гагика II, а впоследствии завоевать столицу страны, Ани и Ширакскую область, уничтожив таким образом Армянское царство. В последовавшие десятилетия византийцы продолжили свою антиармянскую политику.

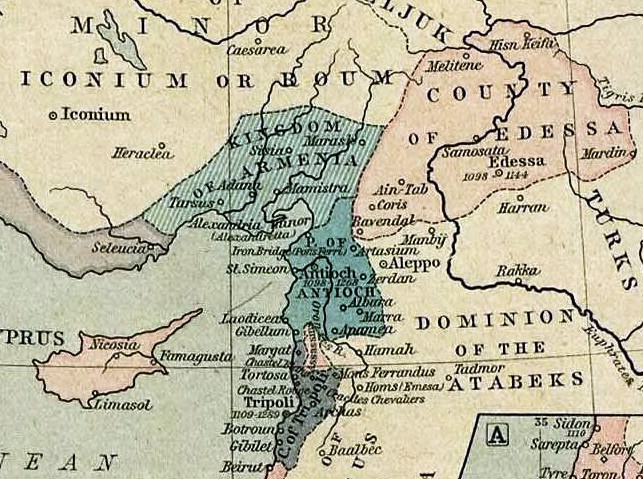
Киликийское армянское царство (светло-синим) и соседи в 1140 году. Изд. 1849 год.

В середине XI века начались сельджукские нашествия, нанёсшие катастрофический удар по армянскому этносу. В 1048 году в Армению вторгся Тогрул-бек, а в 1064 году — Алп-Арслан. После битвы при Манцикерте в 1071 году большая часть армянских земель, за исключением Сюникского и Ташир-Дзорагетского царств, а также Хаченского княжества, была завоёвана турками-сельджуками. В 1072 году династия Шеддадидов получила от сельджуков в вассальное владение бывшее Анийское царство, образовав Анийский эмират. С 1100 года значительная часть Западной Армении находилась в границах государства Шах-Арменидов. Утрата национальной государственности после завоевания Византией, а также нашествие сельджуков привели к массовому исходу армянского населения из захваченных территорий в Киликию, Грузию, Польшу и другие регионы.
В конце XI века армянская государственность сместилась на запад, в историческую Малую Армению, Каппадокию, Киликию и Приевфратье. Здесь армянами были основаны государство Филарета Варажнуни, Кесунское княжество, Эдесское княжество, Княжество Мелитены, Княжество Пир. Но наиболее примечательным из западных армянских государств было Киликийское армянское царство. Основанное в 1080 году, оно просуществовало три столетия, ведя успешные войны с сельджуками и Византией. В 1198 году армянское княжество Киликии преобразовалось в королевство — «Все армяне радовались, ибо они в лице Левона, благонравного и боголюбивого царя армянского, увидели восстановление и обновление своего государства. » — пишет современник. Армянское царство было признано императором Священной Римской империи Генрихом IV, папой Целестином III и византийским императором. Пережив все соседние государства крестоносцев, армянское королевство Киликии пало в 1375 году под ударами Мамлюкского султаната.

Восточная Армения в начале XIII века — Армянское княжество Закаридов

В конце XII — начале XIII века, во времена правления грузинской царицы Тамары, значительная часть армянских земель вошла в состав усилившегося Грузинского царства. В этот период в Восточной Армении правит род Закарянов. В 1207 году владения Шах-Арменидов перешли к Аюбидам. В 1225 году на Армению предпринимает нашествие Джелал ад-Дин. В 1236 году Армения была захвачена монголами, ещё ранее совершавшими разведывательные нападения. В 1386 году армия Тамерлана впервые вступила в Армению. Параллельно, в течение XIII—XIV веков в Армении происходил процесс постепенного вытеснения армянской знати пришлой военно-кочевой знатью — монгольской, тюркской и курдской.
В результате многовековых иноземных нашествий, армянские земли оказались заселены тюркскими кочевыми племенами. После смерти Тамерлана в 1405 году восточные регионы Армении вошли в состав огузского племенного союза Кара-Коюнлу со столицей в Тебризе. Ещё через полвека все владения Кара-Коюнлу отошли новому племенному союзу кочевников — Ак-Коюнлу. Местное население, подвергаясь грабительским набегам кочевых племён, было вынуждено выбирать между истреблением, рабством и массовой эмиграцией в соседние страны. В ходе набегов уничтожались и разграблялись производительные силы и памятники материальной культуры. Об этом периоде известный российский востоковед А. П. Новосельцев пишет: «В Армении государственность восстановить не удалось. Одна из причин состояла в том, что на территории, населённой армянами, расселилось особенно много тюрок-кочевников, сгонявших коренное население с его земель».
Армянское государственно-политическое устройство к XV—XVI векам сохранилось в Нагорном Карабахе, где продолжало своё существование Хаченское княжество.

### XVI—XVIII века
К 1510 году иранский шах Исмаил I, основатель династии Сефевидов, разгромив Ак-Коюнлу, захватил, в числе его прочих владений, Восточную Армению. Это, однако, было лишь началом многовекового соперничества за господство в Закавказье между Оттоманской империей и Сефевидской Персией. Армения превратилась в поле битвы между могущественными соседями. В середине XVI века Османская империя и Персия после 40-летней войны договорились о разделе сфер влияния. Восточные армянские земли отошли Сефевидам, западные — османам. Это, однако, лишь на некоторое время приостановило опустошительные войны, в ходе которых обширные территории Закавказья переходили из рук в руки.
С созданием государства Сефевидов территория Армении была преобразована в беглербегство со столицей в Эривани. Исмаил I, всецело опиравшийся на поддержку тюрков-кызылбашей, назначал своими наместниками исключительно племенных вождей. Армения, в частности, стала наследственным ульком племени устаджлу. Весь Иран и прочие страны, непосредственно подчинённые кызылбашам, были разделены на ульки (феодальные наделы) между главами тех или иных племён. Кроме того, обширные территории передавались в пользование воинам из этих племён. С таких территорий старое население, как правило, изгонялось. Так происходило, в частности, в Армении. После смерти Исмаила I, в период междоусобных войн, на территории Армении также обосновалось племя румлу. Власть племени устаджлу и его правителей сохранялась вплоть до османского завоевания в конце XVI века.
После изгнания османских войск в начале XVII века при шахе Аббасе I беглербегство вновь было восстановлено и просуществовало вплоть до падения династии Афшаридов. Одним из важнейших событий в истории армян стало решение шаха Аббаса I о переселении армян в центральные области Ирана, получившем в историографии название «Великий сургун». В 1603 году, воспользовавшись беспорядками в Османской империи, шах Аббас I выступил в Закавказье и завладел значительной частью Армении. Затем, избегая сражения с превосходящими османскими силами, иранская армия отступила, поголовно угоняя местное население и разрушая и опустошая на своём пути всё, что могли использовать для крова и пропитания наступающие турки-османы. По приказу шаха в 1604—1605 годах были разрушены многие армянские сёла и города, а их жители — насильно переселены во внутренние районы Персии. Согласно различным оценкам, число армян, переселённых таким образом в Иран, составило примерно 250—300 тыс. По-разному оцениваются и людские потери, понесённые в ходе переселения, но все серьёзные исследователи сходятся на том, что число погибших составило несколько тысяч — главным образом, женщин, детей и стариков. Выселение жителей пограничных областей в центральные области Ирана продолжалось около восьми лет, до заключения в 1612 году мирного договора с Турцией, но и в более поздний период население некоторых областей Армении перемещали в район Исфахана.
В середине XVIII века, при Надир-шахе, сефевидские беглярбегства были упразднены. Смерть Надир-шаха в 1747 году и ослабление централизованной власти привели к распаду империи на более или менее самостоятельные государственные образования — ханства, султанства, меликства. В частности, в этот период на территории Восточной Армении появились Нахичеванское и Эриванское ханства.
В конце XVII — начале XVIII веков, главной фигурой национально освободительной борьбы становится Исраэль Ори, искавший политических союзников сначала в Западной Европе, а затем и в России. В 1722 году армяне Сюника и Нагорного Карабаха подняли восстание против персидского господства (см. также Освободительная борьба армян Нагорного Карабаха). Восстание возглавляли Давид Бек и Есаи Гасан-Джалалян, сумевшие на несколько лет свергнуть иранское господство. К середине XVIII века полуавтономные феодальные владения всё ещё сохранились в горах Карабаха. Существовавшие там Меликства Хамсы, наряду с Зангезуром, стали остатками армянского политического устройства и государственности. Российский документ XVIII века сообщает: «в области Карабагской, яко едином остатке древния Армении сохранявшем чрез многие веки независимость свою…». Армянское национально-освободительное движение оживляется во второй половине XVIII столетия. В 1763 году с помощью армянских меликов Карабаха пытался организовать движение против персидско-турецкого ига Иосиф Эмин. Уже в 1773 году М. Баграмян выдвинул первую армянскую политическую программу, предусматривающую вооружённое освобождение Армении, установление конституционной монархии и парламентское правление. Чуть позже, в 1788 году, Ш. Шаамирян в труде «Западня честолюбия» изложил республиканские принципы будущего независимого армянского государства. В труде «Ншавак» Шаамирян предлагал создать временное армянское поселение на юге России, в качестве основы для дальнейшего возвращения в Армению.

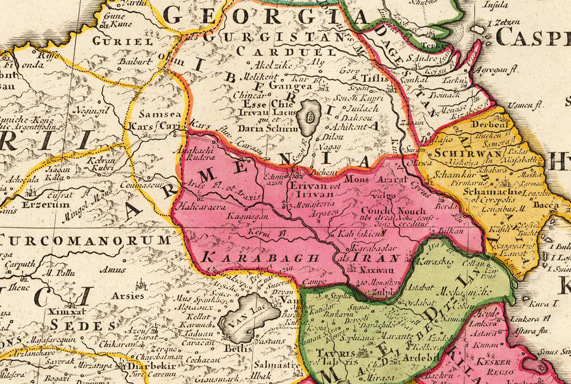
Армения на карте Государства Сефевидов, 1720 год.
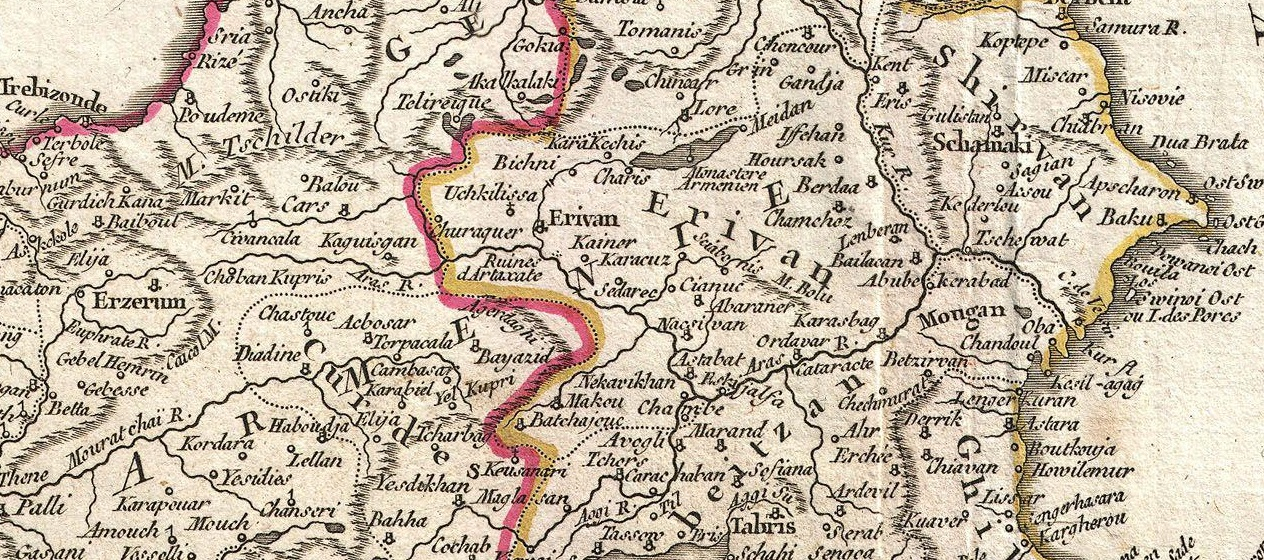
Карта Османской и Персидской империй. Армения показана разделённой между ними, Robert de Vaugondy, 1753 год.
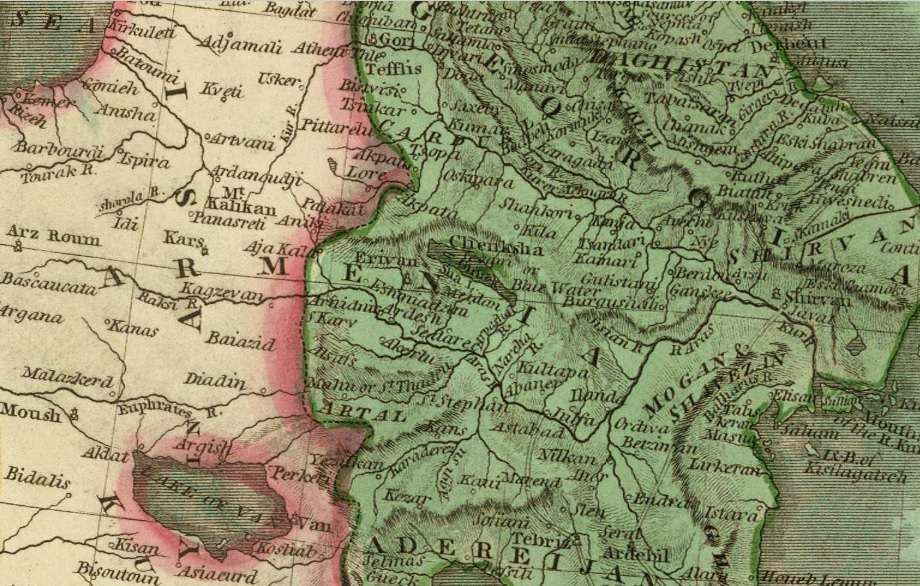
Армения, разделённая между Каджарским Ираном и Османской Турцией. John Thomson, 1817 год.

### XIX век

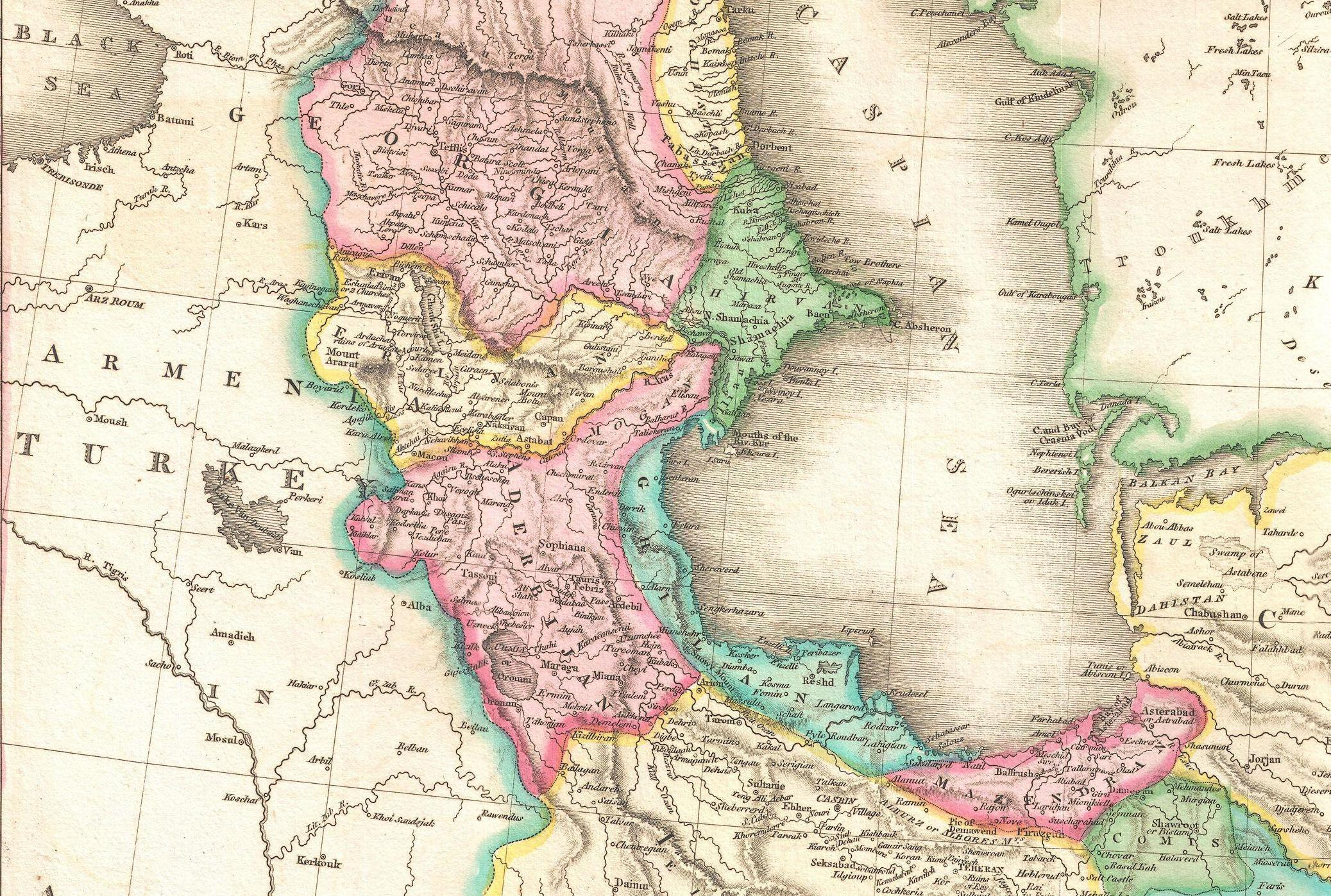
Восточная Армения на карте Персидской империи. Джон Пинкертон, 1818 год.
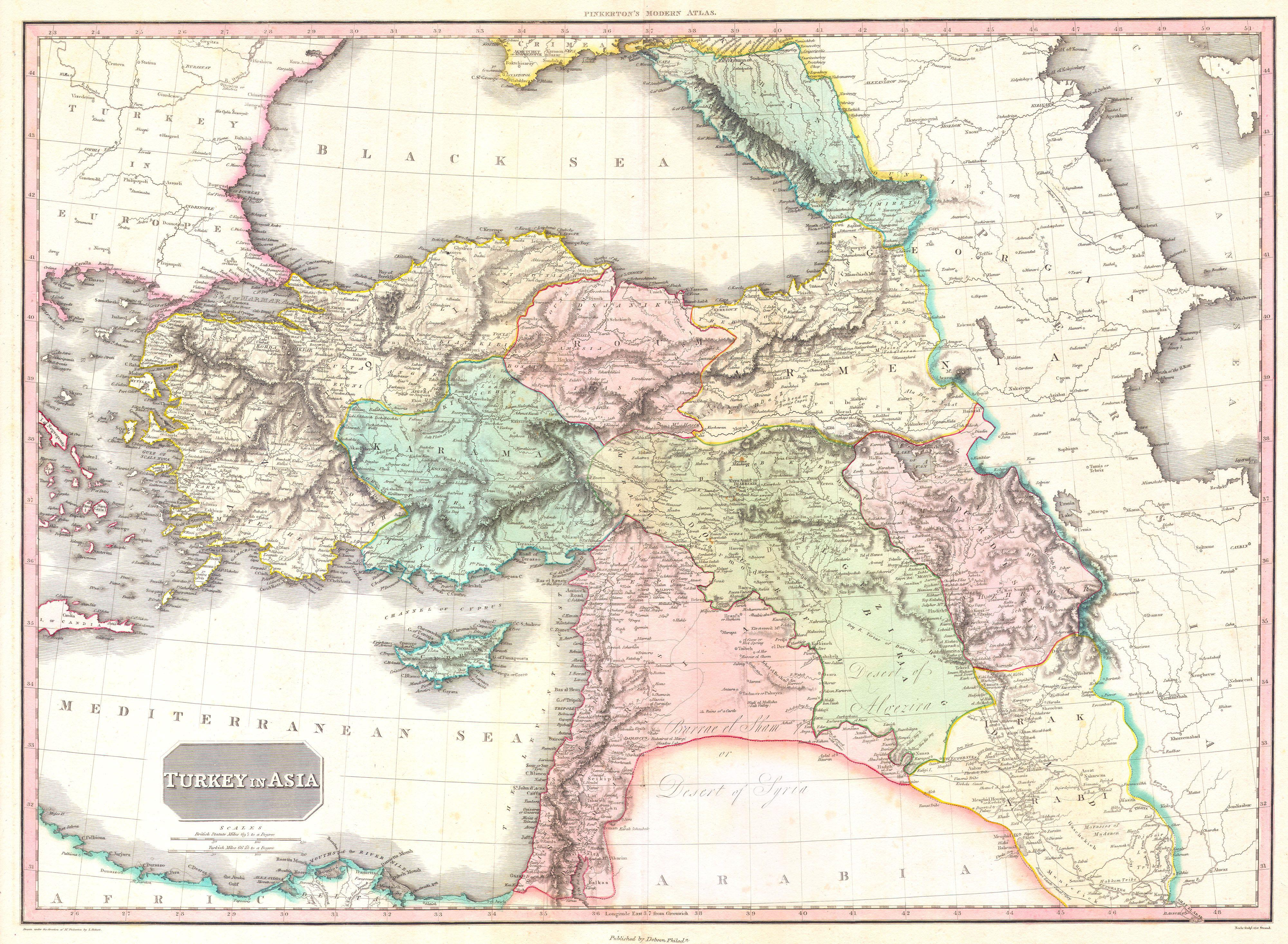
Западная Армения на карте Османской империи. Джон Пинкертон. 1818 год.
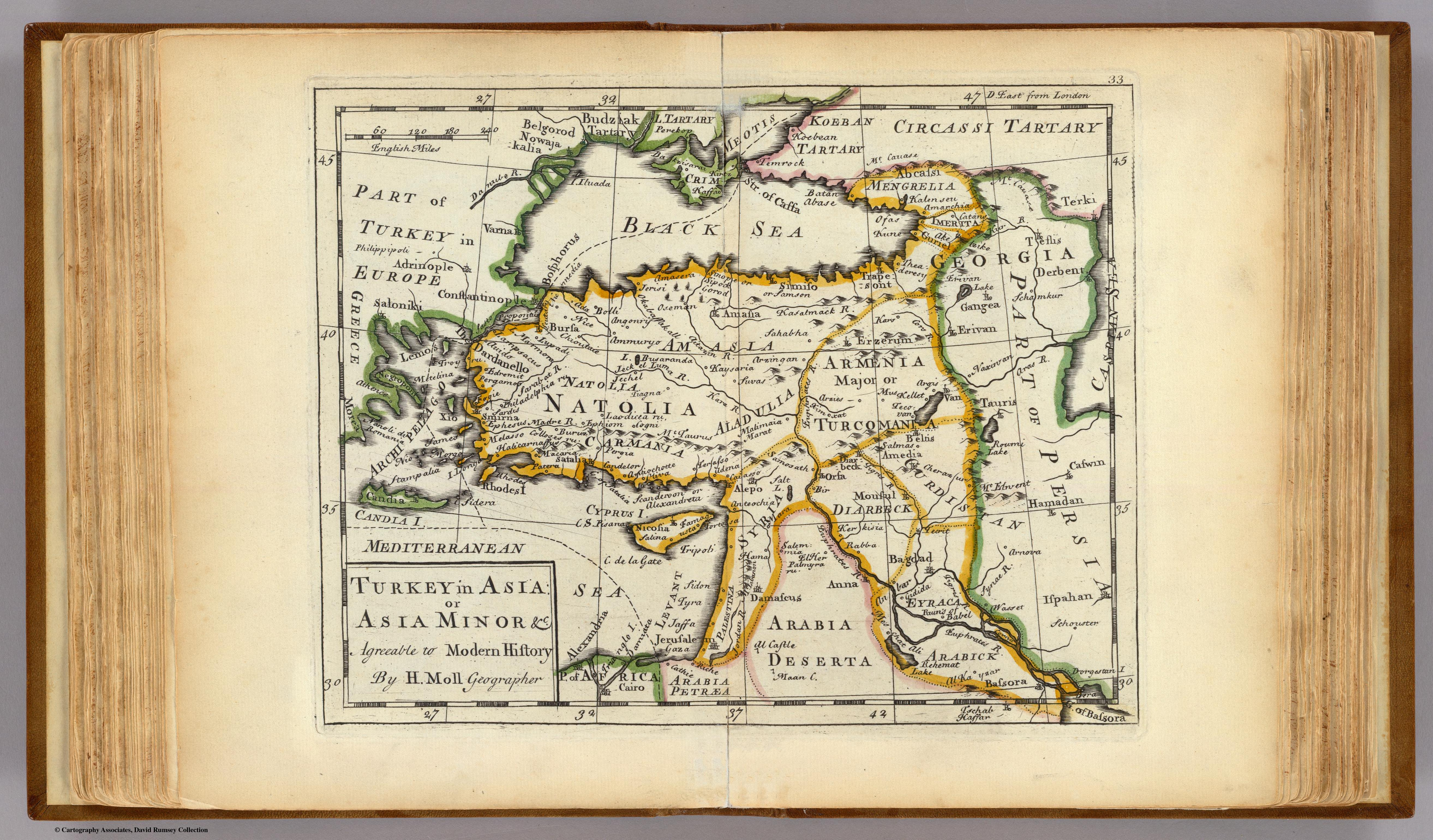
Западная Армения в первой половине XVIII века. Карта голландского картографа Германа Молла (1678—1732).

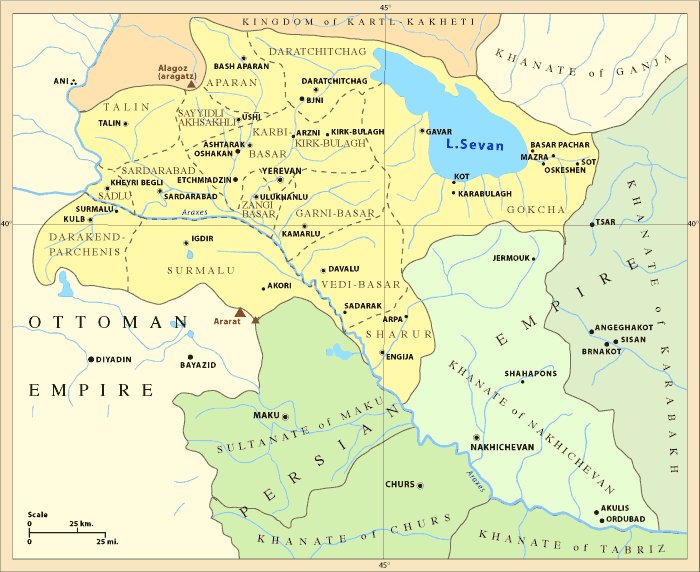
Армянская область (1828—1840) включавшая территории бывших Эриванского (помечено жёлтым) и Нахичеванского (помечено светло-салатовым) ханств.

Уже в первой половине XVIII века о своих интересах в Закавказье заявила третья империя — Российская. В 1801 году к России было присоединено Картли-Кахетинское царство с вассальными территориями — Борчалинским, Казахским и Шамшадильским султанствами, образовавшими три татарские дистанции в составе новосозданной российской Грузинской губернии. Позднее губерния расширилась присоединением Памбака и Шорагяльского султанства. Эти регионы охватывали исторические области Армении Лори и Ширак. Была образована Памбако-Шорагельская дистанция. При этом власть местных феодалов была формально сохранена, но фактическими правителями дистанций были представители русской военной администрации. Таким образом, началось присоединение к Российской империи территорий исторической Восточной Армении, где в начале XX века будет воссоздано самостоятельное армянское государство.
В результате Русско-персидской войны (1826—1828) Россия завладела Эриванским и Нахичеванским ханствами и Ордубадским округом. В 1828 году на территории бывших Эриванского и Нахичеванского ханств и Ордубадского округа (территория Восточной Армении), вошедших в состав Российской империи по Туркманчайскому мирному договору, была образована Армянская область (центр — Эривань; позднее ликвидирована в результате административно-территориальных преобразований). К XIX веку на этих территориях, в результате многовековой эмиграции и изгнания армянского населения, армяне составляли лишь 20 % населения. Была организована репатриация армян, изгнанных ранее из Закавказья в Персию, а также переселение из Западной Армении. Присоединение Восточной Армении к России стало основой для нового армянского культурного ренессанса.
В 1839 году армяне Османской империи получили принятие программы реформ Танзимат. В 1863 году османское правительство признало специальную Армянскую национальную конституцию. В то же время армяне Османской империи подвергались многочисленным дискриминациям. После русско-турецкой войны (1877—1878), в котором активно участвовали российские армяне, на повестке международной дипломатии появился армянский вопрос. По итогам войны, к России перешли значительные территории исторической Западной Армении; российские власти организовали переселение в Закавказье армян. К концу столетия появились первые армянские политические партии: в 1885 году партия «Арменакан», в 1887 году — социал-демократическая партия «Гнчакян», в 1890 году — «Дашнакцутюн». Всё более усилились антиармянские репрессии. В течение 1894—1896 годов в Османской империи произошли массовые убийства армян.

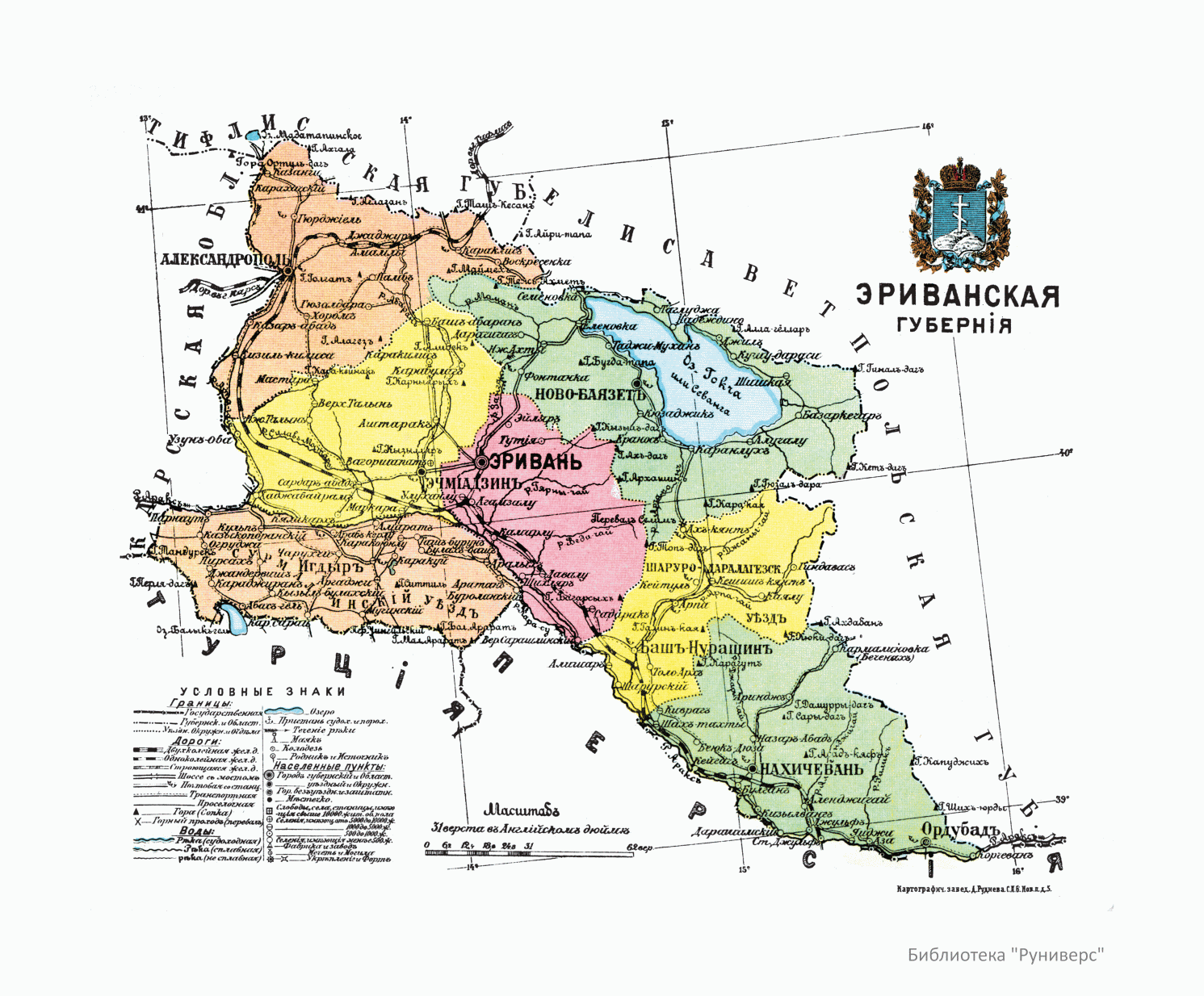
Эриванская губерния (1849—1917)
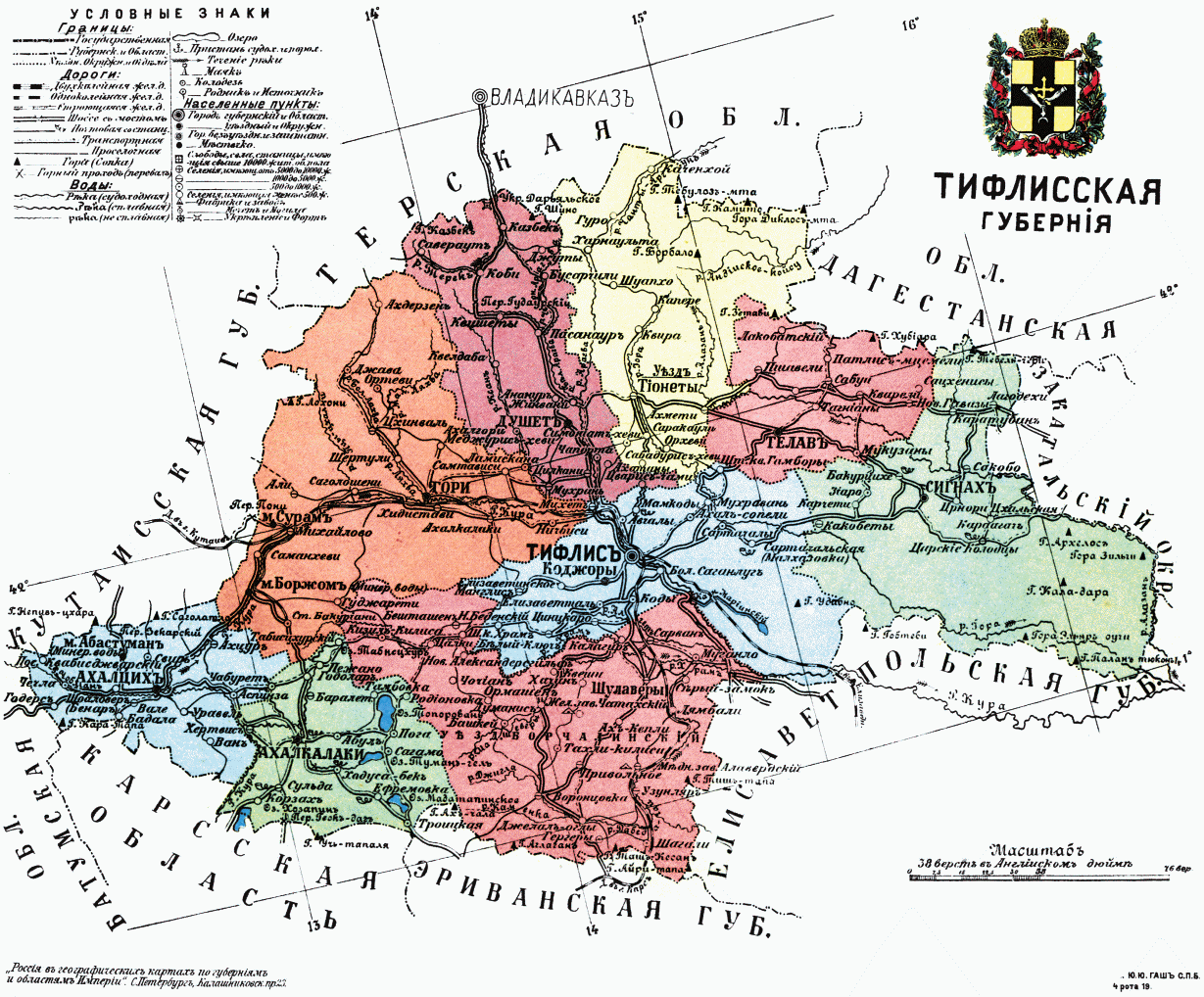
Тифлисская губерния (1846—1917)
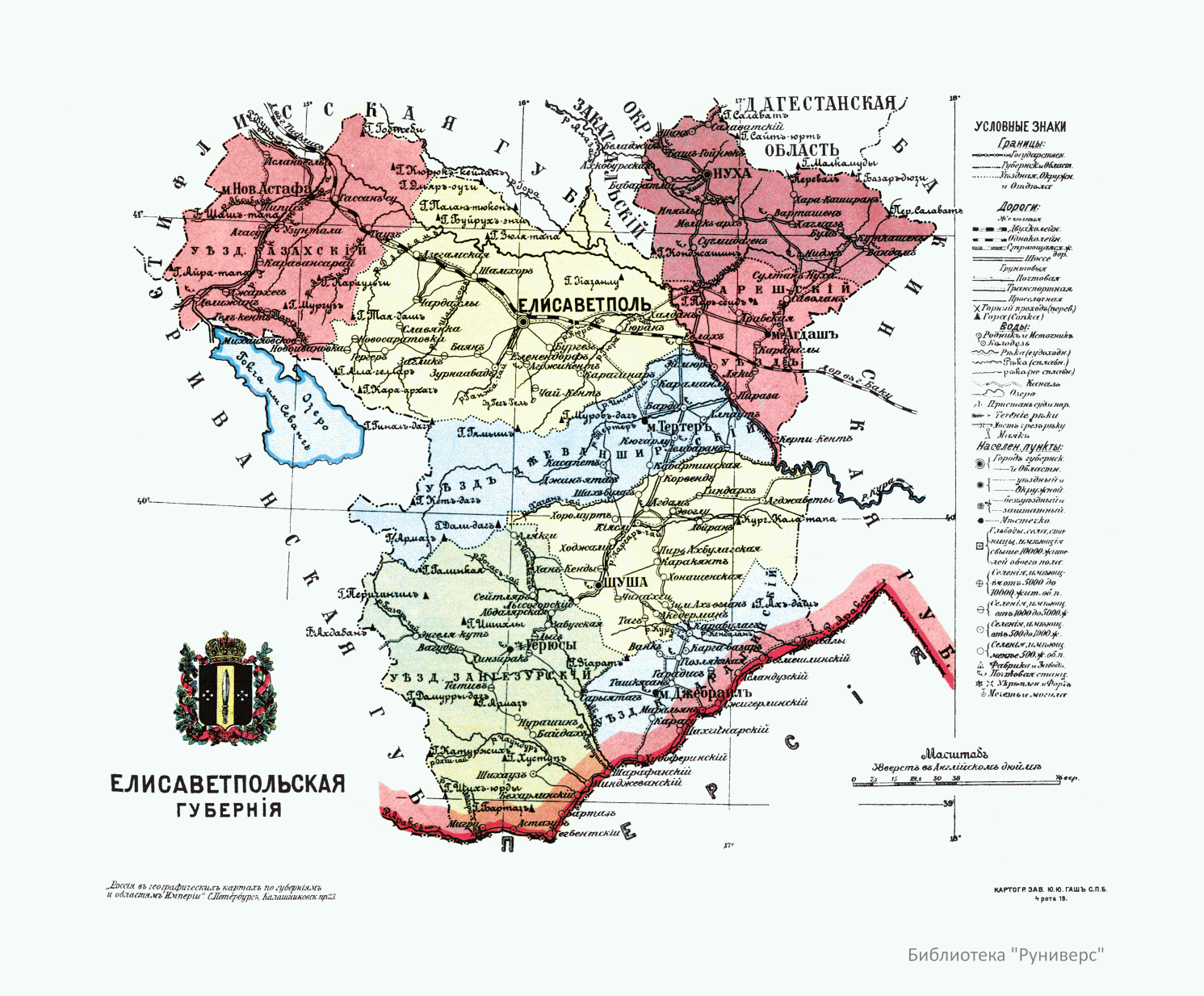
Елисаветпольская губерния (1868—1917)
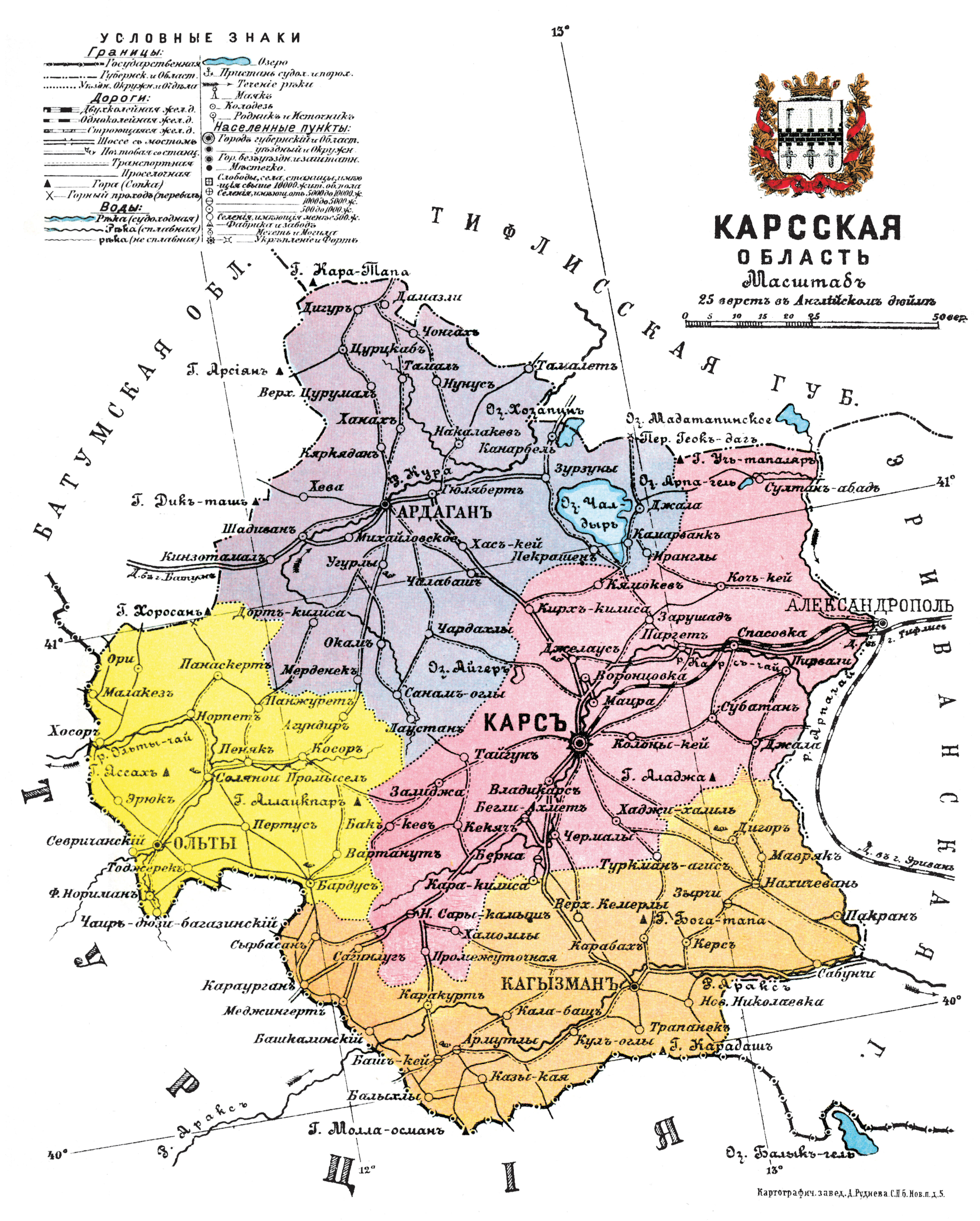
Карсская область (1878—1917)

### XX век

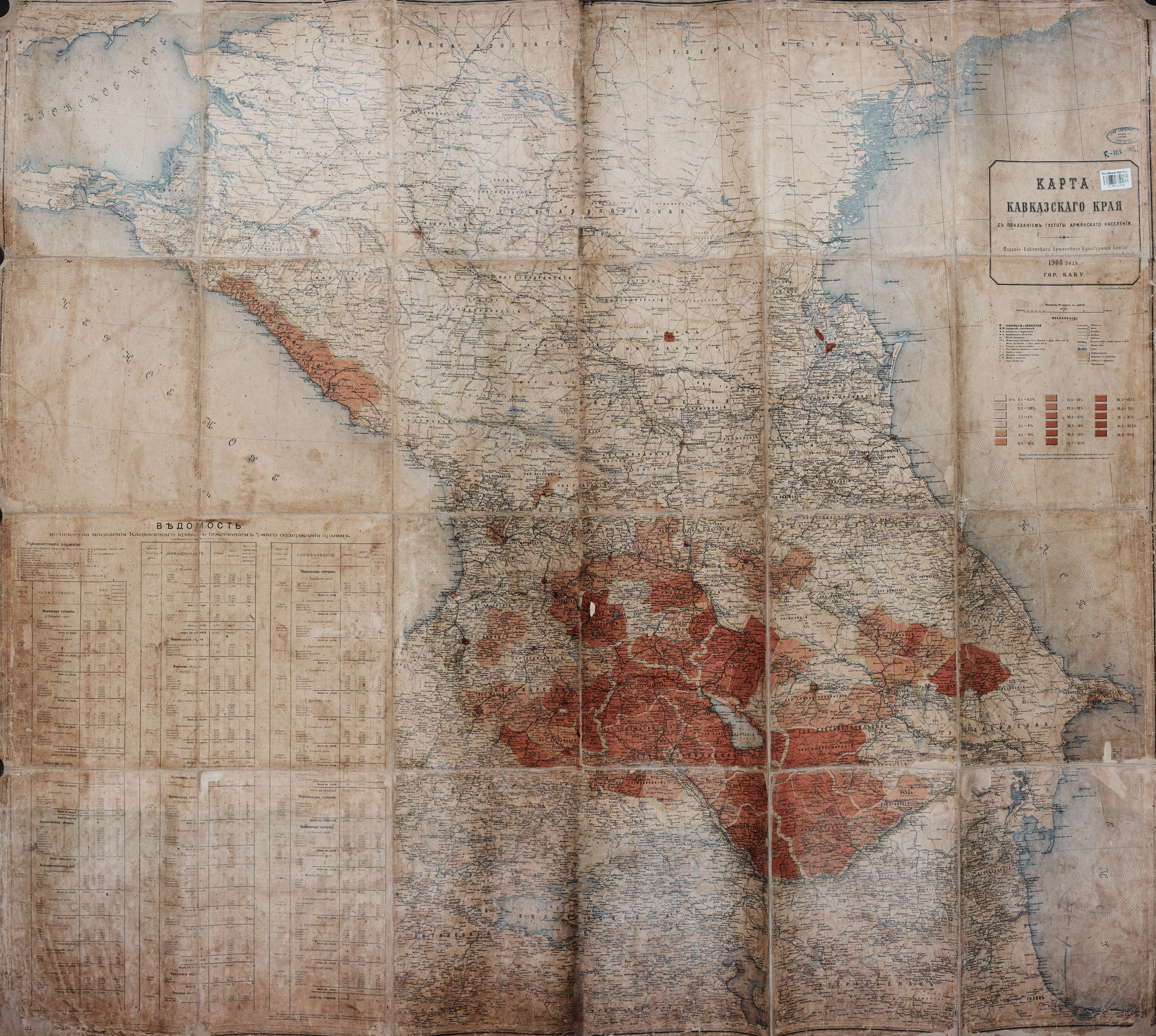
Карта Кавказского края с показателем густоты армянского населения в Российской империи, Издание Бакинского армянского культурного союза, Баку, 1908 год

Вследствие гонения на христиан в Османской империи Армения лишилась значительной части армянского населения в результате геноцида 1915 года. В ходе военной кампании на Кавказском фронте русские войска продвинулись вглубь Османской империи, овладев важнейшими и крупнейшими городами Западной Армении — Эрзерумом, Трапезундом, Ваном, Эрзинджаном и Мушом.

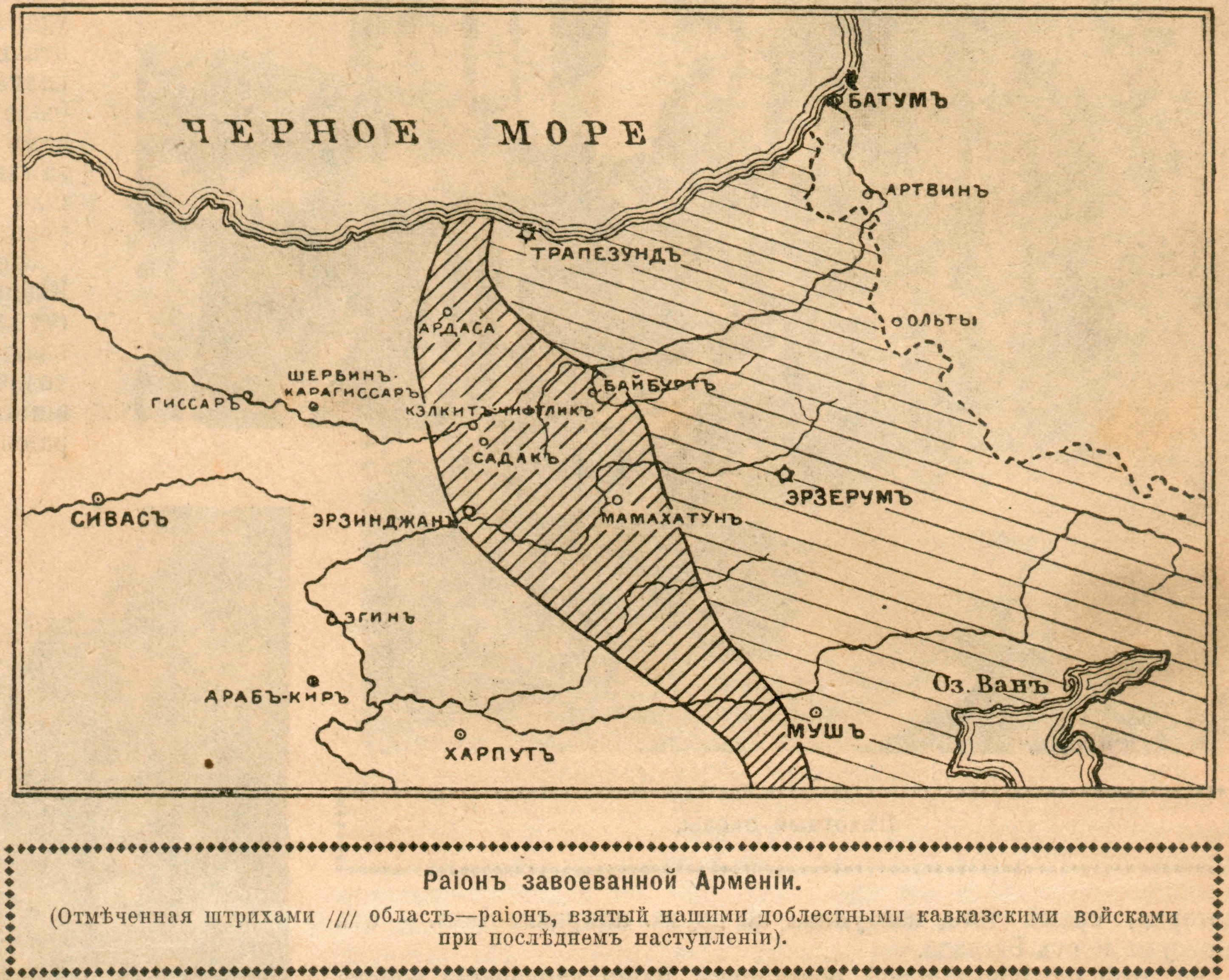
Территория исторической (турецкой) Армении, занятая русскими войсками к лету-осени 1916 года. Журнал Нива № 31-1916.

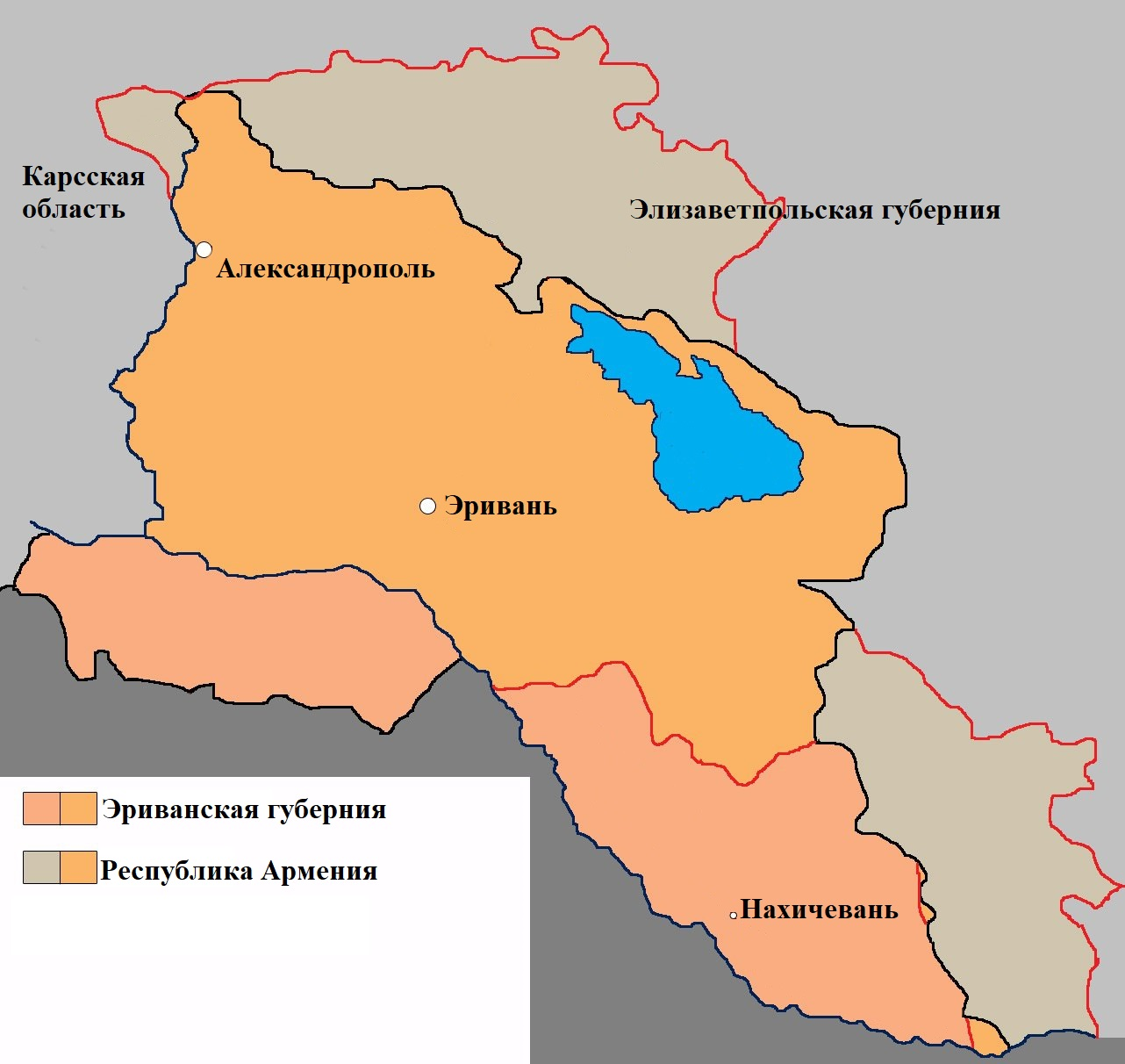
Эриванская и Елизаветпольская губернии. Республика Армения

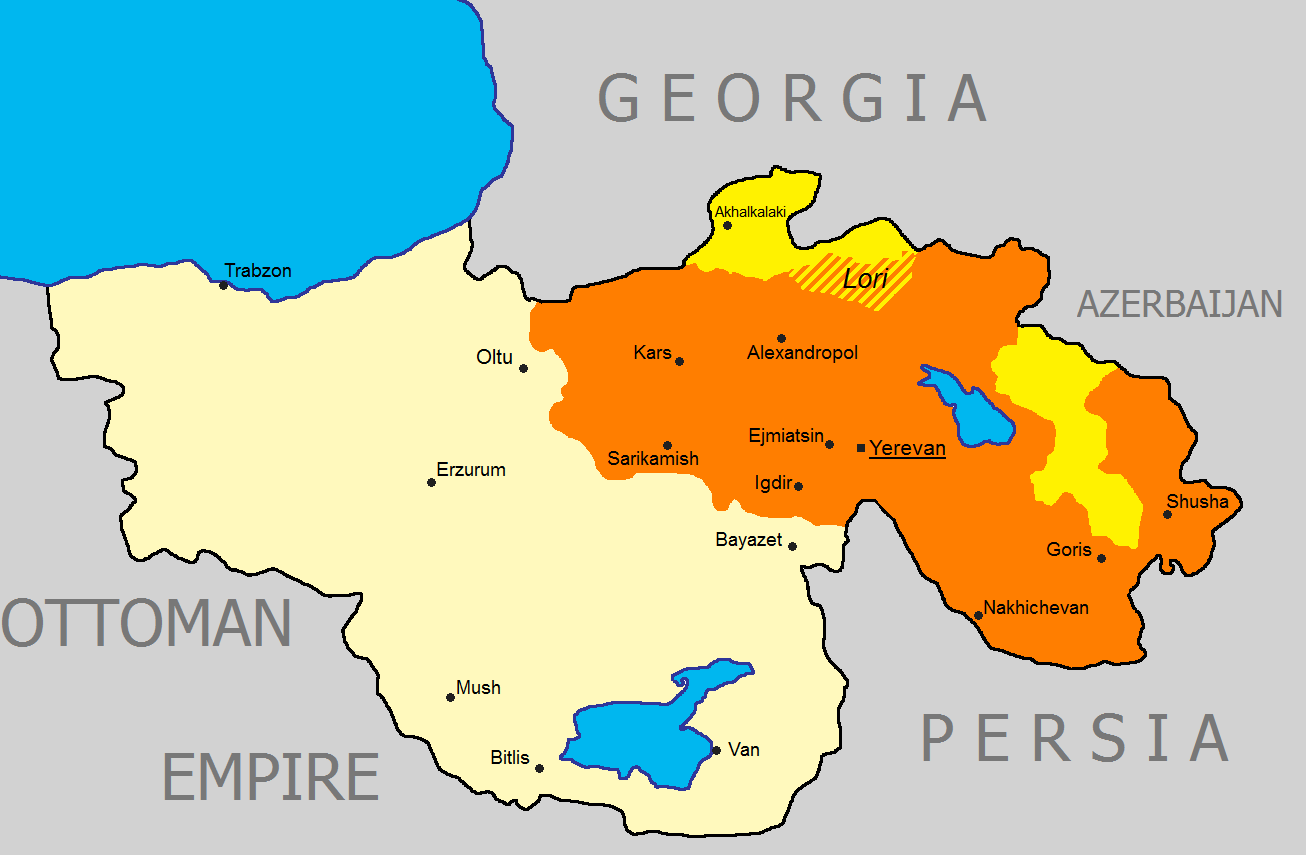
Территории, контролируемые Республикой Армения и Армянским советом Карабаха в 1918—1920 гг.
Территориальные претензии Армении
Территории, которые должны были быть переданы Армении согласно Севрскому договору 1920 года (соответствует территории, занятой Русской императорской армией к началу 1917 года)

28 мая 1918 года, после распада Закавказской демократической федеративной республики, на территории российской Армении была создана независимая Республика Армения в составе территорий бывших Эриванской губернии, Карсской области и части Елизаветпольской губернии Российской империи. По итогам завершения Первой мировой войны и поражения в ней Османской империи, 10 августа 1920 года в городе Севр во Франции между союзными державами и Османской империей был подписан мирный договор, по которому предполагался раздел империи. В частности, согласно этому договору, к армянскому государству должна была перейти значительная часть Западной Армении (вилайеты Ван, Битлис, Эрзрум и Трапезунд) с выходом в Чёрное море. Однако пришедшее к власти в Турции правительство М. Кемаля-паши отказалось ратифицировать договор. В результате последовавшей осенью 1920 года армяно-турецкой войны кемалисты, поддержанные российскими большевиками, одержали победу. Армяно-турецкая война завершилась подписанием в ночь со 2 на 3 декабря Александропольского договора.
Тем не менее, ко времени подписания этого договора в Армении уже произошла смена власти, и принявшее условия договора правительство партии Дашнакцутюн ни фактически, ни юридически уже не имело власти в стране. Ещё 29 ноября того же года на территорию Республики Армения в рамках Эриванской операции вошла 11-я армия РККА (в советской историографии дату было принято считать днём провозглашения Армянской ССР); 2 декабря того же года правительство Армении приняло ультиматум правительства РСФСР, предъявленный российским полпредом Б. В. Леграном (Армения была объявлена независимой Социалистической Советской Республикой под протекторатом РСФСР).
16 марта 1921 года в Москве был подписан договор о «дружбе и братстве» между правительством Великого национального собрания Турции и правительством РСФСР. Согласно этому договору (к обсуждению которого Армения не была допущена), Турция закрепляла за собой захваченные в ходе армяно-турецкой войны территории Карсской области и Сурмалинского уезда, а город Александрополь (позже — Ленинакан, ныне — Гюмри) с некоторыми прилегающими территориями должны были быть возвращены Армянской ССР, Нахичеванский уезд и часть Шаруро-Даралагезского уезда были переданы под протекторат Азербайджанской ССР в качестве автономии.
С 12 марта 1922 года Армения являлась частью Закавказской Советской Федеративной Социалистической Республики (ЗСФСР); с 30 декабря 1922 года в составе ЗСФСР входила в СССР. С 5 декабря 1936 года входила непосредственно в состав СССР как союзная республика.
23 августа 1990 года Верховный Совет Армянской ССР принял Декларацию о независимости Армении, ознаменовавшую «начало процесса утверждения независимой государственности». Согласно декларации, на территории республики были прекращено действие Конституции СССР и законов СССР, а сама она была переименована в Республику Армения.
17 марта 1991 года власти Армении воспрепятствовали проведению референдума о сохранении СССР на территории республики.
21 сентября 1991 года был проведён референдум о выходе из состава СССР и установлении независимой государственности. Большинство граждан, имеющих избирательное право, ответили на это вопрос утвердительно.
23 сентября 1991 года Верховный Совет Армении, по результатам референдума, подтвердил её независимость и через 2 дня принял соответствующий конституционный закон.
17 октября 1991 года Левон Тер-Петросян был избран первым президентом независимой республики Армения.
Весной 1992 года Армения и поддерживаемая ей Армия Обороны НК установила контроль над Нагорным Карабахом. Но война с Азербайджаном продолжалась до мая 1994, когда при посредничестве России между Арменией и Азербайджаном было заключено с оглашение о прекращении военных действий.
В июле 1995 года состоялся референдум, на котором были внесены поправки в конституцию, предусматривающие усиление власти президента за счёт сокращения полномочий парламента.
30 марта 1998 года по результатам внеочередных президентских выборов президентом стал Роберт Кочарян.

### XXI век
В феврале 2008 года президентом был избран Серж Саргсян. Однако оппозиция не признала результаты выборов и устроила массовый митинг протеста. 1 марта митингующие в Ереване были окружены силовиками и разгромлены. После этого в городе произошли массовые столкновения оппозиции и силовиков.
В 2015 году прошёл конституционный референдум, преобразовавший страну из полупрезидентской в парламентскую республику.
9 апреля 2018 года Национальное Собрание избрало президентом Армена Саркисяна.
С 13 апреля 2018 года в Армении прошла Бархатная революция против выдвижения бывшего президента Армении Сержа Саргсяна на пост премьер-министра. Массовые протесты возглавил Никол Пашинян. 23 апреля Саргсян подал в отставку. 8 мая 2018 года Пашинян был избран на должность премьер-министра. Пашинян также переизбирался на этот пост в 2019 и 2021 годах.
27 сентября 2020 года азербайджанские силы начали широкомасштабное наступление по периметру Нагорного Карабаха. Война продолжалась до 10 ноября того же года, когда президент Азербайджана Ильхам Алиев, премьер-министр Армении Никол Пашинян и президент России Владимир Путин подписали заявление о прекращении огня. Армения была вынуждена передать Азербайджану территории в Нагорном Карабахе и прилегающие к нему районы. В связи с этим, в Ереване начались акции протеста, в ходе которых некоторые демонстранты требовали отставки Пашиняна. Протесты продолжались с ноября 2020 по апрель 2021 года и возобновились в апреле 2022 года.
23 января 2022 года Армен Саркисян подал в отставку с должности президента. Новым президентом был избран Ваагн Хачатурян.
В марте 2025 года Парламент Армении принял закон о членстве в Европейский союз. При этом, официальный запрос на членство в ЕС подан не был, и процесс рассматривается как долгосрочный.

## Экономика

### История развития
В советское время в Армении стала развиваться промышленность: она поставляла на внутренний рынок СССР станки и оборудование, текстильную и другую промышленную продукцию в обмен на поставки сырья и электроэнергии. Сельское хозяйство развивалось на базе крупных агропромышленных комплексов.
Карабахский конфликт, разрыв внутрисоюзных экономических связей и закрытие турецко-армянской границы привели к серьёзному экономическому спаду в начале 1990-х годов. Многие заводы и фабрики остановились из-за отсутствия сырья и энергетических ресурсов, сельское хозяйство вернулось назад к мелкорыночному хозяйству. После обретения независимости в Армении был осуществлён ряд рыночных реформ, включая приватизацию, реформу ценообразования и переход к экономной финансово-бюджетной политике, однако географическая изоляция, ограниченные экспортные ресурсы и монополизация основных хозяйственных секторов сделали Армению особо чувствительной по отношению к кризисным явлениям в мировой экономике и экономическому спаду в России. В 1994 году правительство Армении инициировало программу либерализации экономики, поддержанную МВФ, что позволило снизить инфляцию, стабилизировать свою валюту и приватизировать большинство малых и средних предприятий.
В середине 2000-х ежегодный рост экономики Армении в течение нескольких лет превышал 10 %, однако в 2009 году, вследствие глобального финансового кризиса, Армения испытала резкий экономический спад и её ВВП снизился более чем на 14 %, несмотря на крупные кредиты от международных организаций. Основными причинами кризиса стали резкое сокращение строительного сектора и снижение денежных поступлений от рабочих, уехавших на заработки за рубеж. В 2010 году началось некоторое восстановление экономики.

### Структура и основные показатели

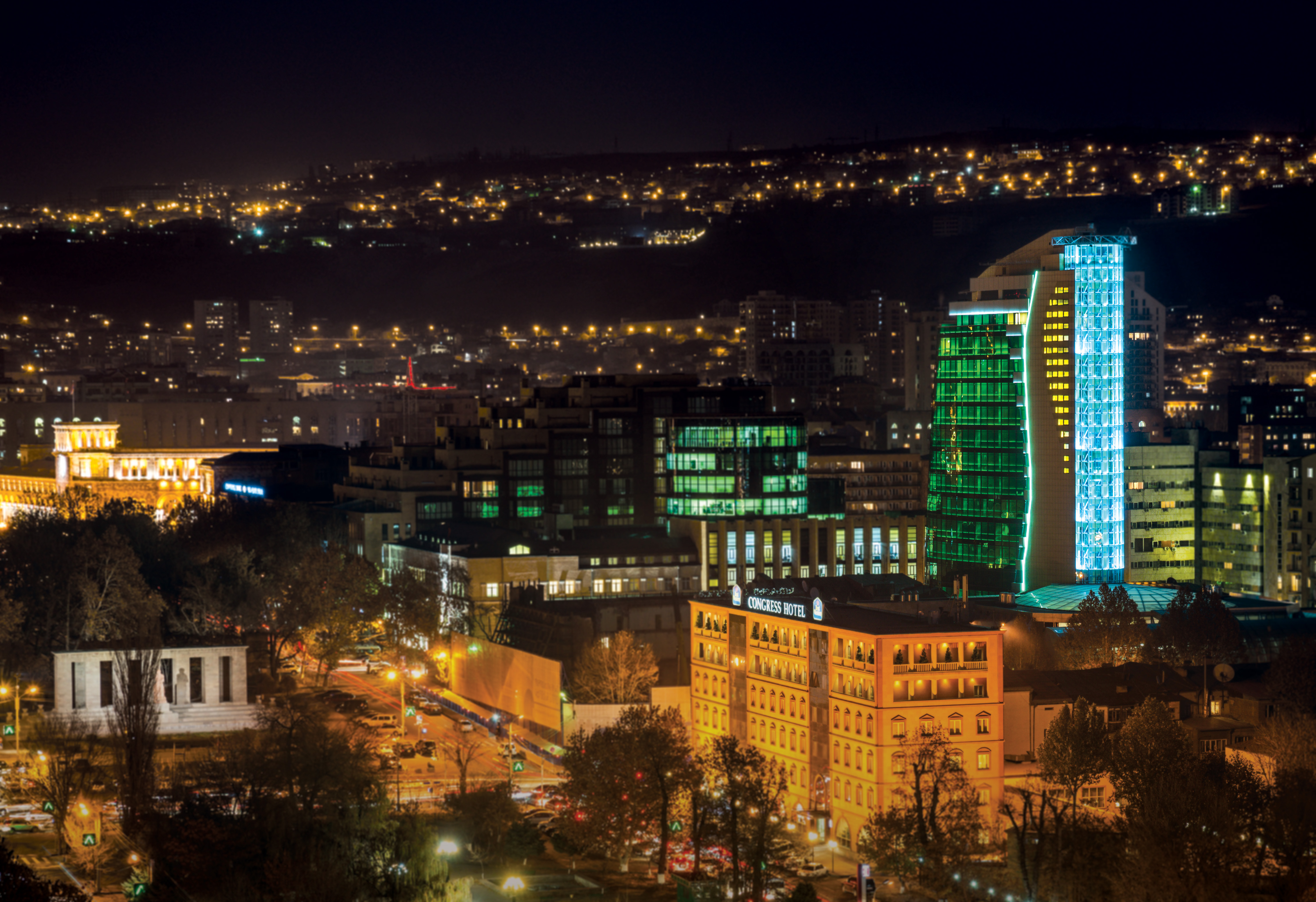
Деловой центр Еревана

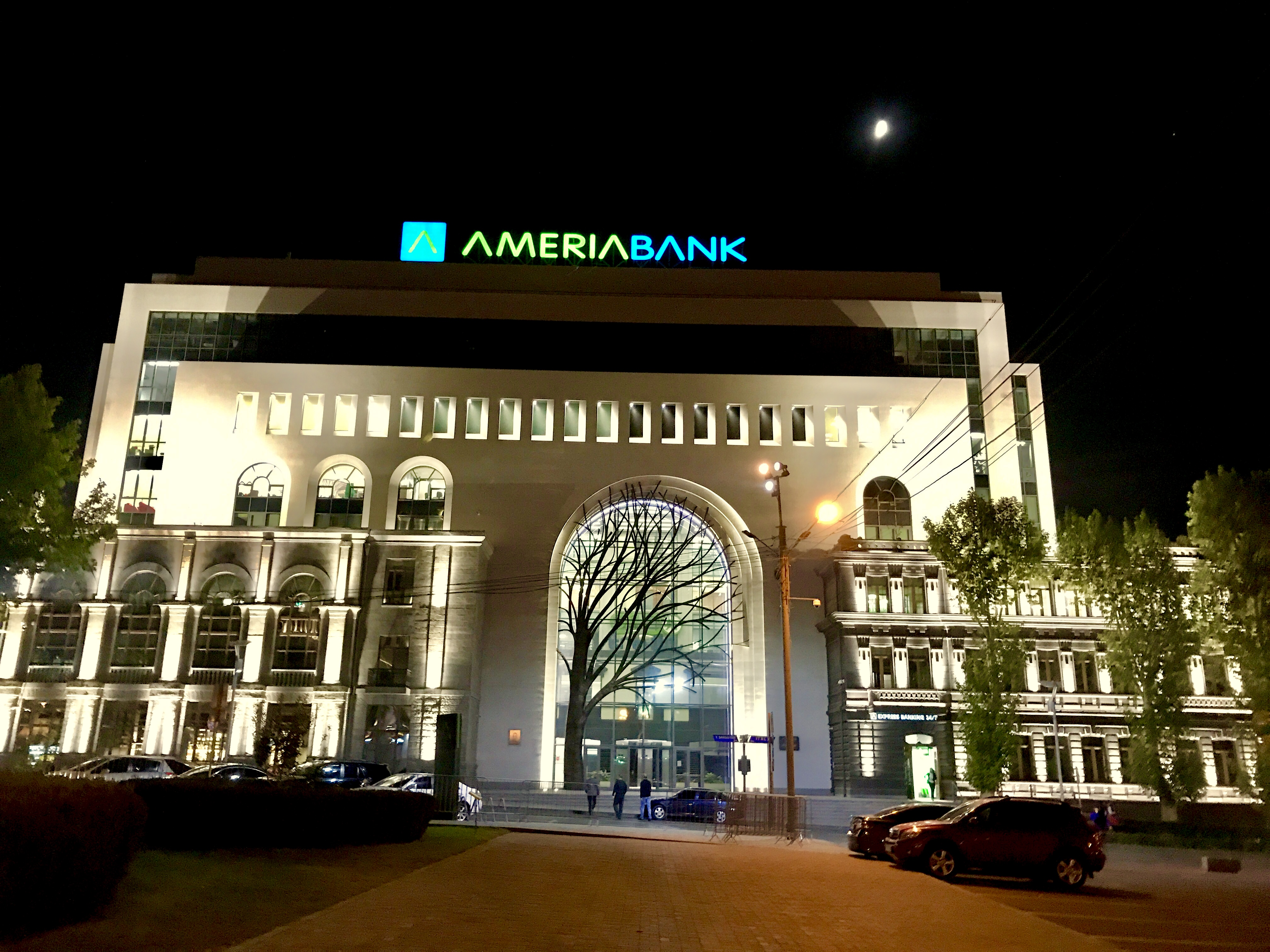
Бизнес-центр крупнейшего банка республики

Армения — индустриально-аграрная страна. В структуре ВВП приходится: на сельское хозяйство — 31,1 %, промышленность — 21,8 %, торговлю — 8,7 %, строительство — 8,5 %, транспорт — 5,1 %, другие сферы — 24,9 %. Ведущие отрасли промышленности: машиностроение и металлообработка, химическая и нефтехимическая, цветная металлургия, производство стройматериалов (в том числе на базе месторождений цветных туфов, перлитов, известняков, гранитов и мраморов), пищевая, лёгкая.
Страна располагает значительными запасами медно-молибденовых и полиметаллических руд, бокситов, строительного камня, минеральных вод, месторождениями драгоценных металлов (золото), полудрагоценных и поделочных камней.
Структура ВВП, по оценкам ЦРУ США, в 2014 году имела следующий вид: сфера услуг — 46,6 %, промышленность — 31,5 %, сельское хозяйство — 21,9 %.
Армения присоединилась к ВТО в 2003 году. С 2015 года Армения является членом Евразийского экономического союза.
В экономике Армении выделяются 5 экономических районов, отличающихся по природным и экономико-географическим условиям и производственной специализации:
- Араратский (электроэнергия, машиностроение, хим. промышленности, производство стройматериалов, сельское хозяйство),
- Ширакский (текстильная промышленность, машиностроение; животноводство),
- Придебедский (медная промышленность, химическая промышленность; сельское хозяйство, машиностроение),
- Севан-Агстевский (электроэнергия, животноводство, зерно и табак),
- Сюникский (горнодобывающая промышленность, сельское хозяйство, гидроэлектроэнергетика и машиностроение).

Основной индустриальный центр Армении — Ереван, за ним следуют Гюмри и Ванадзор.
В опубликованном в декабре 2014 года рейтинге «лучших стран для ведения бизнеса», составленным журналом «Forbes», Армения была помещена на 56-е место в мире. По состоянию на июнь 2015 года страна занимает 35-ю позицию в рейтинге Всемирного банка «Лёгкость ведения бизнеса». Согласно опубликованному в 2016 году Индексе экономической свободы в мире канадского Института Фрейзера Армения занимает 18-е место в мире по экономической свободе.
В 2020 году Армения занимала 81-е место по индексу человеческого развития ООН и входила в группу стран с высоким уровнем развития. В том же году страна занимала 32-е место в мире по индексу экономической свободы.
В 2014 году по индексу восприятия коррупции Армения занимала 94-е место из 175 стран, опережая в рейтинге соседние Азербайджан (126-е место) и Иран (136-е место) и отставая от соседних Турции (64-е место) и Грузии (50-е место).
Наибольшую долю в стоимости экспортных поставок из Армении составляют необработанная медь, молибден и другие цветные металлы. Серьёзный дисбаланс во внешней торговле, обусловленный экономической изоляцией со стороны соседних стран — Турции и Азербайджана, компенсируется определённой международной помощью (в том числе от армянской диаспоры), денежными переводами от армян, работающих за границей, и прямыми иностранными инвестициями. Несмотря на значительный экономический рост, уровень безработицы остаётся высоким.

### Валюта

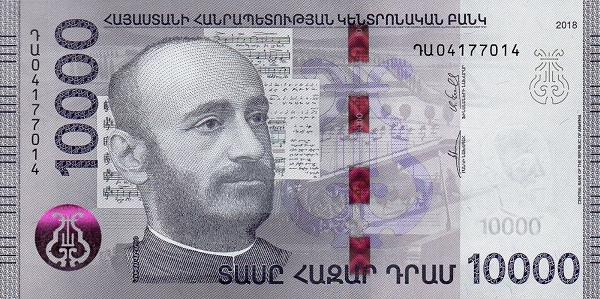
Армянский драм номиналом в 10 000 с изображением Комитаса

Денежная единица Армении — драм, равный 100 лумам. Драм находится в обращении с 22 ноября 1993 года. До введения в обращение драма использовались советские рубли, впоследствии обменивавшиеся по курсу 200 руб. за 1 драм. В денежном обращении находятся монеты достоинством в 10, 20, 50, 100, 200, 500 драмов, а также купюры достоинством 1000, 5000, 10 000, 20 000, 50 000 и 100 000 драмов. Дизайн всех современных банкнот разработан британской компанией «Thomas de la Rue». Дизайн банкнот образца 1993—1995 разрабатывался немецкой компанией «Giesecke & Devrient». Монеты образца 1994 года (кроме 10 драмов) и банкноты образца 1993—1995 года в настоящее время не используются.

### Уровень жизни
По официальным данным статслужбы Армении на 2020 год, 27 % населения страны живёт за чертой бедности. Из них в сельской местности живёт 51,1 %, в городах — 48,9 % населения (в Ереване — 21 %). Причём в крайней бедности живёт 1,2 % сельского населения. Десятки тысяч человек из Армении регулярно выезжает на заработки в качестве гастарбайтеров преимущественно в Россию (так как существует безвизовый режим и Армения входит в Евразийский союз), и часть из них впоследствии оседает там с семьями, получая местное гражданство

### Промышленность
Современная промышленность в Армении была создана в советское время: тогда страна поставляла на внутренний рынок Советского Союза станки и оборудование, текстильную и другую промышленную продукцию в обмен на поставки сырья и электроэнергии. Как было сказано выше, в 90-х годах прошлого века в стране был сильный спад промышленности, обусловленный множеством негативных факторов, и большинство производств не работало из-за отсутствия ресурсов. После принятия в 1994 году мер по спасению экономики, промышленность постепенно стала восстанавливаться, но так и не достигла масштабов советского периода. Ежегодно, с 2001 года, в Армении проходит крупнейший в регионе универсальный торгово-промышленный выставочный форум Armenia EXPO.

#### Обрабатывающая промышленность
После 1953 года правительство СССР ориентировало Армению на развитие химической промышленности, цветной металлургии, металлообработки, машиностроения, текстильной промышленности, производства строительных материалов, а также производства вин, бренди и коньяков. Позднее к этому перечню добавились точное приборостроение, производство синтетической резины и пластмасс, химического волокна и электроприборов. По объёму выпускавшейся электротехнической продукции Армения занимала третье место среди союзных республик СССР, а по объёму продукции станкостроения — пятое. Важнейшей отраслью, однако, была химическая промышленность, выпускавшая минеральные удобрения, синтетические камни для производства инструментов и часов и стекловолокно (на базе переработки местных туфов и базальтов).
По данным на 2015 год, Армения лидирует среди стран ЕАЭС по росту объёма промышленного производства. Так, в приборостроении рост составил 140,9 %, в химии и фармацевтике — 116,3 %, металлургии — 107,6 %, пищевой промышленности — 118,6 %, лёгкой промышленности — 103,3 %.

#### Горнодобывающая промышленность

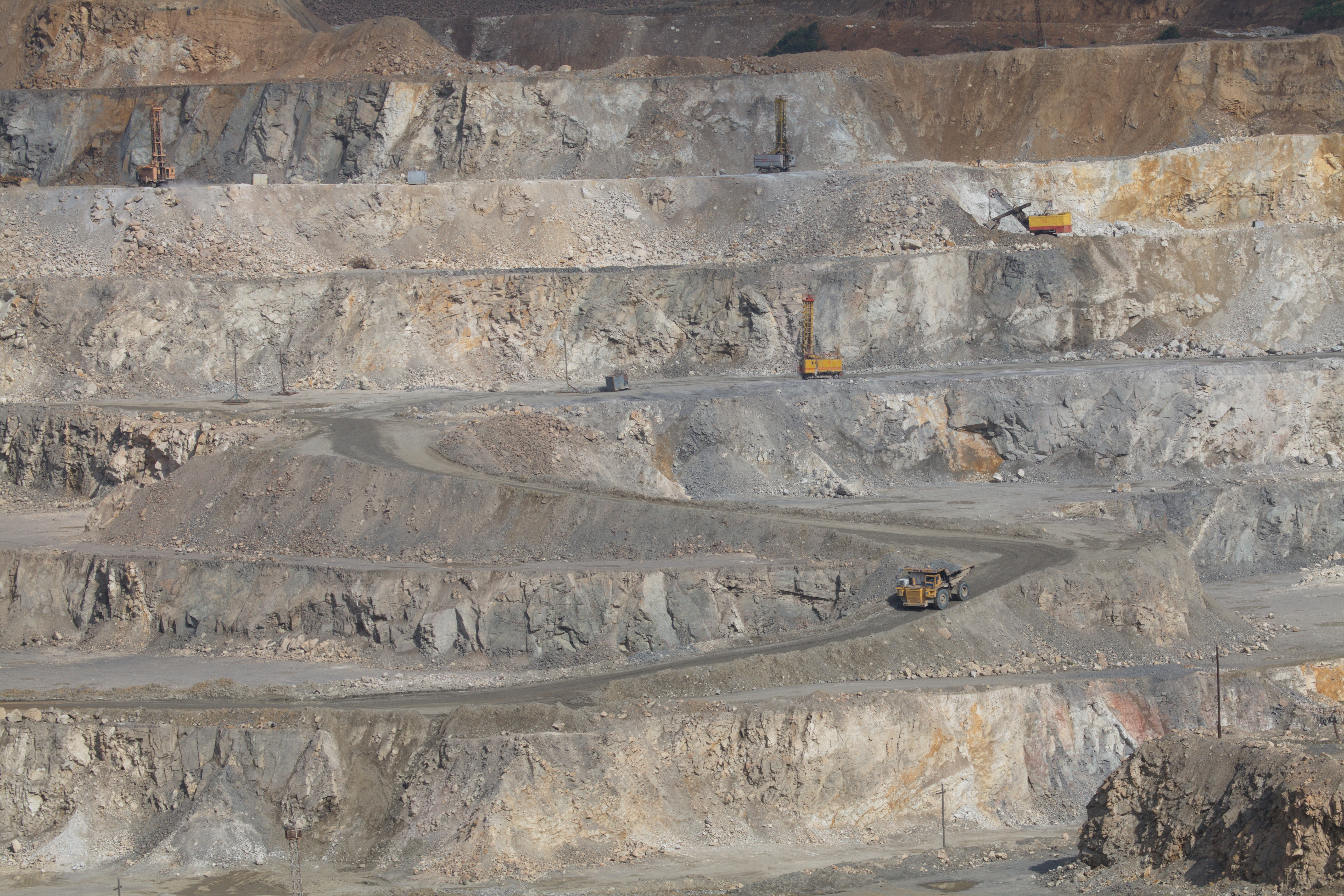
Эксплуатация Каджаранского месторождения

Доля горной промышленности в валовой продукции Армении — приблизительно 5 % (1990-е годы). Армения производит рафинированную медь, первичный алюминий (на привезённом глинозёме), прокаты и фольгу алюминия, молибден, цинк, свинец, барит в концентратах, золото, серебро, теллур, селен, рений (в шламах и концентратах), медный купорос, серную кислоту и другие.
В начале XXI века правительство Армении ввело в действие новый закон регулирующий разведку и разработку месторождений полезных ископаемых. Этот закон известен как горный кодекс, существующий с 1992 года. Он разработан с участием специалистов Европейского союза и базируется на «западной» модели подобных актов. В нём излагаются процедуры приобретения лицензий, права и обязанности их владельцев, которые способствуют привлечению иностранных капиталовложений. Кроме этого, в начале XXI века в республике разработаны и используются два больших проекта — «Ремет» и «Молибден», которые предусматривают создание научно-промышленной базы для металлургической переработки медных, молибденовых, золотосодержащих, полиметаллических концентратов с получением металлов высокой чистоты.

### Энергетика
Многие энергетические объекты на территории Армении находятся в российской собственности и/или под российским управлением. Газотранспортные и газораспределительные системы под управлением Газпром Армения принадлежат Газпрому. Разданская ТЭС также принадлежит Газпрому, а Севано-Разданский каскад ГЭС — РусГидро. В 2002 году энергораспределительные сети были приватизированы и в 2015 году перешли в собственность группы «Ташир» российского миллиардера армянского происхождения С. Карапетяна.

#### Атомная энергетика

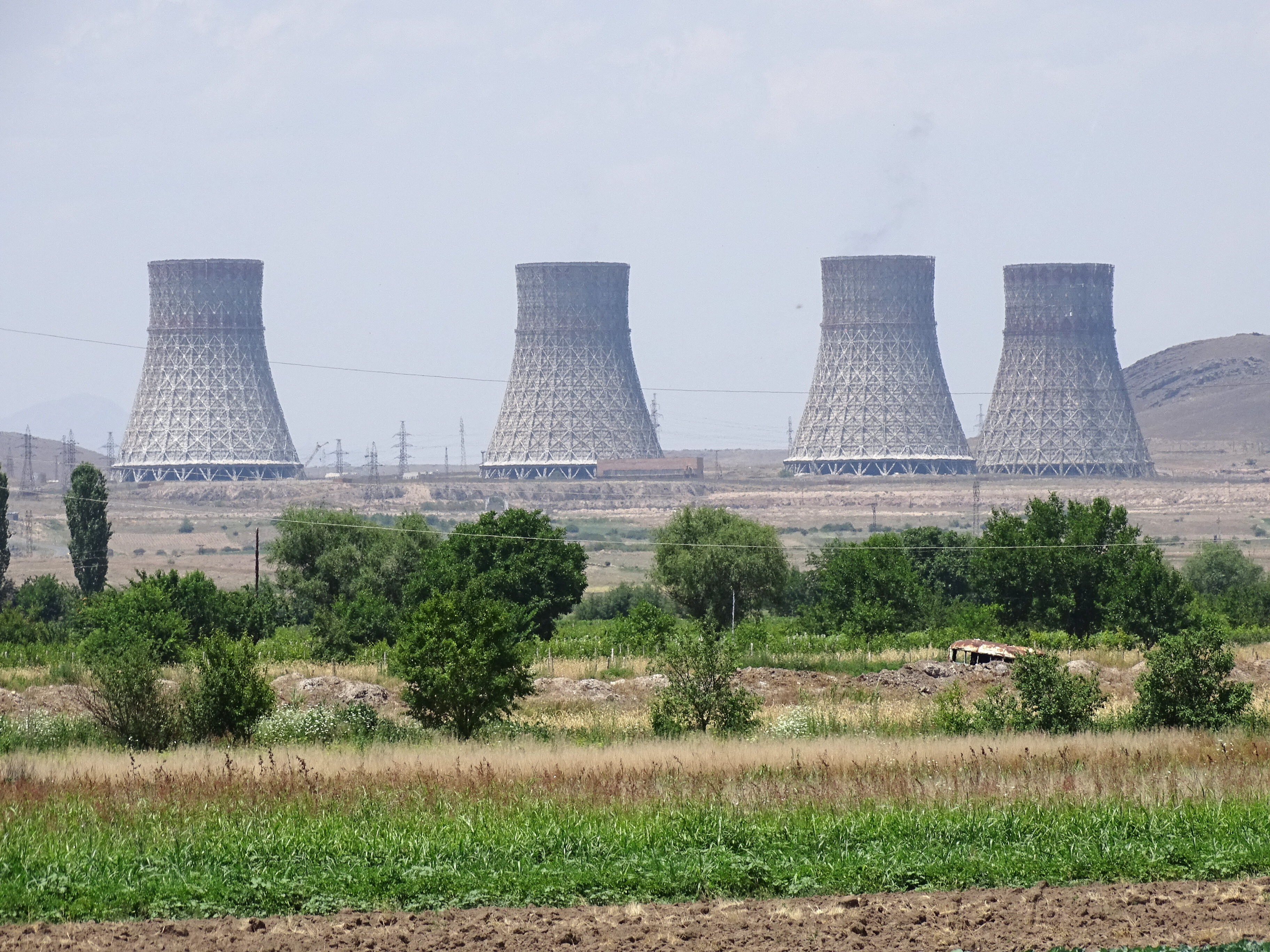
Армянская АЭС.

В 1977—1979 года в Мецаморе недалеко от Еревана была создана атомная электростанция с двумя энергоблоками. Армянская АЭС была остановлена вскоре после Спитакского землетрясения из опасения, что повторные толчки приведут к катастрофическим последствиям. В связи с энергетическим кризисом АЭС была вновь пущена в работу в 1996 году.

#### ГЭС
В 1962 году завершилось строительство Севано-Разданского ирригационного комплекса и каскада ГЭС, начатое в 1937 году. Были сооружены шесть ГЭС на реке Раздан и множество оросительных каналов и водохранилищ, а в горах проложены туннели для сброса речных вод в озере Севан с целью пополнения его водных запасов. В результате часть вырабатываемой в республике электроэнергии экспортировалась в Грузию и Азербайджан в обмен на природный газ. В Ереване, Раздане и Ванадзоре были построены электростанции, работающие на газовом топливе. В 1970 году они давали больше энергии, чем ГЭС.

### Сельское хозяйство
Валовый сельскохозяйственный продукт в 2014 году составил 993,4 млрд драмов, из которых 605,7 млрд — доля растениеводства, 387,64 млрд — доля скотоводства.
Согласно официальным данным, уровень самодостаточности важнейших пищевых продуктов в стране составляет около 60 %. По данным 2013 года, уровень самодостаточности продовольственных товаров: пшеница — 46,8 %, сахар — 92,6 %, картофель — 102,5 %, овощи и фрукты — более 99 %, яйца — 96,3 %, говядина — 86,2 %, свинина — 46,3 %, баранина и козлятина — 100 %, курятина — 19,8 %, молоко — 85 %, и т. д.
Около 46,8 % территории Армении пригодно для сельского хозяйства. Используются Араратская равнина, Ширакская равнина и другие земли. Выращиваются хлопок, виноград, миндаль, оливки, зерновые, овощи. Пастбища и сенокосы занимают около 28 % всей территории. В 2014 году обрабатывалась около 74 % пригодных для сельского хозяйства земель страны.

#### Растениеводство
|                     |  |
| Араратская равнина. |  |

Известно, что Армения — один из самых древних очагов культуры винограда. В 2011 году в пещере в Армении были найдены винный пресс и ёмкости для брожения, датированные примерно 6000-летней давностью. Армянскому винограду свойственно высокое содержание сахара. Некоторые его столовые сорта высоко ценятся как сырьё для производства крепких десертных вин и коньяков. Виноградники в Армении встречаются на высоте 1400 м, где отлично плодоносят.
Плодоводство уступает виноградарству и по месту в валовой продукции сельского хозяйства, и по товарности и промышленному значению. Более других распространены косточковые плодовые породы (около 2/3 всех плодовых деревьев республики), особенно абрикосы и персики, затем сливы и алыча, черешни и вишни, лох, кизил, а из семечковых — яблоки, груши и айва. Незначительна доля орехоплодных — грецкого ореха, фундука — и субтропических — инжира, граната, миндаля. Некоторые армянские сорта абрикосов, персиков, грецкого ореха, айвы по своему качеству превосходят лучшие сорта в мире или приравниваются к ним.

#### Животноводство
Малоземельная Армения в то же время выделяется богатством естественных кормовых угодий. Пастбища и сенокосы занимают около 28 % всей её территории. Ведущие отрасли животноводства страны — скотоводство и овцеводство.
Скотоводство развито, прежде всего, на Лорийском плато, которое к тому же считается традиционным центром племенного скотоводства, затем в Шираке, в некоторых районная Араратской равнины, Севанского бассейна и Зангезура.
Среди успехов скотоводства можно отметить успешное выведение новой породы коров — кавказской бурой. Коровы этой породы хорошо приспособлены к самым разнообразным природным и кормовым условиям почти всех районов республики и отличаются довольно высокой продуктивностью.
Овцеводство в республике имеет благоприятные условия для успешного развития. Мелкий рогатый скот более приспособлен к пастбищному содержанию. Оно развито на крутых склонах и изрезанных поверхностях высокогорных районов, где лежат альпийские пастбища, а именно в бассейне Арны, в Зангезуре, в Севанском бассейне, на западных склонах Арагаца. В ряде других горных районов овцеводство развивается параллельно со скотоводством.
В прудах Армении с надводной растительностью и мягким донным грунтом разводят сазана, белого толстолобика и амура. В узких прудах с бетонными стенками и дном основными видами рыб, разводимыми на продажу, являются: радужная форель, ручьевая форель, севанская форель, сибирский осётр. Любительское рыболовство разрешено на всех водоёмах за исключением тех, которые находятся на охраняемых территориях.
Основные рыбные ресурсы Армении сосредоточены в озере Севан, однако в годы перестройки, из-за чрезмерного использования рыбных ресурсов, они значительно уменьшились. В настоящее время промышленный улов рыбы в Севане запрещён сроком на 3 года. Основными видами рыб, обитающими в Армении, являются: севанская форель, сиг, севанская храмуля, карп.
В Армении издавна охотились на многих птиц и животных, в том числе на перепела, каменную куропатку, крякву, сизого голубя, лис, волков (охота на них теперь даже вознаграждается), оленей, кабанов, муфлонов. Популяции многих видов дичи резко сократились, и охота на многих перечисленных млекопитающих ныне запрещена. Змеи, в том числе Армянская гадюка и Гюрза, вылавливаются для использования в народной медицине.

### Туризм
Основными туристическими центрами являются Цахкадзор, Джермук, Арзни и Дилижан и др. Города Каджаран, Сисиан, Мегри известны своими минеральными источниками, похожими по составу на источники в Карловых Варах в Чехии. Большой популярностью среди туристов пользуется также монастырский комплекс Гегард, языческий храм Гарни, Нораванк, озеро Севан, руины храма Звартноц, крепость Амберд и Матенадаран.
По данным Минэкономики в 2015 году, в Армении действовало 186 зарегистрированных гостиниц, a также 337 объектов гостиничного хозяйства — отелей, мотелей, санаториев, хостелов, пансионов, домов отдыха и туристических лагерей. В 2019 году Армению посетило 1.9 миллиона туристов, в 2022 — 1,65 млн., в 2023 — более 2,31 млн. человек.

#### Достопримечательности Армении
Армения — страна, богатая памятниками культуры и природы, из-за чего её называют «музеем под открытым небом». В Армении насчитывается свыше 4 тыс. уникальных памятников. Среди них — памятники дохристианской эпохи: развалины урартских Эребуни, Тейшебаини, древних армянских столиц Армавира, Арташата, эллинистический храм Гелиоса Гарни и другие.
Особенно богата Армения памятниками, относящимися к христианской архитектуре. Это кафедральный собор в Вагаршапате, монастыри Нораванк, Гегард, Хор Вирап, Гошаванк, Севанаванк, развалины древней церкви Звартноц, кладбище хачкаров в Норадузе и многие другие. Среди памятников природы можно отметить уникальное озеро Севан, водопад в Джермуке, озёра Парз и Кари, скалы Хндзореска, а также красивейший и разнообразнейший горный ландшафт страны.

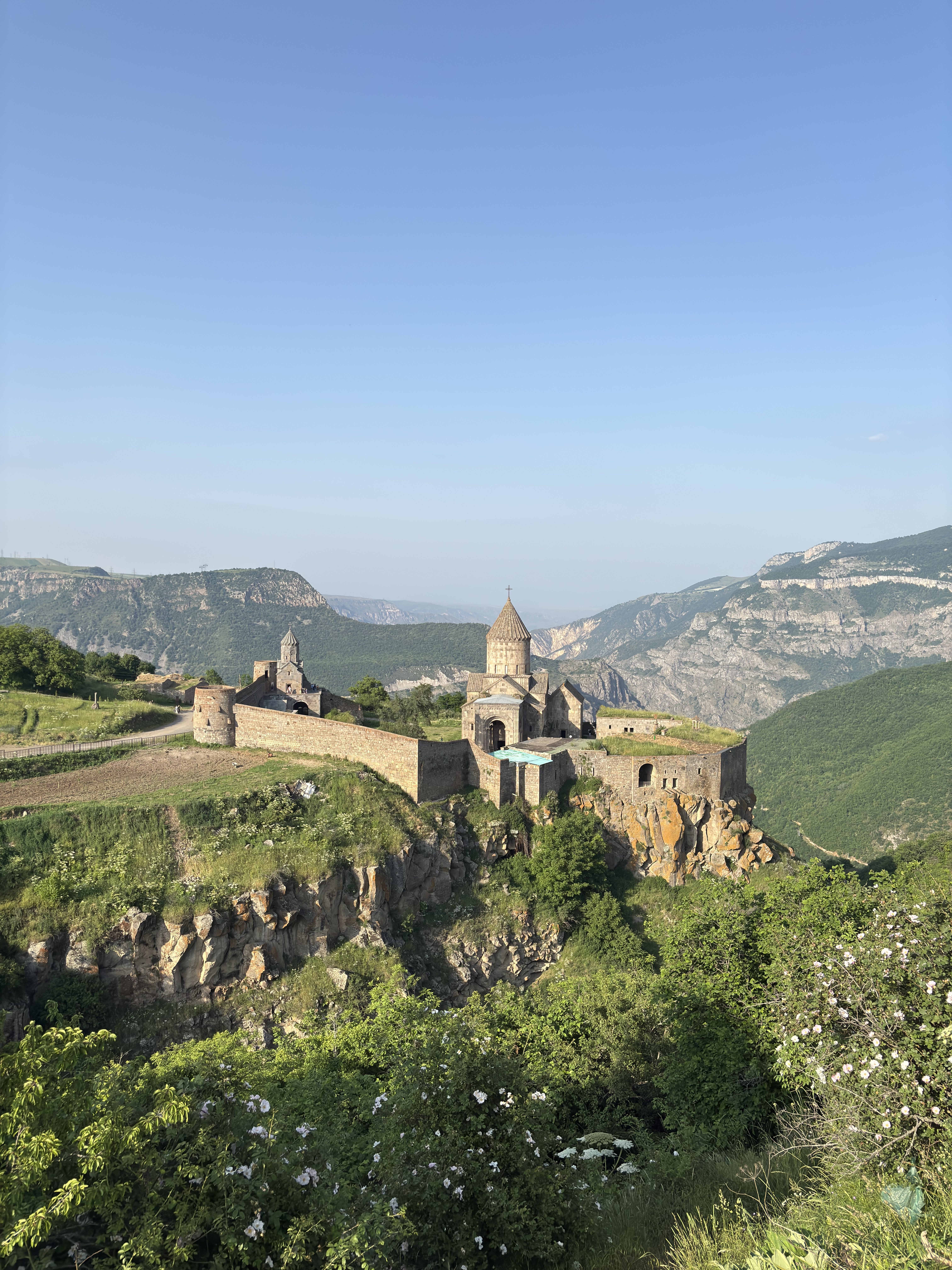
Татевский монастырь, IX-X века
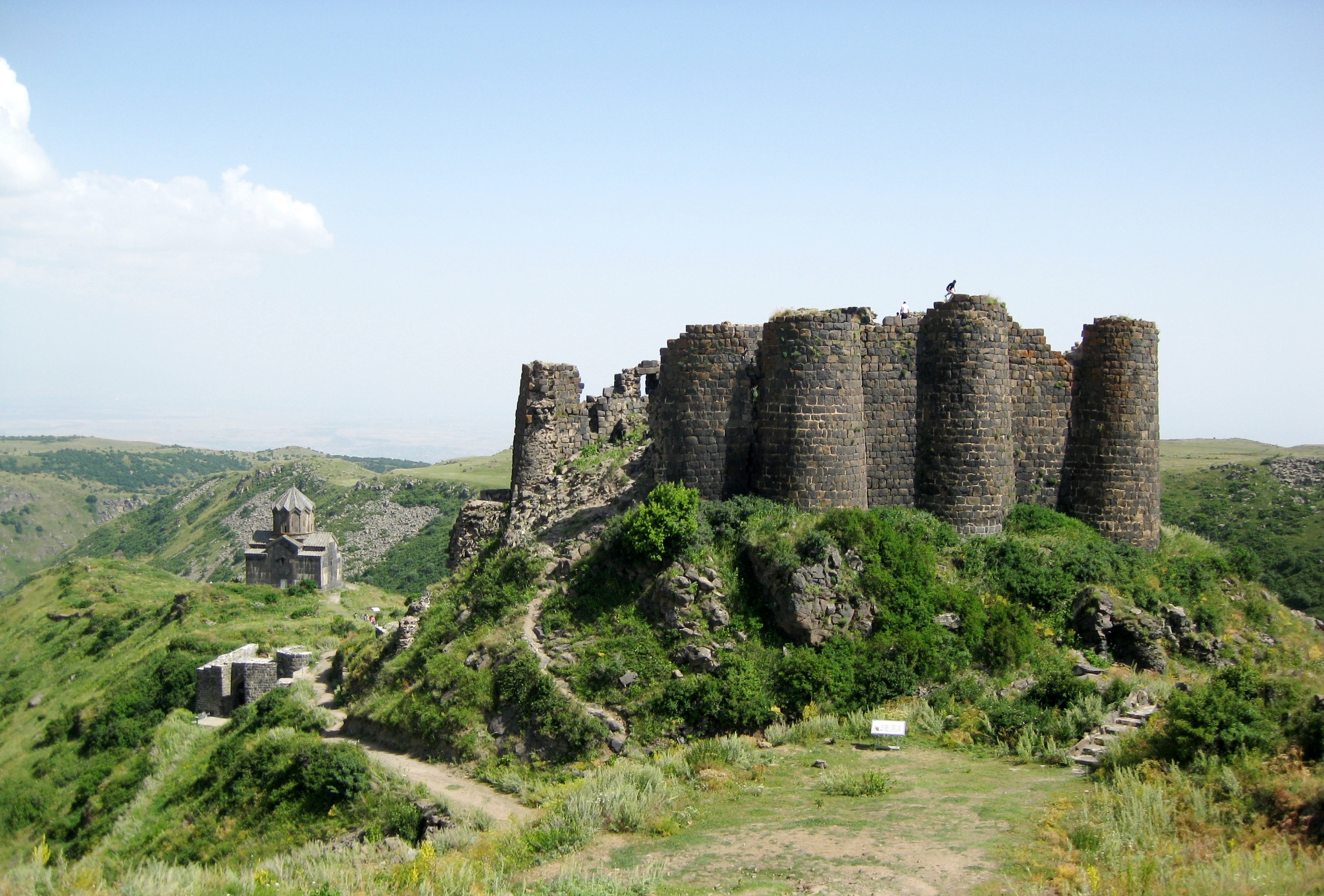
Замок Амберд, VII век
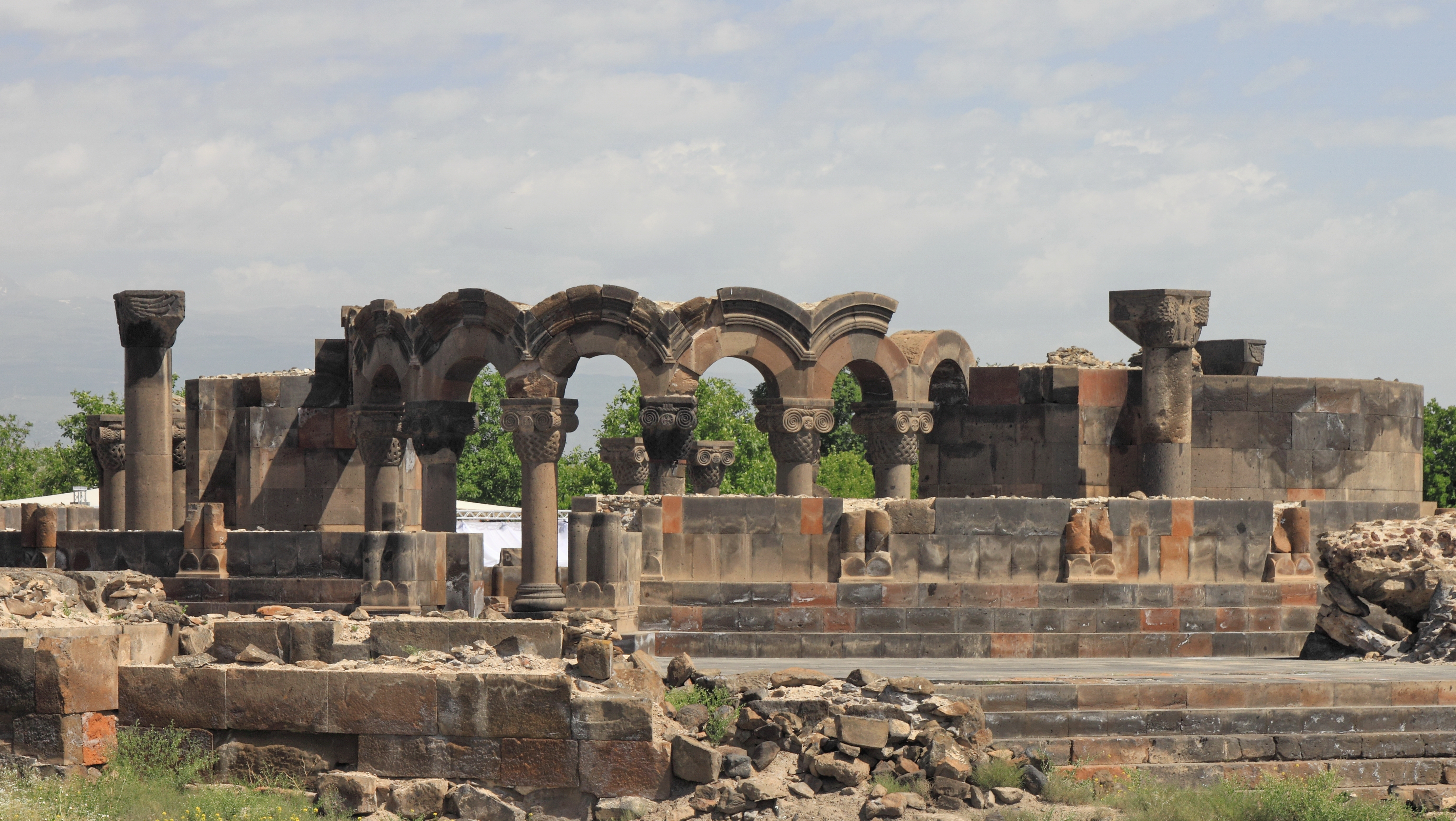
Храм Звартноц.
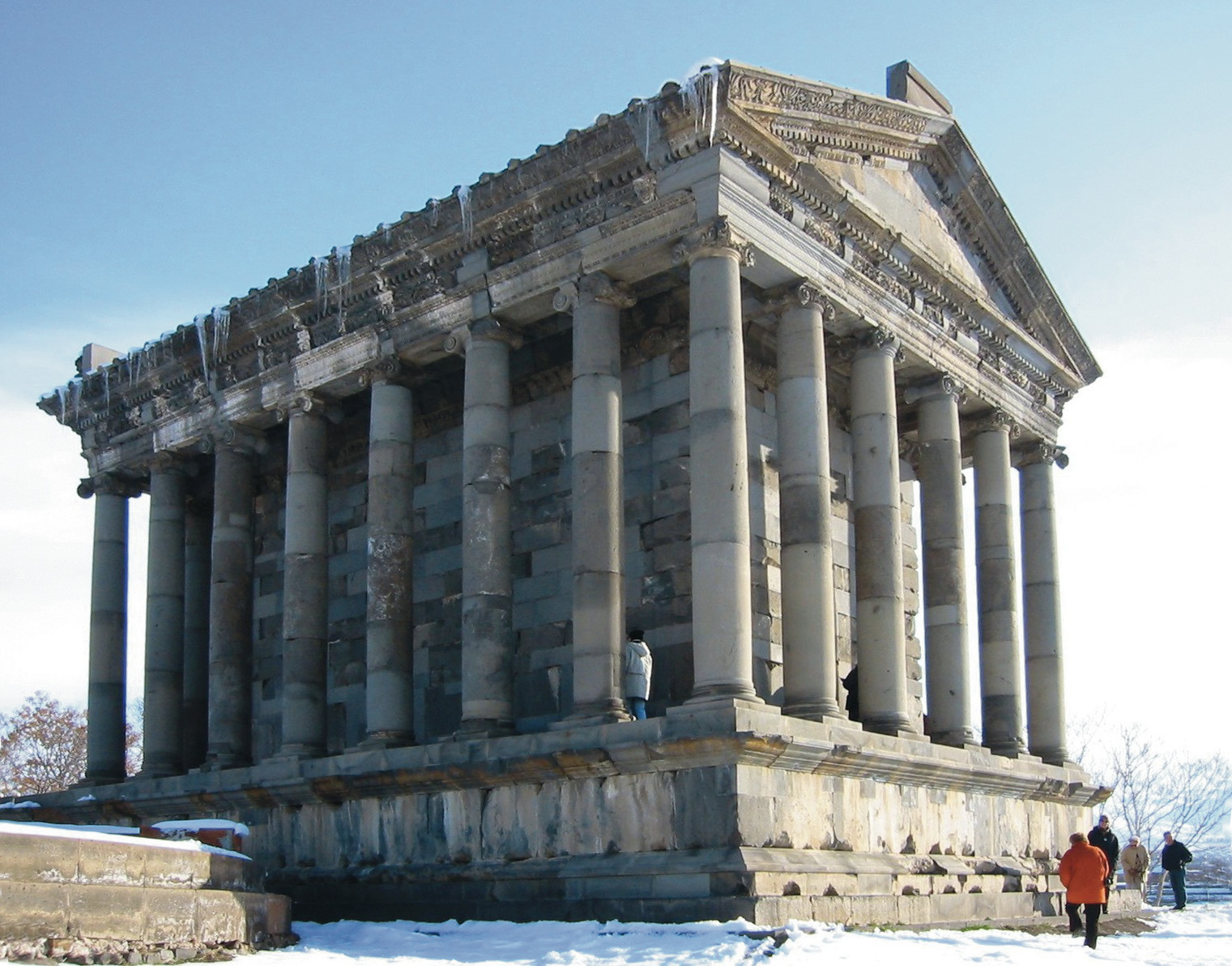
Эллинистический храм бога Гелиоса в Гарни.
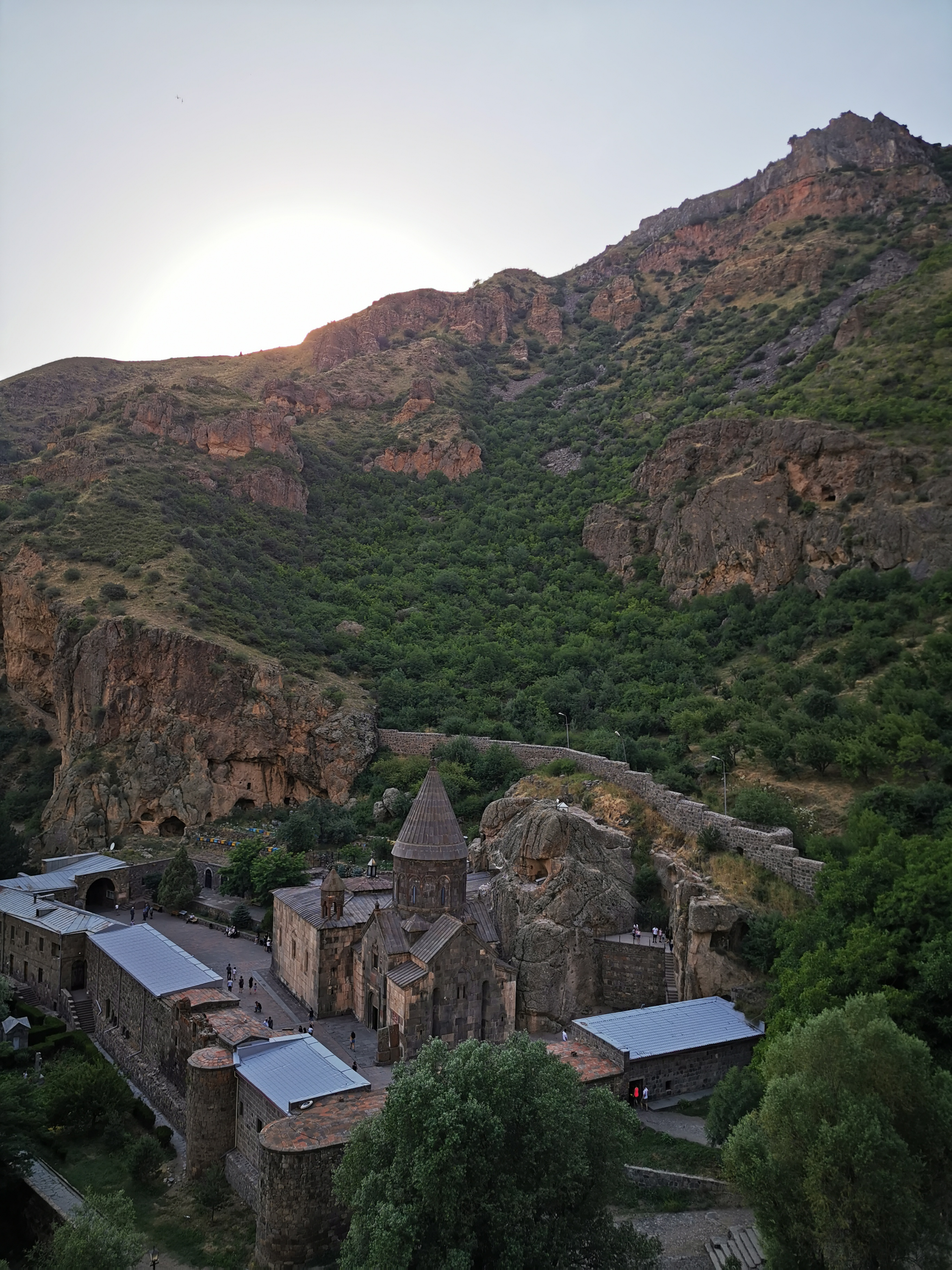
Монастырский комплекс Гегард, VIII-XV века
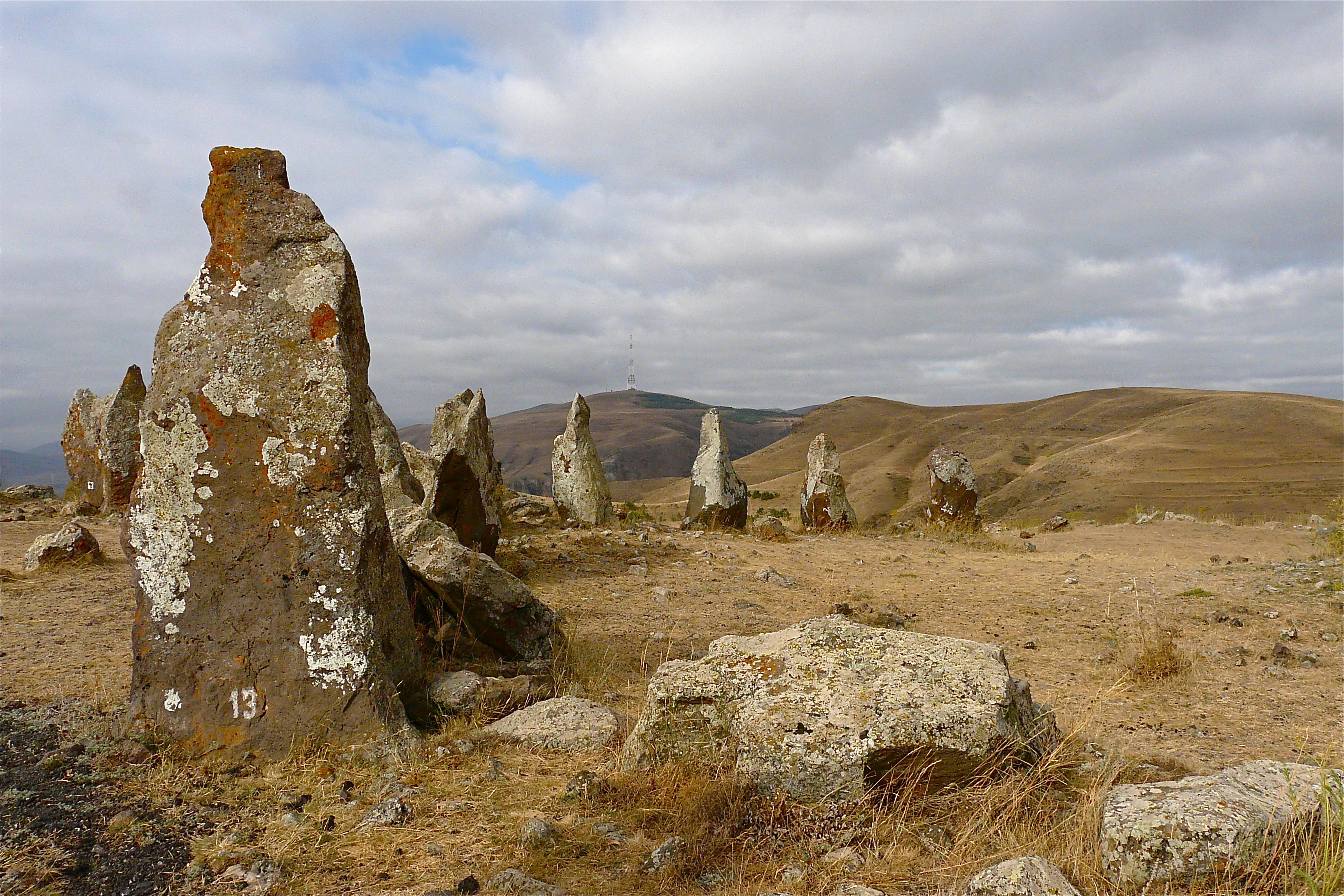
Доисторический мегалитический комплекс Караундж.
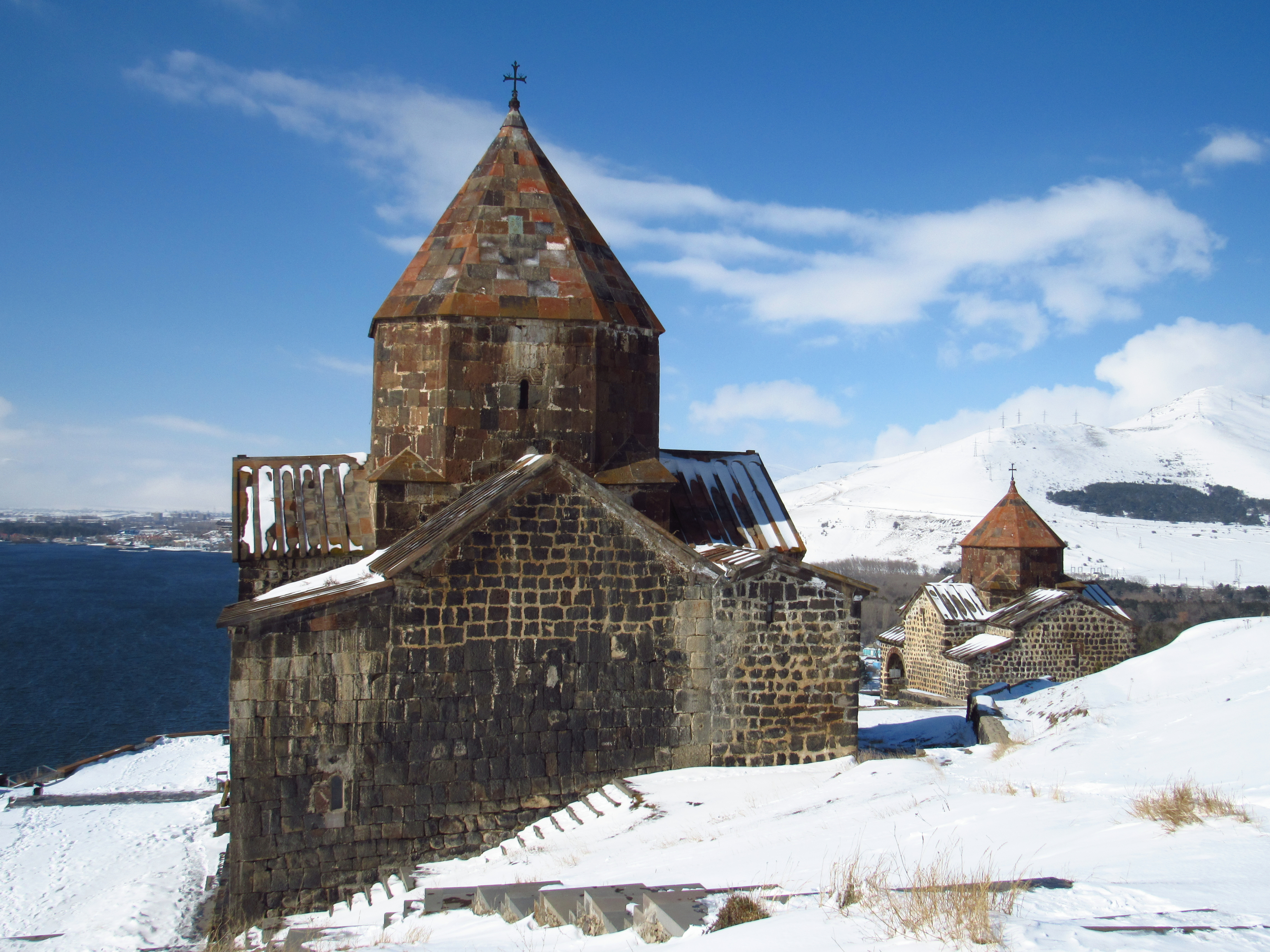
Монастырь Севанаванк, IX век

## Государственное устройство

### Основы государственного строя
Армения — унитарная республика. 
Основные институты армянской государственности были сформированы в первые годы независимого развития страны.

### Президент
Номинальным главой государства является президент, в настоящее время — Ваагн Хачатурян.
Президент избирается парламентом страны сроком на 7 лет. Один и тот же человек не может занимать президентский пост более одного срока.
Президент Республики после начала срока полномочий новоизбранного Национального Собрания назначает Премьер-министром кандидата, представленного парламентским большинством. В других случаях Президент Республики немедленно назначает Премьер-министром кандидата, избранного Национальным Собранием.

### Исполнительная власть
Президент по предложению премьер-министра назначает членов правительства и освобождает их от должности.
Согласно принятому в мае 2019 года закону в состав правительства входят премьер-министр, 2 вице-премьера и 12 министров.
Законом предусматривается деятельность следующих министерств:
1. министерство труда и по социальным вопросам;
2. министерство здравоохранения;
3. министерство юстиции;
4. министерство обороны;
5. МЧС;
6. МИД;
7. министерство образования, науки, культуры и спорта;
8. министерство окружающей среды;
9. министерство территориального управления и инфраструктур;
10. министерство промышленности и высоких технологий;
11. министерство экономики;
12. министерство финансов.

### Законодательная власть
Высшим законодательным органом является Национальное собрание. Национальное собрание избирается посредством всенародных выборов на пятилетний срок. Депутатом может стать гражданин Республики Армения не моложе 25 лет, постоянно проживавший на её территории не менее трёх лет до дня выборов.

### Судебная власть
Высшей судебной инстанцией Республики Армения, кроме вопросов конституционного правосудия, является Кассационный суд, который призван обеспечивать единообразное применение закона. Конституционное правосудие в Республике Армения осуществляется Конституционным судом. Независимость судов гарантируется конституцией и законами. В установленном конституцией и законом порядке формируется и действует Совет правосудия.

### Административно-территориальное деление
Армения — унитарное государство, которое подразделяется на 10 областей (марзов) и город Ереван.
Области состоят из городских и сельских общин. Некоторые общины укрупнены и включают несколько населённых пунктов. Руководители областей назначаются и освобождаются от должности правительством. В общинах осуществляется местное самоуправление советами старейшин и руководителями общин (мэр города, сельский староста), избираемыми на три года. Мэр Еревана избирается Советом Старейшин Еревана.
По состоянию на 2007 год, в республике насчитывалось 915 сёл, 49 городов и 932 общины, из которых 866 сельских.

## Армия и службы безопасности Армении

### Армия

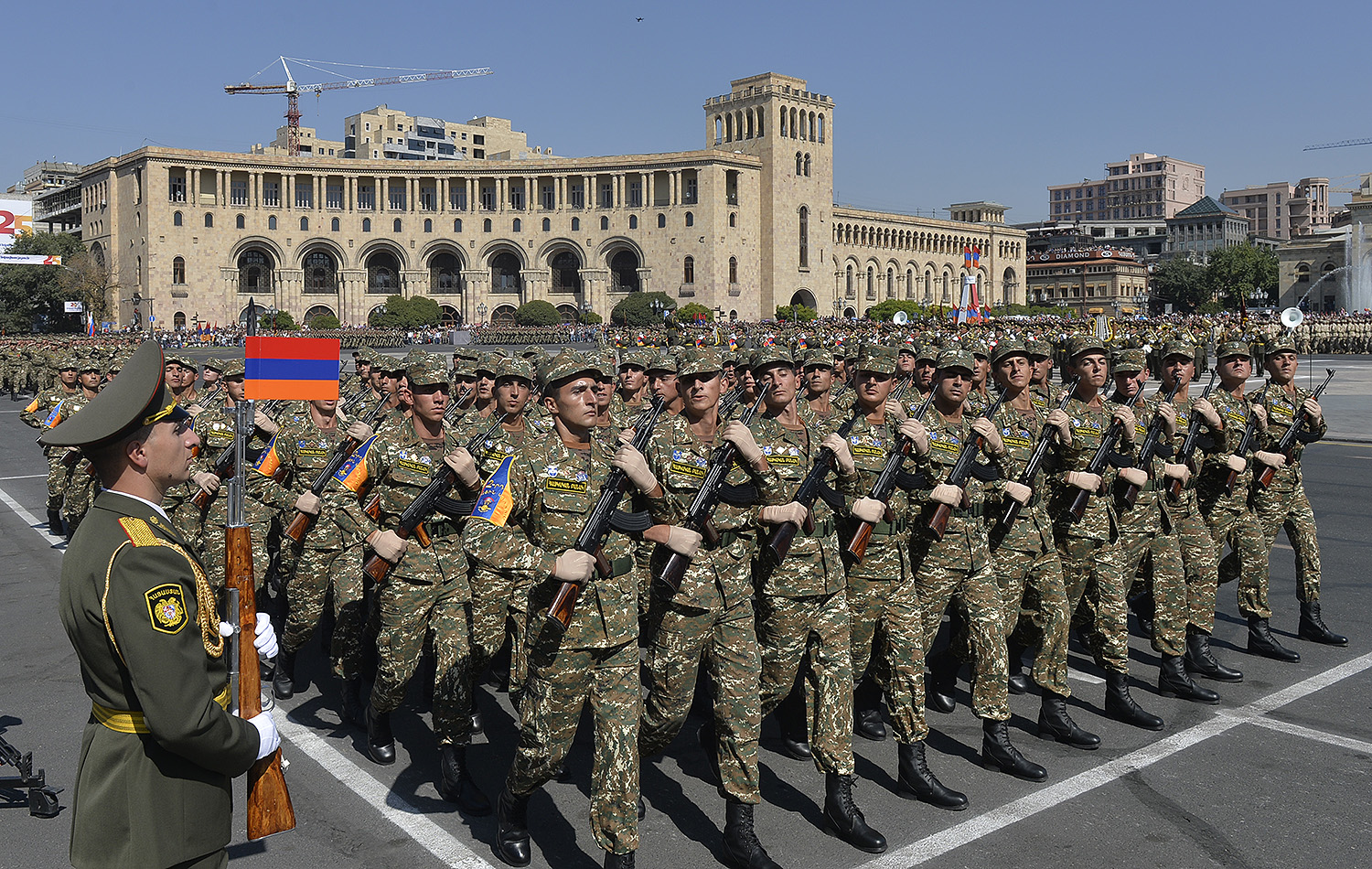
Военнослужащие Армении

Вооружённые силы Армении включают четыре рода войск — сухопутные войска, ВВС, войска ПВО и пограничные войска. Вооружённые силы Армении были сформированы после распада Советского Союза в 1991 году и с учреждением Министерства обороны в 1992. Вооружённые силы Армении находятся в подчинении Правительства страны. Министр обороны — Вагаршак Арутюнян. Начальник Генерального штаба — генерал-полковник Оник Гаспарян. По данным 2011 года, в строю находится 48 570 чел.
Армянские подразделения (пограничные, включающие контрактных военнослужащих, войска полиции) охраняют с границы Грузией и Азербайджаном, в то время как российские войска продолжают контролировать армянские границы с Ираном и Турцией.  С 1992 года Армения — член ОДКБ. В 2017 году ратифицировано соглашение с Россией о создании Объединённой группировки войск, которая будет прикрывать сухопутную часть границы России и Армении и защищать рубежи в воздушном пространстве. Договором предусматривается создание совместной системы противовоздушной обороны (ПВО).
Армения является участником ДОВСЕ, который устанавливает ограничение на основные виды обычных вооружений, таких как танки, артиллерия, бронетехника, боевые самолёты и вертолёты, и предусматривает уменьшение численности войск до количества, оговорённого в соглашении. Власти Армении, согласно условиям договора, соблюдают ограничения.
В 2022 году военный бюджет Армении составил $ 754 млн.
В настоящий момент Армения принимает участие в миротворческой миссии в Сирии и в Косово. Также армянские миротворцы участвуют в миссии НАТО в Афганистане, а в 2005—2008 году находились в Ираке.
Мужчины достигшие 18 лет призываются на воинскую службу сроком на 2 года. В армии служат также контрактные военнослужащие.
С 2016 года при Министерстве обороны действует Национальный исследовательский университет обороны.

## Внутренняя политика

### Строительство демократии
В 2018 году британский журнал «The Economist» признал Армению страной года за достижения в строительстве демократии. Будучи классифицирована по индексу демократии как гибридный режим, она добилась наибольшего улучшения своих показателей в регионе. В аналогичном исследовании за 2019 год Армения поднялась ещё на 17 позиций и заняла лидирующие позиции в регионе и в ЕАЭС.
По данным независимого шведского института по изучению демократии V-Dem, по состоянию на 2021 год Армения является самой демократической страной на Южном Кавказе, занимая 54 место из 179 стран в мировом рейтинге демократии, опубликованном организацией в 2022 году. Среди бывших советских республик Армению в данном рейтинге оперидили лишь страны Балтии и Молдова.

### Борьба с коррупцией
В ежегодной публикации «Индекс восприятия коррупции» за 2019 год среди стран СНГ и региона самый большой рывок за год совершила Армения — с 35 до 42 баллов, поднявшись со 105-й позиции на 77-ю.

### Права человека
По мнению организации «Freedom House» ситуация с соблюдением прав человека в Армении в целом лучше, чем в большинстве стран постсоветского пространства, но имеет значительные проблемы, и в чём-то схожа с ситуацией в Грузии. По мнению той же организации, Армения относится к так называемым «частично свободным» странам.

## Внешняя политика

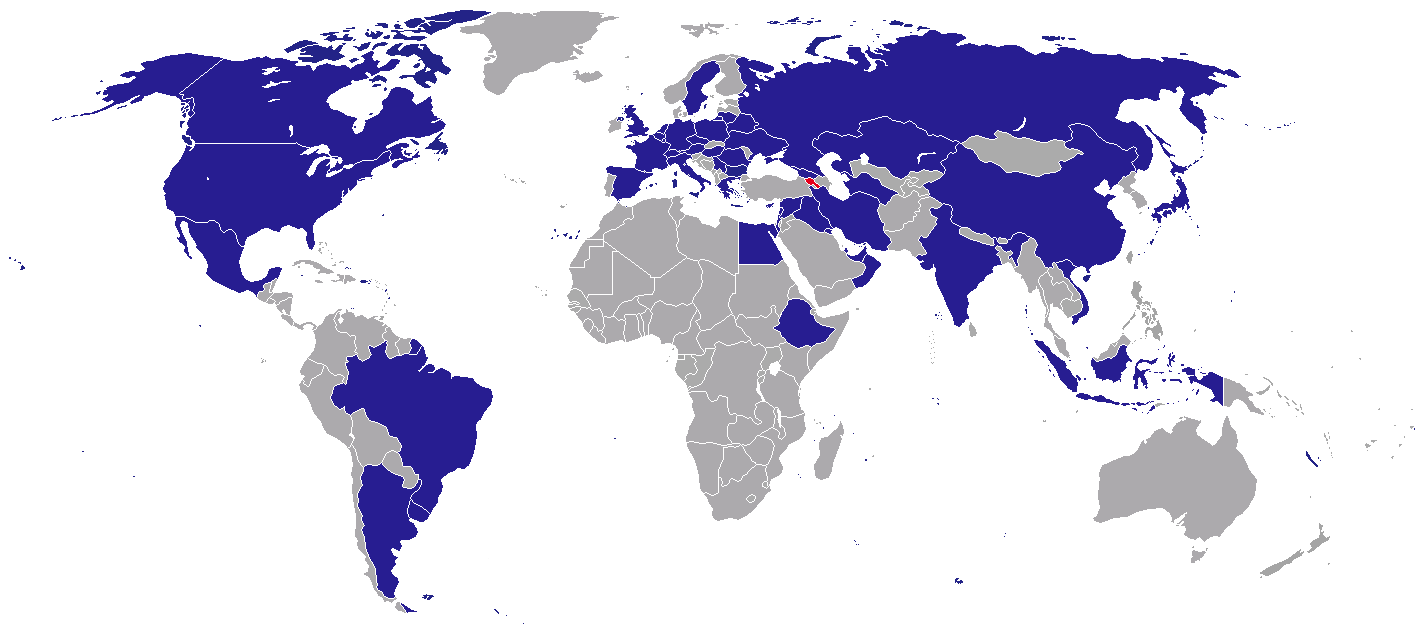
Карта дипломатических миссий Армении

По состоянию на сентябрь 2011 года Республика Армения поддерживает дипломатические отношения со 149 государствами — членами ООН. В столице Ереване находится 26 посольств.
Армения является одним из государств-основателей Содружества независимых государств.
Армения входит в Организацию договора о коллективной безопасности (ОДКБ), однако, заморозила своё участие.
С 30 января 1992 года Армения является членом Организации по безопасности и сотрудничеству в Европе (ОБСЕ), с 25 января 2001 года — членом Совета Европы.
В октябре 2014 года Армения вступила в Евразийский экономический союз.
3 октября 2023 года парламент Армении ратифицировал Римский статут Международного уголовного суда.

### Россия
По оценке К. Затулина, «Армения — единственный официальный военно-политический и экономический союзник России на Кавказе».
На территории Армении располагается 102-я российская военная база в Гюмри, несущая боевое дежурство в рамках Объединённой системы противовоздушной обороны стран СНГ.
Товарооборот между странами за 10 месяцев 2022 года составил рекордных 3,8 млрд. $ (в эквиваленте), а объём российских вложений в экономку Армении превысил 2 млрд. $.
Многие крупные армянские предприятия принадлежат российским компаниям. Газовый монополист «Газпром Армения» полностью принадлежит российскому «Газпрому». Российской Федерации принадлежит Разданская ТЭС, снабжающая электричеством не только Армению, но также Иран и Грузию. Электростанция, вместе с числом ещё нескольких армянских предприятий, была передана России в 2002 году в счёт погашения государственного долга Армении.

### Азербайджан
До 2020 года Армения и Азербайджан вели переговоры о статусе Нагорного Карабаха в рамках Минской группы ОБСЕ. В Баку часто повторяли, что если переговоры не дадут результатов, то Азербайджан готов вернуть неподконтрольные территории военными мерами, что и было осуществлено в результате Второй карабахской войны, далее имели место 10-ти месячная блокада Нагорного Карабаха , после которой исход армянского населения из региона, в котором они жили с античных времен, что было расценено многими международными организациями как акт этнической чистки против коренного армянского населения. Европарламент осудил «неоправданное и заранее спланированное» вооружённое нападение Азербайджана на Нагорный Карабах и обвинил Азербайджан в проведении «этнической чистки» армян в Нагорном Карабахе, призвав ввести против него санкции.
2 ноября 2008 года президентами Азербайджана, Армении и России была подписана декларация, касающаяся Карабахского конфликта. Лидеры трёх государств договорились совместно работать над оздоровлением ситуации на Кавказе.
Внешняя политика Азербайджана направлена на отстранение Армении от региональных проектов. В 2006 году в интервью арабоязычному телеканалу Аль-Джазира И. Алиев заявил, что Азербайджан ведёт и будет вести политику, направленную на то, чтобы загнать Армению в энергетический и транспортный тупик, до тех пор, пока не восстановит свой контроль над Нагорным Карабахом.
Европейские наблюдатели охарактеризовали действия Азербайджана в Нагорном Карабахе как «случай этнической чистки». «Freedom House» отметило, что в 2023 году ухудшение свобод в Евразии во многом было вызвано «завоеванием азербайджанским режимом Нагорного Карабаха и изгнанием оттуда этнического армянского населения».
28 февраля Европарламент принял две резолюции по внешней политике и политике ЕС в сфере безопасности и обороны, в обеих говорилось в том числе и о ситуации в регионе. Так, в первой декларации вновь осуждается спланированное и неоправданное нападение Азербайджана на армян Нагорного Карабаха, которое грубо нарушило международное право и права человека, а также стало явным нарушением трёхсторонних заявлений о прекращении огня от 9 ноября 2020 года и обязательств, взятых на себя Азербайджаном перед ЕС. Исход же армян из Нагорного Карабаха назван этнической чисткой. В другой декларации парламентарии также осуждают нападение Азербайджана на Нагорный Карабах и напоминают, что нападение последовало за многомесячным голодом и блокадой армян Нагорного Карабаха. Документ подчёркивает, что российские миротворцы на месте не предприняли никаких действий для предотвращения или прекращения блокады, а также ничего не сделали для прекращения нападения Азербайджана на Нагорный Карабах. Согласно резолюции, последствия для армянского населения равносильны этнической чистке. Европарламентарии отмечают, что нападение Азербайджана не может остаться без последствий.
По мнению многих авторитетных учёных, в Азербайджане проводится государственная политика по целенаправленной и грубой фальсификации истории региона с вычёркиванием всего, что связано с армянами и Арменией, подкрепляемая уничтожением и присвоением армянских историко-культурных объектов, что директором Эрмитажа Пиотровским было названо преступлением и зафиксировано в нескольких резолюциях Совета Европы и ЮНЕСКО.

### Греция
Греция была одной из первых стран, признавших независимость Армении 21 сентября 1991 года и одним из тех, которые официально признали геноцид армян. Армения также признаёт Геноцид греков. Отношения Армении и Греции из-за культурных, исторических и политических связей очень тесные. Греция является вторым после России военным партнёром Армении и ближайшим союзником в НАТО.

### Кипр
Кипр был сторонником Армении в её борьбе за признание Геноцида армян, экономической стабильности и урегулирования нагорно-карабахского конфликта, с уважением к волеизъявлению населения НКР. Армения же выступает за единый Кипр после турецкого вторжения в 1974 году и поддерживает мирное решение кипрского конфликта. Кипр также открыто выступает за евроинтеграцию Армении. Сегодня отношения между Арменией и Кипром включают сотрудничество в сферах торговли, военной сфере, разведывательных служб, внешней политики и культуры.

### Грузия
Так как граница Армении с Турцией и Азербайджаном закрыта, и Армения не имеет выхода к морю, Грузия играет важнейшую роль для Армении в плане экспорта и импорта различной продукции и товаров. Между Арменией и Грузией действует железная дорога. Армения экспортирует в Грузию электроэнергию.
В 2009 году по импорту грузинских товаров Армения занимала 4-е место (7,9 % от всего экспорта).

### Евросоюз
Армения заявляла о намерениях в отношении европейской интеграции и даже декларировала вступление в ЕС долгосрочной целью. Армения участвует в программе «Европейской политики соседства» с 2004 года, а в «Восточном партнёрстве» — с момента его создания в 2009 году.
В ноябре 2017 года Арменией и ЕС было подписано соглашение «О всеобъемлющем и расширенном партнёрстве» (CEPA), вступившее в силу 1 марта 2021 года.

### Иран
На границе Ирана и Армении существует активно действующий с начала 1990-х годов автомобильный переход Карчевань. Существуют проекты и договорённости о строительстве железной дороги между двумя странами.
В мае 2004 года был подписан основной контракт по строительству газопровода Иран — Армения. Торжественное открытие газопровода произошло 19 марта 2007 года в присутствии президентов Армении Р. Кочаряна и Ирана М. Ахмадинежада.

### Китай
Дипломатические отношения установлены в 1996 году. По данным на 2014 год, армянский экспорт в Китай составил $171 млн, а импорт — $417 млн. Китай занимает 2-е место во внешней торговле Армении (11,7 %).

### США

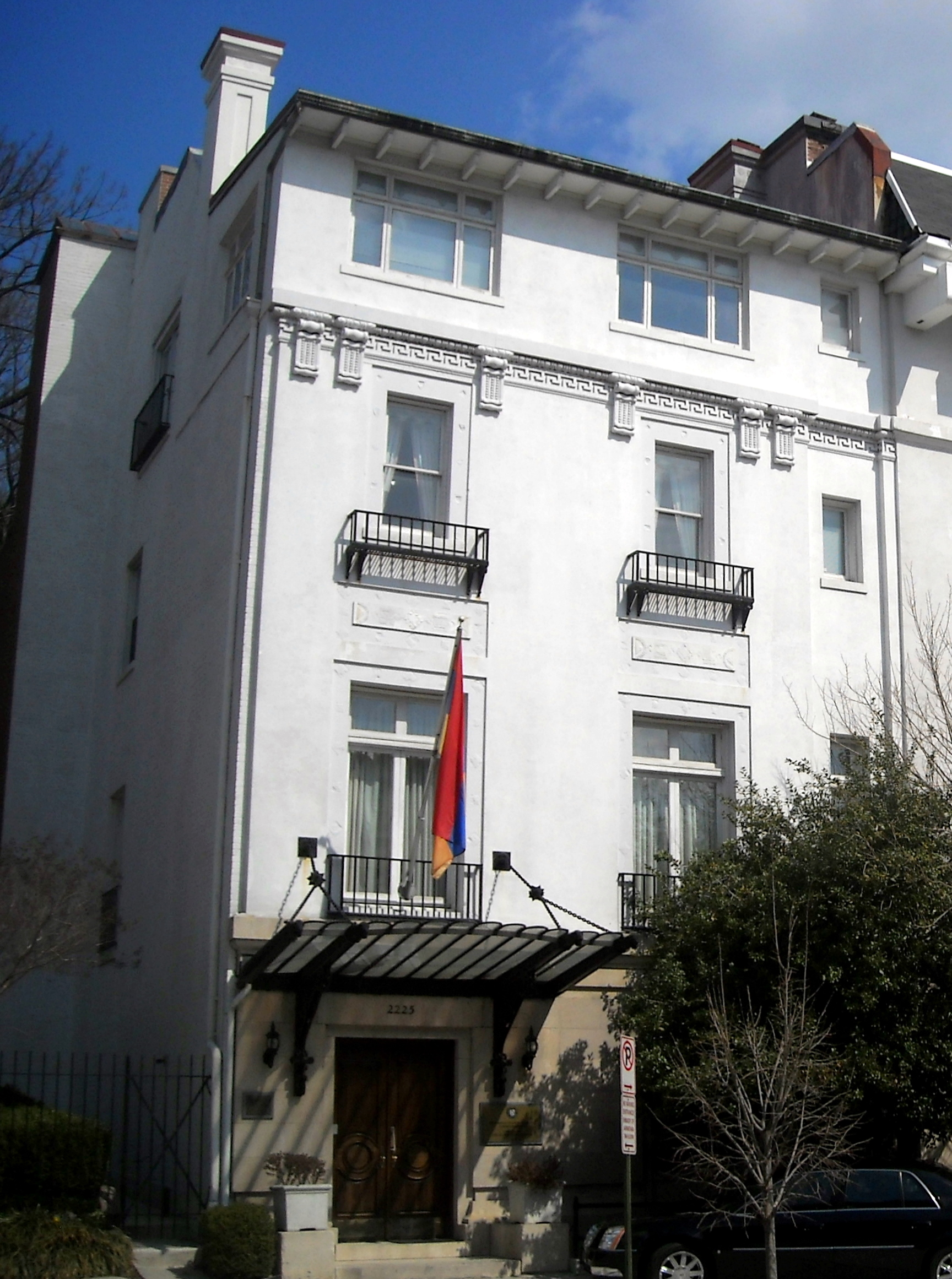
Здание посольства Армении в США

Соединённые Штаты Америки признали независимость Армении 25 декабря 1991 года и открыли посольство в Ереване в феврале 1992 года. Ещё до обретения Арменией независимости в 1991 году, армянское лобби США представляло интересы Армении.

### Турция
Турция официально признала независимость Армении 24 декабря 1991 года, однако до сих пор отказывается установить с ней дипломатические отношения. Отношения между Арменией и Турцией осложняет то, что Армения требует, а Турция отказывается признавать геноцид армян в Османской империи 1915 года. В ходе Карабахского конфликта Турция объявила о блокаде армяно-турецкой границы, что официально объясняется участием армянских войск в карабахской войне. Торгово-экономические отношения между двумя государствами вследствие этого затруднены и носят неофициальный характер.
6 сентября 2008 года Армению посетил с визитом президент Турции А. Гюль. 10 октября 2009 года главы МИД Турции и Армении А. Давутоглу и Э. Налбандян подписали в Цюрихе (Швейцария) «Протокол об установлении дипломатических отношений» и «Протокол о развитии двусторонних отношений»; документы предусматривают создание совместной комиссии из «независимых историков» для изучения вопроса о геноциде армян 1915 года. 11 октября того же года МИД Азербайджана подверг критике Турцию за подписание соглашений без урегулирования Карабахского конфликта.
В марте 2022 года Армения заявила о готовности установить дипломатические отношения с Турцией.

### Пакистан
Пакистан не признаёт Армению. Высокопоставленные пакистанские чиновники объясняют это поддержкой Азербайджана в Нагорно-Карабахском конфликте.

## Население

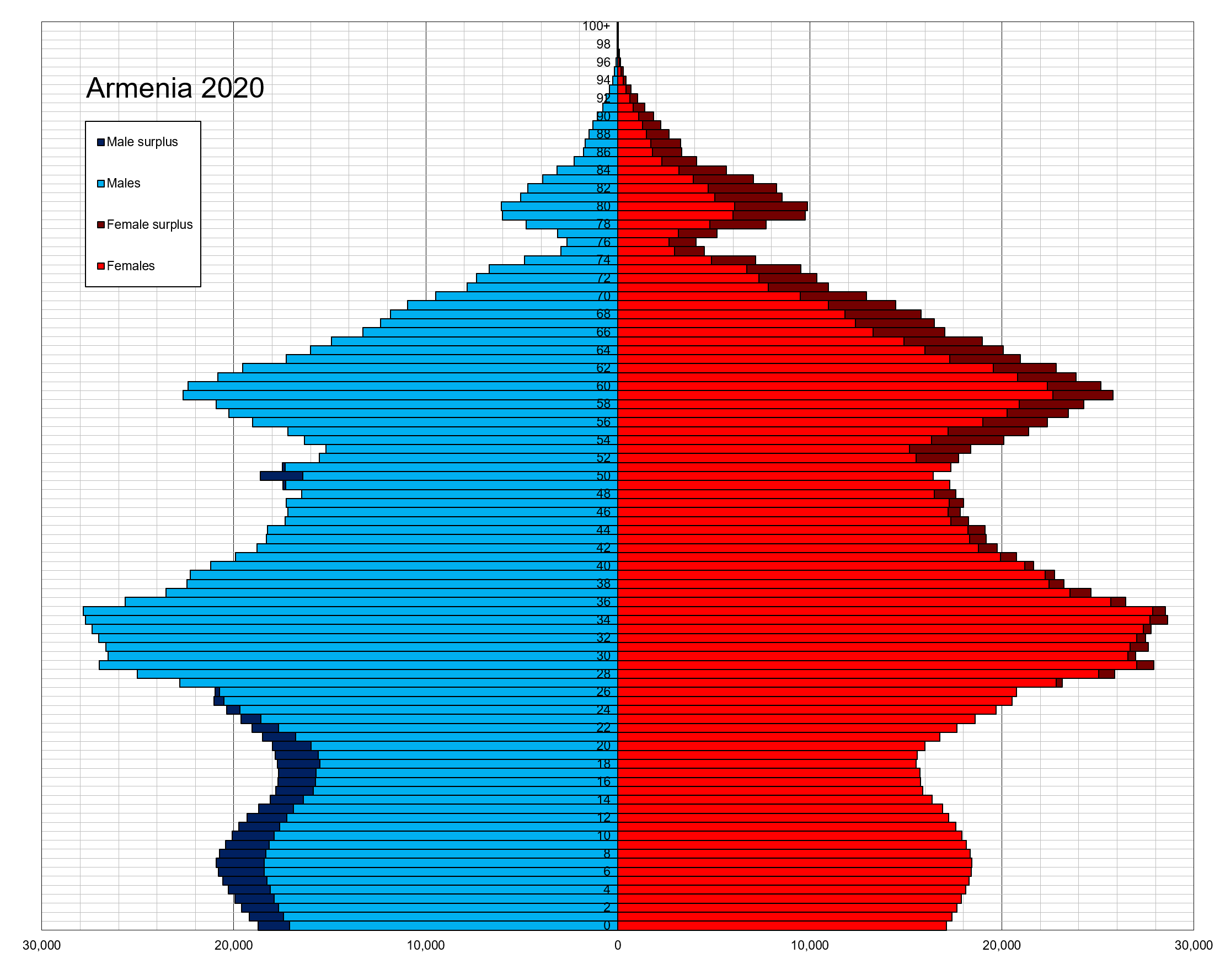
Возрастно-половая пирамида населения Армении на 2020 год

По численности населения Армения, согласно некоторым оценкам, занимает 135-е место. Переписи населения отмечают сокращение численности населения страны и весьма однородный национальный состав; Армения — моноэтническое государство, 98 % населения которого составляют армяне. Важным фактором, влияющим на динамику численности населения страны, является эмиграция, прежде всего в Россию. В 2001 году в Армении была проведена первая после провозглашения независимости (провозглашённой в 1991 году) перепись населения, по результатам которой численность постоянного населения страны составила 3 213 011 человек. Численность постоянного населения на середину 2010 года, по оценкам ООН, составляла 3 092 000 человек.
Население Армении, согласно результатам переписи 12 октября 2011 года, составило 2 871 771 человек наличного населения (учтённого переписью на территории Армении без временно выехавших из страны, отмечено сокращение на 130 823 человека в сравнении с переписью 2001 года) или 3 018 854 постоянного населения (включая временно отсутствующих из страны, отмечено сокращение постоянного населения на 194 157 человека в сравнении с переписью 2001 года). Согласно официальным данным, по состоянию на 1 января 2016 года число постоянного населения составило 2 998 600 человек. На 2025 год население страны составило 3 076 200 человек.

### Города
Страна высоко урбанизирована (63,35 %), однако доля городского населения сокращается: убыль городского населения в межпереписной период 2001—2011 годов составила −7,5 %; за тот же период убыль сельского населения составила −3,4 %. Всего в республике, по состоянию на 2013 год, насчитывалось 49 городов, самый крупный из которых — столица Армении Ереван (1 061 000 чел.), а самый маленький — Дастакерт с населением 300 человек.

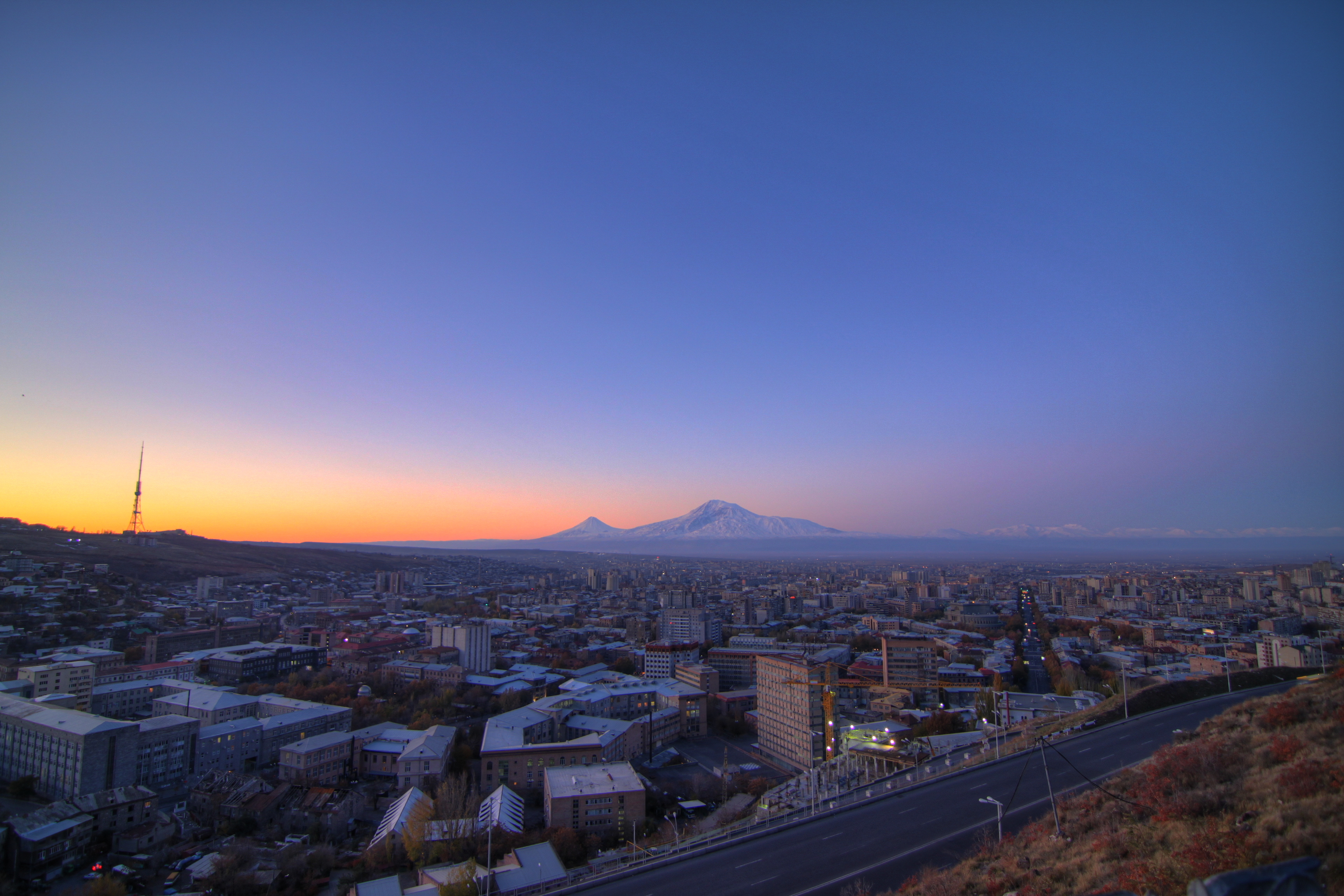
Вид вечернего Еревана.
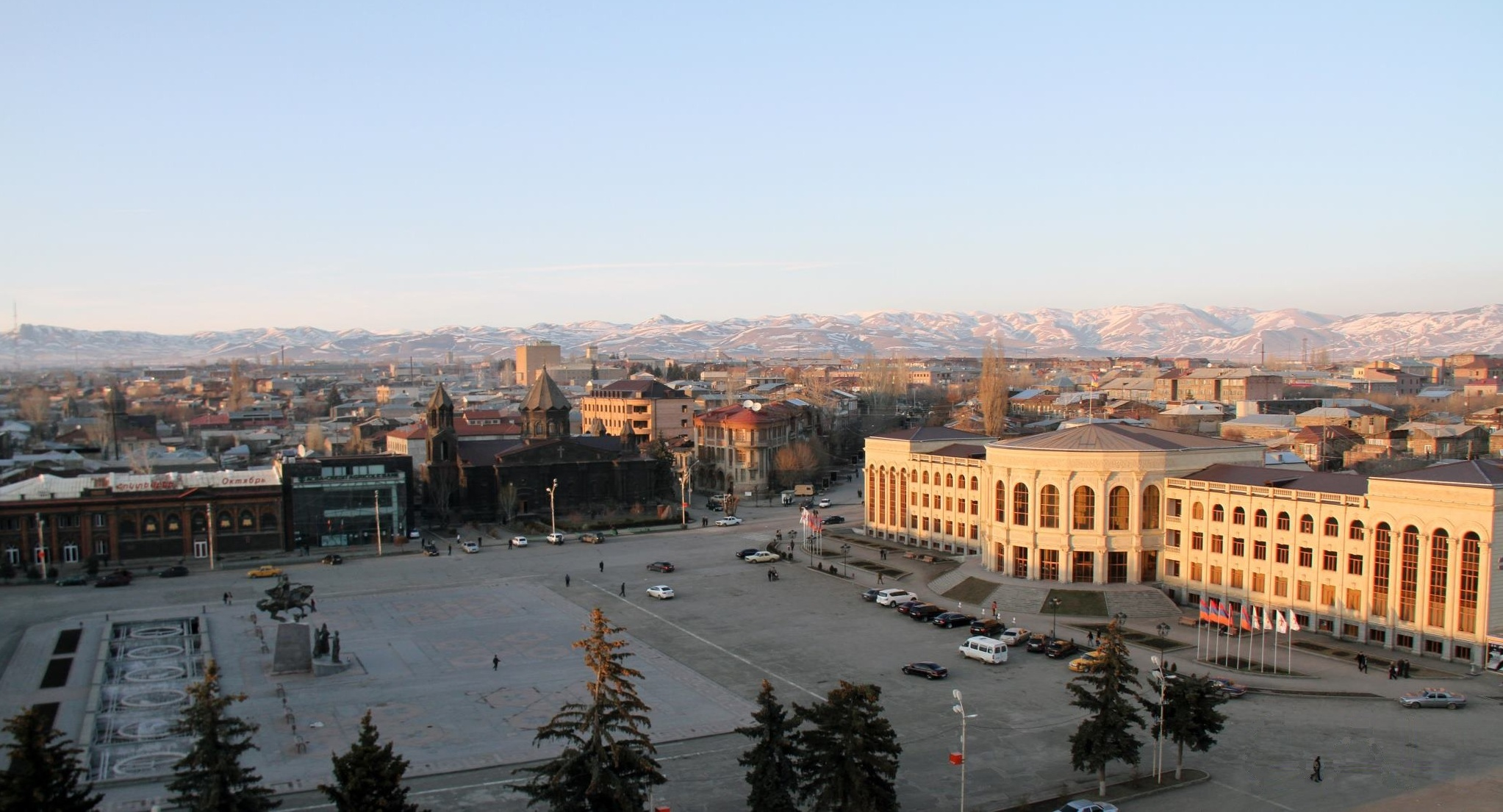
Вид на Гюмри.
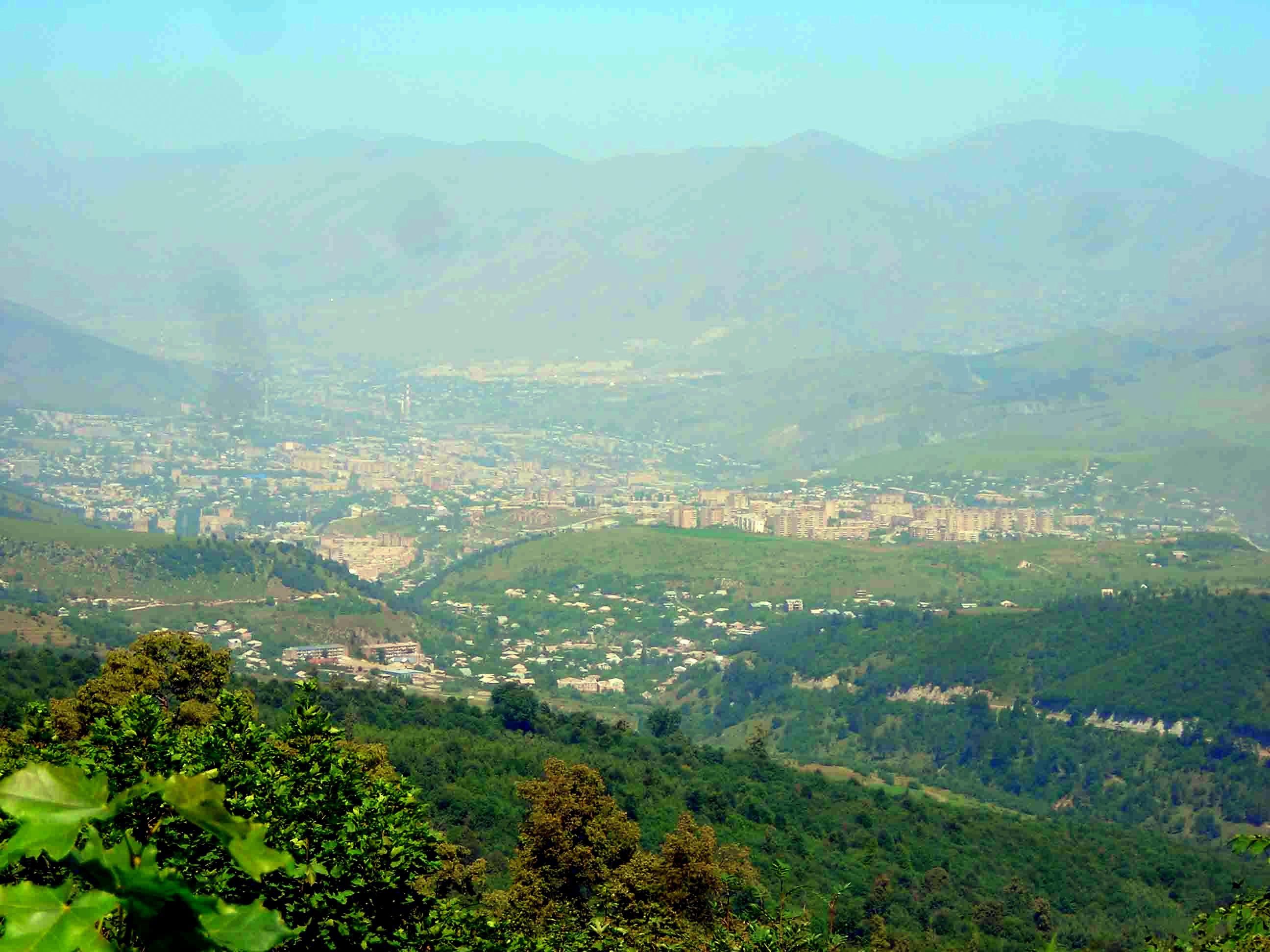
Вид на Ванадзор.
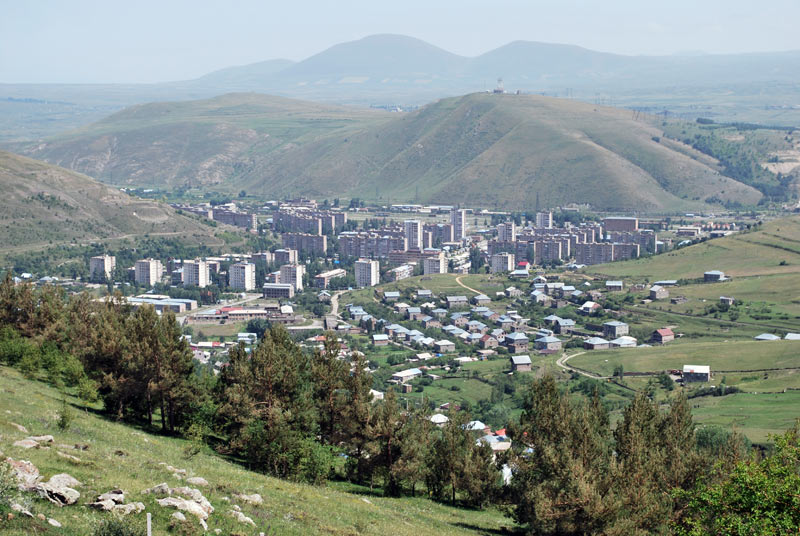
Вид на Раздан.
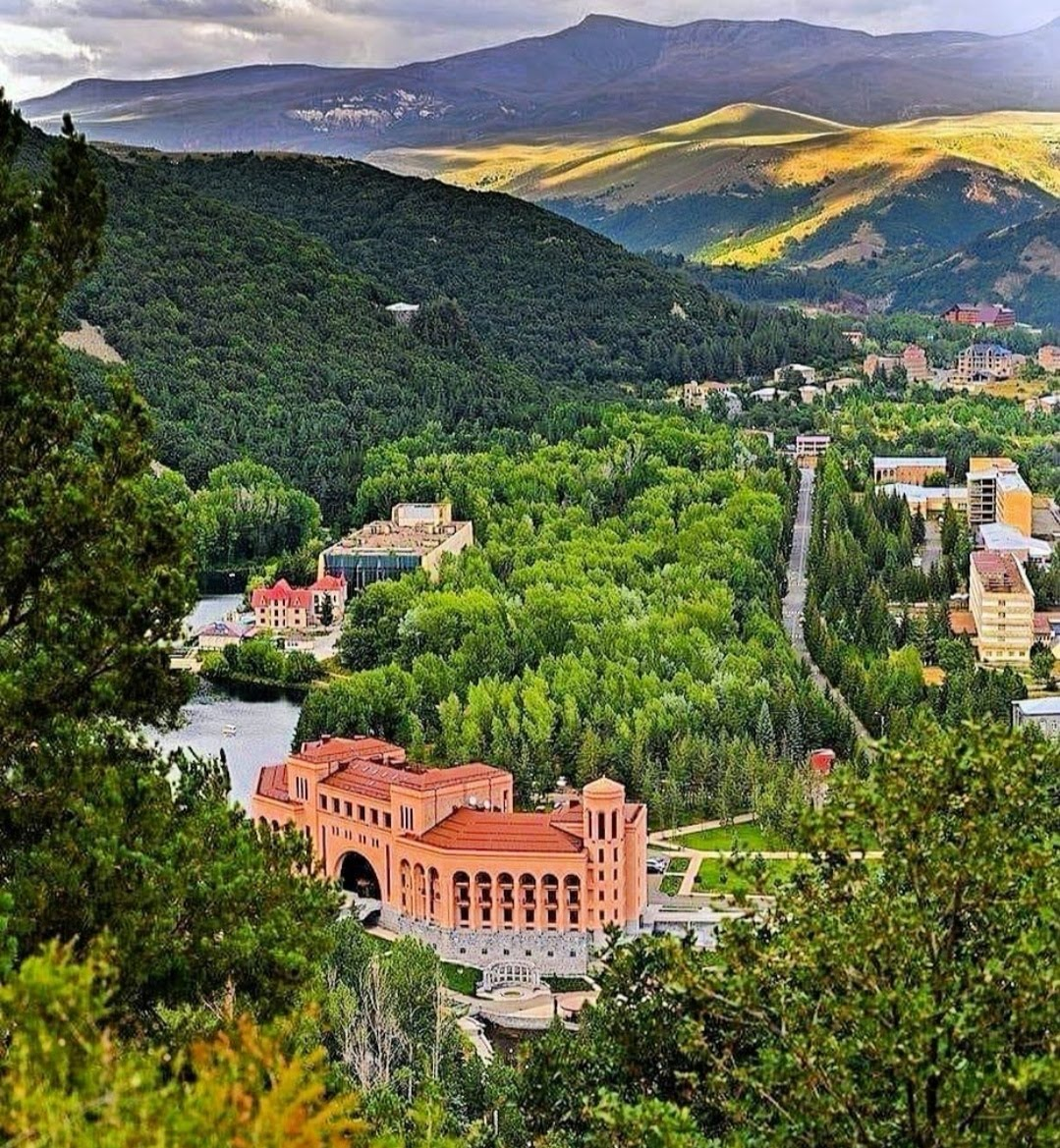
Вид на Джермук

### Национальный состав
|                     | 2011        | 2011     | 2022        | 2022    |
| Национальность      | Численность | Доля %   | Численность | Доля %  |
| ------------------- | ----------- | -------- | ----------- | ------- |
| Армяне              | 2 961 801   | 98,11 %  | 2 875 697   | 98.06 % |
| Езиды               | 35 308      | 1,17 %   | 31 077      | 1.06 %  |
| Русские             | 11 911      | 0,39 %   | 14 074      | 0.48 %  |
| Ассирийцы           | 2 769       | 0,09 %   | 2 754       | 0.09 %  |
| Курды               | 2 162       | 0,07 %   | 1 663       | 0.06 %  |
| Украинцы            | 1 176       | 0,04 %   | 1 005       | 0.03 %  |
| Индийцы             | -           | -        | 593         | 0.02 %  |
| Греки               | 900         | 0,03 %   | 365         | 0.01 %  |
| Грузины             | 617         | 0,02 %   | 223         | 0.01 %  |
| Персы               | 476         | 0,02 %   | 434         | 0.01 %  |
| другие              | 1634        | 0,05 %   | 4 296       | 0.15 %  |
| отказались ответить | 100         | < 0,01 % | 550         | 0.02 %  |

### Языки

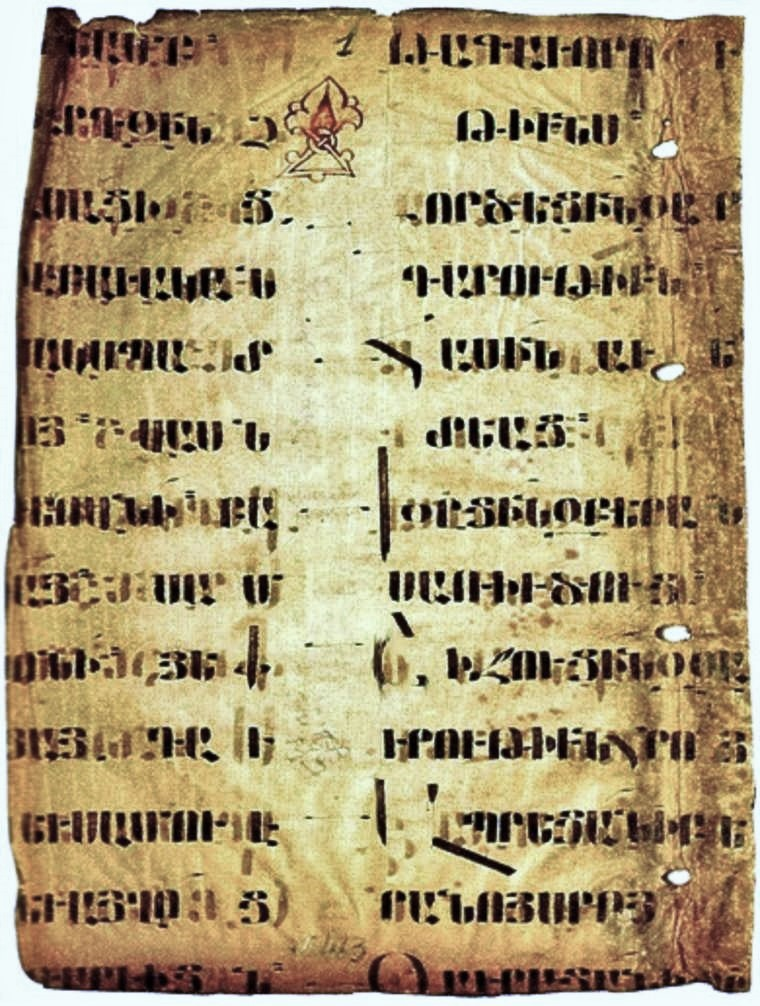
Древний манускрипт на армянском языке V—VI века

Государственный язык Армении — армянский, входящий в число индоевропейских языков и выделяемый в этой семье в отдельную ветвь. Является одним из древнеписьменных языков; армянский алфавит был создан Маштоцем в 405 году. Письменный период истории армянского языка делится на три этапа: древнеармянский, среднеармянский и современный армянский язык. Ныне существуют два литературных стандарта — западноармянский и восточноармянский.
В 2019 году «армянское искусство шрифта и его культурные проявления» включены в представительский список нематериального культурного наследия человечества ЮНЕСКО.
В стране, кроме армянского языка, распространены русский (им владеют около 70 % населения) и английский языки, а также курдский как язык самого многочисленного национального меньшинства.
Русский язык используется в стране для получения информации: на нём, например, издаются газеты «Республика Армения», «Голос Армении» и др. Министерством образования и науки Республики Армения было утверждено положение о работе школ с углублённым обучением русскому языку. В Армении насчитывается более 60 таких школ. В стране также действуют 40 общеобразовательных и 3 частные школы, в которых есть русские классы. Во всех таких классах преподавание ведётся по программам и учебникам Российской Федерации. В обычных же школах русский язык преподаётся в школе со второго по одиннадцатый классы, в то время как другие иностранные языки — только с пятого.

### Религия
В религиозном отношении бо́льшая часть населения Армении (согласно переписи 2011 года — почти 93 %) — христиане, принадлежащие к Армянской апостольской церкви. Основы вероучения Армянской апостольской церкви преподаются в школах Армении. Статья 18 первой главы действующей Конституции Армении провозглашает: «Республика Армения признаёт исключительную миссию Армянской Апостольской Святой Церкви как национальной церкви в духовной жизни армянского народа, в деле развития его национальной культуры и сохранения его национальной самобытности». В Ереване находится Кафедральный собор Святого Григория Просветителя, который наряду с собором Самеба в Тбилиси является самым большим в Закавказье.
Существует небольшая община Армянской католической церкви (36 приходов), последователей которой остальная часть армян называет «франками». Есть также небольшие общины православных христиан — русских, греков, украинцев и др., а также община русских-молокан.
Ещё в Армении живут последователи ислама — эту религию исповедуют курды, персы, азербайджанцы и другие народы. Однако из-за исхода азербайджанцев вследствие Карабахского конфликта, мусульманская община сократилась. В Ереване для мусульман действует Голубая мечеть.
В Армении также проживают более 40 тысяч езидов (1,3 % населения) которые в основном исповедуют езидизм. 29 сентября 2012 года в Армавирской области Армении торжественно был открыт езидский храм «Зиарат». Это первый храм, построенный за пределами исконной родины езидов, Иракского Курдистана, призванный удовлетворить духовные верования езидов Армении.

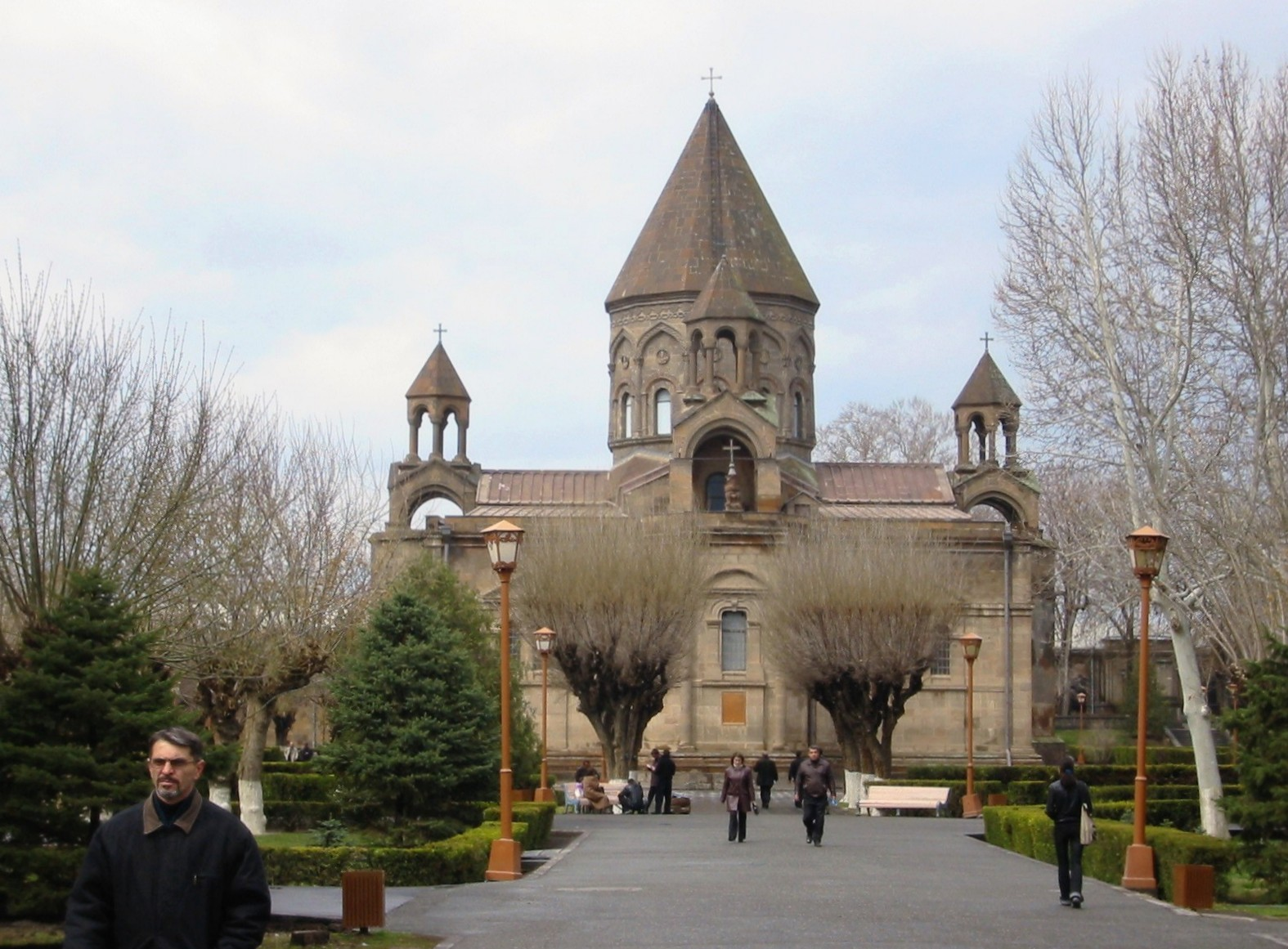
Эчмиадзинский кафедральный собор (начало IV века). Престол Верховного Патриарха Католикоса Всех Армян в 303—484 годы, и снова с 1441 года
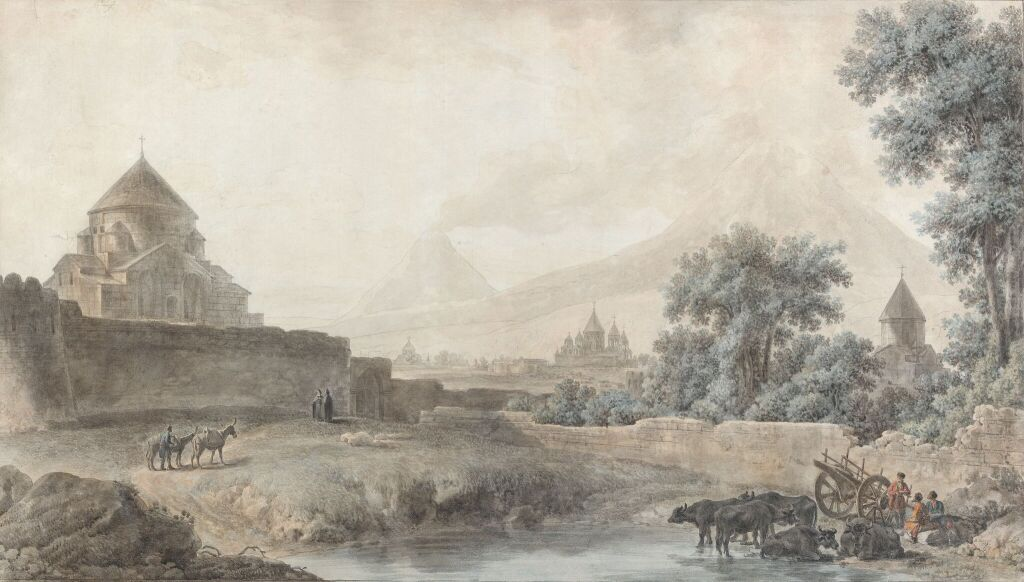
Вид трёх церквей на фоне горы Арарат в Армении, М. М. Иванов, 1783 год

| Национальность      | Население всего | Верующие  | Армянская апостольская | Евангельская | Шарфадинская | Католическая | Свидетели Иеговы | Православные | Язычники | Молокане | Другие | Атеисты | Отказались ответить | Не указали религию |
| ------------------- | --------------- | --------- | ---------------------- | ------------ | ------------ | ------------ | ---------------- | ------------ | -------- | -------- | ------ | ------- | ------------------- | ------------------ |
| Армения (всего)     | 3 018 854       | 2 897 267 | 2 796 519              | 29 280       | 25 204       | 13 843       | 8695             | 7532         | 5434     | 2872     | 7888   | 34 373  | 10 941              | 76 273             |
| Армяне              | 2 961 801       | 2 843 545 | 2 784 553              | 28 454       | 0            | 13 247       | 8581             | 3413         | 734      | 0        | 4563   | 33 254  | 10 086              | 74 916             |
| Езиды               | 35 308          | 33 772    | 3597                   | 532          | 24 518       | 0            | 40               | 0            | 3624     | 0        | 1461   | 413     | 547                 | 576                |
| Русские             | 11 911          | 11 078    | 4899                   | 150          | 0            | 336          | 37               | 2798         | 0        | 2755     | 103    | 325     | 132                 | 376                |
| Ассирийцы           | 2769            | 2556      | 935                    | 47           | 0            | 11           | 14               | 601          | 2        | 0        | 946    | 162     | 20                  | 31                 |
| Курды               | 2162            | 2098      | 180                    | 42           | 682          | 0            | 2                | 0            | 1068     | 0        | 124    | 29      | 18                  | 17                 |
| Украинцы            | 1176            | 1121      | 674                    | 10           | 0            | 44           | 8                | 360          | 0        | 19       | 6      | 34      | 8                   | 13                 |
| Греки               | 900             | 838       | 692                    | 6            | 0            | 24           | 2                | 109          | 0        | 0        | 5      | 41      | 9                   | 12                 |
| Грузины             | 617             | 401       | 253                    | 10           | 0            | 23           | 4                | 93           | 0        | 0        | 18     | 17      | 16                  | 183                |
| Персы               | 476             | 401       | 27                     | 0            | 3            | 12           | 0                | 1            | 0        | 0        | 358    | 17      | 36                  | 22                 |
| другие              | 1634            | 1393      | 661                    | 29           | 1            | 143          | 6                | 150          | 6        | 98       | 299    | 64      | 51                  | 126                |
| отказались ответить | 100             | 64        | 48                     | 0            | 0            | 3            | 1                | 7            | 0        | 0        | 5      | 17      | 18                  | 1                  |

## Транспорт, инфраструктура, связь

### Железные дороги
Общая протяжённость железных дорог Армении, по данным 2001 года, составляет 852 км. Дороги электрифицированы и обладают высокой пропускной способностью, однако нуждаются в реконструкции. Функционирующая на территории Армении Армянская железная дорога имеет соединения с Грузинской (единственное открытое соединение), а также с Азербайджанской и Турецкой ж/д, которые не используются вследствие закрытых границ с этими государствами. Таким образом железнодорожные коммуникации Армении с зарубежными странами обеспечиваются только через территорию Грузии.
Перспективная железная дорога Иран — Армения позволит Армении пользоваться альтернативным путём транспортировки. По различным данным, стоимость строительства железной дороги Армения — Иран может составить $ 3—4 млрд, протяжённость составит около 300 км.

### Автомобильный транспорт

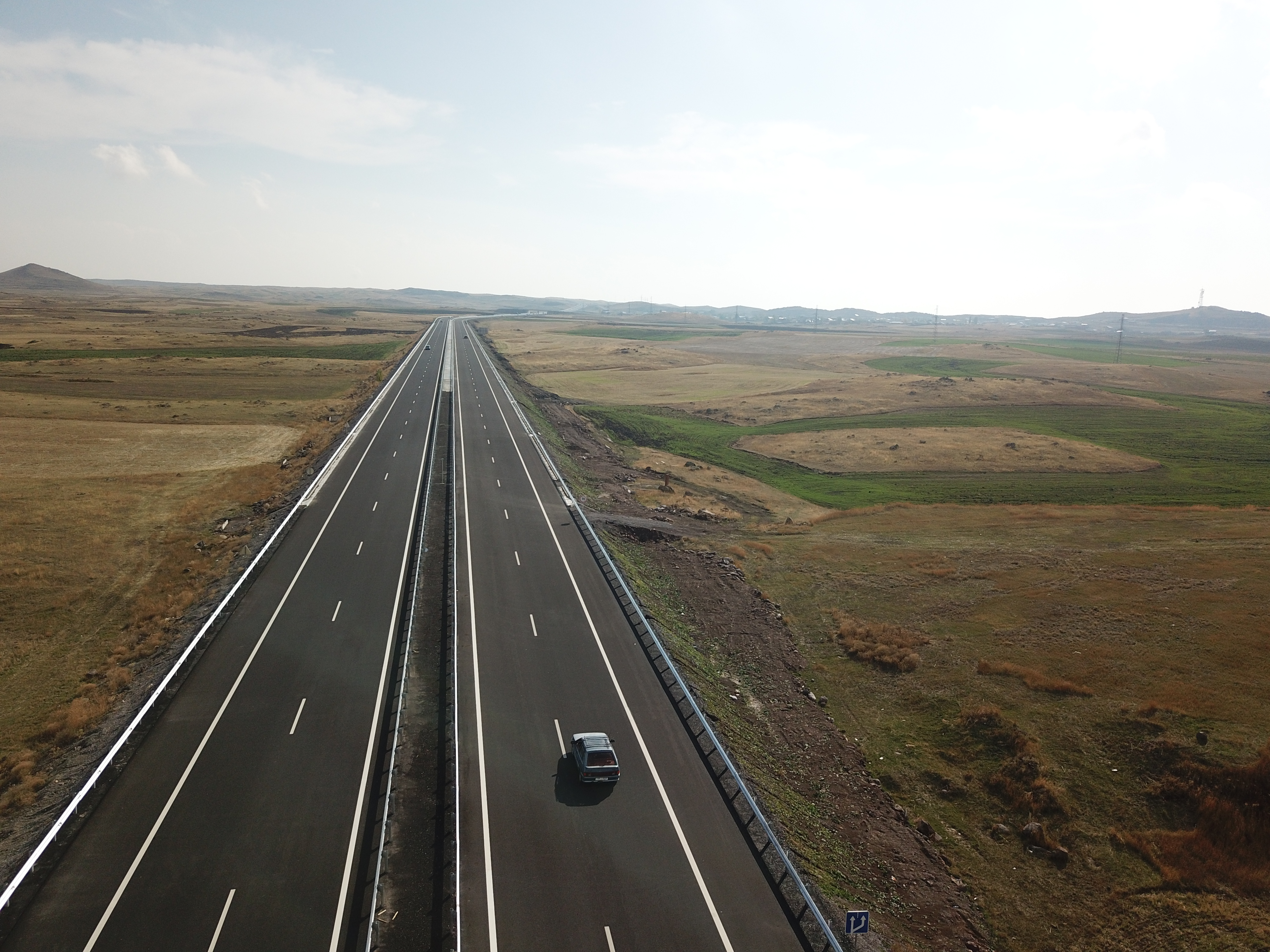
Автомобильная дорога в Ширакской области

Протяжённость дорог с твёрдым покрытием составляет 8,4 тыс. км. Значительная часть дорог находится в изношенном состоянии. В горных районах и в провинции они зачастую просто отсутствуют, все перевозки ведутся по гравийно-щебенистым просёлкам, достаточно труднопроходимым без помощи местных жителей.
В 2012 году в Армении началось строительство автодороги «Север-Юг» общей протяжённостью в 556 км. Стоимость проекта оценивалась в около $ 2 млрд. На 2019 выполнено менее половины работ.
По проекту бюджета на 2020 год в Армении планируется построить и отремонтировать в три раза больше дорог, чем с 2015 по 2018 годы.

### Воздушный транспорт

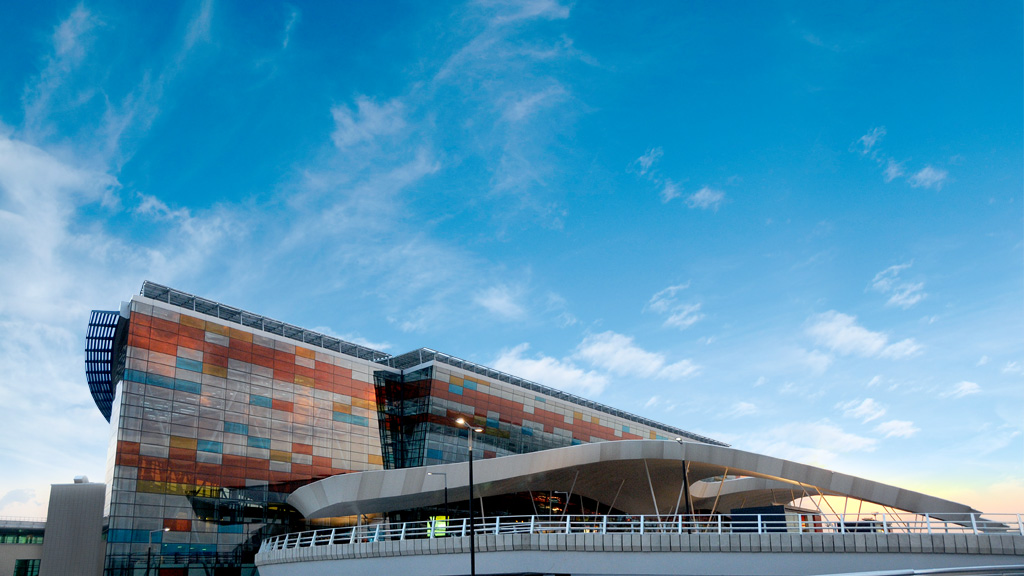
Международный аэропорт Звартноц
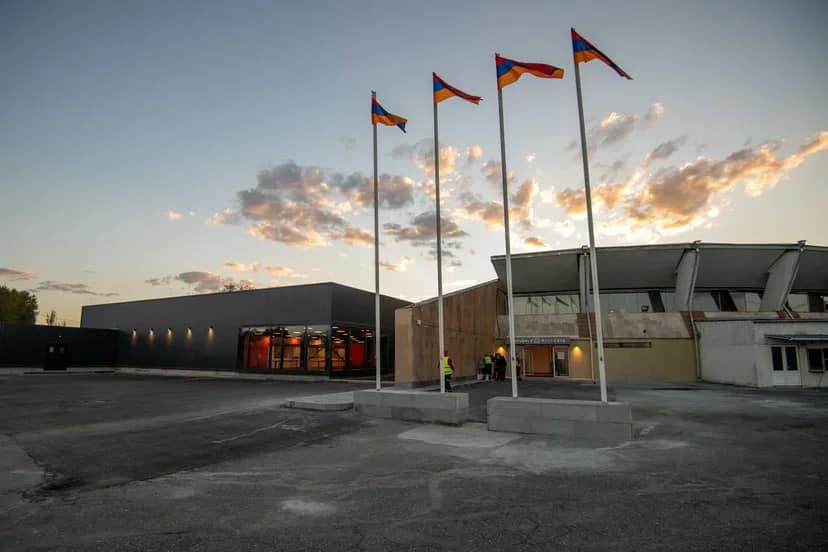
Новый терминал аэропорта в Гюмри
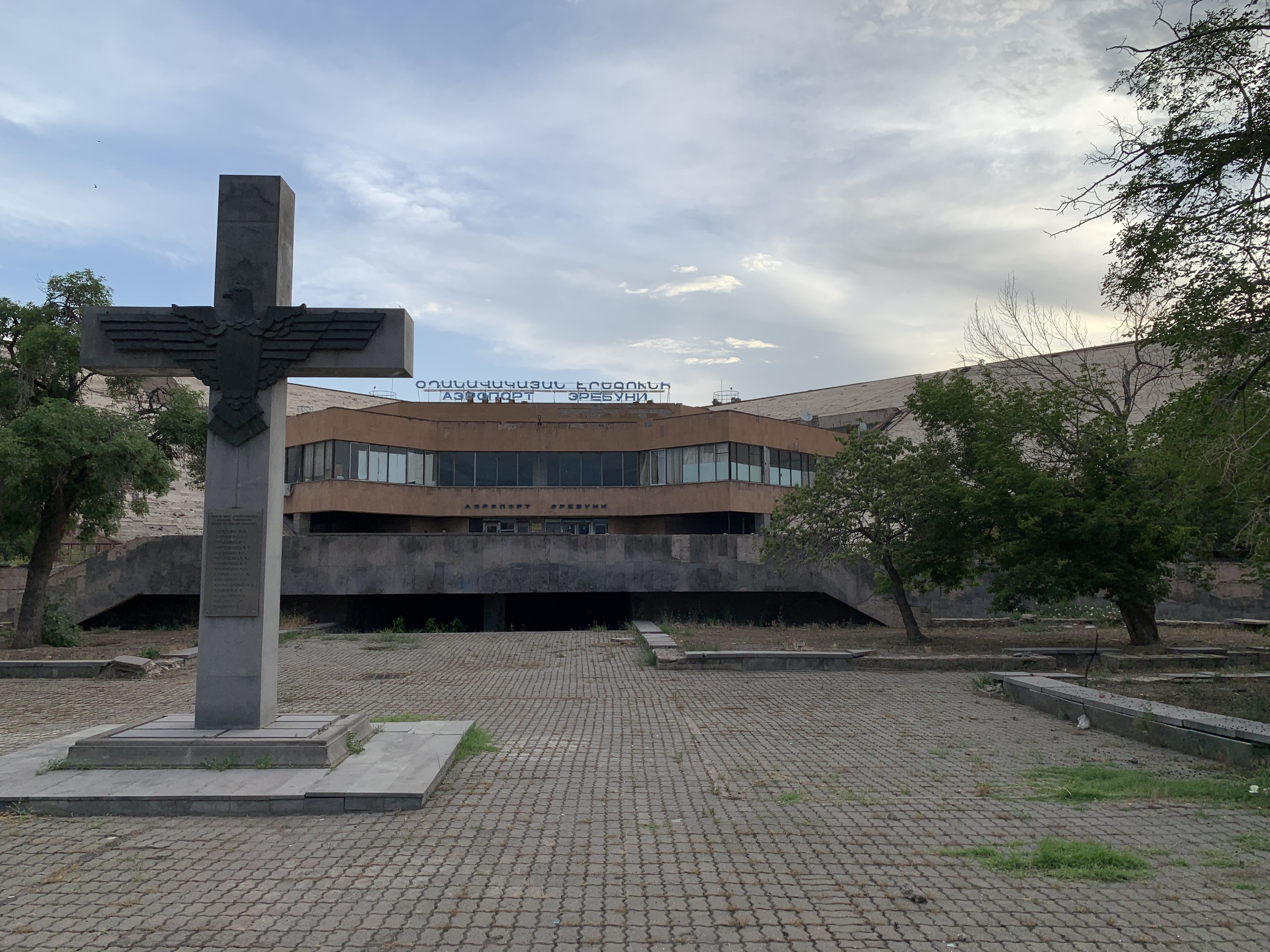
Аэродром «Эребунии»

В условиях закрытой границы с Азербайджаном и Турцией, а также нестабильной ситуации на грузино-российской границе, авиатранспорт фактически является основным видом международных пассажирских перевозок. Регулярные пассажирские авиаперевозки осуществляются через 2 аэропорта — «Звартноц» (Ереван) и «Ширак» (Гюмри). Обсуждалась возможность строительства дополнительного запасного аэропорта.
Международный аэропорт «Звартноц» расположен в 10 км к западу от Еревана. Был построен в 1961 году как аэропорт «Западный», затем в 1980 году перестроен и переименован в «Звартноц». В 1998 году был открыт новый грузовой терминал, а летом 2007 года — новый международный пассажирский терминал. Отсюда совершаются рейсы в 70 городов мира.
Аэропорт «Ширак» находится в 110 км к северу от Еревана, в 5 км от Гюмри — второго по величине города Армении, расположенного в северо-западной части страны, и функционирует с 1961 года. Регулярные пассажирские авиаперевозки осуществляются в основном бюджетными авиакомпаниями «Победа» и «Ryanair». Аэропорт удобен для жителей северной Армении и Джавахетии (Грузия).
Аэропорт «Эребуни» расположен в Ереване, в 7 км к югу от города. В основном используется для военных нужд: здесь базируется авиация ВВС Армении и ВВС России, которые совместно проводят дежурство по охране южных рубежей стран-участников ОДКБ. Из аэропорта совершаются частные пассажирские чартерные рейсы в страны СНГ.
Капитально восстановленный, расширенный и переоборудованный аэропорт в городе Капан в Сюникской области намечалось сдать в эксплуатацию в 2020 году. Полёты из Еревана будут длиться около 45 минут.

### Канатные дороги
Канатные дороги в Армении есть в Ереване, Цахкадзоре (туристический центр в Котайкской области), Джермуке (туристический центр в Вайоцдзорской области), Алаверди (туристический центр в Лорийской области). В 2010 году построена самая длинная в мире канатная дорога к Татевскому монастырю (туристический центр в Сюникской области). Действуют также товарные канатные дороги, например, рядом с городом Каджаран (обслуживает горную промышленность в Сюникской области).

### Трубопроводный транспорт
В Армении проложена сеть газопроводов общей протяжённостью в 900 км. В настоящее время эксплуатируются международные газопроводы Армения-Грузия и Армения-Иран.

### Мобильная связь и интернет
В настоящее время в Армении работает 3 оператора мобильной связи: ЗАО «Телеком Армения» (в прошлом «ВЕОН Армения» и «Арментел», в настоящее время оперирует под брендом «Beeline»), «Мобильные ТелеСистемы» (дочерняя компания «K-Telecom», работающая под брендом VivaCell MTC), «Ucom».
По состоянию на 2019 год, согласно докладу Freedom House, Армения делит с Францией 8-е место в списке стран с самым свободным Интернетом.
Интернет достаточно широко распространён по всей стране. По данным 2015 года, уровень проникновения интернета в домашние хозяйства Армении достигает 75 %.
.am — национальный домен верхнего уровня для Армении. Домен в зоне .am может зарегистрировать любой желающий — как резидент, так и нерезидент Армении. Сняты ограничения на регистрацию доменов известных брендов. По данным «DomainWire Global TLD Report», в 2016 году, армянский национальный домен в тройке мировых лидеров по уровню роста.

## Культура

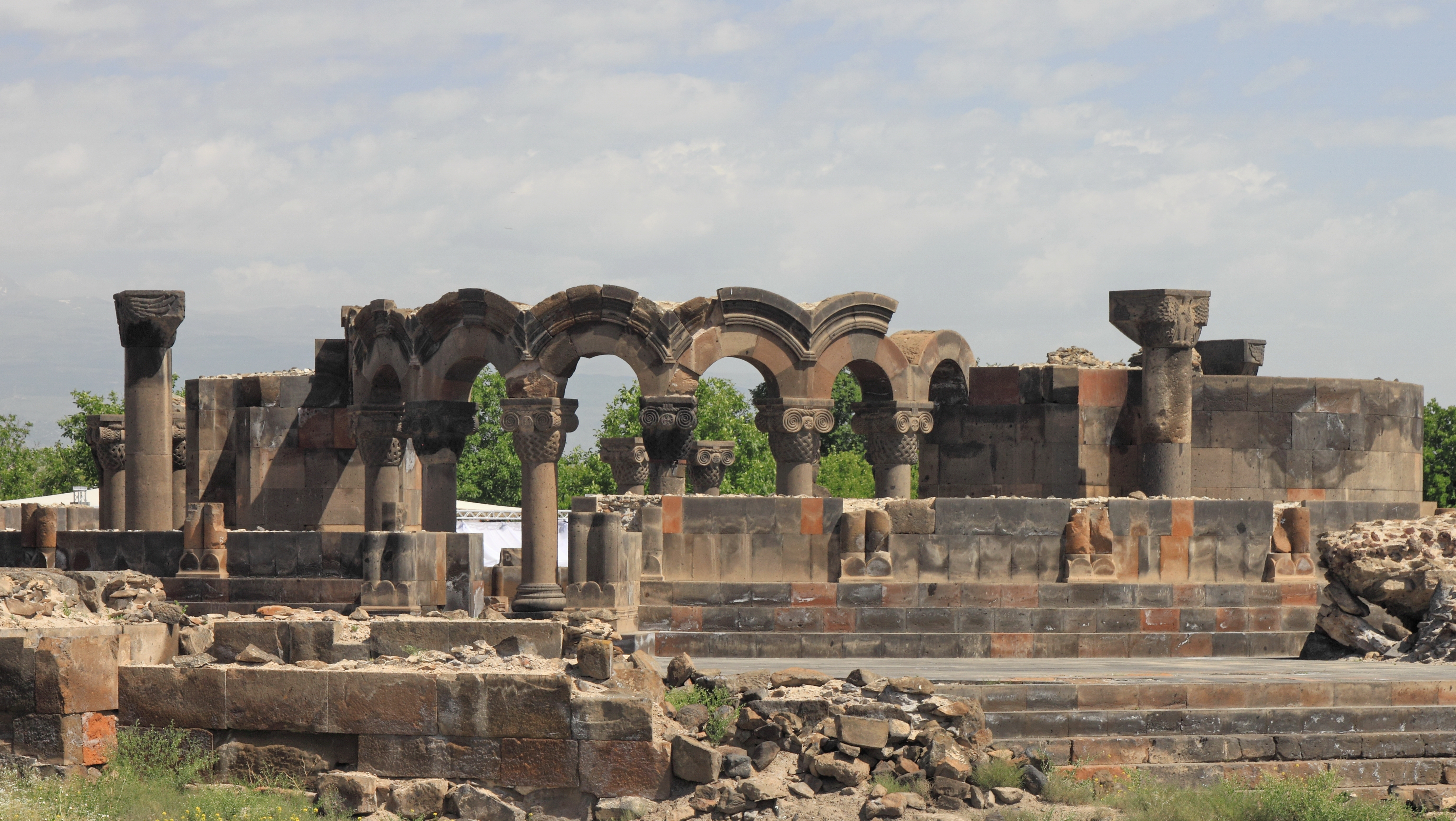
Храм Звартноц, построенный между 641—661 гг. католикосом Нерсесом III Тайеци. Армавирская область

Как отмечает авторитетная энциклопедия «Британника», Армения — один из древнейших центров мировой цивилизации. Армянская культура своими корнями восходит к глубокой древности. На территории Армении неоднократно находились статуэтки, фигурки, украшения, поделки, датируемые II—I тысячелетиями до н. э. К началу — середине I тысячелетия до н. э. формируется армянская мифология, которая заняла исключительную роль в формировании армянской культуры, и с VI века до н. э. начинается развитие языческой архитектуры. Своё влияние на культуру оказало владычество македонян и наставшая вслед за ним эпоха эллинизма.
Одни из главных ролей в развитии и сохранении армянской культуры и упрочнении армянского самосознания сыграли принятие Арменией в первые годы IV века христианства и создание в 406 году армянского алфавита М. Маштоцем. Общий подъём армянской культуры охватывает период до VII века включительно. Принятие христианства стало причиной создания одного из важнейших пластов армянской культуры — церковной архитектуры, а создание алфавита ознаменовало собой начало развития армянской словесности. Создано огромное количество сказок, песен, эпосов. В эпоху Средних веков в Армении бурными темпами начали развиваться искусство скульптурного рельефа, орнаментальной резьбы, высокого уровня достигло искусство миниатюры. Своего пика достигло искусство церковной архитектуры. Последующее значительное развитие начинается с концa IX века, и связано оно с восстановлением в 885 году независимого Армянского царства, что стало началом нового золотого века в армянской истории. Период культурного подъёма продолжился до XIII века включительно и характеризуется некоторыми авторами как Армянское Возрождение.

### Летоисчисление
До VI века использовался только древнеармянский календарь. Согласно традиции, летоисчисление по древнеармянскому календарю начинается с победы легендарного прародителя армянского народа Айка над вавилонским царём Бэлом в 2492 году до н. э. В 584 году был принят новый церковный календарь. В качестве начала эры, в древнеармянской хронологии фигурирует дата, соответствующая 11 июля 552 года европейского летосчисления.

### Мифология

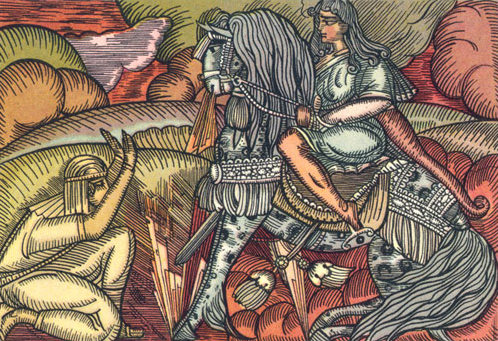
Национальный эпос армянского народа Давид Сасунский. Сложился между VIII—X веками. Худ. А. Коджоян, 1922 год

Древние эпические сказания, мифы, образцы эпической поэзии, романы, сохранились в сочинениях древнеармянских авторов. Уже в V веке Давид Кертог предпринял стихотворную обработку эпического сказания «Тигран и Аждаак». Данные об античной мифологии армян передают и греко-римские авторы, например Страбон в I веке сообщает, что «В особом почёте культ Анаитиды у армян, которые в честь этой богини построили святилища в разных местах, в том числе и в Акилисене». Древнейшие армянские мифы — об Айкe, Араме, Ара Прекрасном, Торк Ангехе, Артавазде, Ваагне, Тигране и Аждааке, Ерванде и Ервазе, о вишапах. Главным божеством дохристианского армянского пантеона был Арамазд. Важное место в армянском пантеоне занимала Анаит. В армянских источниках V—VII веков сохранились отрывки из эпических циклов «Персидская война» и «Таронская война». В VIII—X веках сложился армянский эпос Давид Сасунский, повествующий о борьбе богатырей из Сасуна против арабских захватчиков. Памятник включён в Список нематериального культурного наследия человечества. В XIV веке возник эпическое сказание Герои Кашта повествующее о национальной борьбе против войск Тамерлана.

### Изобразительное искусство

#### Фрески
Наиболее ранние известные образцы армянской фресковой живописи восходят к середине V века, это фрагменты фресок из церкви Погос-Петрос в Ереване и Касахской базилики. Следующие ранние примеры относятся в основном к VII веку (Лмбатаванк, Аручаванк и т. д.) и свидетельствуют об устойчивой традиции росписей в интерьерах. Сохранившийся до наших дней фрагмент фресок Татевского монастыря в Сюнике, восходит примерно к 930 году, а фрагменты фресок с изображениями ореола Христа в апсиде, фигуры сидящей Богородицы, а также неизвестного святого (художник — Егише) в монастыре Гндеванк — к 914 году.

#### Скульптура
Армянская раннесредневековая скульптура представлена каменными стелами, орнаментальными и сюжетными рельефами IV—V веков. Наиболее ранние — рельефы плит аркосолия усыпальницы армянских Аршакидов в Ахце, относящееся к 364 году. Сохранилась капитель мемориальной колонны в Касахе (около IV века) и 2 рельефа конца IV столетия на фасаде собора Эчмиадзинского собора. В целом раннесредневековая армянская скульптура представлена тремя основным школами — Айраратской, Таширской и Сюникской. В VI—VII веках начинается новый расцвет скульптурного искусства (круглая скульптура и рельефы), отличающаяся богатством декоративных деталей, выделяются стилистические направления. Шедевром архитектуры и изобразительного искусства этой эпохи становиться храм Звартноц, построенный в 640—650 годы. Появляются сюжетные фигурные рельефы (в церквях Птгни, Мрена), горельефные изображения ктиторов (Сисиан).
В V—VII веках начинает складываться искусство хачкаров — скульптурные памятники, представляющие собой каменную стелу с резным изображением креста. Хачкарное искусство достигает своего наивысшего развития в XII—XIII веках. Всего на территории Армении насчитывается несколько тысяч хачкаров, каждый отличается своим неповторимым узором, хотя все узоры обычно выдержаны в едином стиле.
| |  |  |  |  |  |  |
| 1. Фрагмент мозаики из терм в Гарни, I век н. э. 2. Образец армянской каллиграфии, XI век. 3. Евангелие принца Васака, 1270 год. 4. Фрески Дадиванка, XIII век. 5. Хачкар, скульптор Момик, 1306 год. 6. Карабахский ковёр «Гоар» с тканной надписью на армянском языке, 1700 год. 7. С. Агаджанян, «Портрет Матери», 1900 год |  |  |  |  |  |  |

#### Миниатюра
В истории изобразительного искусства средневековой Армении ведущее место занимала книжная миниатюра — самые ранние образцы датируются VI—VII веками. Из сохранившихся около 30 тыс. армянских средневековых рукописей около 10 тыс. являются иллюстрированными, из которых 5—7 тыс. — полноценными миниатюрами. Особенностью армянской миниатюры является разнообразие стилей различных местных школ — Киликии, Гладзора, Татева, Васпуракана и т. д. Среди ранних образцов армянского миниатюрного искусства — «Евангелие царицы Млке» (862 год), Евангелие (986 год), «Эчмиадзинское евангелие» (989 год), «Евангелие Мугни» (XI век), «Львовское Евангелие» (XII век) и т. д. Особым многообразием стилей и приёмов отличается миниатюра XIII—XIV веков, когда развивается ряд самобытных локальных школ армянской миниатюры. Известные армянские миниатюристы Средних веков Ованес Сандхкаванеци, Григор Мличеци, Торос Рослин, Ованес Аркаехбайр, Торос Таронаци, Акоп Джугаеци, и др.

#### Станковая живопись

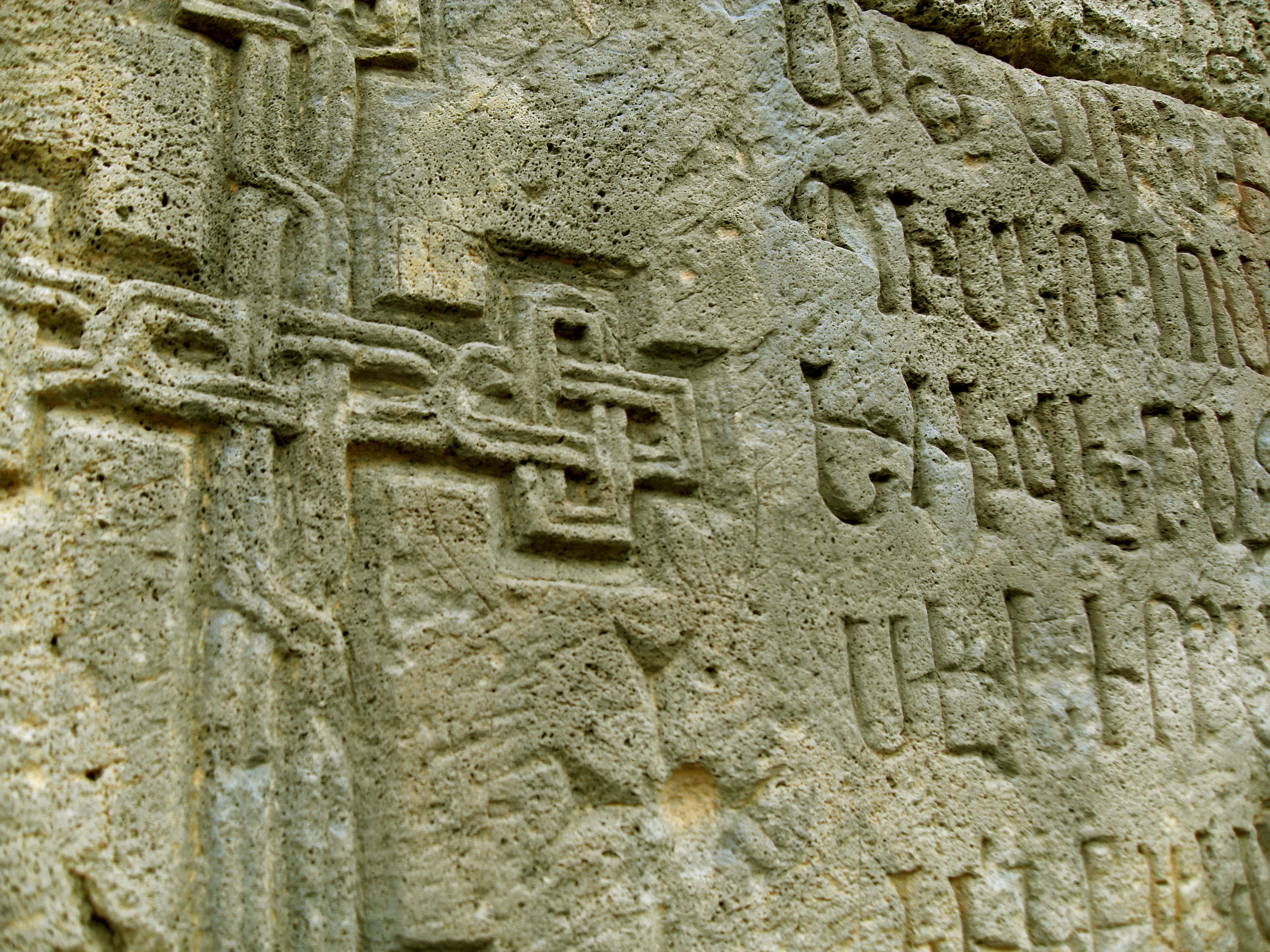
Надпись на древнеармянском на стене Татевского монастыря, Зангезур

Армянская станковая живопись формировалась на рубеже XVII—XVIII веков. Один из первых его представителей — Нагаш Овнатан, стал родоначальником династии художников Овнатанян. Среди известных представителей армянской станковой живописи XVIII века — Овнатан Овнатанян, Ованес Мркуз, Ованес Тирацу, и другие. В начале XVIII века работал талантливый график Григор Марзванеци. В истории развитии изобразительного искусства Армении важное значение имело присоединение Восточной Армении к России в начале XIX века. В первой половине — середине XIX века работали художники Акоп Овнатанян, Степанос Нерсисян, Ованес Катанян, и другие. С 1880 годов появляется новая плеяда профессиональных художников. Крупнейшие из них пейзажист Геворк Башинджагян, мастер исторического и историко-бытового жанра Вардгес Суренянц, и другие. На рубеже XIX—XX веков работали Егише Татевосян (сюжетные картины, пейзажи), Степан Агаджанян (портреты), Фанос Терлемезян, Закар Закарян (натюрморт), Эммануил Магтесян, Вардан Махохян (пейзаж) и др. В начале XX века свою творческую деятельность начинает Мартирос Сарьян. Графика развивается в творчестве Аршака Фетфаджяна и Вано Ходжабекяна. Уже в 1916 году в Тифлисе усилиями армянских художников основывается «Союз армянский художников». В этот период была формирована армянская профессиональная скульптура — Андреас Тер-Марукян (автор первого памятника в Армении — статуи Абовяна (1913), Акоп Гюрджян.

#### Декоративно-прикладное искусство
Прикладное искусство средневековой Армении представлено богатой и многообразной керамикой: поливной керамикой с росписью и гравировкой, неполивной с углублённым и рельефным орнаментом, росписанными фаянсовыми сосудами. Основные центры керамического производства располагались в городах Ани и Двин, процветавших вплоть до XII—XIII веков. Сохранились вышивки XIV века, металлические художественные изделия в том числе чеканные серебряные позолоченные складни XIII—XIV веков, предметы церковного назначения, серебряные и золотые оклады рукописных книг (например, оклад Евангелия киликийской работы 1255 г.). В Ани, при раскопках церкви Гагикашен, была обнаружена медная люстра-лампадофор, относящаяся к XI веку. Известны высоко-художественные образцы резьбы по дереву, наиболее ранние примеры которой относятся к X в. Отдельное место в этом искусстве занимают деревянные двери храмов (дверь из Муша, 1134 год, двери из церкви Аракелоц на оз. Севан, 1176 и т. д.).
В Средневековье церкви и храмы украшались также мозаиками. Некоторые фрагменты раннехристианских мозаик обнаружены в соборах Эчмиадзина, Звартноца и Двина.

#### Ковроделие
Армянский ковёр — термин, определяющий ворсовые и безворсовые ковры, которые были сотканы армянами, проживающими как на территории Армянского нагорья, так и за его пределами начиная с дохристианского периода (до IV века н. э.) до наших дней.
Ковроделие, являясь одним из видов армянского декоративно-прикладного искусства, неразрывно связано с другими видами декоративно-прикладного искусства армян, продолжая традиции других видов национального изобразительного искусства. У средневековых авторов сохранились многочисленные сведения об армянских коврах. Главным их отличием от персидских, азербайджанских и других ковров является то, что в качестве орнаментальных мотивов применяются стилизованные изображения животных и людей. Традиционно в Армении коврами устилают полы, покрывают внутренние стены домов, диваны, сундуки, сиденья и кровати. Сохранились многочисленные ковры с тканной датировкой самый ранний из которых относится к 1202 году. Развиваясь с древнейших времён, ковроделие Армении исстари являлось неотъемлемой частью быта, так как ковроделием занимались почти в каждой армянской семье, при том, что «ковроткачество повсеместно было древним женским занятием армян».

### Театр

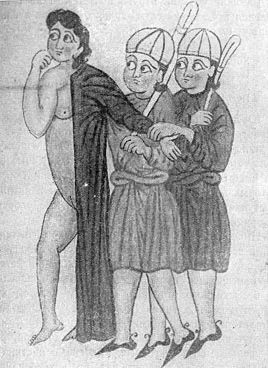
Средневековая миниатюра с театральной сценой

В I тысячелетии до н. э., в эпоху рабовладельческого общества, развивается древнейший армянский театр, связанный с культом предков, воспеванием подвигов героев, и т. д., возник армянский трагедийный театр дзайнарку-гусанов и вохбергаков. С культом Гисанэ-Ара, с празднованием возвращения весны и вакханалиями в честь богини плодородия «Анахит» также связан древнеармянский комедийный театр, актёрами которого были катакергаки и катака-гусаны.
Театр Армении — наряду с греческим и римским один из древнейших театров мира европейского типа. В 69 году до н. э. в столице Великой Армении — в Тигранакерте — под влиянием эллинистических традиций возникает древнеармянский театр. По свидетельству греческого историка Плутарха его основал царь Тигран II Великий (95—55 до н. э.) по типу эллинистических амфитеатров Сирии. Известно также, что сын Тиграна царь Артавазд II (56—34 года до н. э.), написавший также трагедии, создал в северной столице Армении Арташате (который римляне называли «Карфагеном Армении») театр эллинистического типа. Начиная с I века до н. э. многочисленные исторические факты подтверждают непрерывность существования многообразного по жанрам и видам армянского профессионального театра. Например, в Армавире — столице древней Армении были обнаружены надписи на греческом языке с отрывками из трагедий греческих авторов или, возможно, армянского царя Артавазда II. Существуют данные о театральных постановках также в первых веках новой эры.
Армянский театр продолжало своё развитие и после принятия христианства в качестве государственной религии в первые годы IV века. О существовании театрального искусства в Армении сообщают также авторы VI—VII столетий. Самые ранние сохранившиеся драматургические произведения (драматическая поэма) относятся к XIII—XIV векам, самая ранняя сохранившаяся трагедия — 1668 году. Первые армянские любительские спектакли Нового времени относятся к 1810—1820 годам. В 1836 году в Тбилиси был основан армянский театр «Шермазанян дарбас», в 1844—1866 годах действовал армянский профессиональный театр «Арамян татрон», армянские театры были основаны также в 1860—1870 годах.

### Музыка и танцы
В III веке до н. э. уже было формировано качественное своеобразие армянской музыки. В трудах древнеармянских авторов сохранились отдельные образцы ещё дохристианского армянского музыкального творчества. История дохристианской армянской музыки в первую очередь связано с гусанами, которые в эпоху эллинизма первоначально служили в храме древнеармянского бога Гисанэ.
В начале IV возникает армянская христианская музыка, которая, наряду с арамейской, еврейской, каппадокийской, лежит в основе общехристианской музыкальной культуры. В V веке формировалась армянская гимнография — творчество шараканов. На рубеже VIII—IX веков формировалась армянская система музыкальной нотации — хазы. До этого армяне использовали буквы алфавита для фиксации музыки. В раннесредневековой Армении была разработана теория акустики. В X веке появляются таги — сравнительно объёмные монодии духовного и светского содержания. В эпоху Высокого средневековья совершенствуется армянская нотопись. С середины XVI века начинает складываться искусство армянских ашугов, среди его первых представителей Нагаш Овнатан, Багдасар Дпир и Саят-Нова. Уже в начале XVII века Хачгруз Кафаеци составил первый сборник армянских народных песен.
|                                                  |  |  |  |  |
| Образцы древнеармянской невмной нотации — хазов. |  |  |  |  |

С XIX начинает складываться армянская классическая музыка. В 1861 году Григор Синанян огранизует симфонический оркестр — Оркестр Синаняна. В 1868 году Тигран Чухаджян создаёт оперу «Аршак II» — первую армянскую национальную оперу и первую оперу музыкальной истории всего Востока. С конца XIX в. в армянской классической музыке начинается новое движение по сбору и обработке древних народных песен профессиональными композиторами, крупнейшим среди которых был Комитас. На рубеже XIX—XX веков творили композиторы Макар Екмалян, Христофор Кара-Мурза, Армен Тигранян, и др. Важный вклад в развитие армянского симфонического и оперного искусства внёс Александр Спендиаров.

#### Армянские музыкальные инструменты

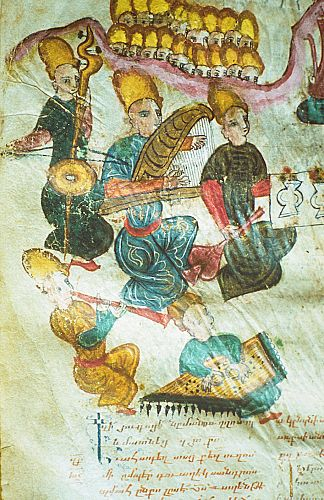
Армянская миниатюра XVII века, на которой изображены канун, каманча, арфа и духовой инструмент

Армения богата народными музыкальными инструментами. Их история насчитывает многие столетия и тысячелетия. Одним из самых древних армянских народных инструментов является дудук. В древнеармянских источниках сохранились упоминания о музыкальных инструментах. Например, Фавстос Бузанд в V веке упоминает об инструменталистах, играющих на барабанах, срингах, кнарах и трубах, историк начала X века Ованес Драсханакертци упоминает о струнном инструменте с плектром. Сведения в области инструментальной музыки и армянской музыкальной инструментарий очень скудны, тем не менее до нас дошло описание некоторых музыкальных инструментов а также их наименования. Так, к числу духовой группы относились: сринг — тип флейты, ехджерапох — рог, пох — труба медная, к ударной группе относились: тмбук — барабан, к струнной группе: бамбирн — инструмент с плектром, пандир, кнар — тип лиры, джнар — разновидность кнара, вин — разновидность кнара. Mузыка армянского дудука была признана шедевром Всемирного нематериального культурного наследия ЮНЕСКО.

#### Танцы
В 2017 году в список нематериального культурного наследия человечества ЮНЕСКО включён традиционный групповой танец «Кочари».

### Архитектура
| |  |  |
| 1. Мемориальный монумент, VI век, Одзун. 2. Талинский собор, VII век. 3. Монастырь Гандзасар, XIII век |  |  |

С VI века до н. э. в древней Армении развивалась языческая архитектура, с начала IV века до н. э. — армянская христианская архитектура. Ксенофонт в V веке до н. э. сообщает, что жилища древних армян имели башни. Плутарх называет Арташат «армянским Карфагеном». Наиболее значимый памятник армянской античной архитектуры — храм Гарни, построенный царём Великой Армении Трдатом I в 70-е годы н. э.
Среди наиболее ранних образцов армянской церковной архитектуры известны однонефные зальные церкви Ширванджух (V век), трёхнефные базиликальные — Касах (IV век), Ерерук (V век) и т. д. Огромный подъём армянская архитектура переживает в VII веке, когда были возведены церковь св. Рипсиме, Талинский собор, Аручаванк, Мрен, Мастара, Сисаван и т. д. Шедевром армянской архитектуры VII столетия считается храм Звартноц, возведённый между 641—661 годами. Следующий подъём армянской архитектуры относится к X веку, периоду развития суверенного армянского государстыва. К этой эпохе относятся церкви Татев, (895—905), св. Креста в Ахтамаре (915—921), Ваганаванк (911), Гндеванк (930), Санаин (957—962), Ахпат (976—991) и т. д. Подъём армянской архитектуры конца XII—XIII веков связан с освобождением Армении Закарянами. Были созданы ряд новых каменных конструкций, в том числе перекрытие на перекрещивающихся арках. Наиболее известные памятники времени: Аричаванк (1201), Макараванк (1205), Тегер (1213—1232), Дадиванк, (1214), Гегард (1215), Сагмосаванк (1215—1235), Ованаванк (1216), Гандзасар (1216—1238), Агарцин (1281) и некоторые др. Некоторые памятники армянской архитектуры (Ахтамар, X век, Гандзасар, XIII век, и др.) в настоящее время оказались за пределами армянского государства.
Большую роль в армянской архитектуре играет туф — самый распространённый строительный материал в Армении, где находится одно из двух крупнейших месторождений туфа в мире (другое в Италии). Блоки из туфа применяются в строительстве с древнейших времён.

### Вишапы
Вишапы (вешапы, аждахаки) — древние мифологические существа, которых изображали в виде высоких каменных изваяний, менгиров. Вишапы распространены в мифологиях стран Армянского нагорья и Передней Азии. Народы, населяющие Армянское нагорье во II тысячелетии до н. э. или ранее, вытёсывали изображения вишапов из камня и устанавливали их у подземных источников воды. С течением времени мифологический образ вишапов претерпел изменения и в мифологиях разных народов стал ассоциироваться со злыми духами, драконами и т. п., зачастую сохраняя первоначальную связь с водой.

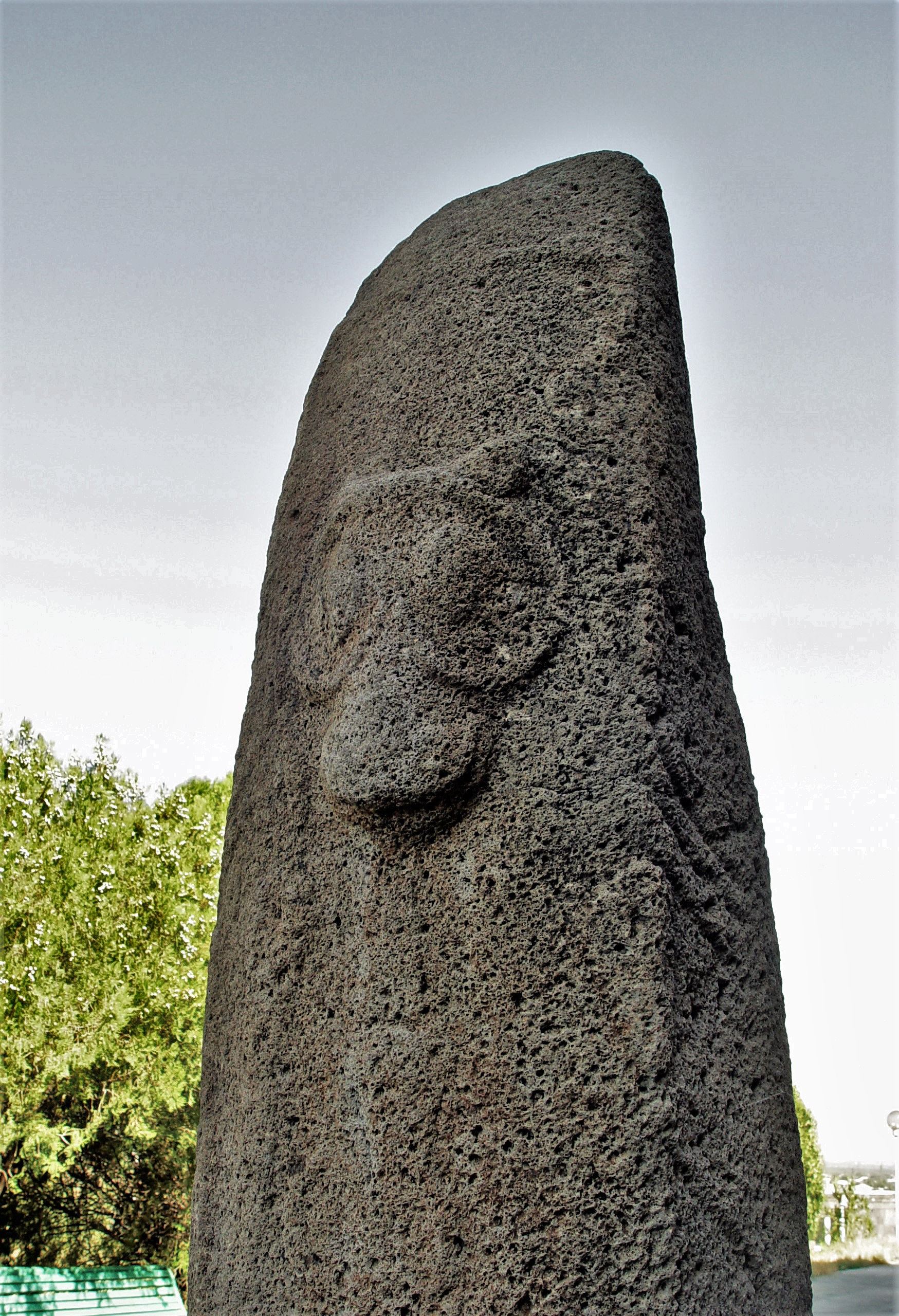
Вишап № 6, Аждаха-юрт
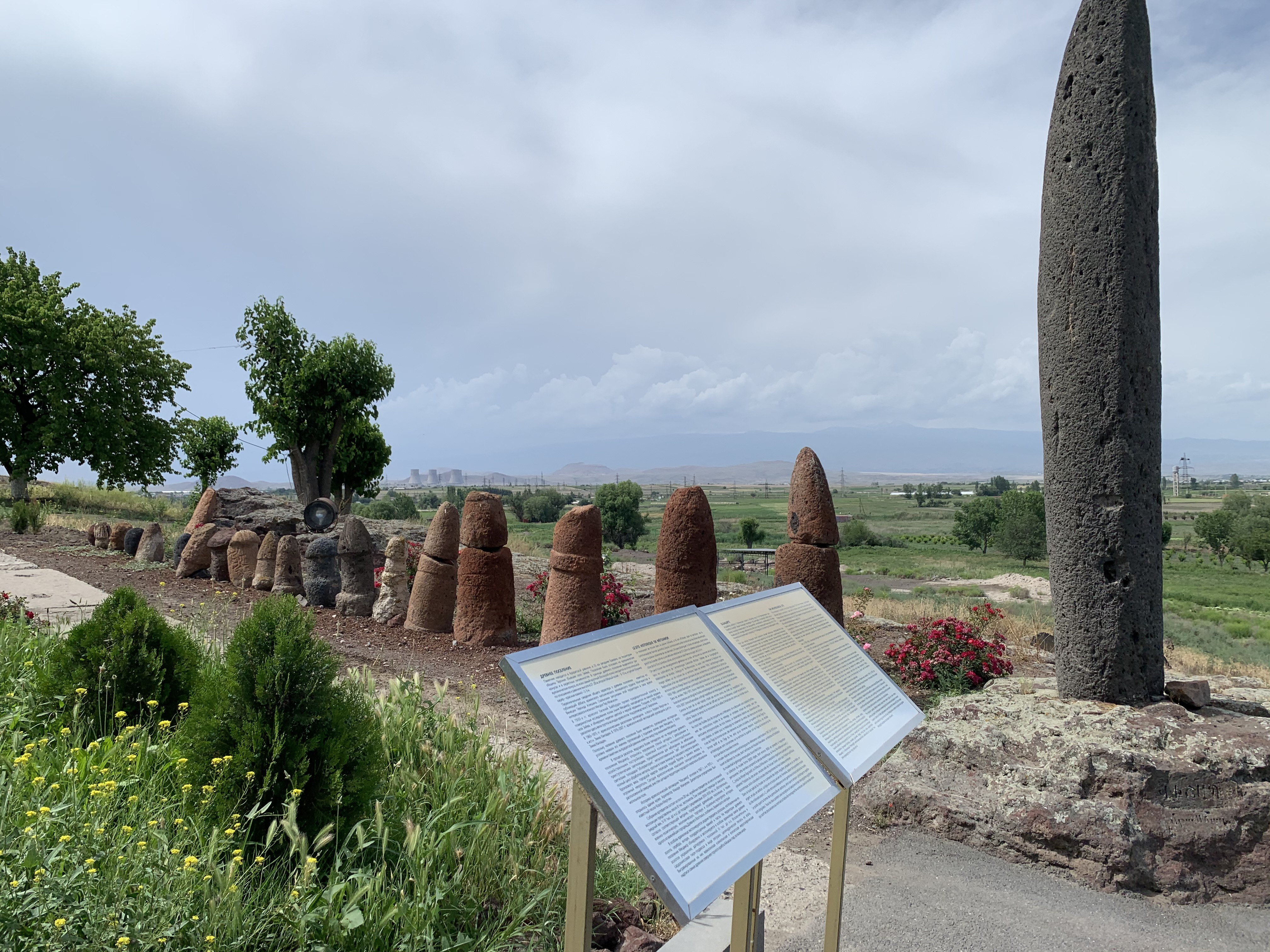
«Мецаморская стоянка»

### Виноделие и производство коньяка
Армения — страна с древнейшей традицией выращивания винограда. Старинные рукописи и народные сказания доказывают, что виноделием и виноградарством в Армении, занимались с древнейших времён, где-то начиная с XV века до н. э. Упоминание о том, что из региона в соседние страны для продажи вывозили прекрасные вина, можно найти у древнегреческих историков Геродота, Ксенофонта, Страбона. Вина были высококачественными, выдержанными и разнообразными.
Коньячное производство в Армении было основано в 1887 году купцом первой гильдии Нерсесом Таиряном в Ереване на первом винодельческом заводе, построенном десятью годами раньше на территории бывшей ереванской крепости. На усовершенствованном заводе были установлены 2 огневых перегонных аппарата для выкурки коньячного спирта.
Армянские коньяки во времена бывшего СССР занимали призовые, чаще первые места, за что получили известность во многих странах мира.

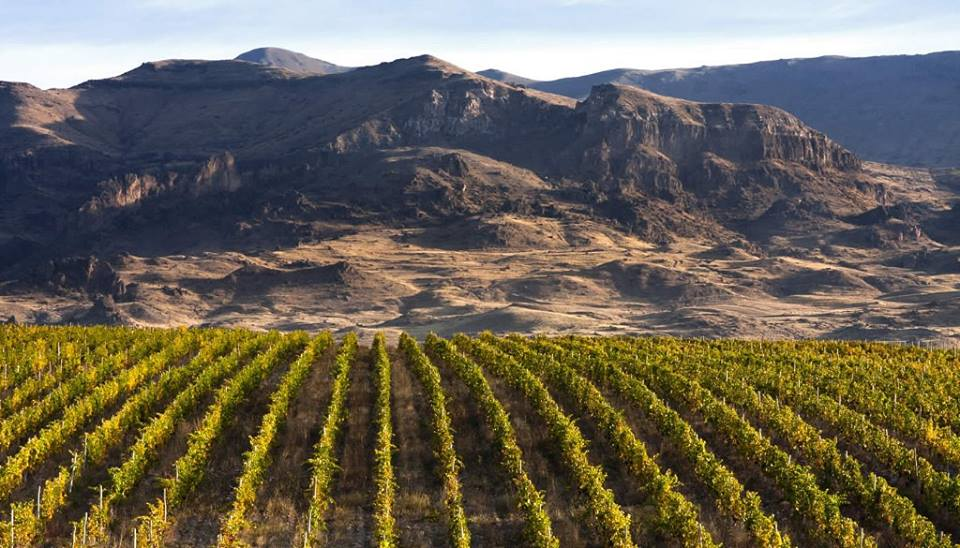
Виноградники около села Ринд, Вайоцдзорская область
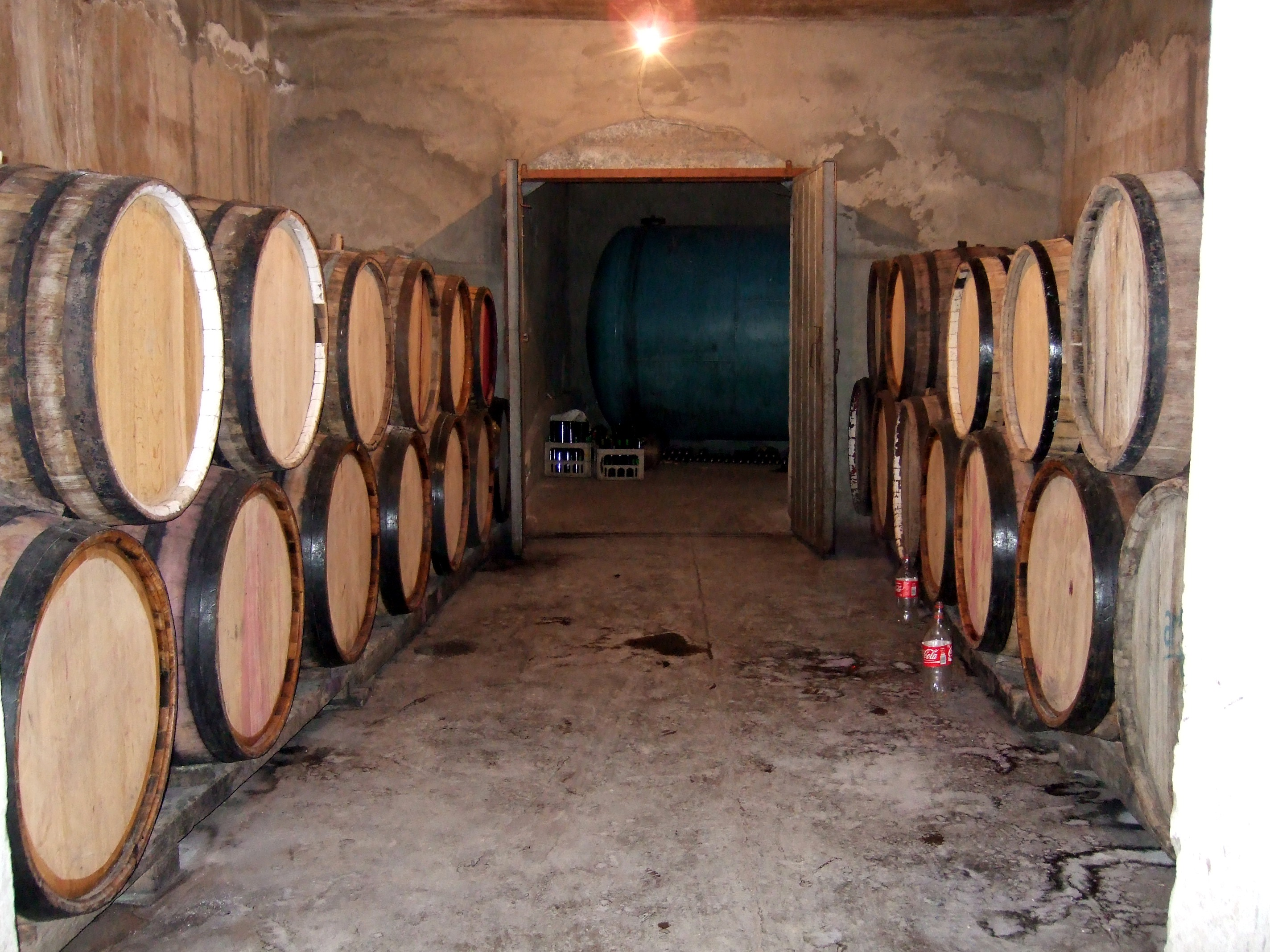
Винные погреба завода Воскеваз
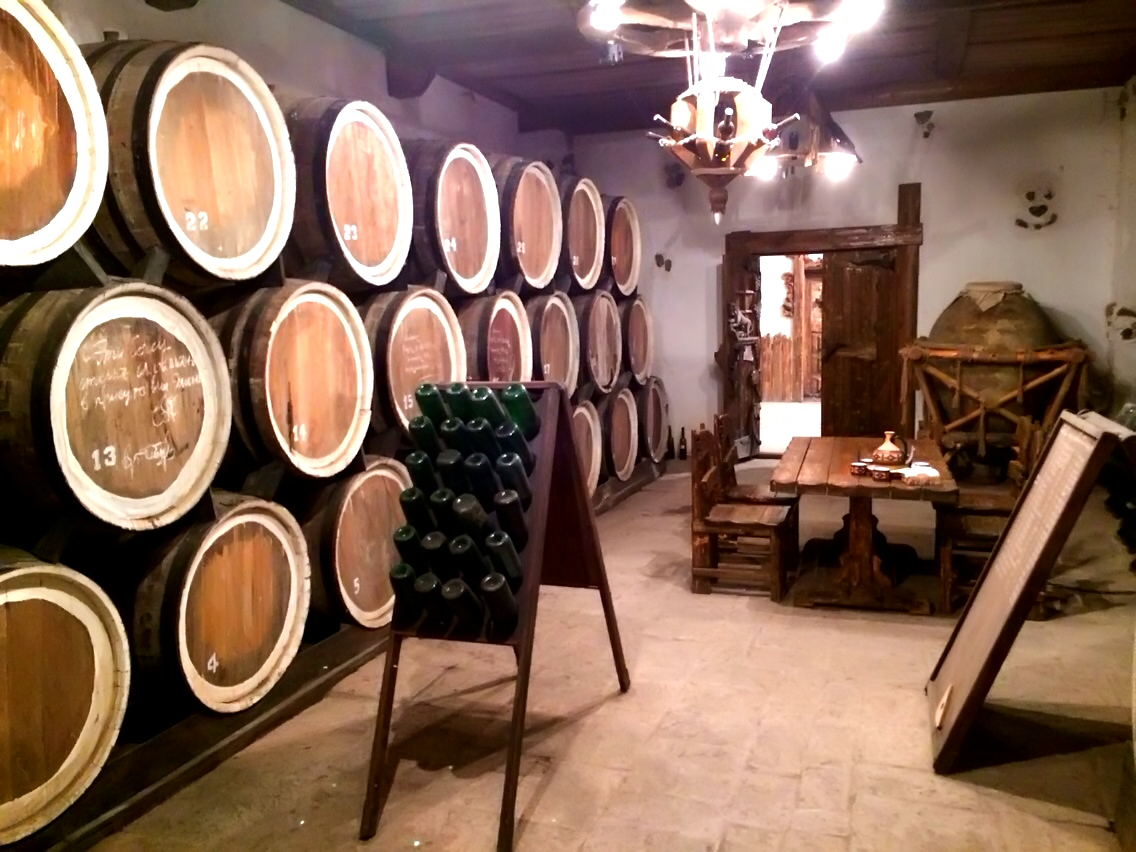
Погреба Иджеванского завода
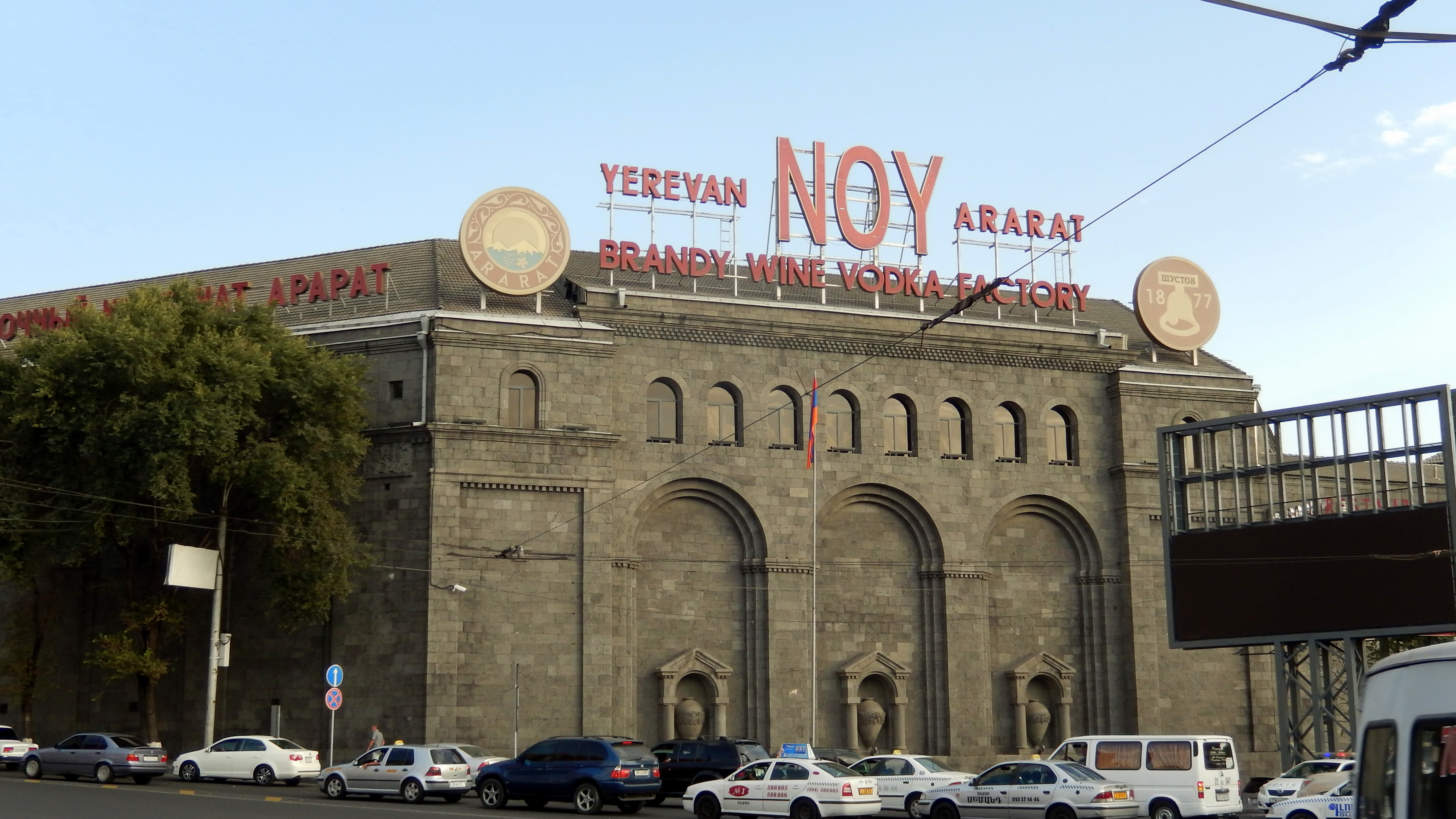
Ереванский комбинат, выпускающий коньяки под брендом "Ной"
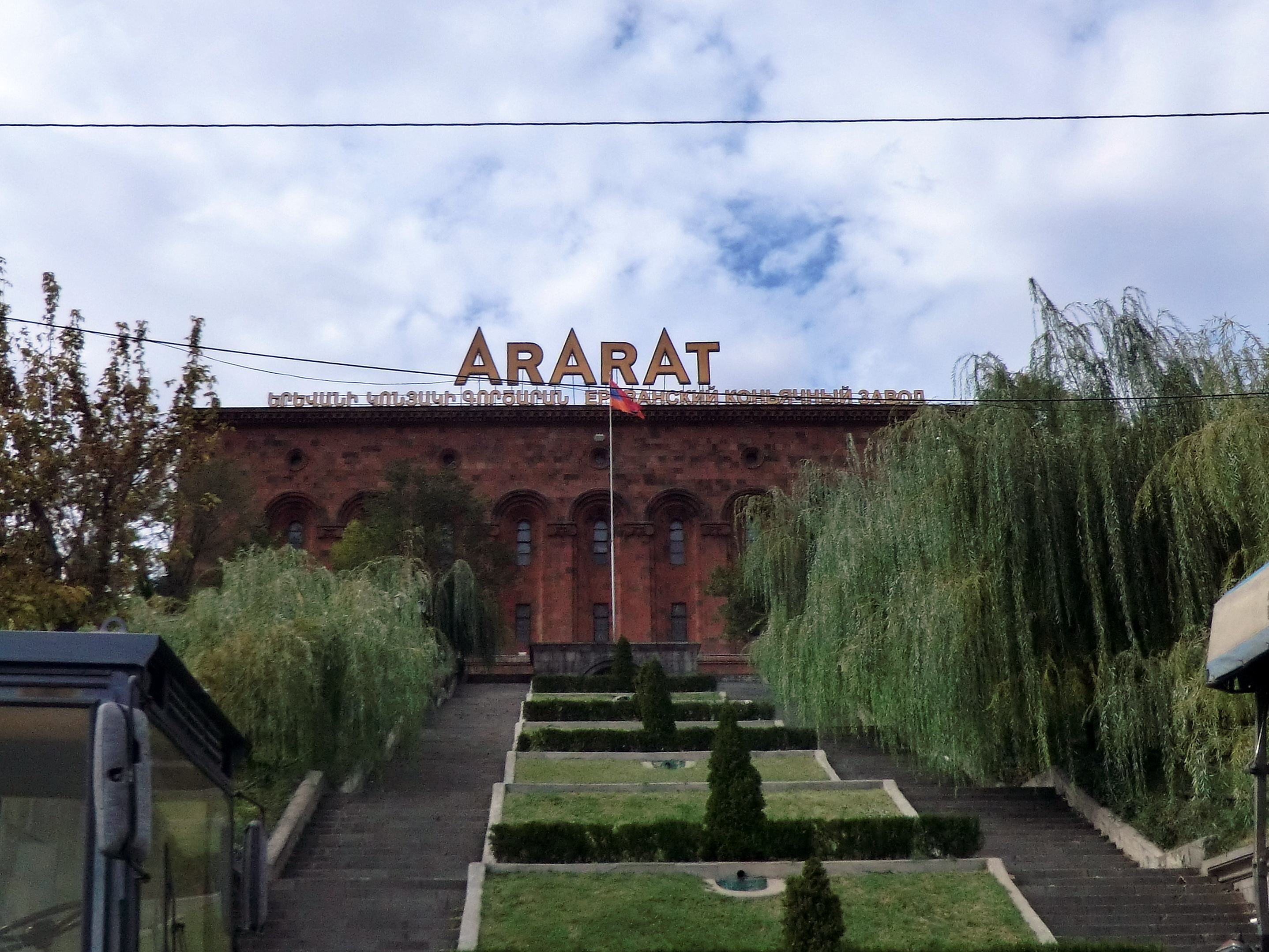
Ереванский коньячный завод

### Объекты Всемирного наследия ЮНЕСКО
В Армении сосредоточено 3 группы объектов, внесённых в список Всемирного наследия ЮНЕСКО:
- монастыри Ахпат и Санаин;
- собор и церкви Эчмиадзина (в том числе Эчмиадзинский кафедральный собор, Церковь Святой Рипсиме и Церковь Святой Гаяне) и археологический памятник Звартноц;
- Монастырь Гегард и верховья реки Азат.

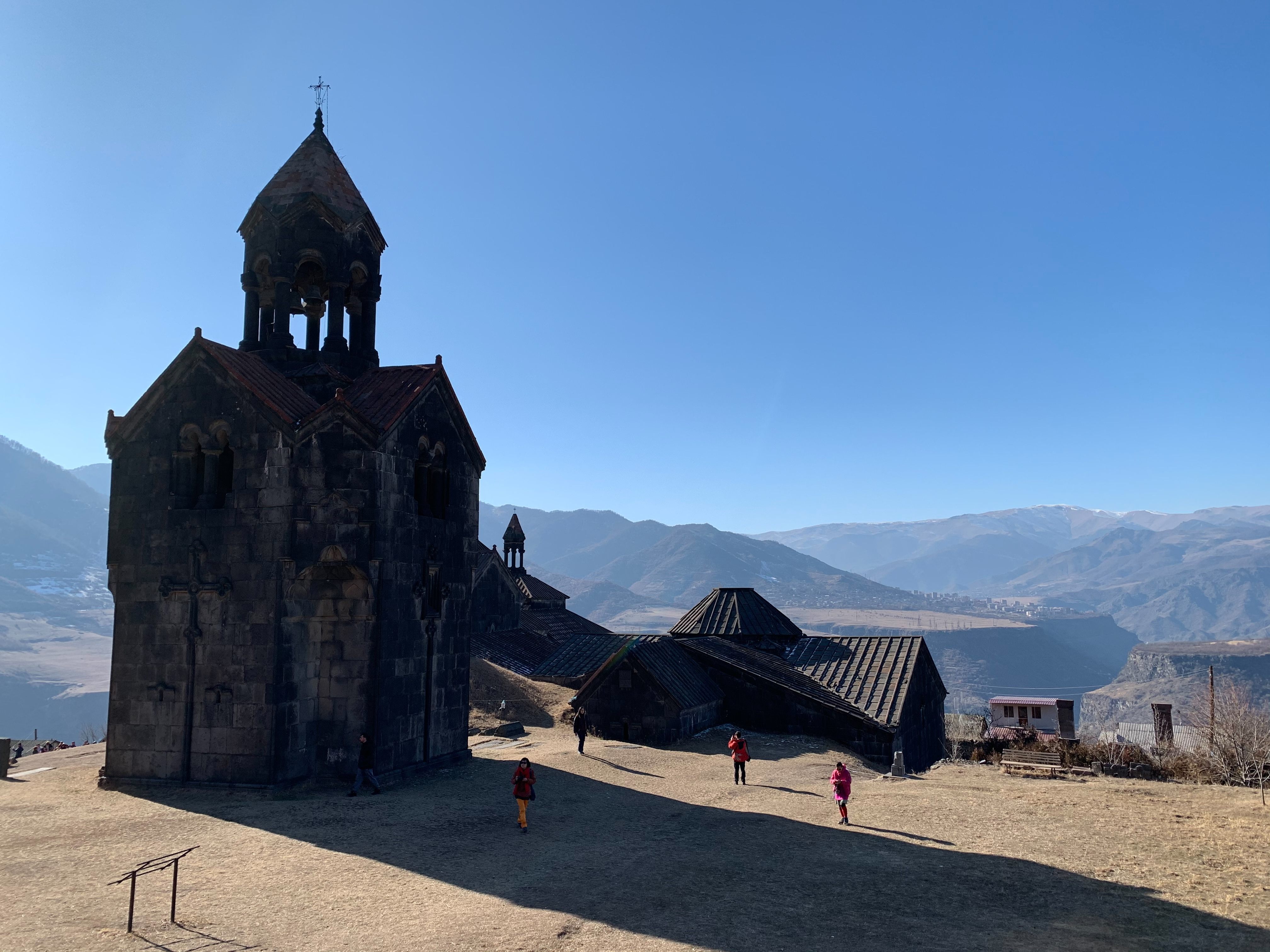
Монастырь Ахпат
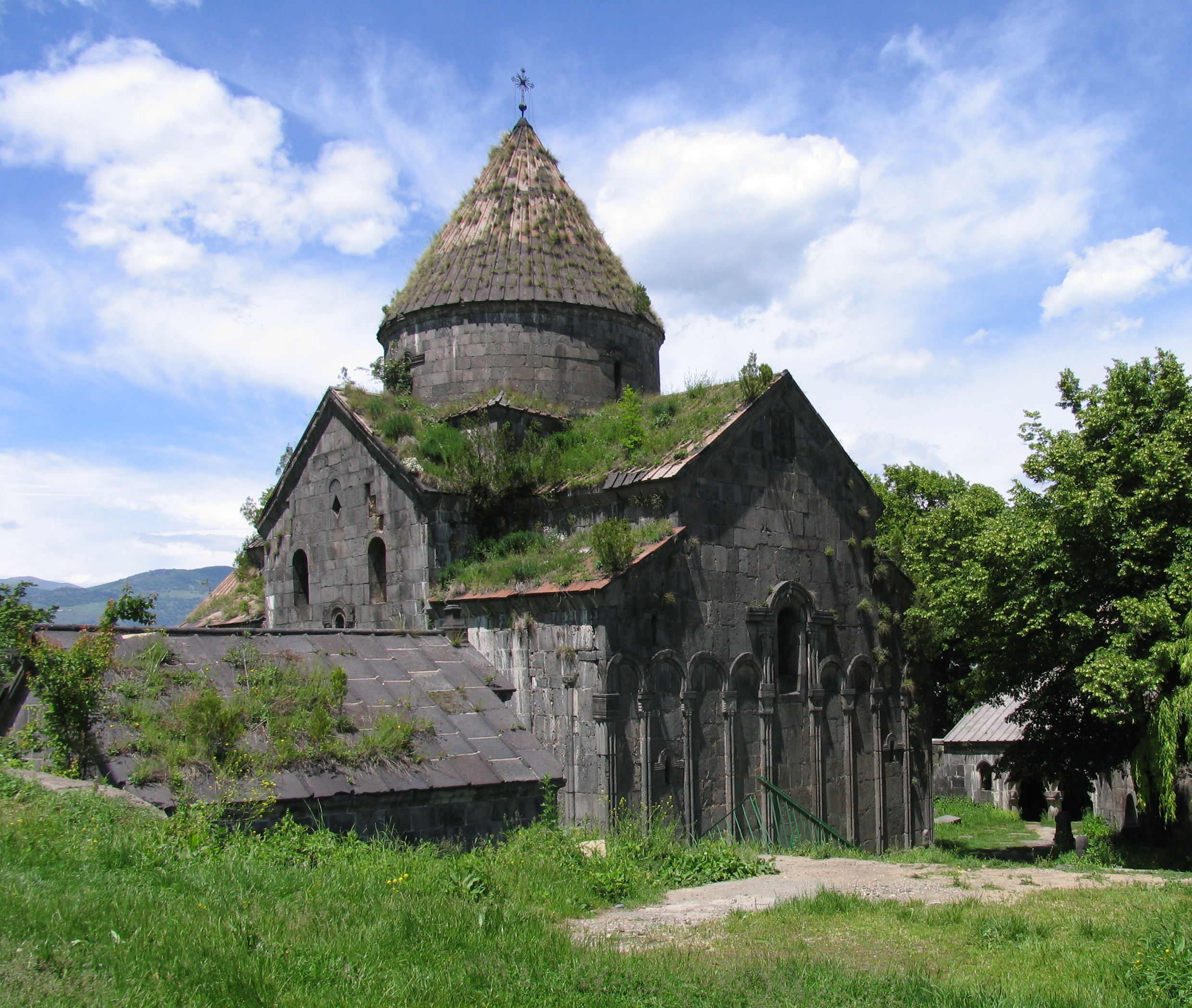
Монастырь Санаин
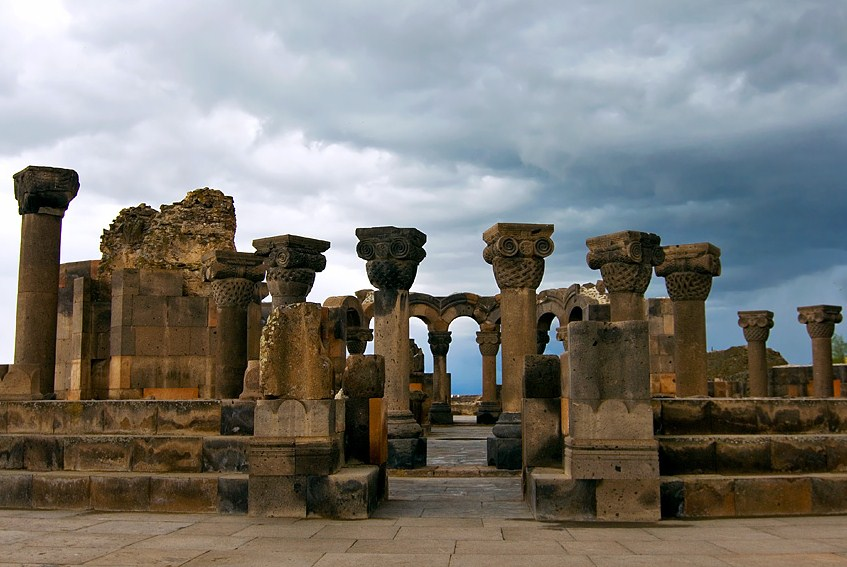
Звартноц
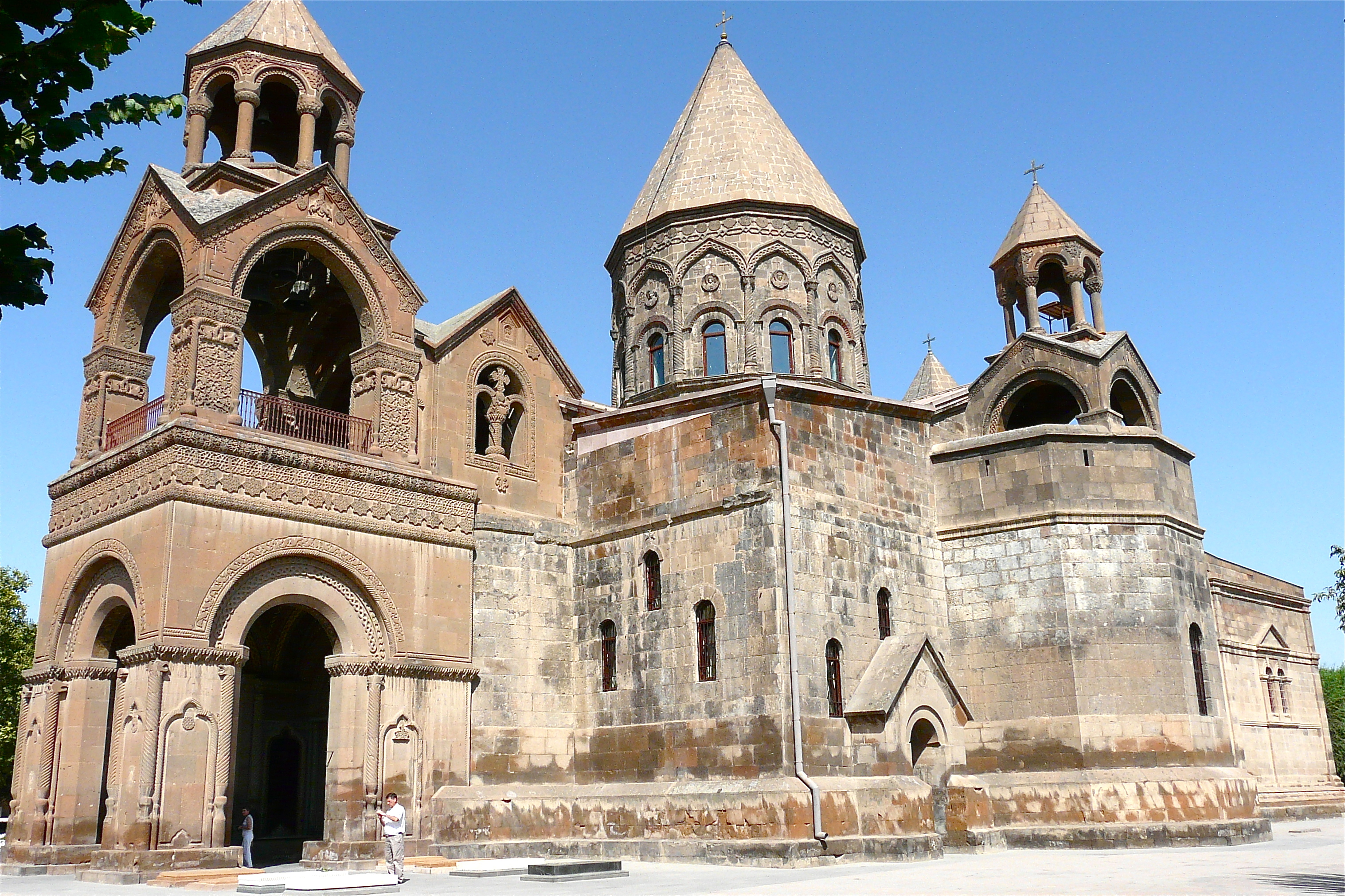
Эчмиадзинский кафедральный собор

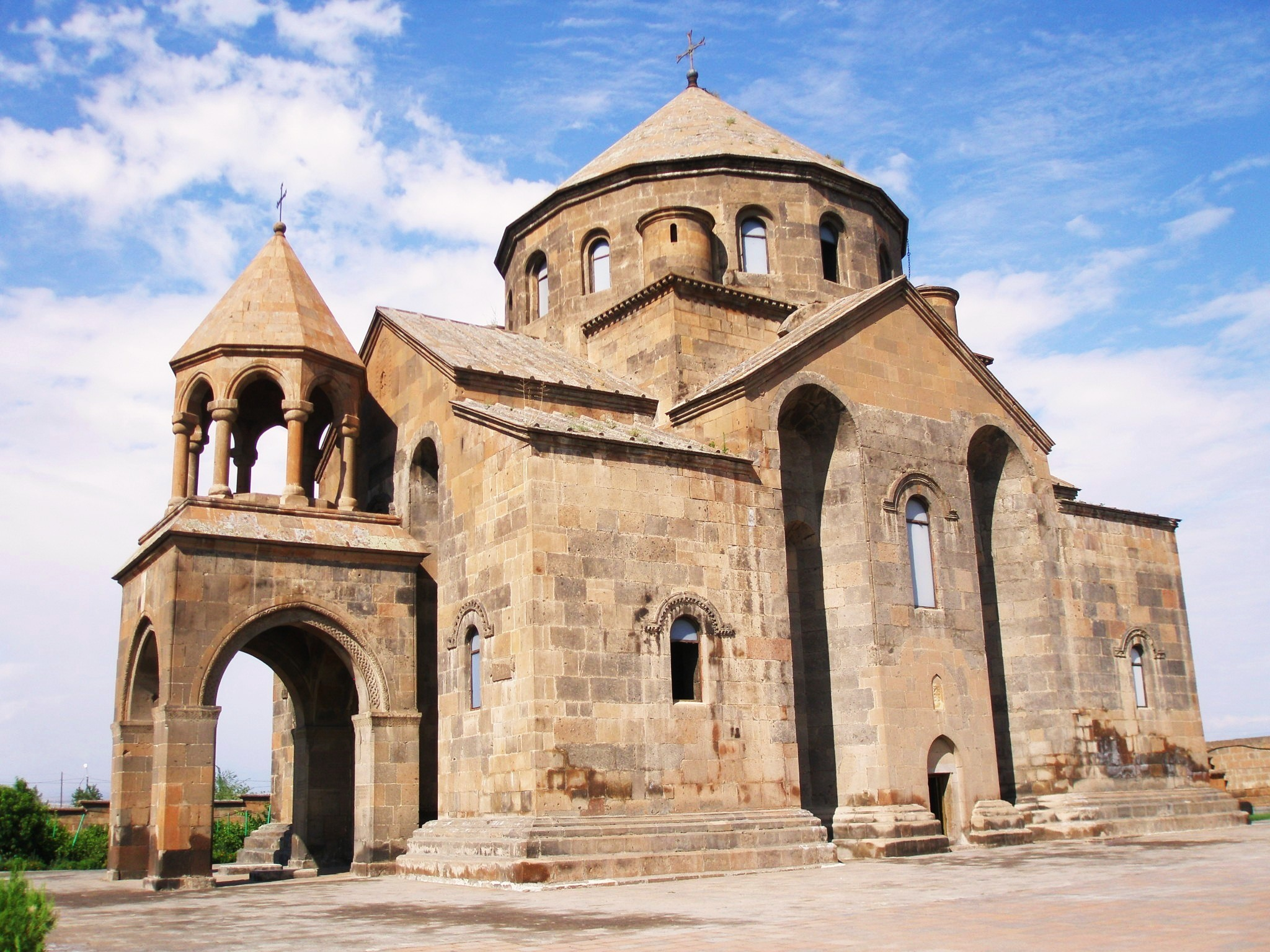
Церковь Святой Рипсиме
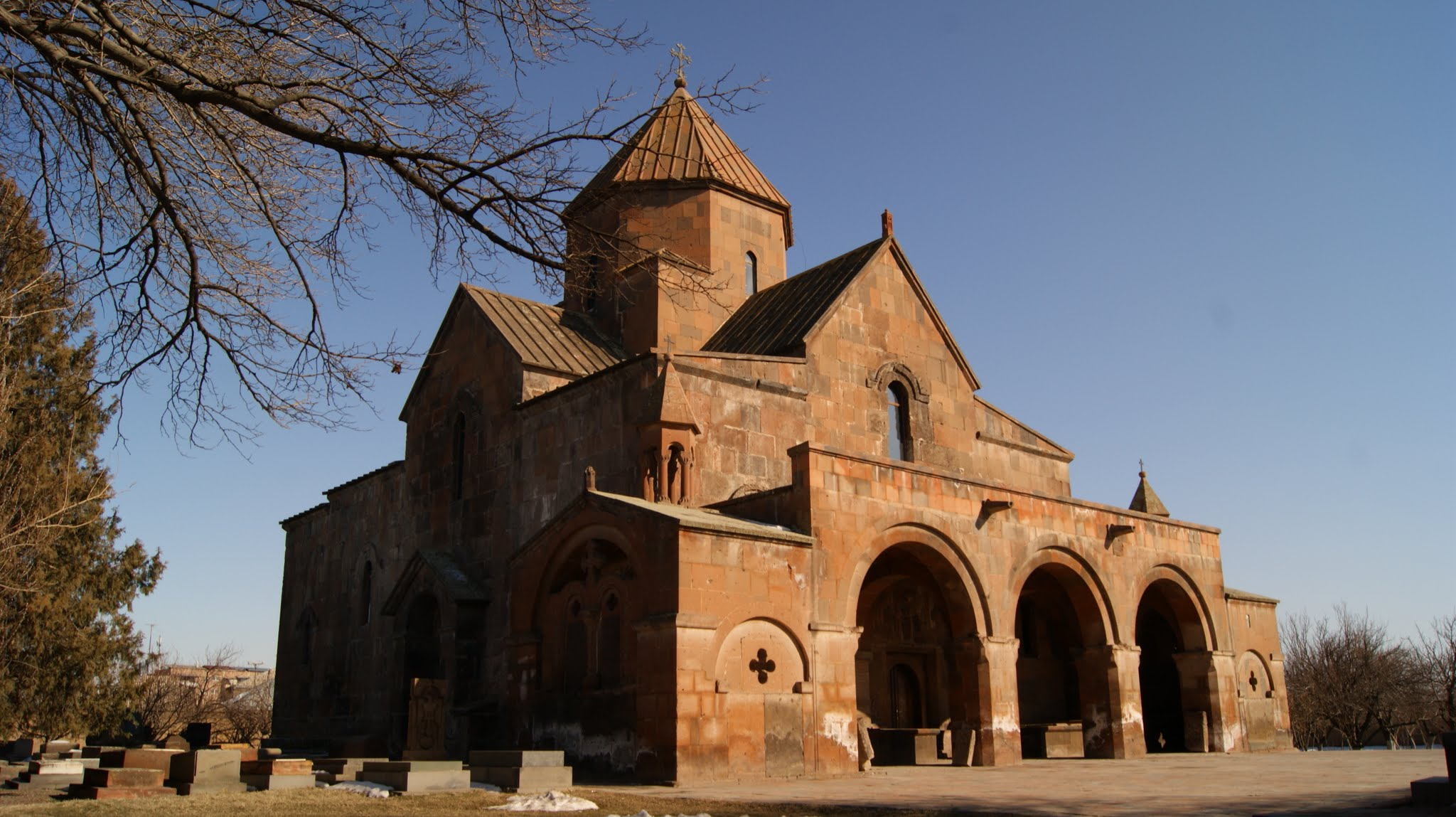
Церковь Святой Гаяне
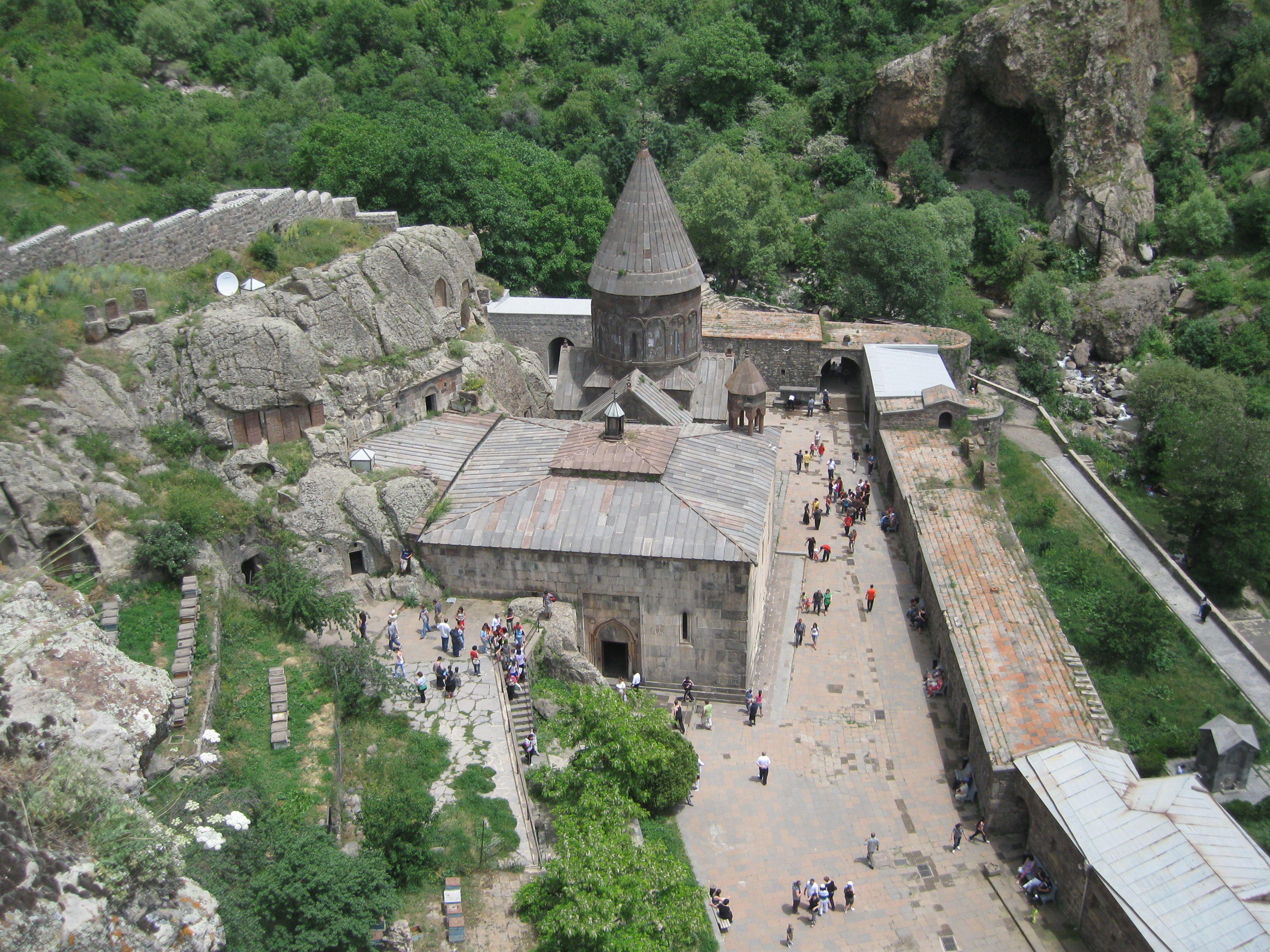
Монастырь Гегард
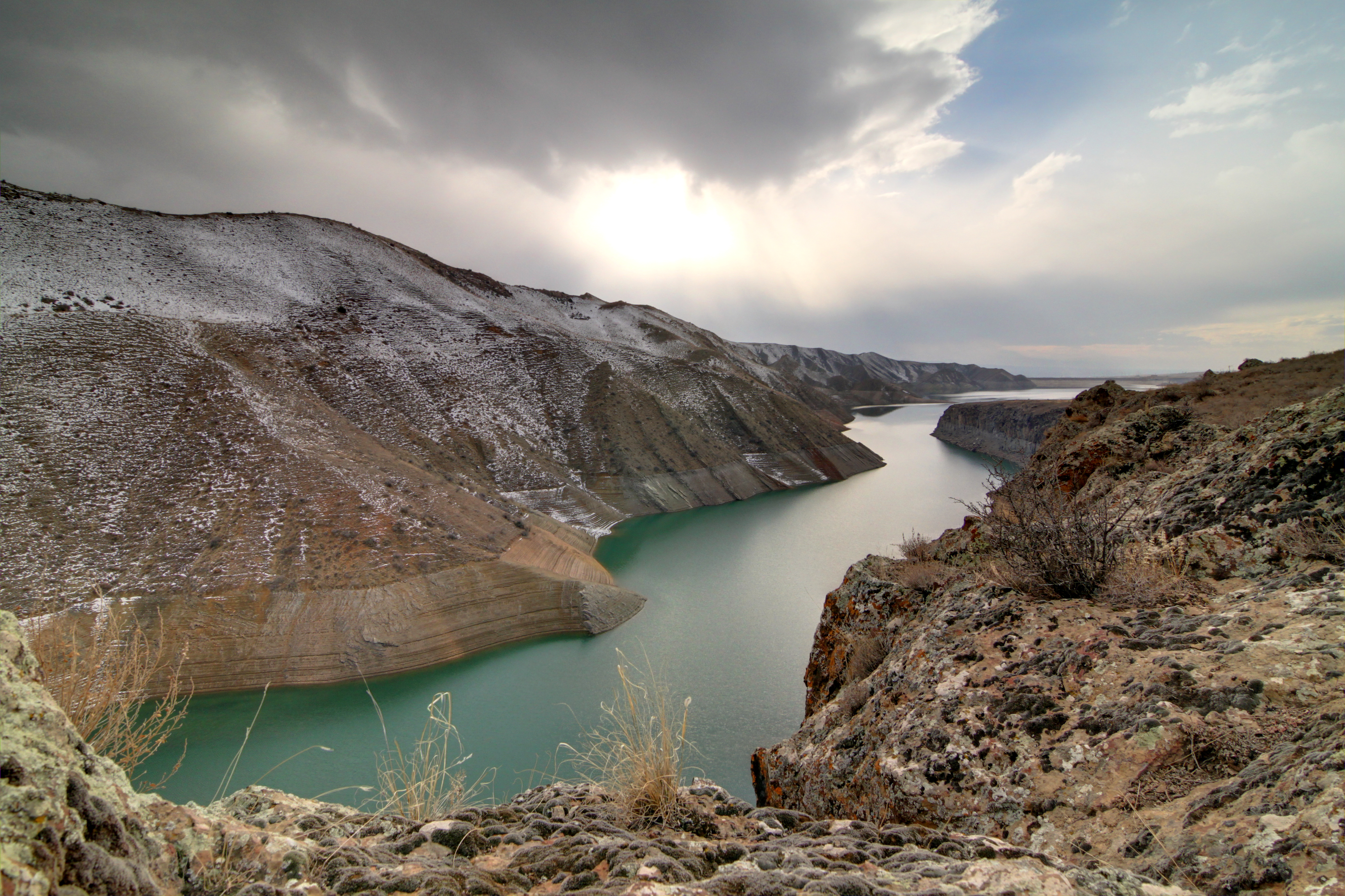
Верховья реки Азат

## Научно-образовательная и социальная сферы
Республика Армения обеспечивает право на образование — независимо от национальности, расы, пола, языка, вероисповедания, политических или иных взглядов, социального происхождения, имущественного положения или иных обстоятельств.

### Развитие науки в Армении
| |  |  |
| 1. Рукопись 1282 года учёного VII века Анании Ширакаци. 2. Медицинская рукопись XIII века. 3. Армянский перевод XI века «Начал» Евклида. Рукопись XIV века |  |  |

Первые свидетельства исследования человеком окружающей действительности на территории Армении обнаруживаются с третьего тысячелетия до нашей эры, — это каменные обсерватории Караунджа (Зорац-кар) и Мецамора, клинописные записи, инженерные сооружения урартского периода.
Катализатором развития научной мысли стало создание в начале V века Месропом Маштоцем алфавита, которым армяне пользуются по сей день. Впоследствии по всей Армении были открыты многочисленные школы, писались и переводились литературные произведения, трактаты по истории, философии, языковедению, труды по естественным наукам, географии, астрономии, математике и др. Наиболее выдающимися представителями, так называемого «золотого века Армении» являются историк Мовсес Хоренаци (V век), философ Давид Анахт (VI век), географ, астроном и математик Анания Ширакаци (VII век), грамматик Мовсес Кертог (VII—VIII века), писатель и астроном Ованес Имастасер (XI—XII века), врачеватель Мхитар Гераци (XII век), писатель и законодатель Мхитар Гош (XII век), и др.
К этому же времени относится существование на территории Армении университетов: Анийского (XI век), Гладзорского (XIII век), Татевский (XIV век), Санаинская aкадемия (XII век), где наряду с богословием, преподавались и светские дисциплины: история, философия, грамматика, математика, медицина, музыка. В 1051 году поборник армянского Возрождения Григор Магистрос перевёл на армянский язык геометрию Евклида

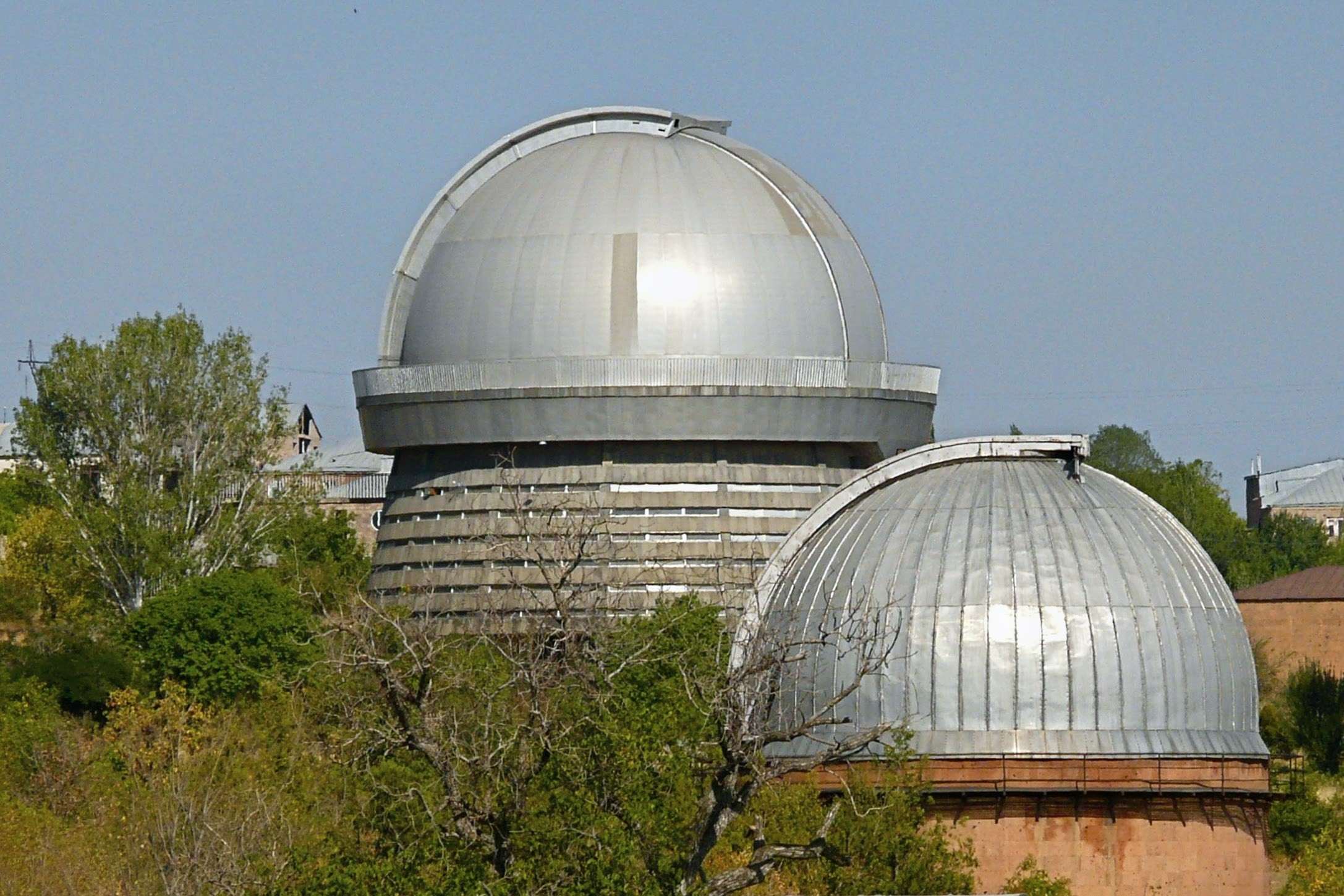
Бюраканская астрофизическая обсерватория

После установления в Армению советской власти в 1920 году была организована репатриация сотни представителей армянской научной интеллигенции, которые включились в организацию в новой Армении высшей школы и научных учреждений: были созданы многочисленные научно-исследовательские институты, лаборатории, центры, проводящие научные исследования. На их базе в 1935 году был создан Армянский филиал Академии наук СССР, который за короткий срок стал одним из крупных научных центров страны. В 1943 году на базе филиала создаётся Академия наук Армянской ССР. В советские годы в Армении были разработаны компьютеры «Раздан», «Наири», «Арагац». Среди выдающихся учёных этого периода Виктор Амбарцумян — основатель школы теоретической астрофизики в СССР, востоковед Иосиф Орбели, физики Артём и Абрам Алиханяны, математик Сергей Мергелян, ботаник Армен Тахтаджян, электротехник Андроник Иосифьян — основатель советской школы электромеханики, и многие другие.
За период независимости научная сфера пережила кризис: в 1994—2011 годах ежегодное число патентных заявок на изобретения сократилось с 233 до 140. В 2014—2018 годах число заявок продолжало сокращаться и опустилось до 141 в 2018 году.
В 2015 году Бюраканская астрофизическая обсерватория получила статус регионального астрономического центра.

### Высокие технологии

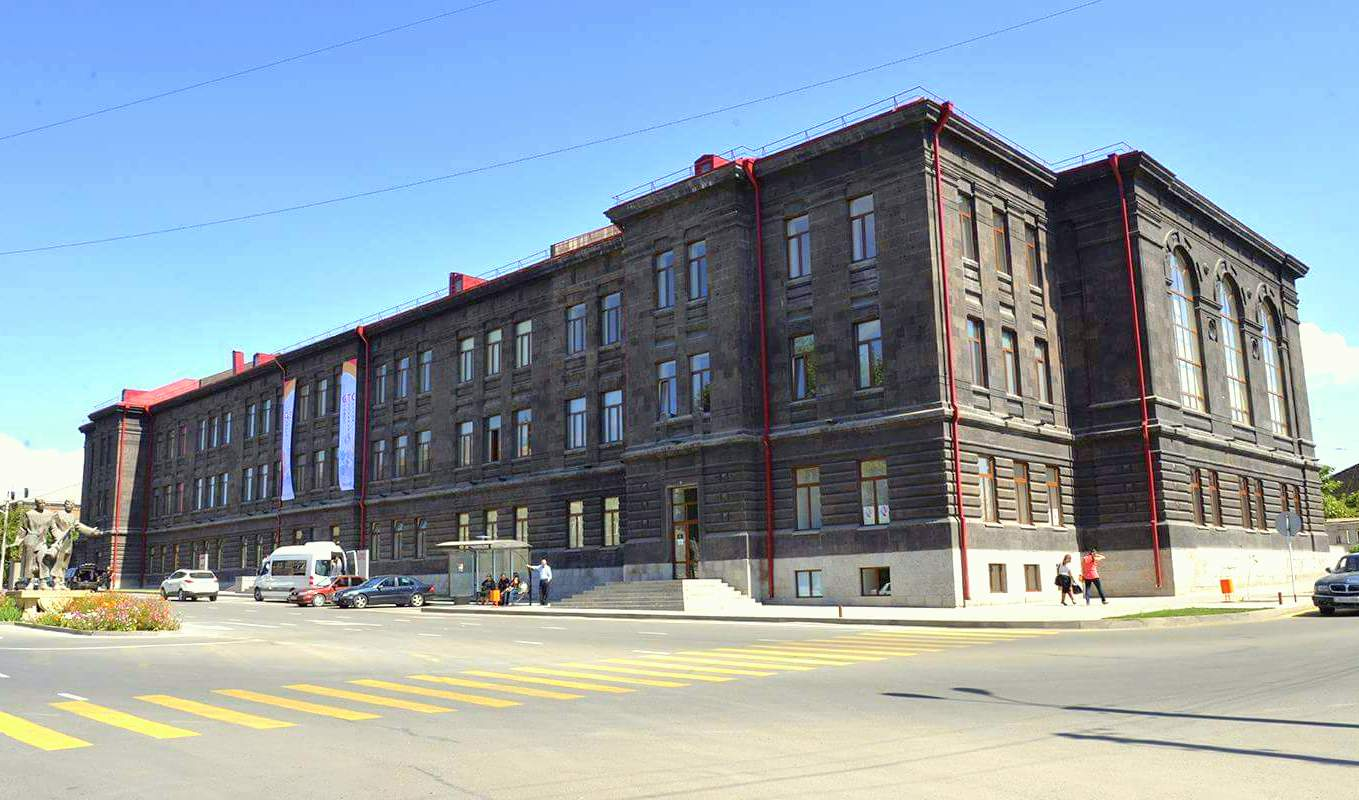
Технопарк в Гюмри

В Армении динамично развиваются информационные технологии. ИТ-сфера ежегодно растёт на 22—25 %. По данным на 2015 год, в стране действовало порядка 450—500 компаний ИТ-сферы, обеспечивающих 3,8 % ВВП страны. В 2022 году их общий оборот впервые превысил $1 млрд. В Армении работают крупные международные компании, такие как NVIDIA, Microsoft (с 2007 года), National Instruments, Mentor Graphics, VMWare и др.
В 2014 году в городе Гюмри был открыт первый технопарк в Армении, в 2016 году планируется открытие Ванадзорского технопарка.
В 2019 году учреждено Министерство высокотехнологической промышленности.

### Образование
Согласно конституции (ст. 38), каждый гражданин на конкурсной основе имеет право получить бесплатное высшее или другое профессиональное образование в государственных учебных заведениях. Образование в Армении курируется министерством образования, науки, культуры и спорта.
В 2005 году Армения официально присоединилась к Болонской конвенции.

#### Среднее образование
Среднее образование в Армении осуществляется в трёхступенчатых общеобразовательных школах в течение 12 лет по следующим ступеням:
- начальная школа (1—4 классы),
- средняя школа — первый цикл среднего образования длительностью 5 лет (5—9 классы),
- старшая школа — второй цикл среднего образования, осуществляемый в течение 3 лет (10—12 классы).

Наличие аттестата о среднем (полном) общем образовании или признанного эквивалентным ему другого свидетельства является необходимым условием для поступления в вузы. Приём на все программы высшего образования осуществляется на конкурсной основе по результатам вступительных испытаний.

#### Высшее образование
В стране действуют 27 государственных и 25 частных высших учебных заведений.
Одним из ведущих научных центров Армении является Ереванский государственный университет. ЕГУ был основан 16 мая 1919 года. Первые занятия начались в феврале 1920 года. На 22 факультетах университета учатся около 13 000 студентов. 200 из 1200 преподавателей имеют учёное звание доктора наук и более 500 — кандидата.
Ереванский государственный лингвистический университет имени В. Я. Брюсова — ведущий вуз Армении, специализирующийся на лингвистике и филологии. Основан в 1935 году. За время своей деятельности университет подготовил свыше 50 000 специалистов в сфере русского, английского, французского, немецкого, итальянского, испанского языков, политологии, страноведения, международного туризма, международной журналистики и др. специальностей.
Национальный политехнический университет Армении (ранее: Государственный Инженерный Университет Армении) основан в 1933 году и является лидером национального технического образования, обеспечивающим многоступенчатое инженерное образование. ГИУА имеет 3 филиала в Гюмри, Ванадзоре и Капане.
Ереванский государственный медицинский университет им. Мхитара Гераци основан в 1920 году. Является одним из ведущих ВУЗов страны.
Ереванская государственная консерватория имени Комитаса была основана в 1921 году, вначале как музыкальная студия, а спустя 2 года — уже как высшее музыкальное учебное заведение. В консерватории функционирует студенческий симфонический оркестр, камерные оркестры, оркестр народных инструментов и фольклорный хор, различные камерные ансамбли.
В Армении действуют также Американский университет Армении, Французский университет в Армении, Российско-Армянский (Славянский) государственный университет и другие.

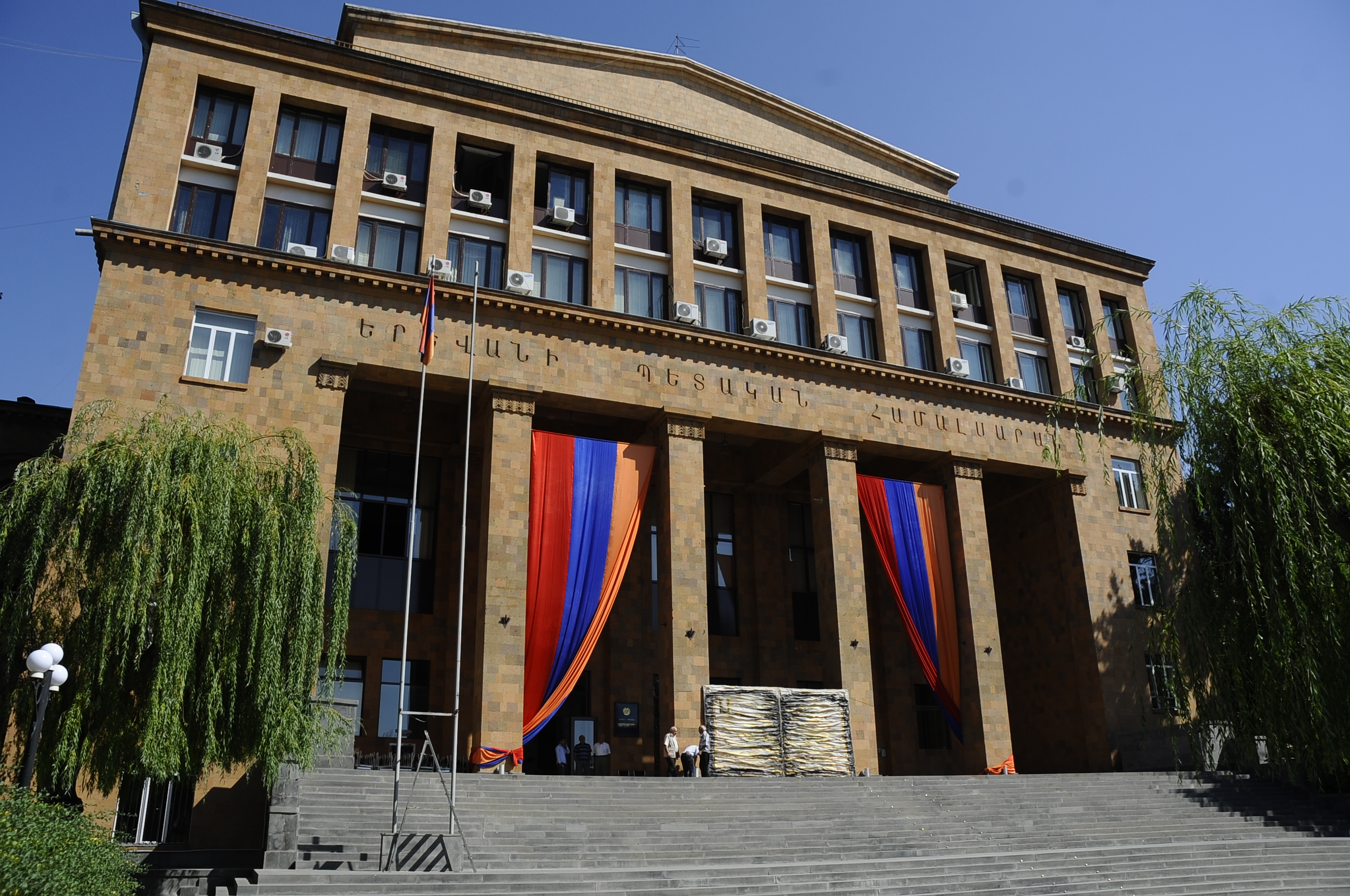
Ереванский государственный университет
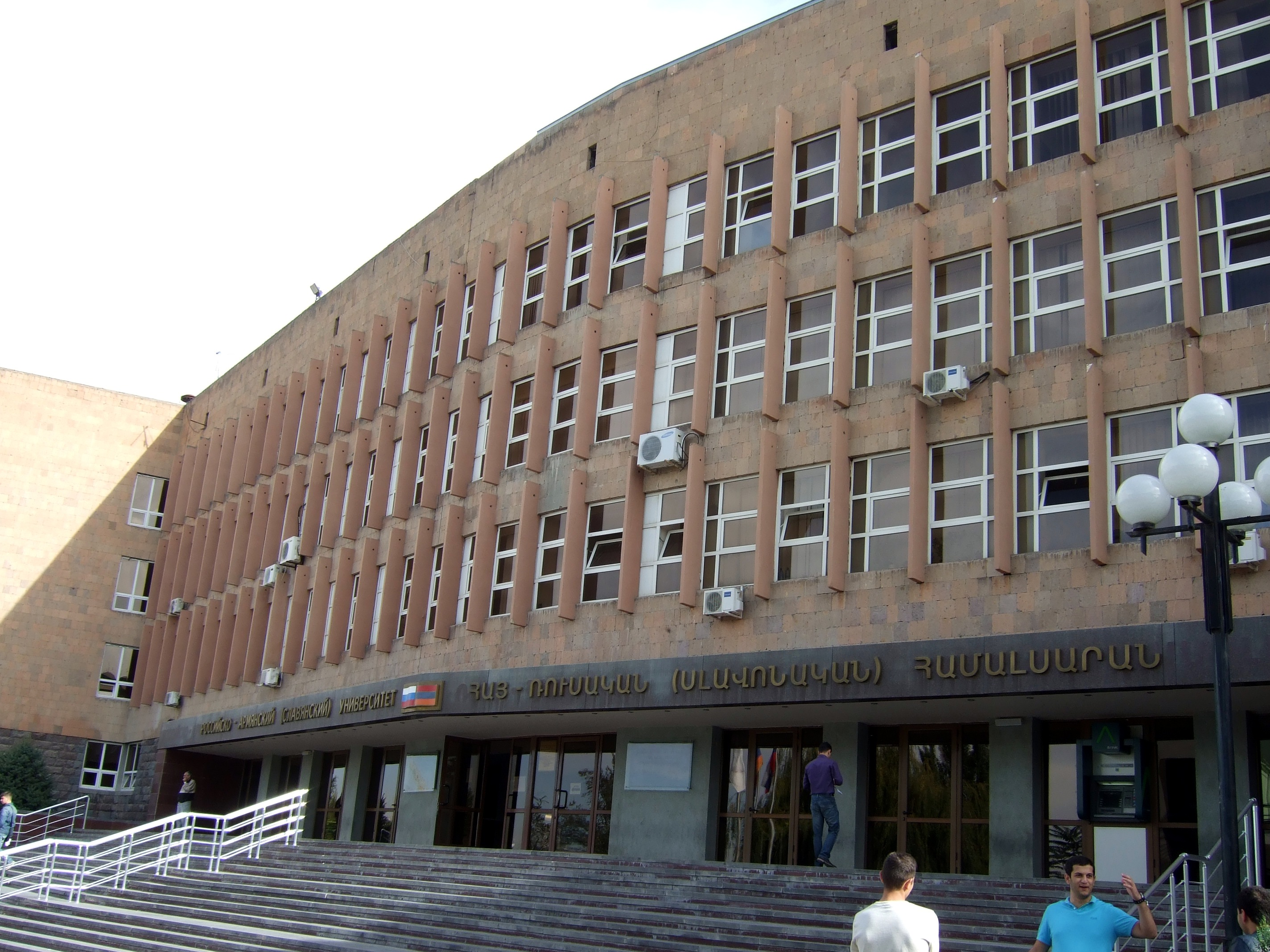
Российско-армянский университет
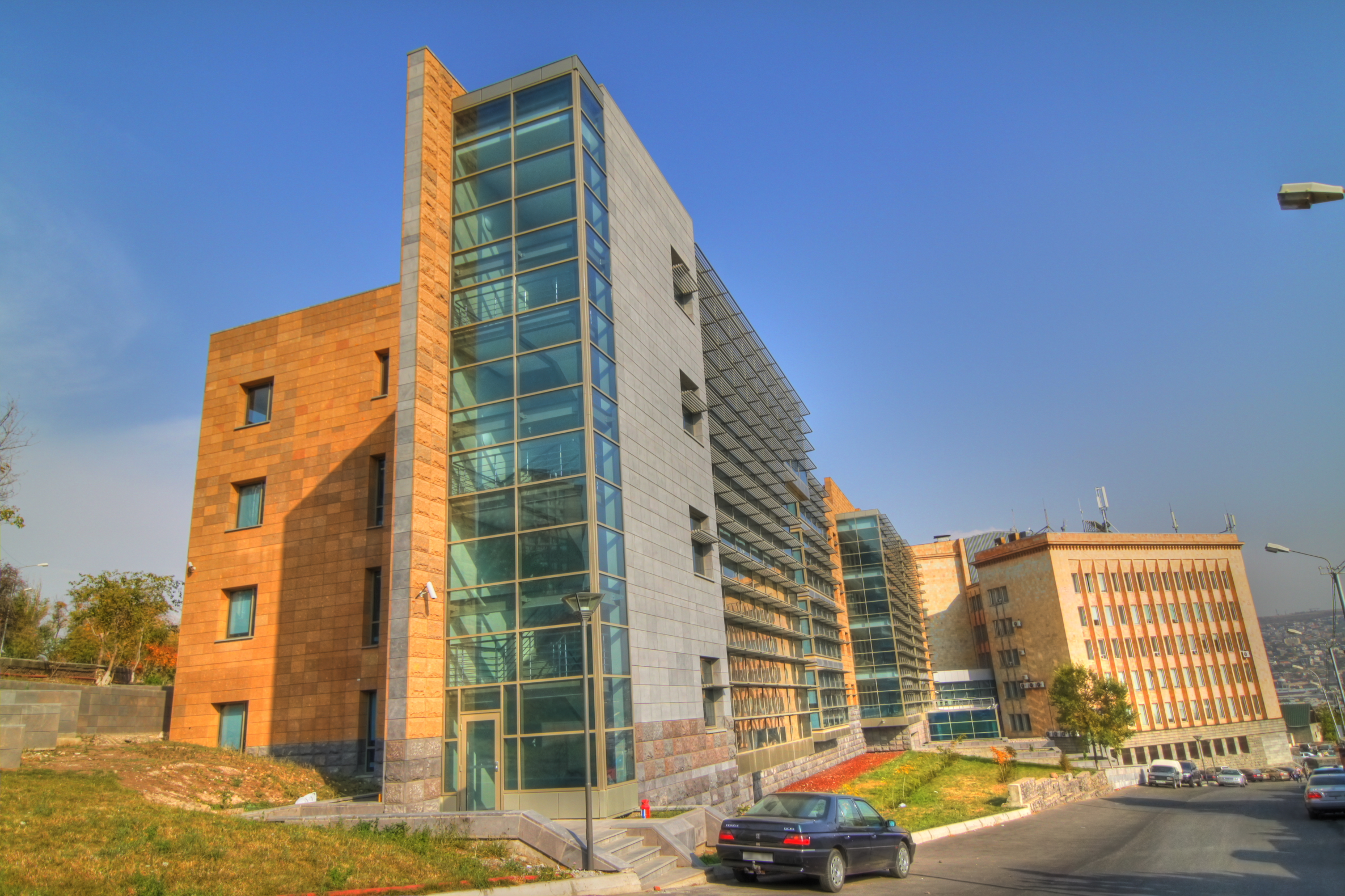
Американский университет Армении
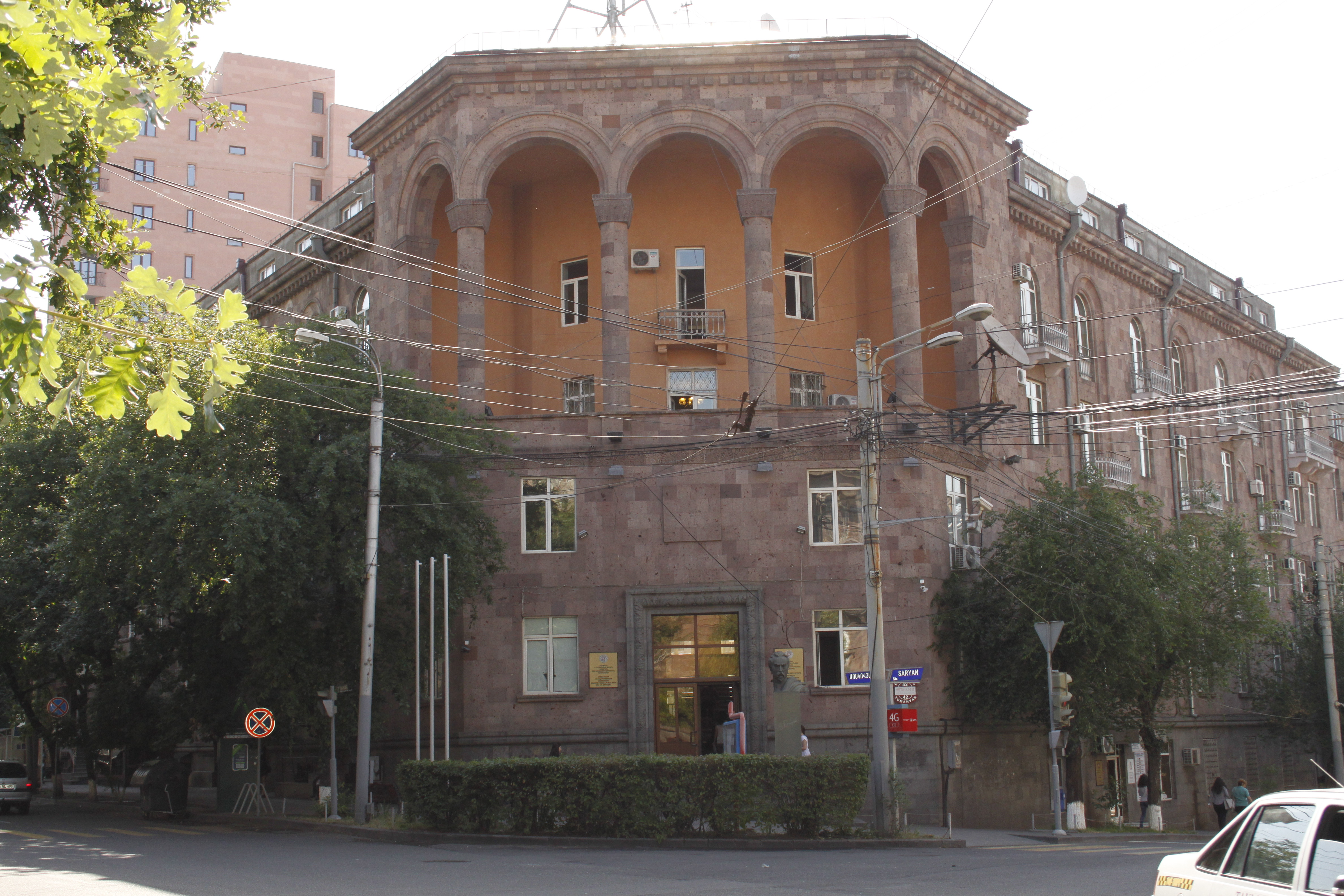
Ереванский государственный университет имени В.Я. Брюсова
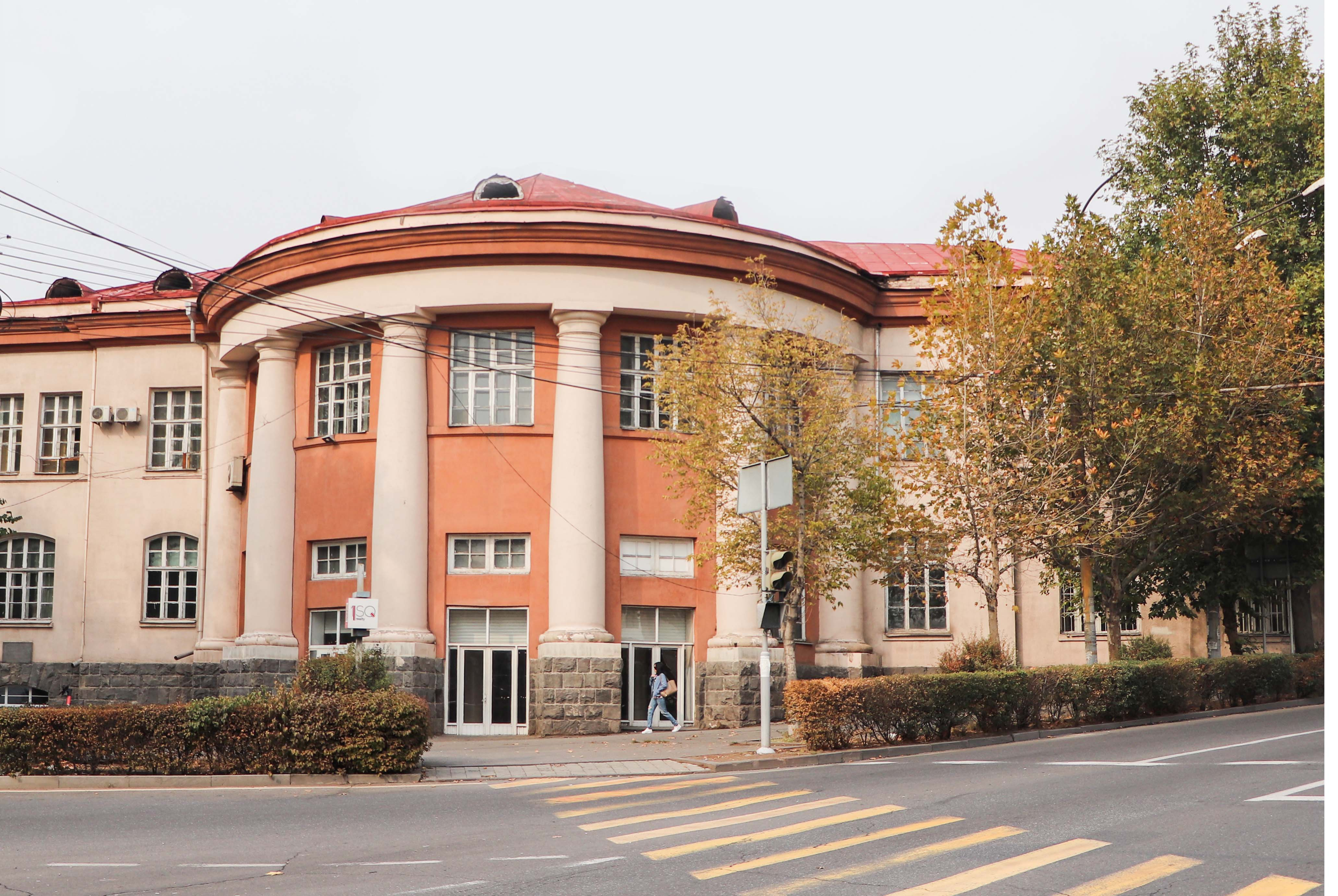
Ереванский государственный мед. университет им. Мхитара Гераци

### Здравоохранение
Система первичной охраны здоровья населения, в первую очередь, направлена на лечение заболеваний. Она получила поддержку Всемирного банка, который взял на себя финансирование программы становления института семейных врачей. Офисы семейных врачей оснащены современным оборудованием и кадрами, прошедшими соответствующую подготовку и учёбу. В рамках кредитной программы ВБ в Армении были созданы 2 кафедры подготовки семейных врачей.

## СМИ

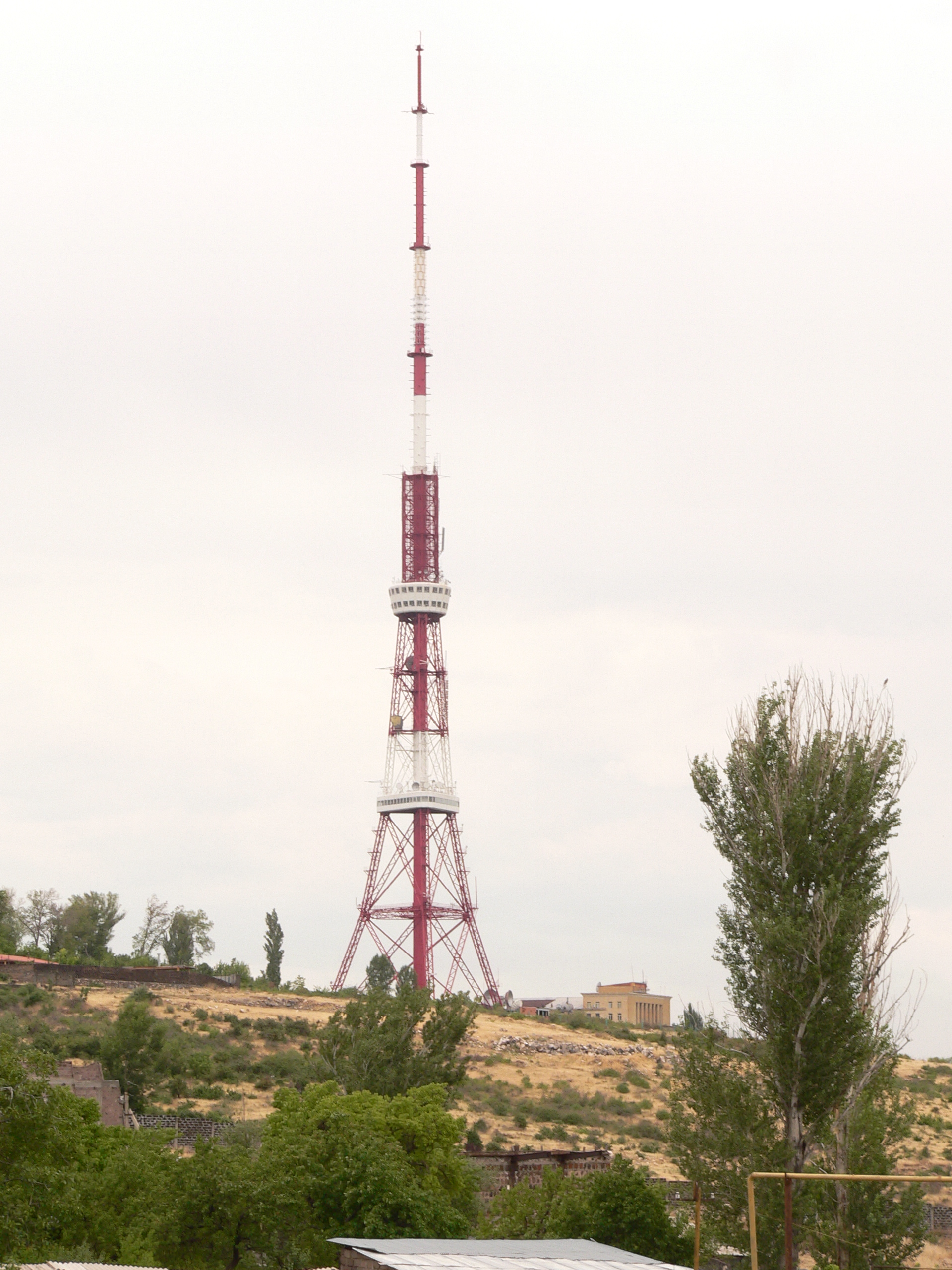
Ереванская телебашня

### Печатные СМИ
Первые периодические издания на армянском и русском языках появились в Армении в середине XIX века, однако широкое развитие печатные средства массовой информации получили только после образования Первой Республики Армения. В дальнейшем, если для советского периода была характерна жёсткая политическая цензура и высокая степень контроля со стороны властей, то для последующих времён — относительная свобода печати. Радикальные подвижки в плане обеспечения свободы печати произошли в ходе демократических реформ конца 1980-х годов в Советском Союзе (гласность). В этот период произошёл существенный рост количества периодических изданий, достаточно чётко обозначилась принадлежность тех или иных газет и журналов к различным политическим и общественным течениям.
По состоянию на конец 2000-х годов в Армении издаётся более 10 ежедневных газет — как центральных, так и местных — общим тиражом около 15 тыс. экземпляров. Ведущие национальные газеты — «Жоховурд», «Аравот», «168 жам», «Айкакан жаманак», «Зов Гардмана», «Голос Армении» (русскоязычная), «Азг», «Еркир».

### Электронные СМИ
Первая радиовещательная организация была создана в 1934 году. Становление собственно национальной системы радиовещания началось сразу после провозглашения государственной независимости.
Переход на цифровое вещание осуществлён в 2016 году. ЗАО «Телевизионная и радиовещательная сеть Армении» обеспечивает наземное вещание цифровой сети общественного вещания, в которой сосредоточены 37 действующих общегосударственных (напр. Общественное телевидение Армении, Армения 2, Шант, Шогакат, Кентрон, Еркир Медиа, АР, и др. в том числе русскоязычные), столичных и областных телекомпаний. Самой важной задачей сферы является необходимость задействования частных мультиплексов с общереспубликанским покрытием, что позволит увеличить количество транслируемых телеканалов.

## Спорт
В Армении популярны тяжёлая атлетика, футбол, шахматы, бокс, дзюдо, борьба, плавание, лыжный спорт и скалолазание. На международном уровне армянские спортсмены успешнее всего выступают в тяжёлой атлетике и различных видах единоборств. Кроме того Армения особенно успешна в шахматах. Армянские шахматисты — трёхкратные чемпионы Шахматной олимпиады.
В стране регулярно проводятся Панармянские игры, в которых участвуют команды от различных стран где представлена армянская диаспора.
Армения является членом: Союза европейских футбольных ассоциаций (UEFA); Международной федерации хоккея с шайбой (IIHF); Международной федерации баскетбольных ассоциаций (FIBA); Международной волейбольной федерации (FIVB) и других.
Расширяется спортивная инфраструктура. В 2005 году в Ереване был открыт велосипедный центр. Введён в строй новый ледовый стадион.
Возрождается интерес к массовому спорту. С 2015 года в октябре в Ереване проводится полумарафон, а с 2018 — марафон на полную дистанцию. На Севане проводится триатлон, а также различные подобные соревнования с частичными дистанциями.

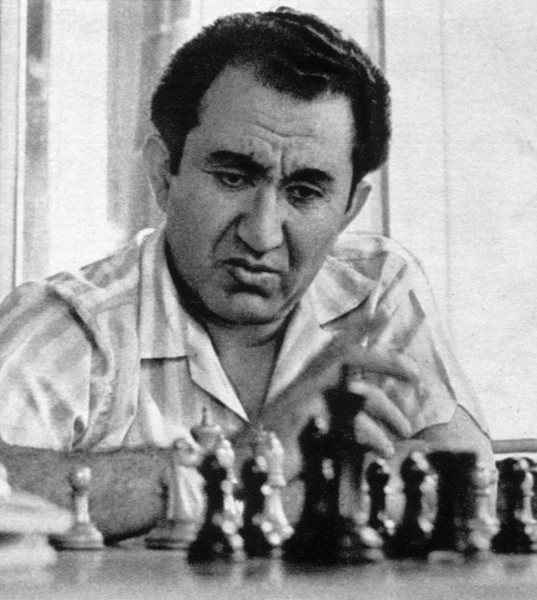
Тигран Петросян — 9-й чемпион мира по шахматам с 1963 по 1969
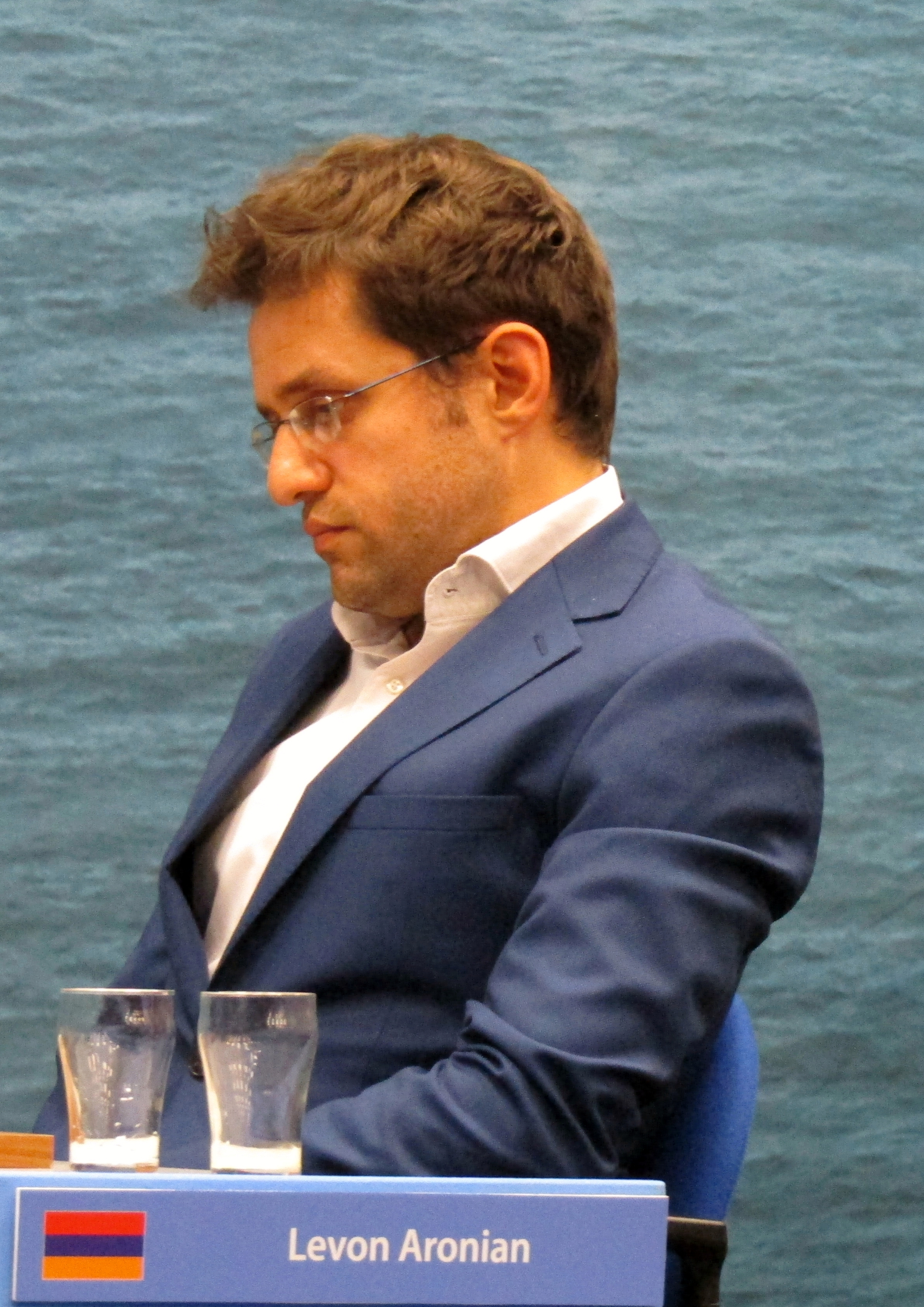
Трёхкратный олимпийский чемпион по шахматам (2006, 2008, 2012) Левон Аронян
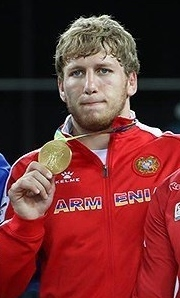
Олимпийский чемпион 2016 года по Греко-римской борьбе Артур Алексанян
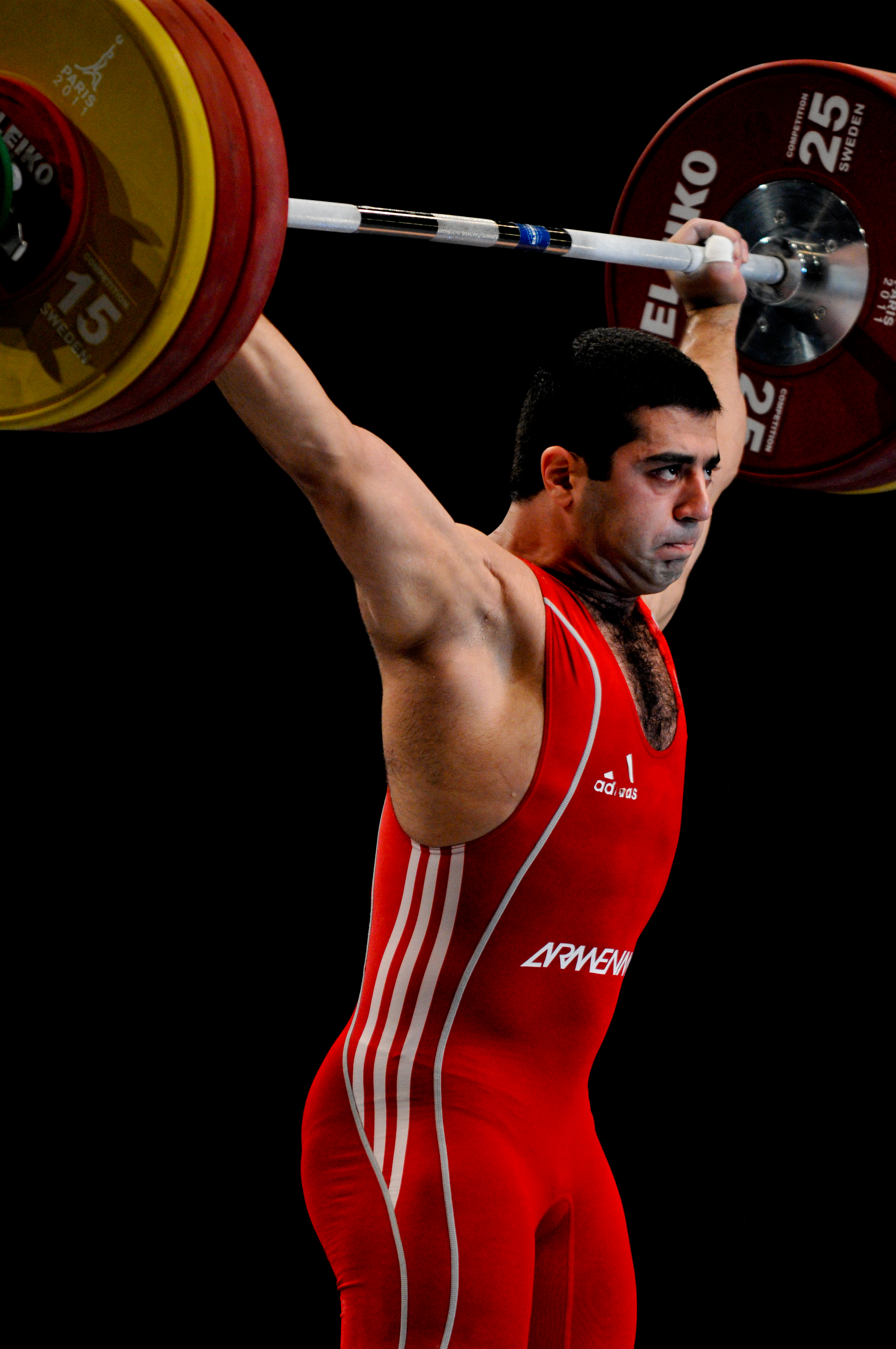
Чемпион мира 2010 года по тяжёлой атлетике Тигран Мартиросян
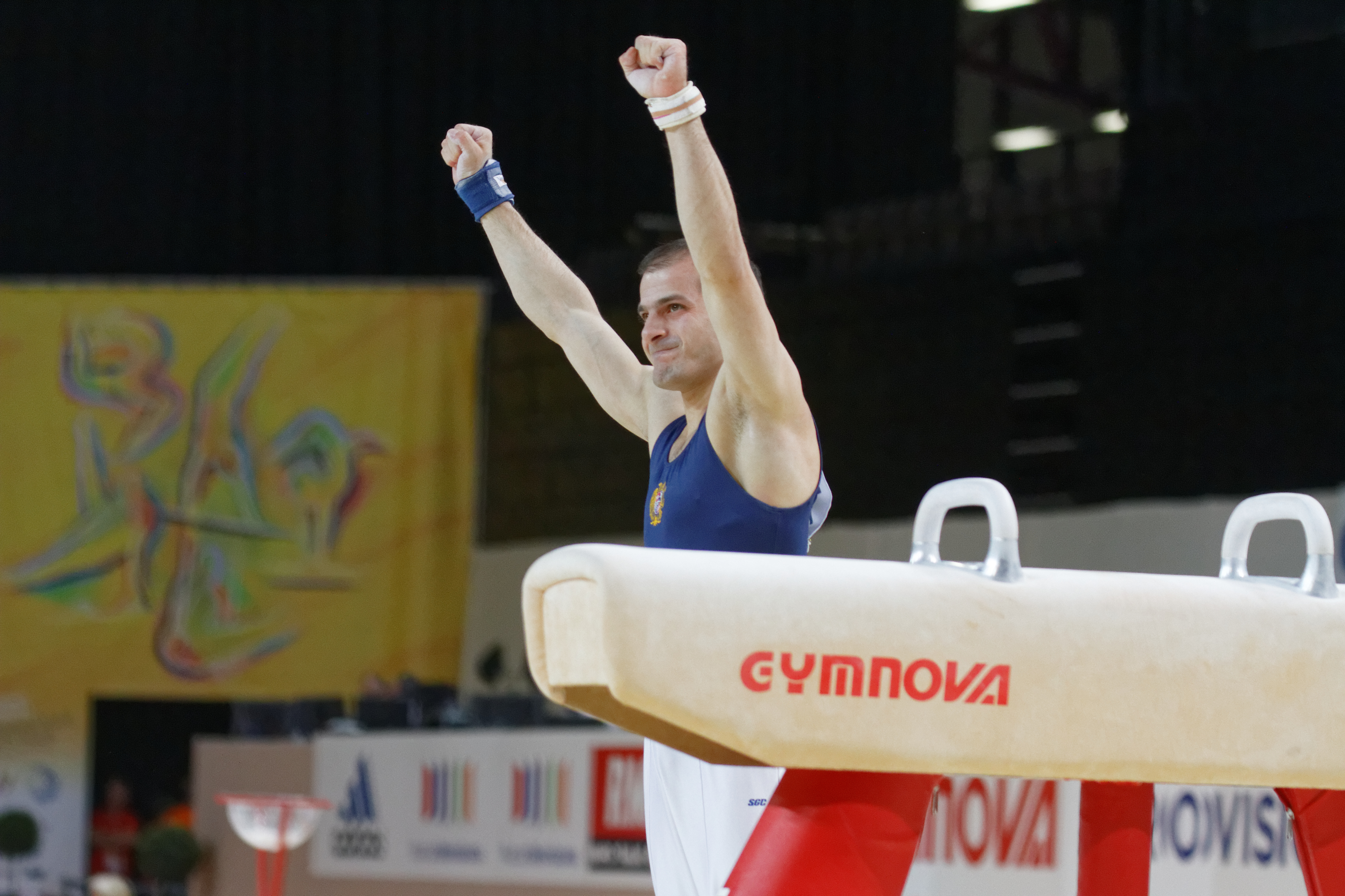
Обладатель куба мира 2015 года по спортивной гимнастике Арутюн Мердинян

## Праздники и памятные даты
| Дата                                   | Русское название                           | Армянское название                                  | Примечание |
| -------------------------------------- | ------------------------------------------ | --------------------------------------------------- | --- |
| 1—2 января                             | Новый год                                  | Ամանօր (Аманор), Նոր Տարի (Нор Тари)                | Нерабочие дни. |
| 6 января                               | Рождество                                  | Սուրբ Ծնունդ                                        | Армянская Апостольская Церковь отмечает Рождество Христово вместе с Крещением Господним в одном празднике Богоявления 6 января (в ночь с 5 на 6 января. По старому стилю — 19 января) |
| 28 января                              | День армии                                 | Բանակի օր                                           | Нерабочий день. |
| 8 марта                                | Праздник женщин                            | Կանանց տոն                                          | Нерабочий день. |
| 7 апреля                               | Праздник материнства и красоты             | Մայրության, գեղեցկության և սիրո տոն                 | |
| 24 апреля                              | День памяти жертв Геноцида                 | Ցեղասպանության զոհերի հիշատակի օր                   | Нерабочий день. В этот день сотни тысяч людей поднимаются на холм к мемориальному комплексу и возлагают цветы к Вечному огню.                                                         |
| 1 мая                                  | День труда                                 | Աշխատանքի օր                                        | Нерабочий день. |
| 8 мая                                  | День Защитника Отечества                   | Երկրապահի օր                                        | |
| 9 мая                                  | Праздник Победы и Мира                     | Հաղթանակի և խաղաղության տոն                         | Нерабочий день. |
| 28 мая                                 | День Первой Республики                     | Հանրապետության տոն                                  | Нерабочий день. 28 мая 1918 года была провозглашена Республика Армении. |
| 1 июня                                 | День защиты прав детей                     | Երեխաների իրավունքների պաշտպանության օր             | |
| 5 июля                                 | День Конституции                           | Սահմանադրության օր                                  | Нерабочий день. |
| 1 сентября                             | День знаний, письменности и словесности    | Գիտելիքի, գրի և դպրության օր                        | |
| 21 сентября                            | Праздник Независимости                     | Անկախության տոն                                     | Нерабочий день. В этот день в 1991 году народ Армении на всенародном референдуме проголосовал за подтверждение независимости от Советского Союза.                                     |
| Вторая суббота октября                 | Праздник переводчиков                      | Թարգմանչաց տոն                                      | |
| 7 декабря                              | День памяти жертв землетрясения            | Երկրաշարժի զոհերի հիշատակի օր                       | |
| В четверг за 8 недель до Пасхи         | Праздник Вардананц (святых воевод Вардана) | Սուրբ Վարդանանց տոն՝ բարի գործի և ազգային տուրքի օր | День добрых дел и национального долга |
| В воскресенье через 64 дня после Пасхи | Праздник Святого Эчмиадзина                | Սուրբ Էջմիածնի տոն                                  | |

Другие известные праздники и памятные дни
| День                                                   | Название праздника                                                                                                | Описание |
| ------------------------------------------------------ | --- | --- |
| 14 февраля                                             | Терендез | Истоки этого праздника — в древнем ритуале язычников-огнепоклонников. Главный символ действа — костёр, через который прыгают молодые пары. Главное — не расцепить рук, тогда союз будет крепким. В это время старшие посыпают их семенами пшеницы и конопли. |
| 19 февраля (дата для 2011 года)                        | День святого Саркиса                                                                                              | Праздник покровителя молодых влюблённых Святого Саркиса в Армении официально отмечают с 2007 года. Празднуется >> 21.01.2008, 07.02.2009, 30.01.2010, 19.02.2011, 04.02.2012, 26.01.2013, 15.02.2014, 31.01.2015, 23.01.2016, 11.02.2017, 27.01.2018, 16.02.2019, 08.02.2020, 30.01.2021, 12.02.2022, 04.02.2023, 27.01.2024, 15.02.2025, 31.01.2026, 23.01.2027, 12.02.2028, 27.01.2029, 16.02.2030 |
| 19 февраля                                             | День дарения книг                                                                                                 | Был учреждён председателем союза писателей Армении Левоном Ананяном. Именно в этот день в 1869 году родился известный армянский сказочник Ованес Туманян. |
| 21 февраля                                             | День армянского языка                                                                                             | |
| 28 февраля                                             | День памяти жертв погромов в Сумгаите, Баку и Кировабаде                                                          | 28 февраля на государственном уровне провозглашено Днём памяти погибших в результате азербайджанских погромов армян, а также днём защиты прав вынужденных переселенцев из Азербайджана. |
| 3 марта (дата для 2011 года)                           | День милосердия и национальной дани героям (Вардананк) — День памяти Св. Вардана Мамиконяна и его 1036 соратников | Отмечается в память о поражении армянских войск во главе с Варданом Мамикояном в Аварайрской битве. Персы встретив яростное сопротивление со стороны армян и понеся огромные потери, вынуждены были отказаться от посягательств на христианскую религию и национальную самобытность армянского народа. Праздник ежегодно отмечается в четверг, за 8 недель до праздника Святой Пасхи. 26 мая 451 года произошла Аварайрская битва. По словам летописца, «каждый человек в душе был церковью и сам же священником». Во имя сохранения родины, Армянской Церкви и христианской религии смертью героев пали князь Вардан Мамиконян и его 1036 соратников — великие святые Армянской Апостольской Церкви. Своей смертью они доказали волю армянского народа к жизни и его право на существование Аварайрская битва стала свидетельством того, что воистину ничто не отвратит армян от идеи христианской родины. Со дня принятия христианства в Армении Церковь была вовлечена в дело защиты отечества. Ярким примером тому является Аварайрская битва. Армянская Церковь, во главе с католикосом Иосифом и священником Гевондом, вместе с армянскими воинами участвовала в войне с персами. Перед битвой священнослужители не только воодушевляли воинов, но и крестили их и укрепляли в них веру и дух. «И соорудили алтарь, и совершили святое таинство: приготовили также купель, и если среди воинов были некрещённые, всю ночь крестили их, и наутро приняли святое причащение», — пишет летописец Егише о том, что происходило накануне Аварайрской битвы. В День памяти Свв. Вардананц в Первопрестольном Св. Эчмиадзине и во всех армянских церквях служат Св. Литургию. Празднуется >> 31.01.2008, 19.02.2009, 11.02.2010, 03.03.2011, 16.02.2012, 07.02.2013, 27.02.2014, 12.02.2015, 04.02.2016, 23.02.2017, 08.02.2018, 28.02.2019, 20.02.2020, 11.02.2021, 24.02.2022, 16.02.2023, 08.02.2024, 27.02.2025, 12.02.2026, 04.02.2027, 24.02.2028, 08.02.2029, 28.02.2030 |
| 23 марта                                               | Всемирный день метеорологии                                                                                       | |
| 27 марта                                               | Всемирный день театра                                                                                             | |
| 1 апреля                                               | День сатиры и юмора                                                                                               | Отмечается в Армении с 2006 года. |
| 4—11 апреля                                            | Туманяновские дни                                                                                                 | Дни памяти Ованеса Туманяна. |
| 16 апреля                                              | День работника полиции Армении                                                                                    | В этот день в 2001 году в Армении был принят закон «О полиции». |
| 18 апреля                                              | Международный день памятников и исторических мест                                                                 | |
| 26 апреля                                              | День пограничника                                                                                                 | Отмечается с 2007 года. |
| 7 мая                                                  | День радио | Учреждён в честь первого сеанса радиосвязи и демонстрации первого радиоприёмника Поповым. |
| 9 мая                                                  | День взятия Шуши                                                                                                  | Праздник посвящён участникам освобождения Шуши. |
| 15 мая (дата для 2011 года)                            | День ПВО | |
| 18 мая                                                 | Всемирный день музеев                                                                                             | В этот день Национальная галерея Армении открыта для всех желающих. |
| 26 мая                                                 | День Победы в Сардарапатской битве                                                                                | Сардарапатское сражение проходило 21—28 мая 1918 года между регулярными армянскими воинскими частями и ополченцами и вторгнувшимися в Восточную Армению турецкими войсками. |
| 14 июня                                                | День защиты прав безвинно осуждённых                                                                              | Был учреждён по инициативе партии «Дашнакцутюн» в память о репрессированных в годы советской власти. |
| 15 июня                                                | День авиации | В этот день в 1992 году было завершено формирование ВВС РА. |
| Третье воскресенье июня                                | День медицинского работника                                                                                       | |
| 1 июля                                                 | День работника прокуратуры                                                                                        | |
| 25 июля                                                | День города Армавир                                                                                               | |
| 11 августа                                             | День Национальной идентичности в Армении — Навасард                                                               | По преданию, в этот день легендарный основатель армянского рода Айк разбил ассирийского царя Бэла и положил начало Армянскому государству. Это произошло 11 августа 2492 г. до н. э. и является первым годом традиционного армянского летоисчисления. Раньше в этот день в Армении праздновался Новый год. |
| 14 августа (дата для 2011 года)                        | День строителя | |
| Последнее воскресенье августа                          | День озера Севан.                                                                                                 | Учреждён в 1999 году. |
| 4 сентября                                             | День спасателя | Учреждён в 2008 году. |
| Первое воскресенье сентября                            | День работников нефтегазовой сферы                                                                                | |
| 7 сентября                                             | День инженерных войск                                                                                             | В этот день 1992 завершилось формирование инженерных войск Вооружённых сил Армении. Учреждён в 2000 году. |
| 5 октября                                              | Всемирный день учителя                                                                                            | Учреждён ЮНЕСКО в 1994 году. |
| 8 октября                                              | День танкиста | В этот день в 1992 году завершилось формирование танковых войск Вооружённых сил Армении. |
| 10 октября                                             | День химических войск                                                                                             | В этот день в 1992 году завершилось формирование химических войск Вооружённых сил Армении. Учреждён в 1996 году. |
| 10 октября (согласно приказу премьер министра Армении) | День города Ереван                                                                                                | Ерева́н (арм. Երևան), (до 1936 Эрива́нь) — столица Армении, один из древнейших сохранившихся городов мира (основан в 782 г. до н. э.). |
| Второе воскресенье октября                             | День урожая | Сельский праздник. |
| 16 октября                                             | День армянской прессы                                                                                             | В этот день в 1794 году в Мадрасе вышел в свет первый армянский печастный периодический журнал «Аздавар» («Вестник»). |
| 19 октября                                             | День ракетно-артиллерийских войск                                                                                 | В этот день в 1992 году завершилось формирование ракетно-артиллерийских войск Вооружённых сил Армении. |
| 5 ноября                                               | День разведывательных войск                                                                                       | В этот день в 1992 году завершилось формирование разведывательных войск Вооружённых сил Армении. |
| 7 ноября                                               | Всенародный праздник вина                                                                                         | |
| 11 ноября                                              | Годовщина возведения на престол, помазания и интронизации Гарегина II, Католикоса всей Армении.                   | |
| 17 ноября                                              | Международный день студентов                                                                                      | |
| 17 ноября                                              | День военно-медицинского работника                                                                                | В этот день 1992 года завершилось формирование медицинского госпиталя Вооружённых сил Армении. |
| 22 ноября                                              | День банковского работника                                                                                        | 22 ноября 1993 года на территории Армении вместо рублей Государственного Банка СССР в обращение были введены драмовые банкноты. Учреждён в 2003 году. |
| 3 декабря                                              | Международный день инвалидов                                                                                      | |
| 20 декабря                                             | День сотрудника национальной безопасности                                                                         | |
| 22 декабря                                             | День энергетика                                                                                                   | |

## В астрономии
В честь исторического региона Армения назван астероид (780) Армения, открытый в 1914 году российским астрономом Григорием Неуйминым.

## Фотогалерея

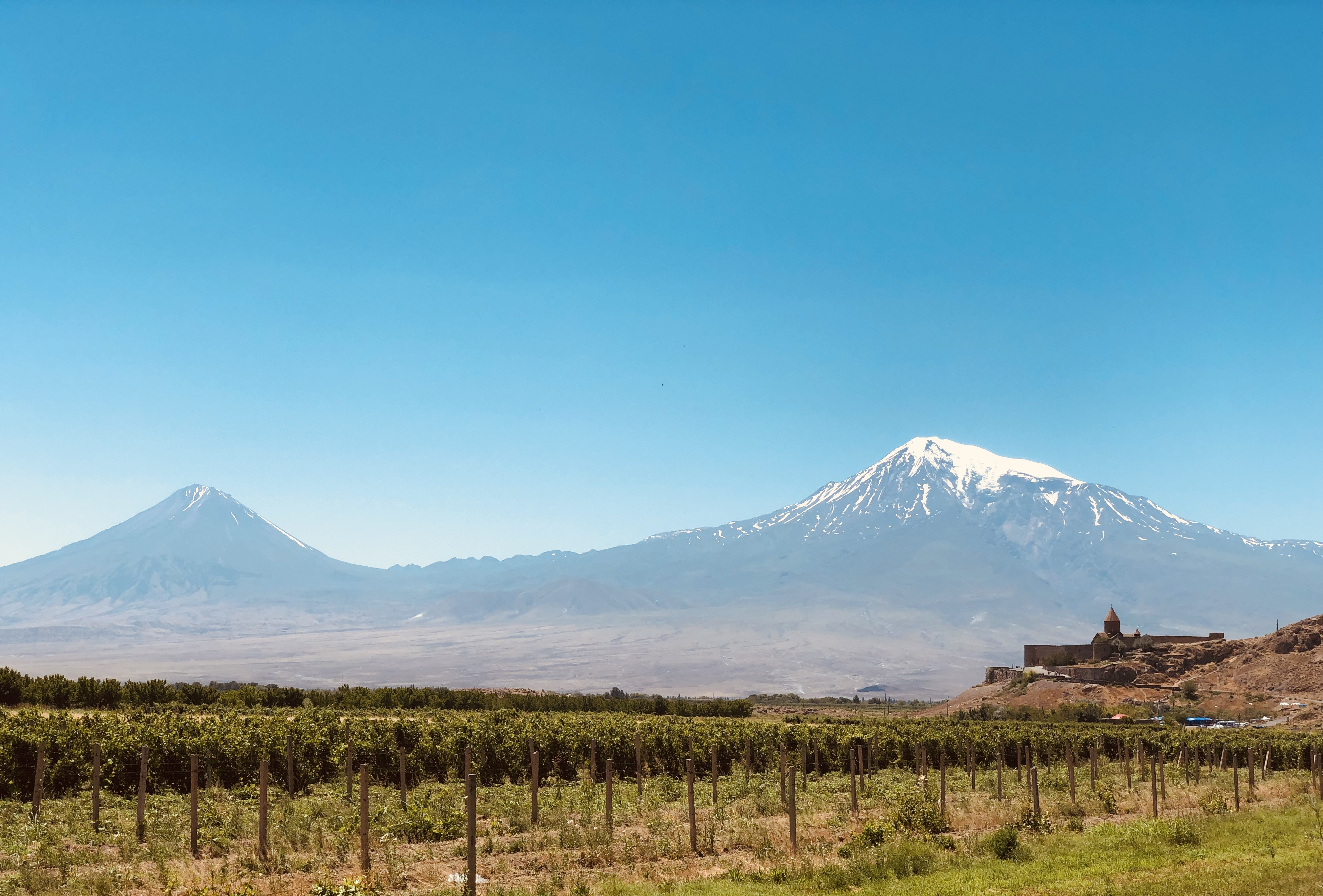
Вид на монастырь Хор Вирап с Араратом на заднем плане
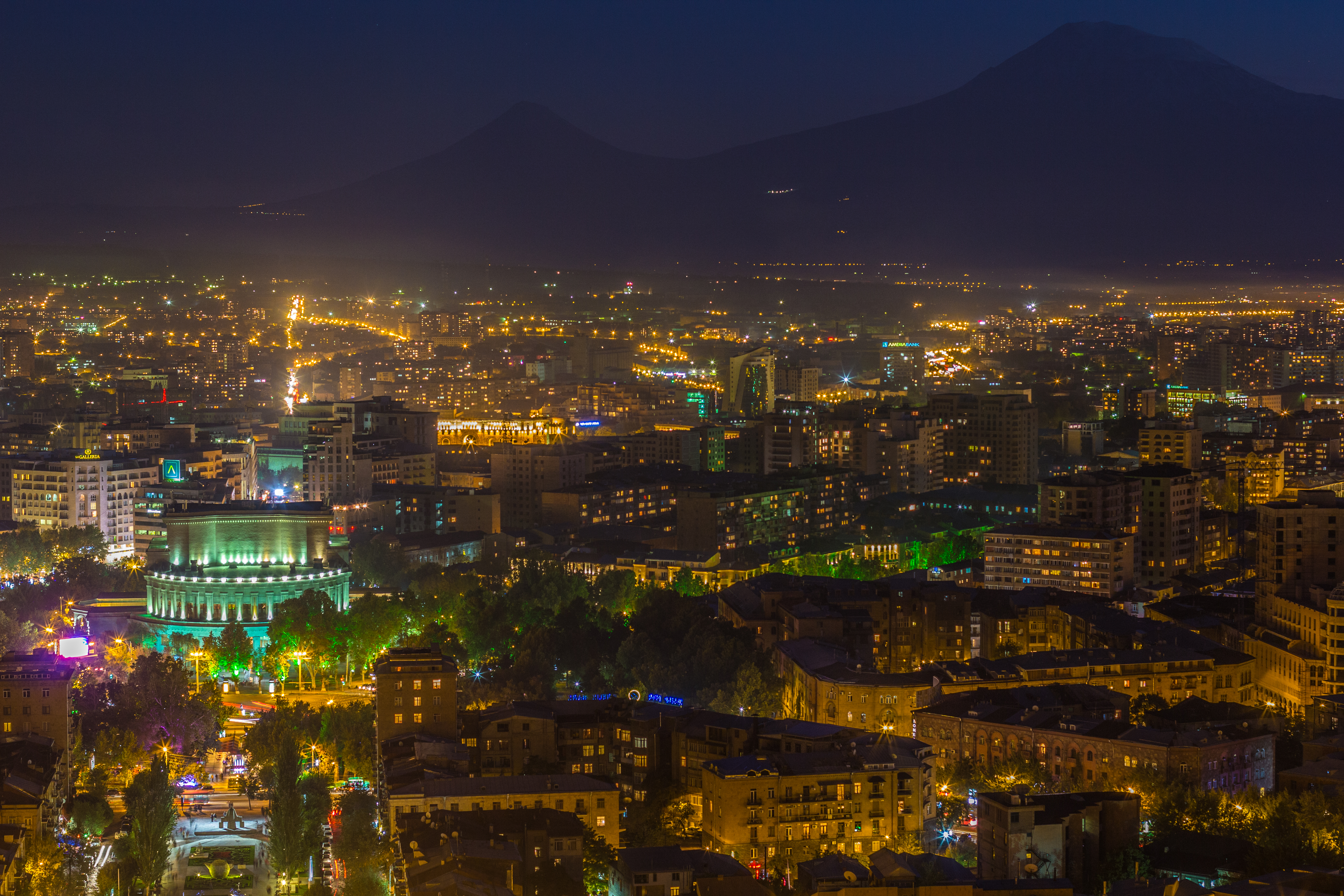
Ночной вид центра Еревана
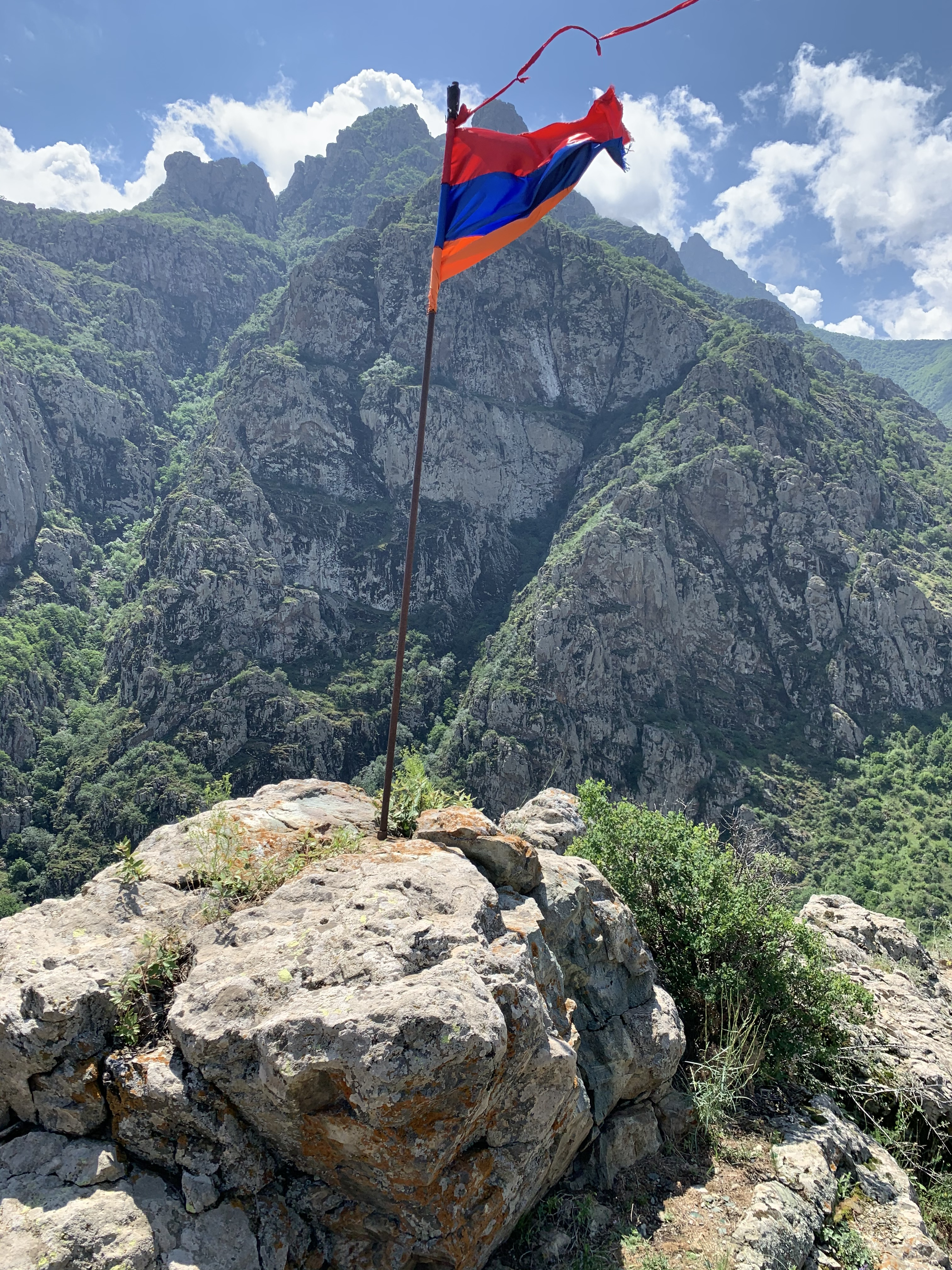
В районе крепости Багаберд, Сюникская область
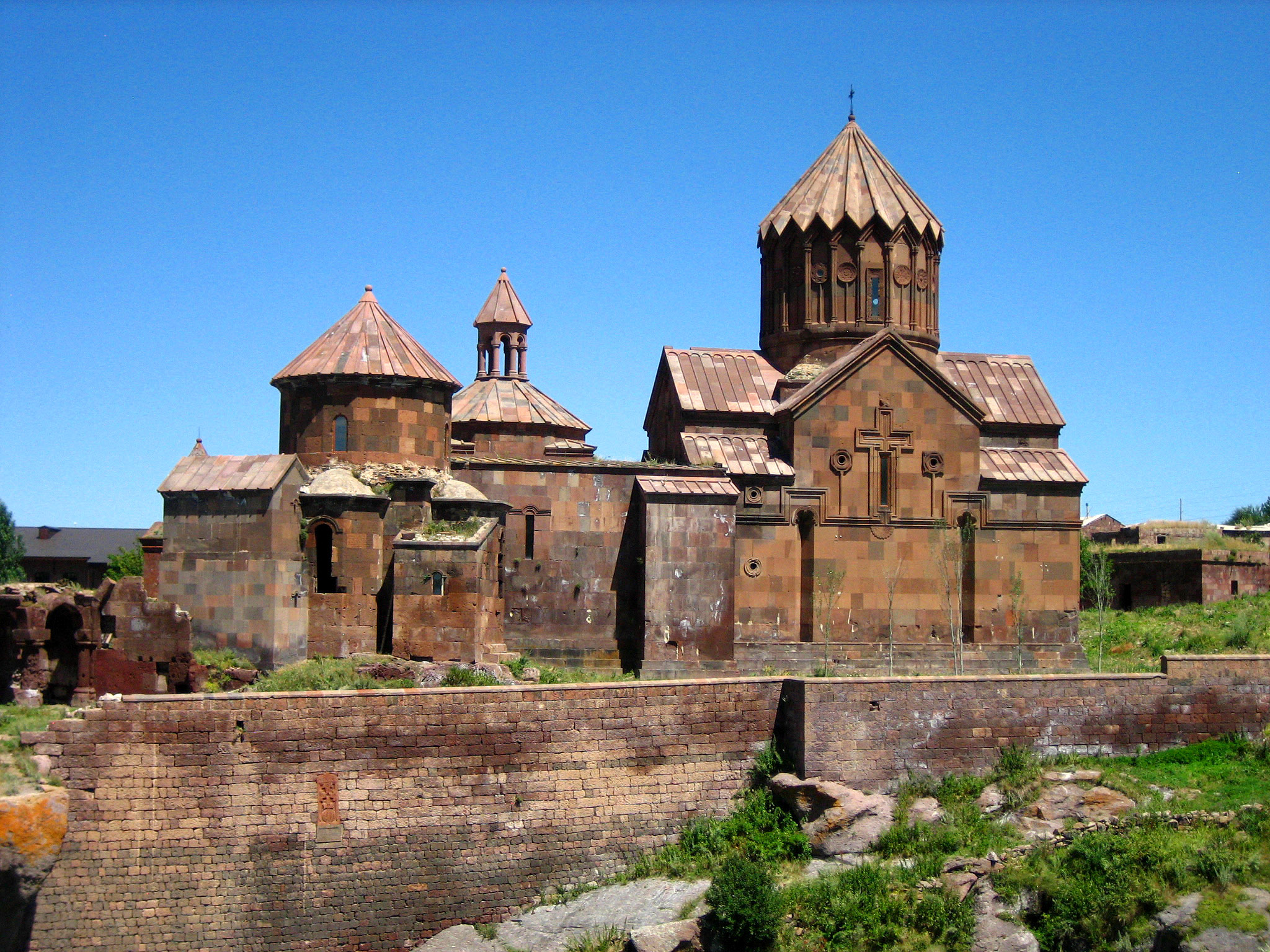
Аричаванк, XIII век
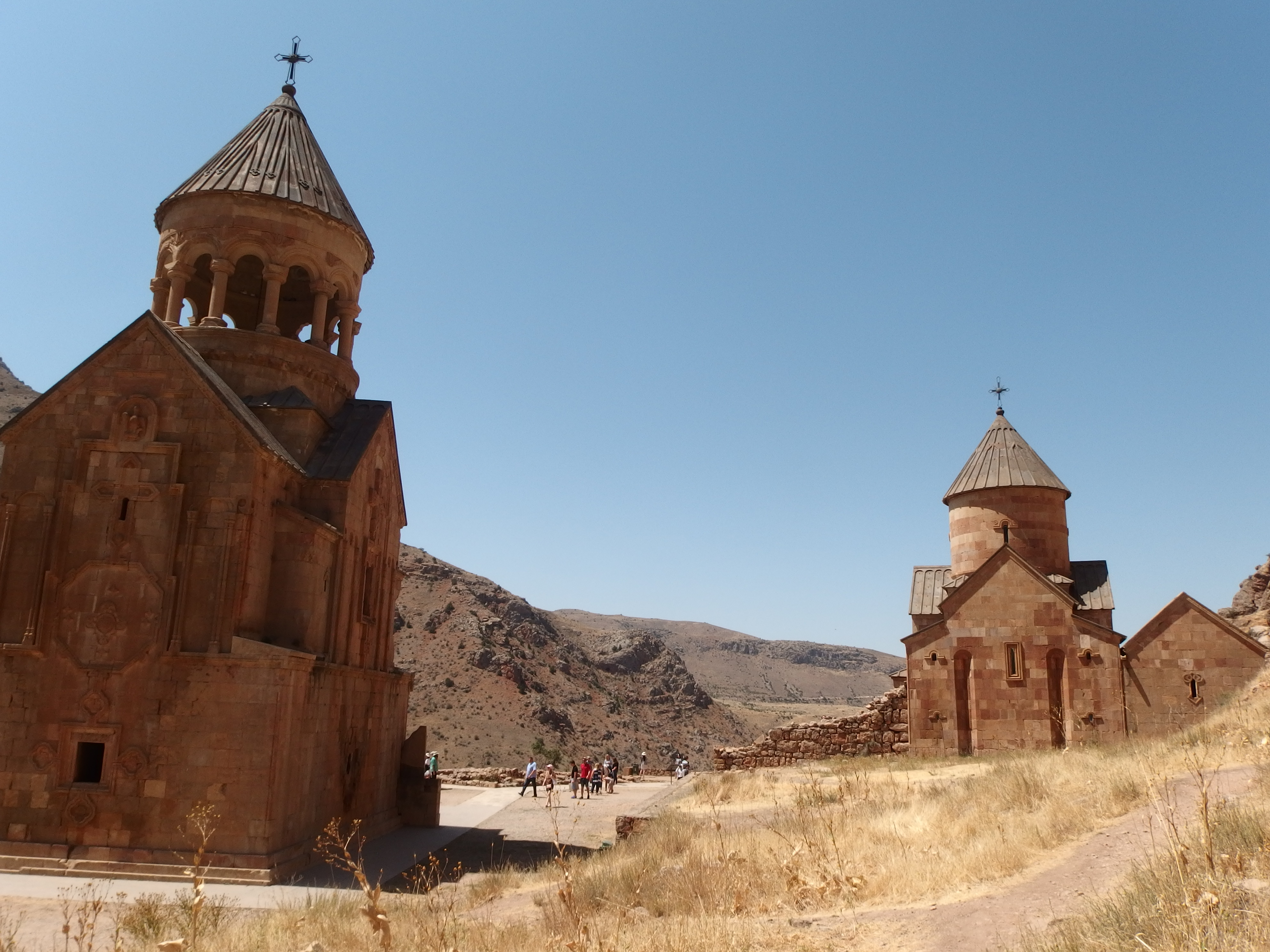
Монастырь Нораванк, XIII век
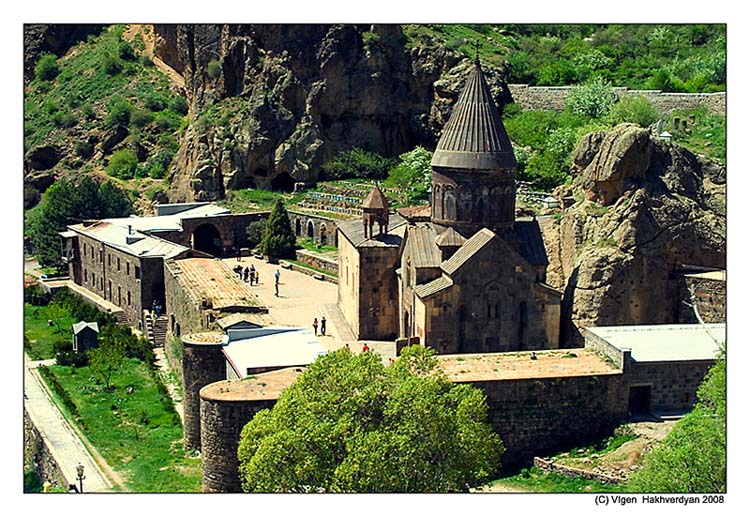
Монастырь Гегард
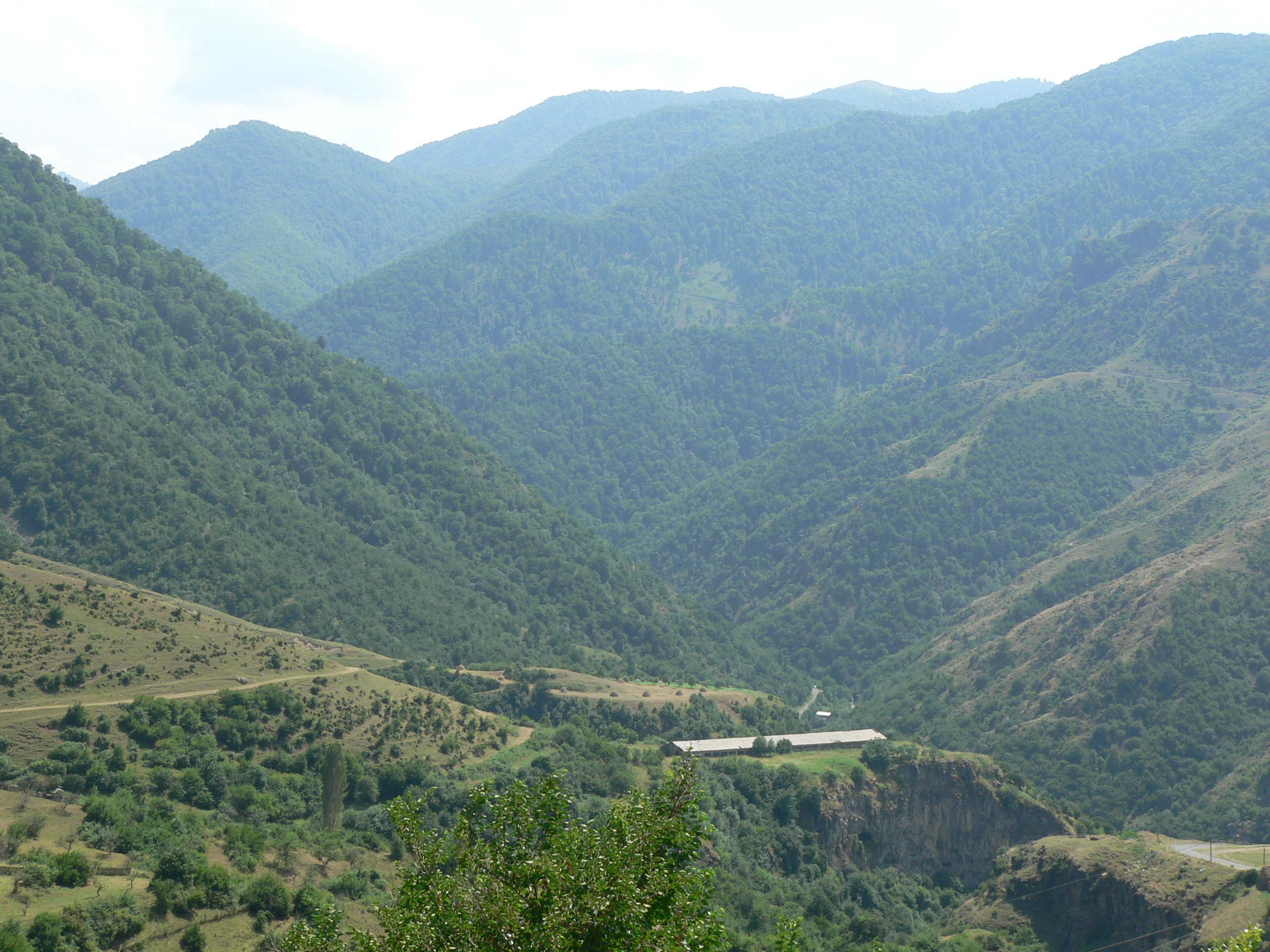
Каньон в Лорийской области
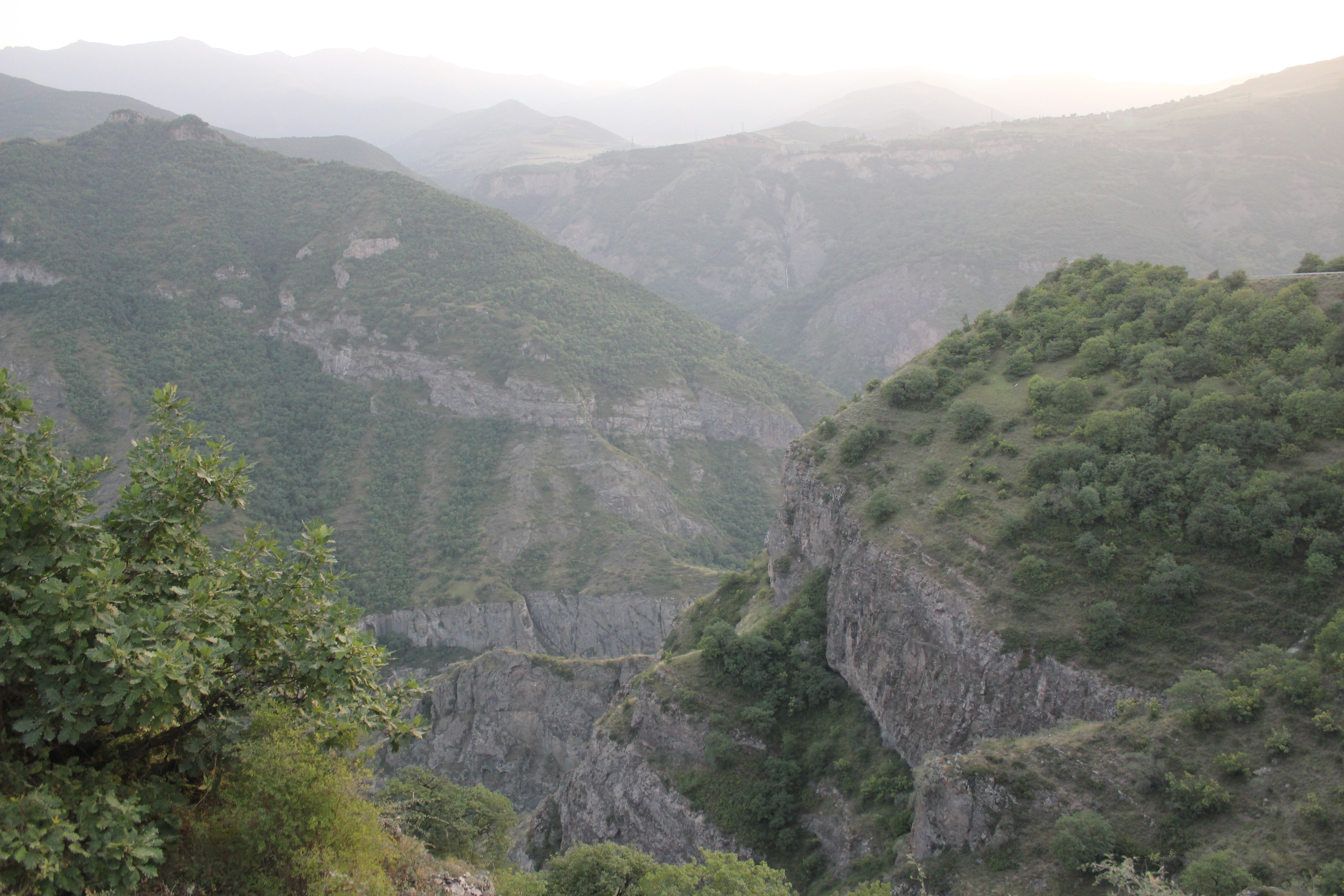
Окрестности Татева в Сюникской области
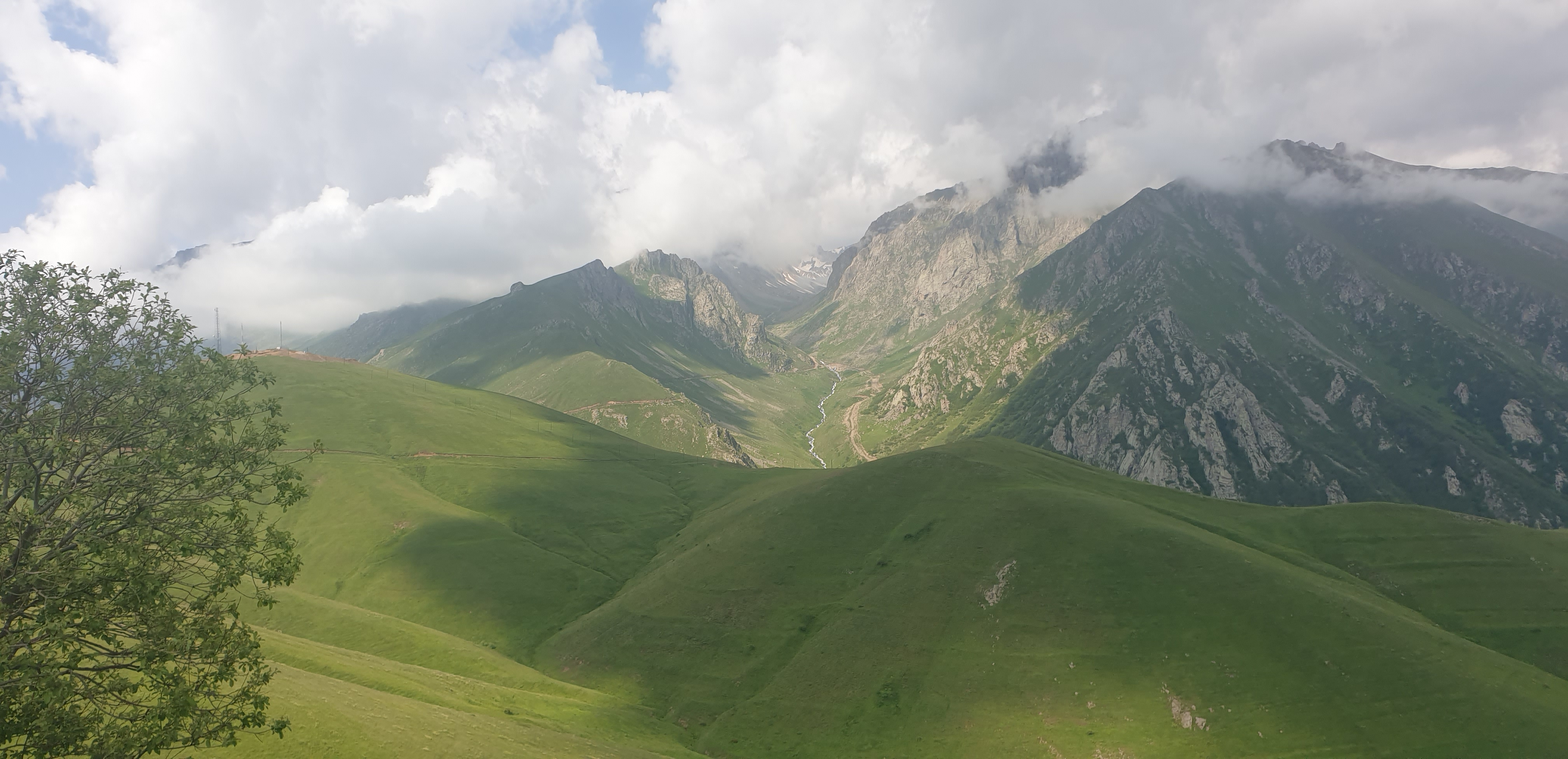
Сюник
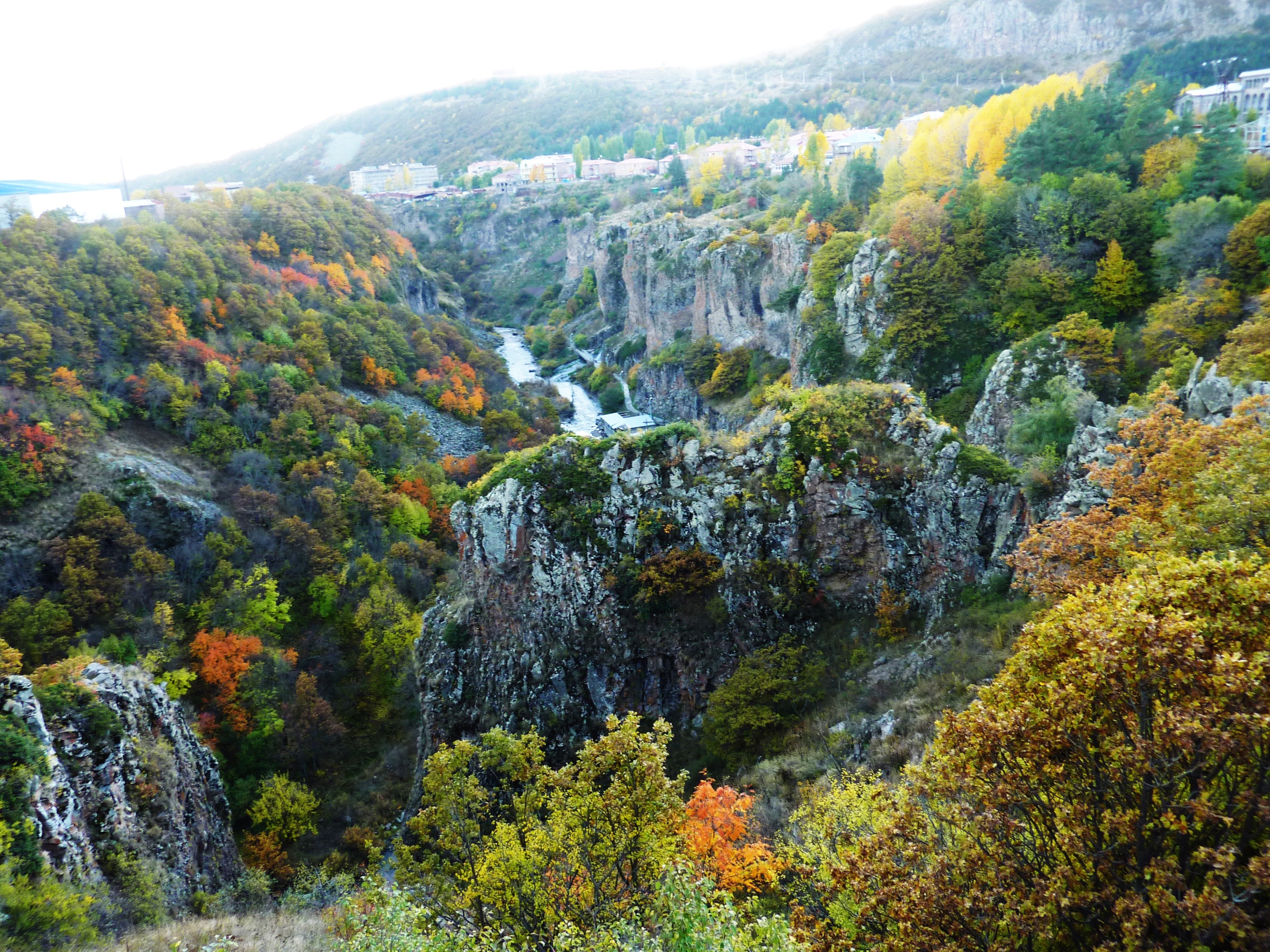
Джермук осенью
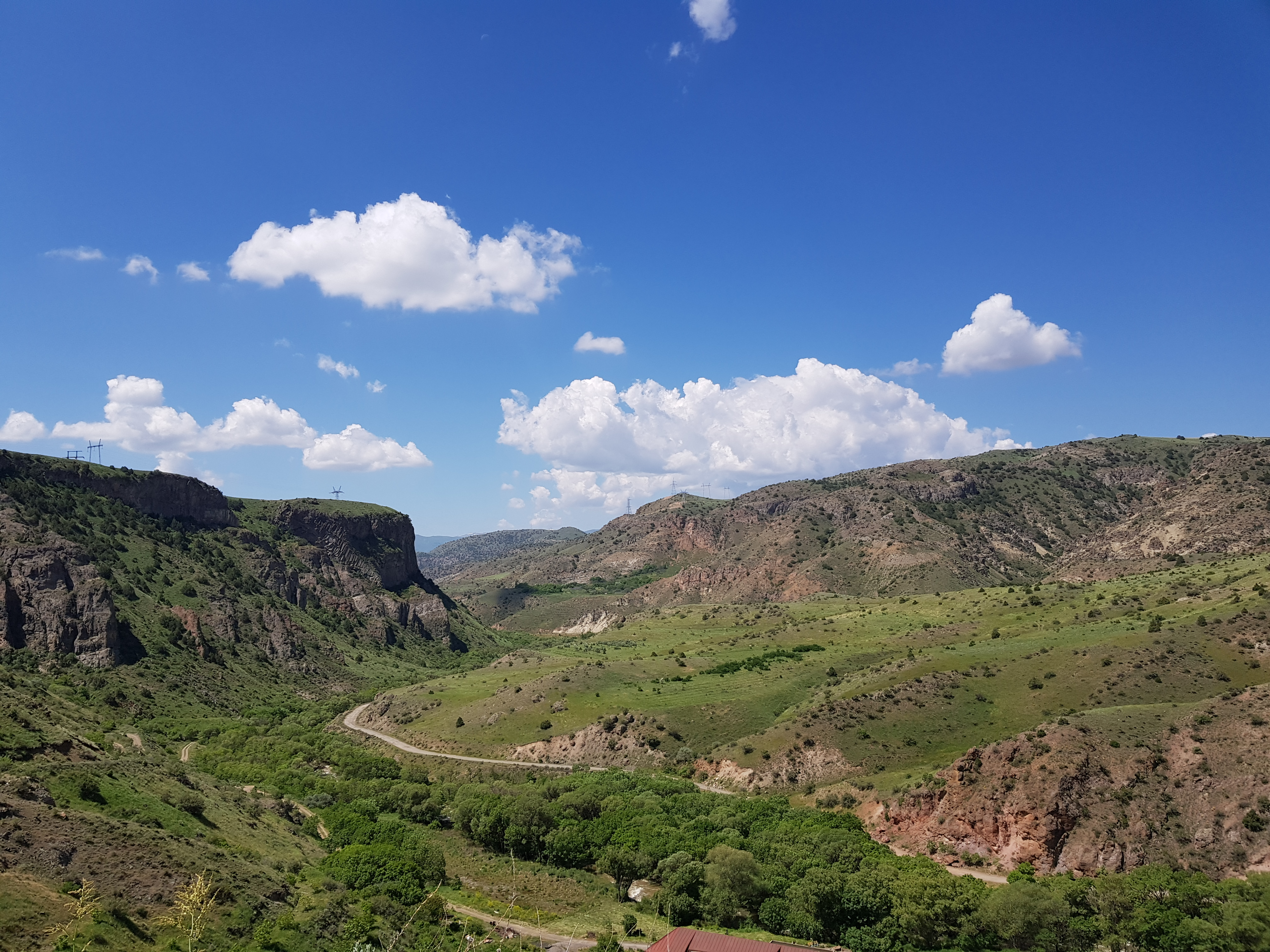
Вайоцдзорская область
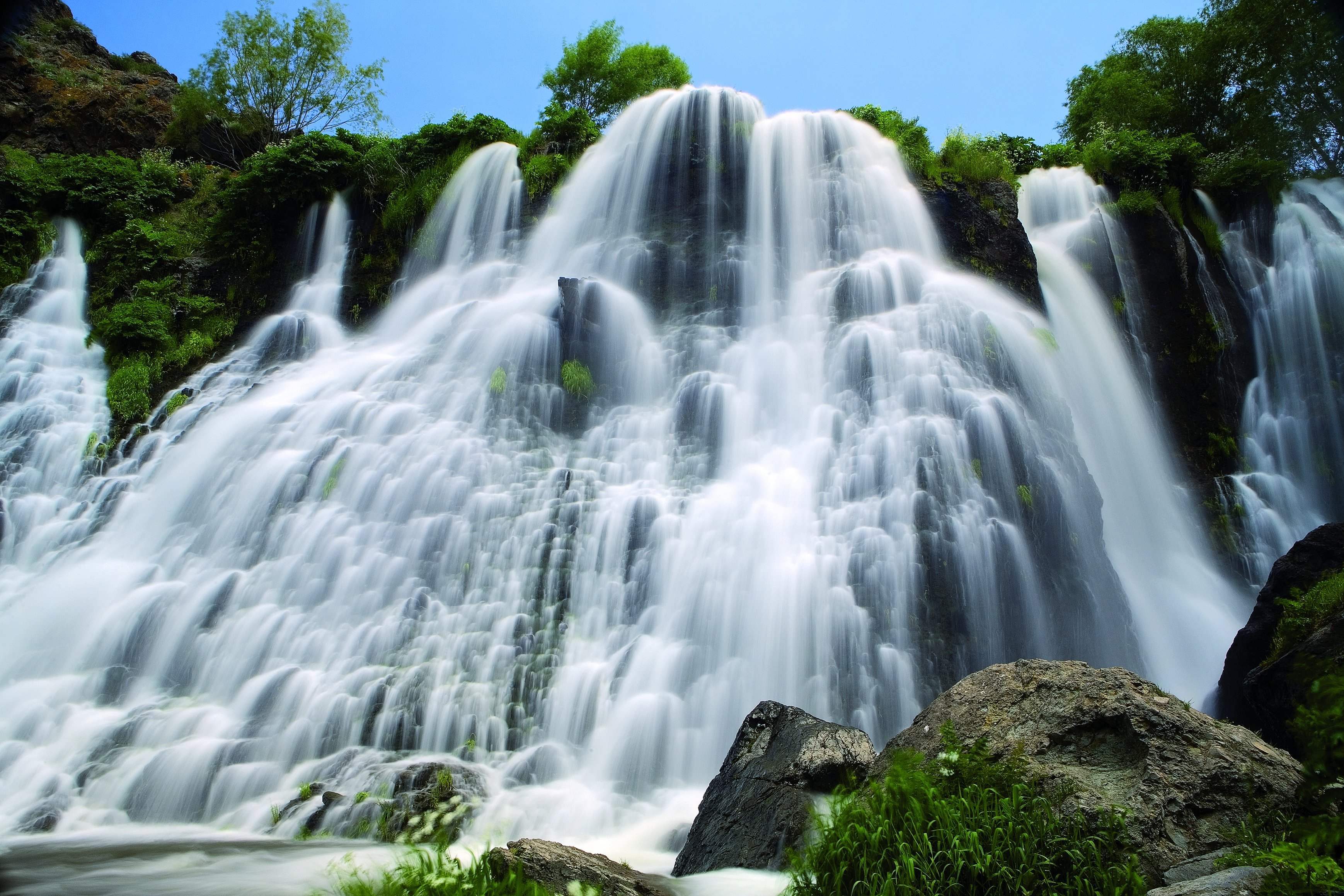
Шакинский водопад
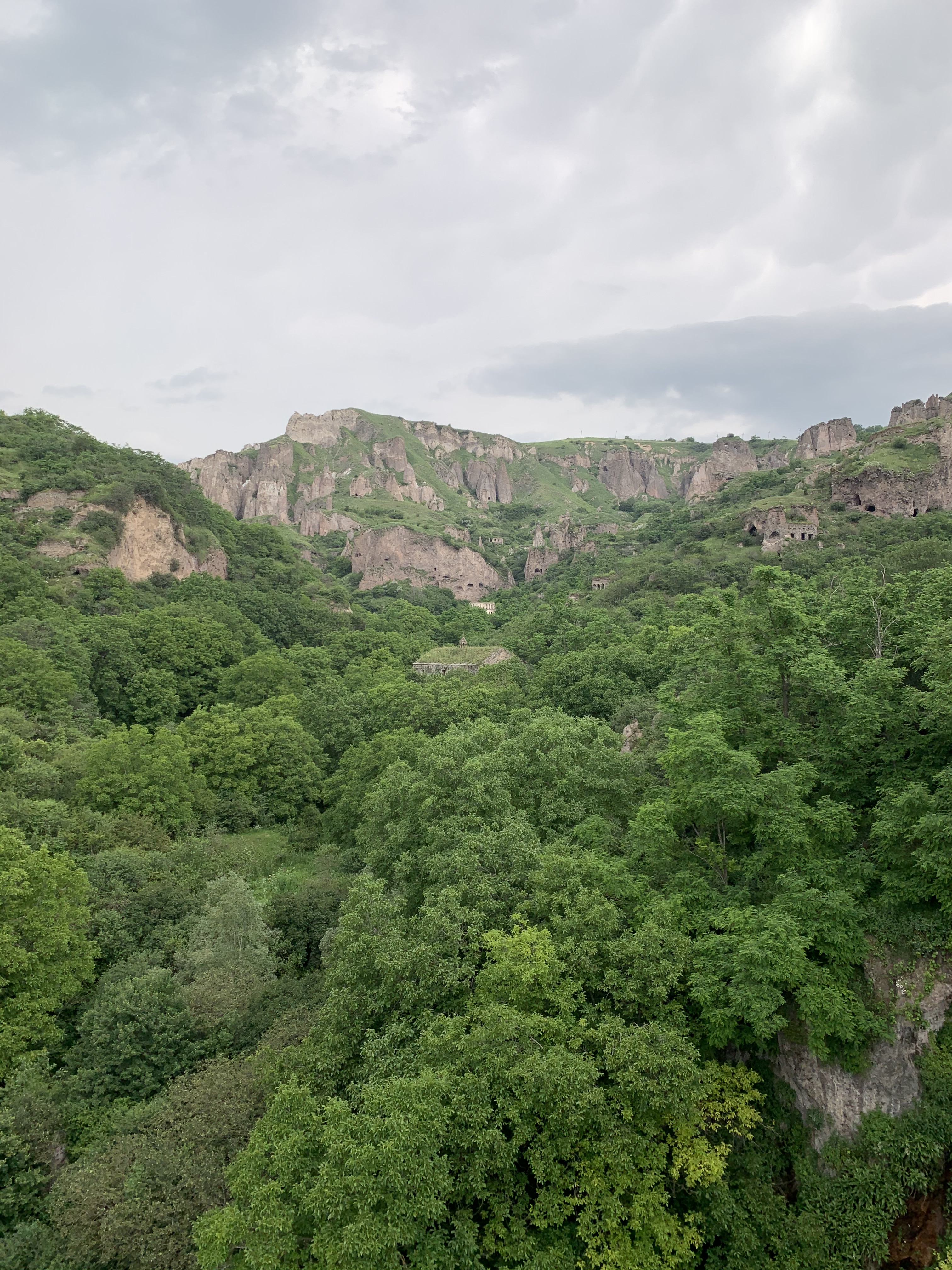
Пещерный город Хндзорекск. Вид на церковь Святой Рипсиме, 1665 год
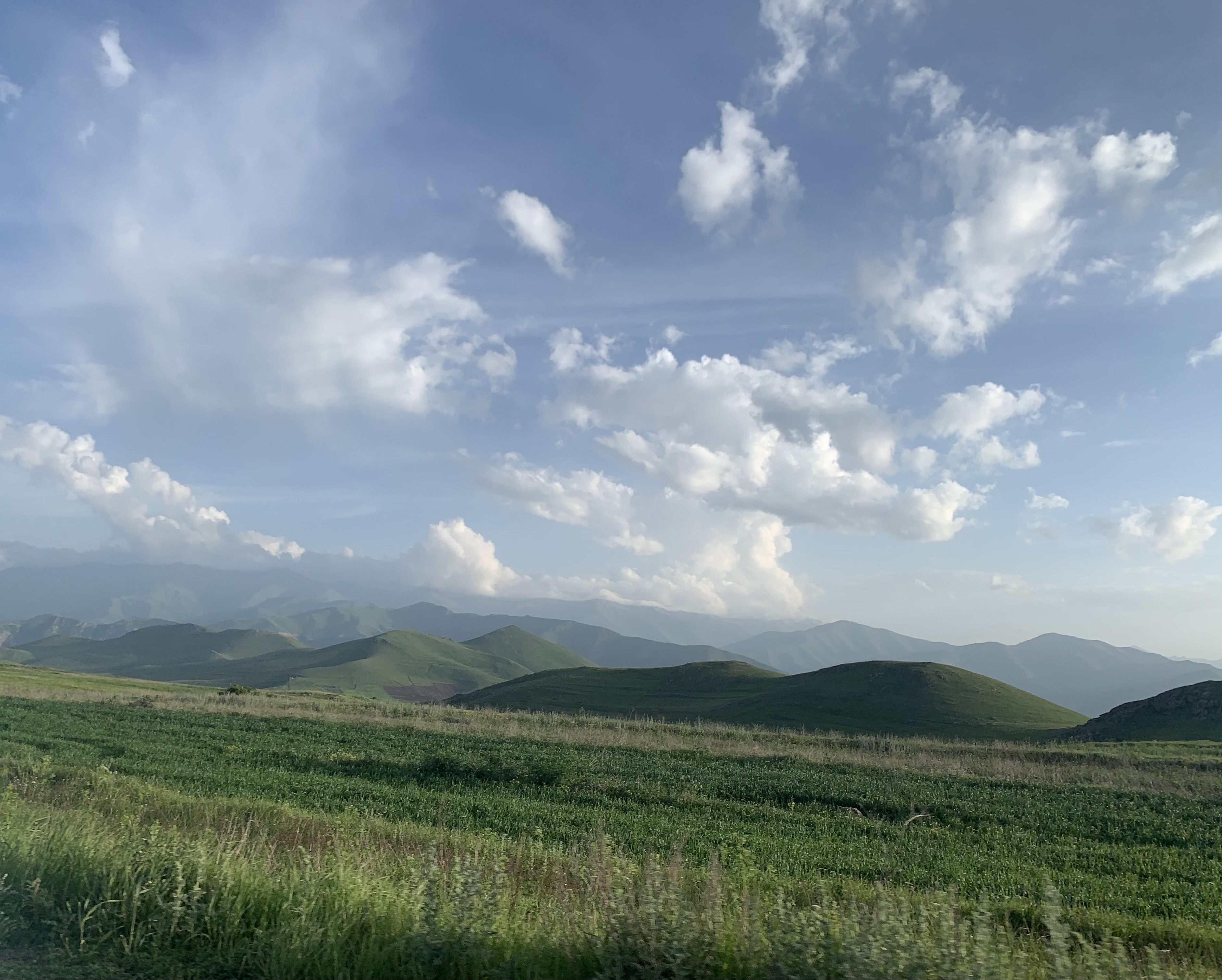
Пейзажы северной части Сюникской области
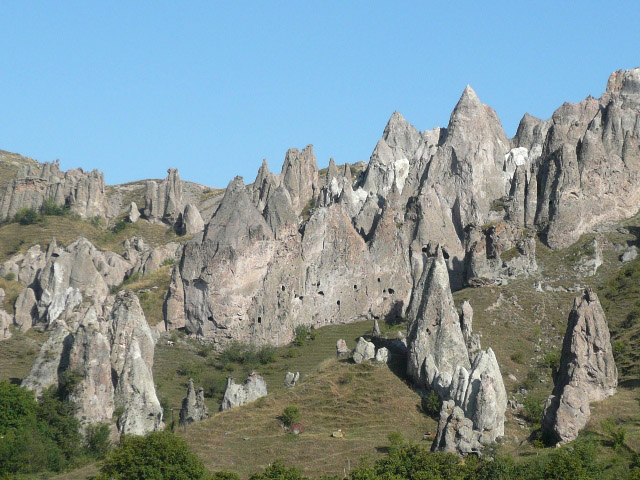
Острые скалы в г. Горис
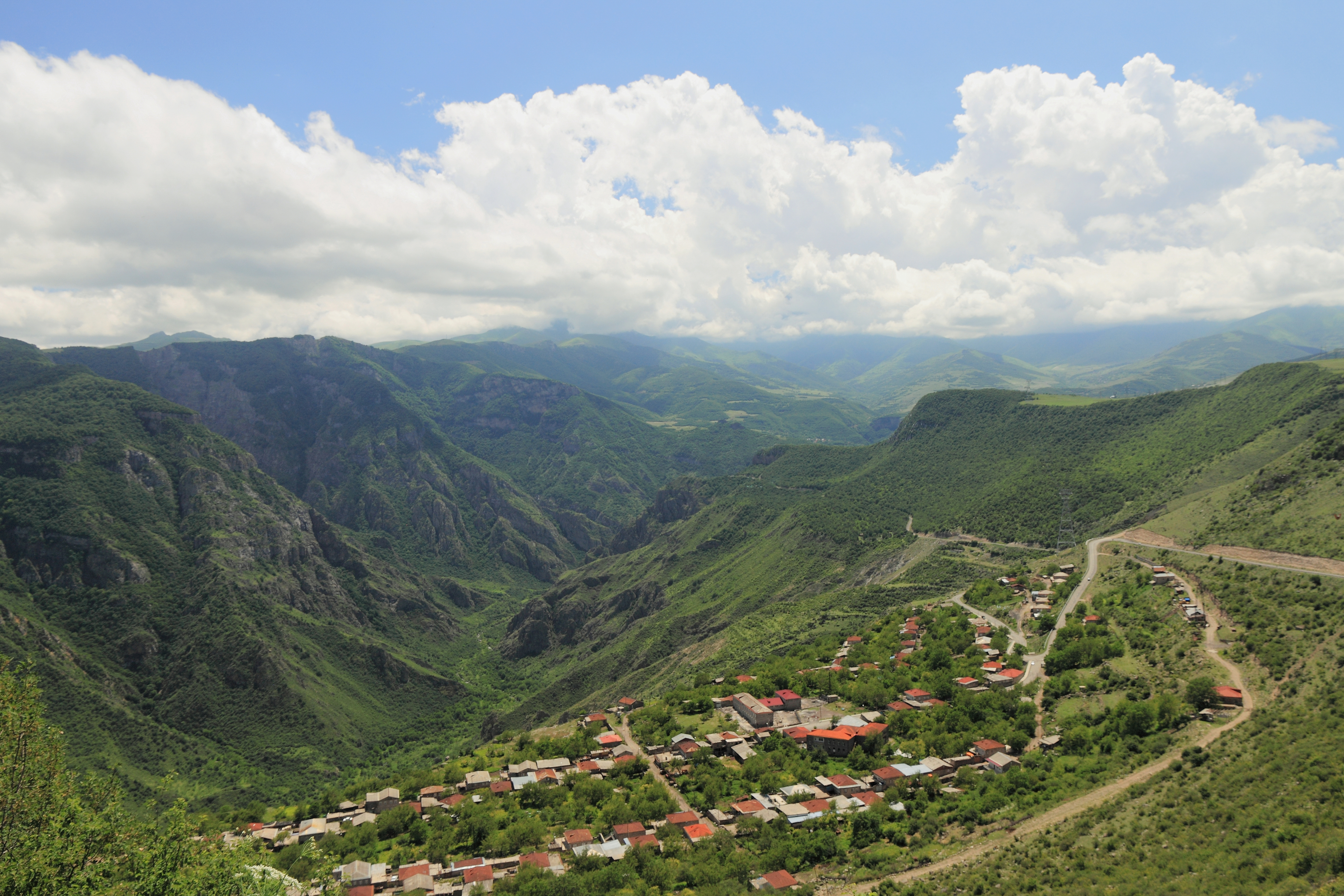
Вид из кабины самой длинной в мире канатной дороги Крылья Татева, Сюникская область
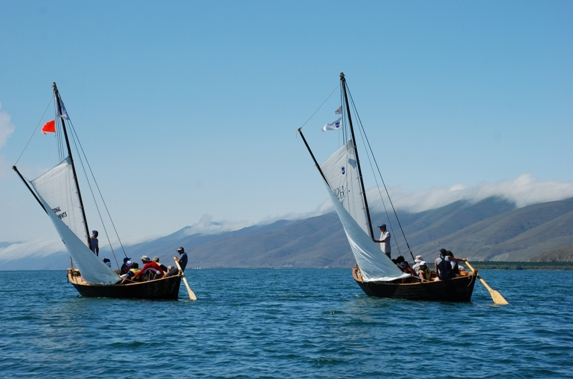
Озеро Севан
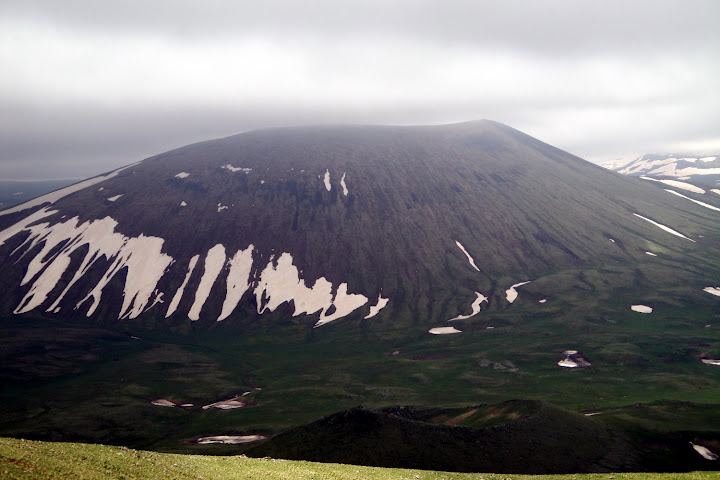
Вулкан Севкатар
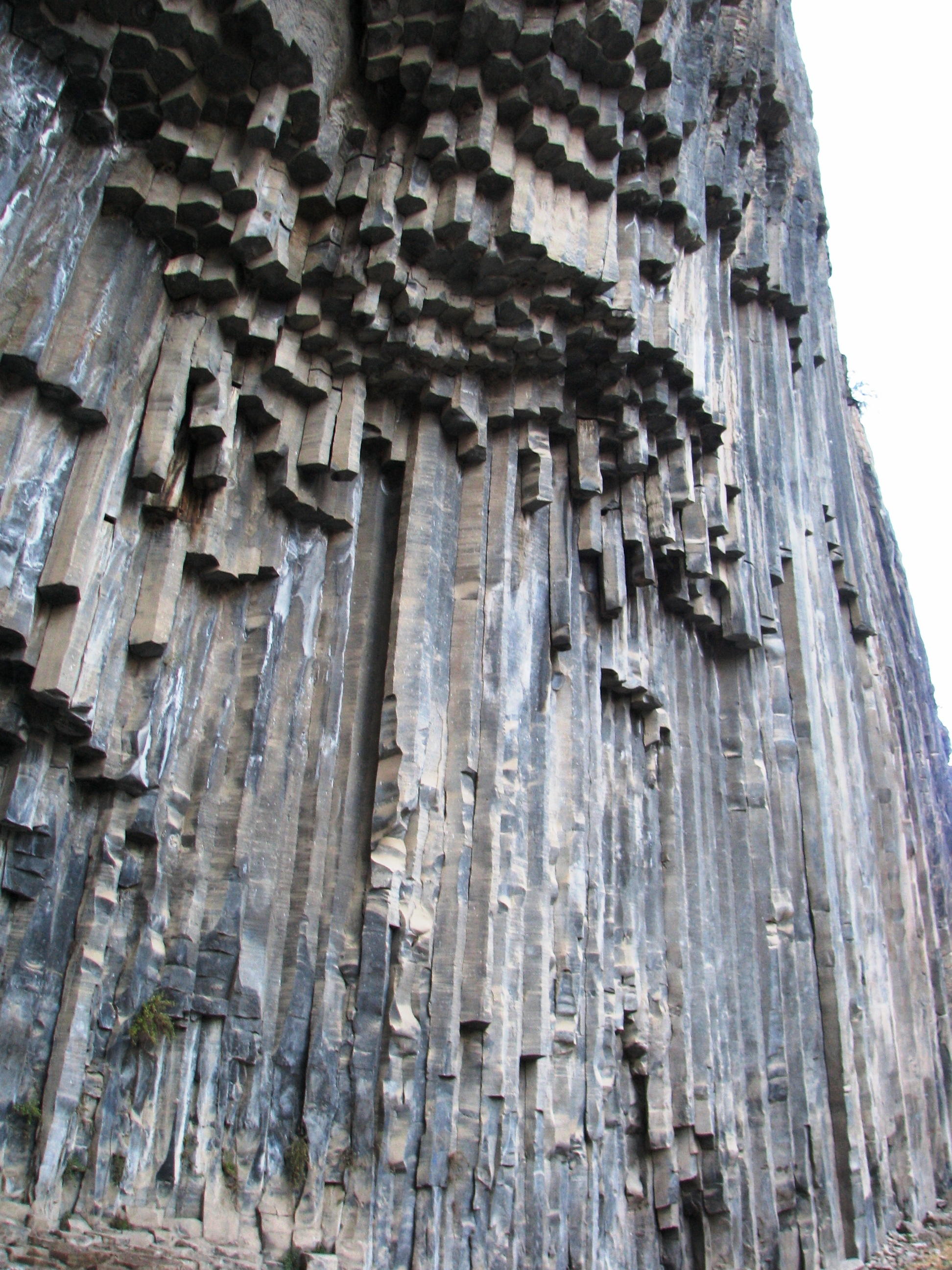
Ущелье Гарни
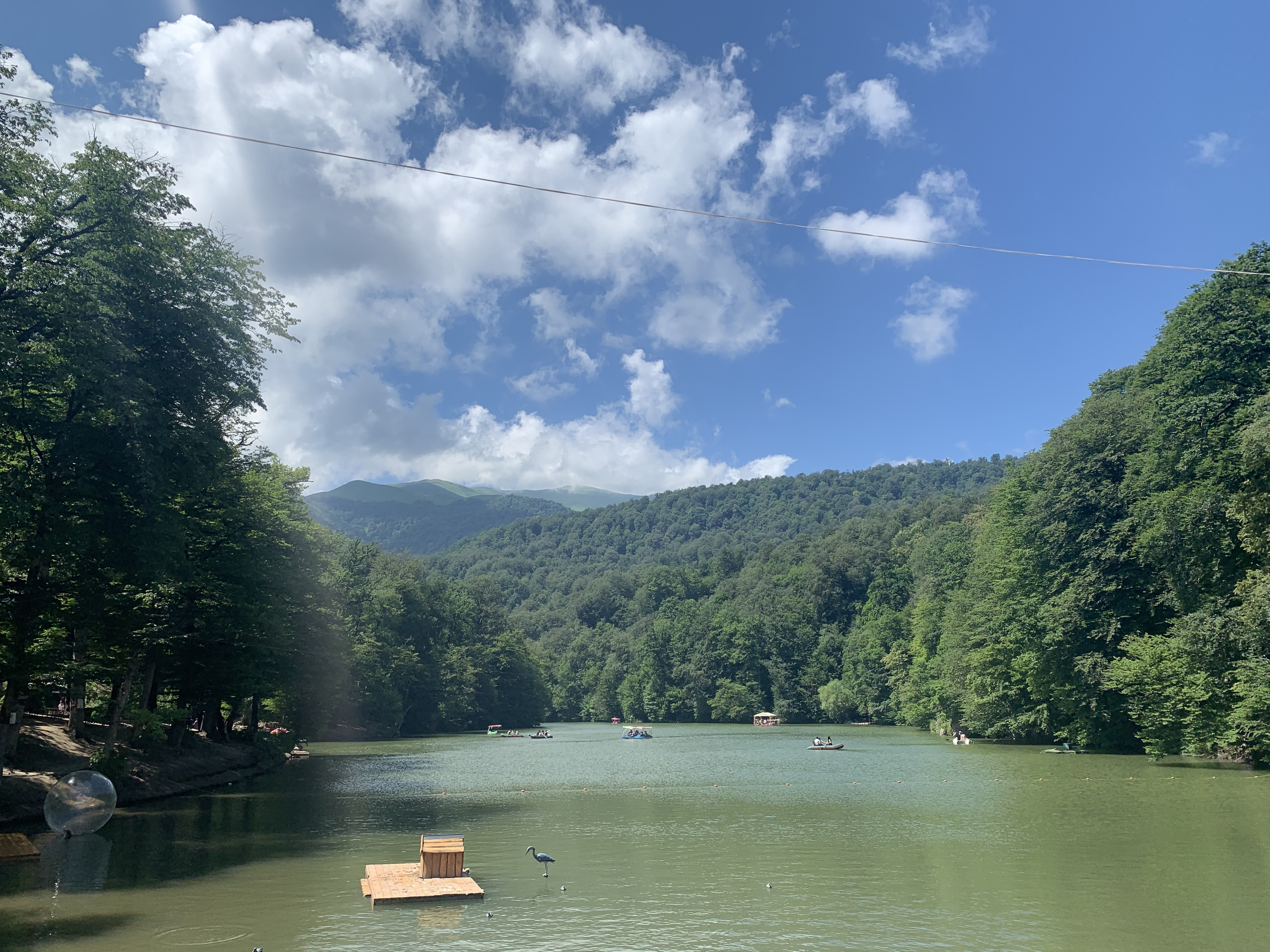
Озеро Парз
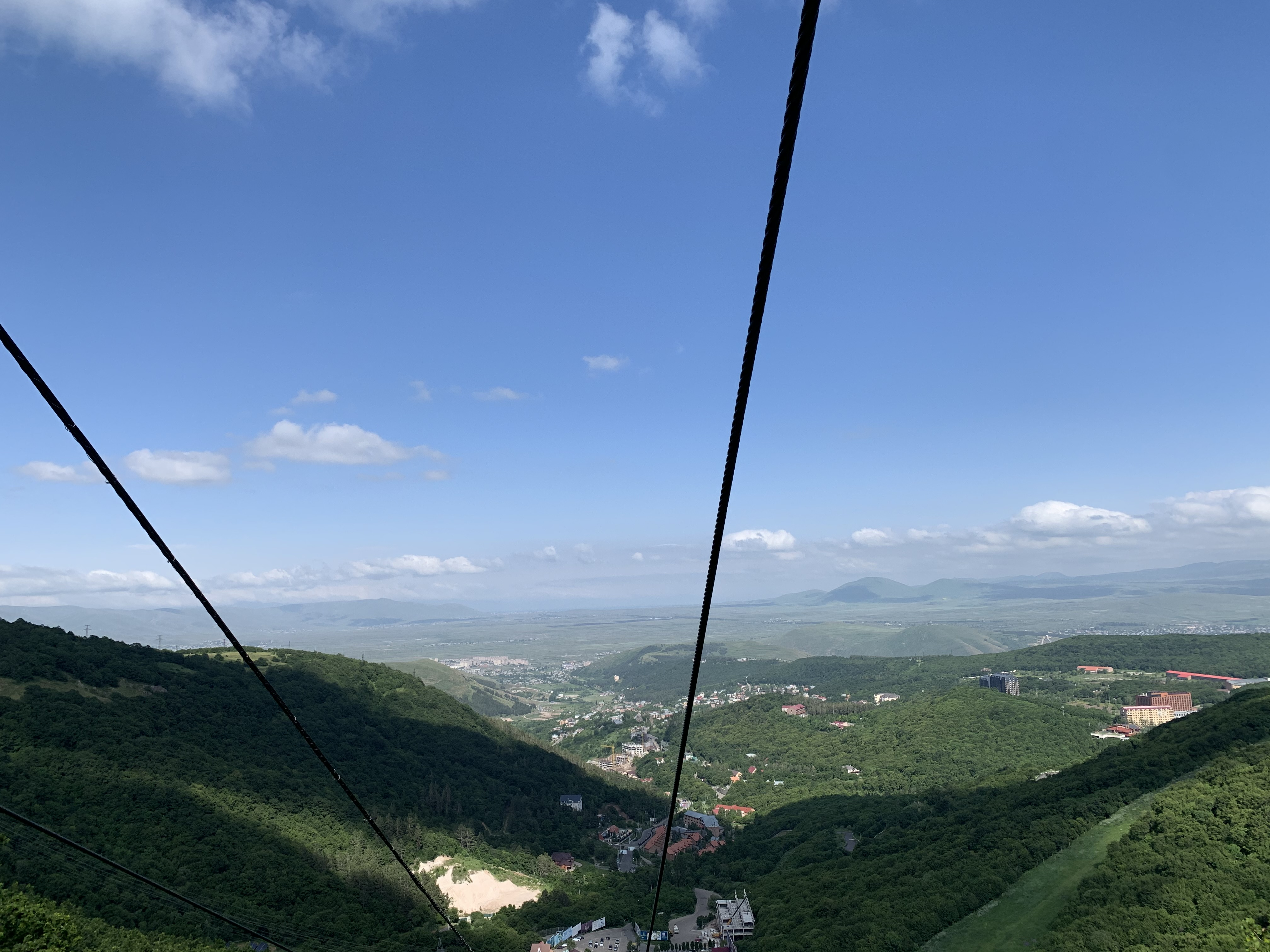
Горнолыжный курорт Цахкадзор
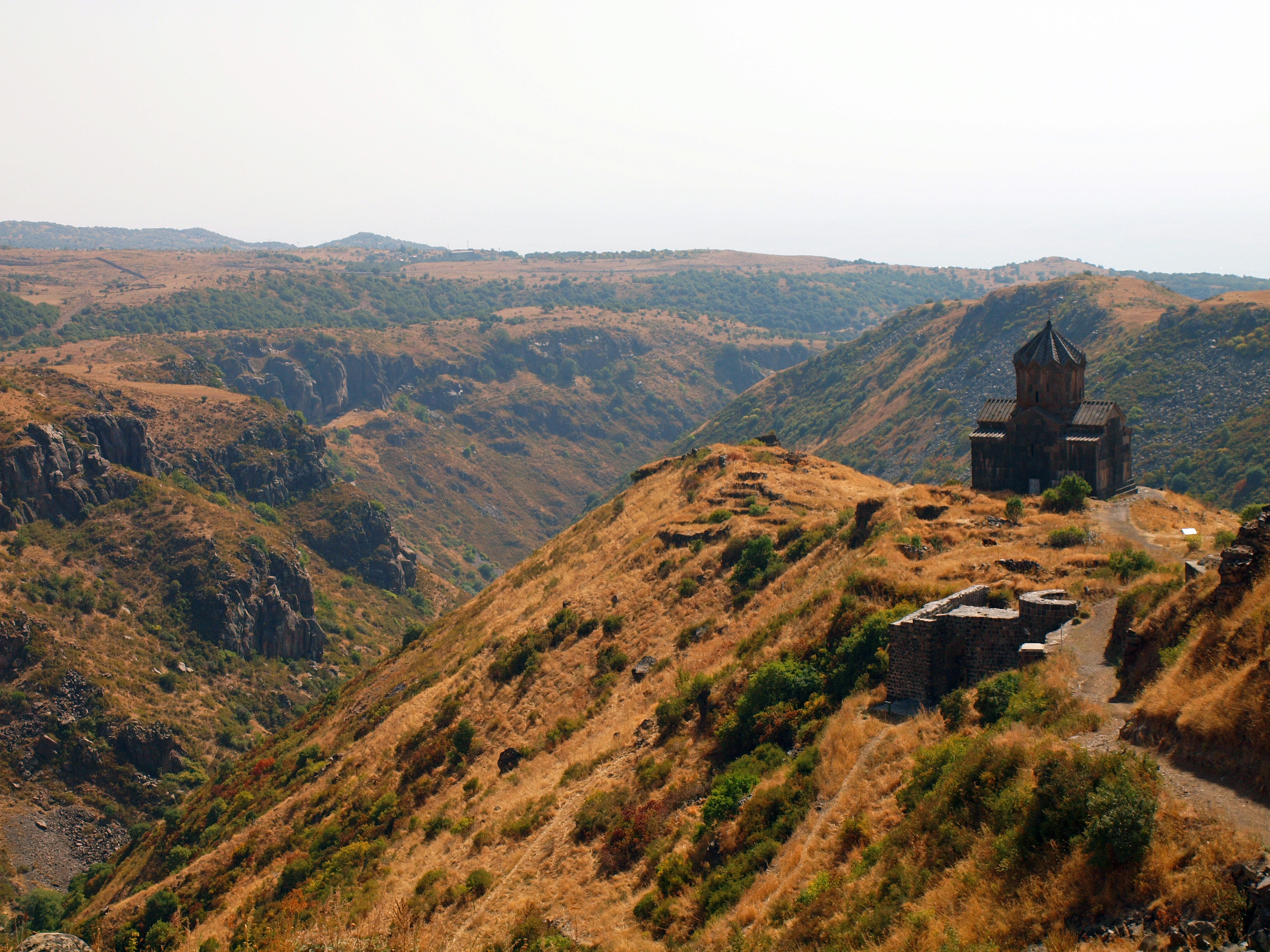
Церковь XI века Ваграмашен на склоне горы Бюракан
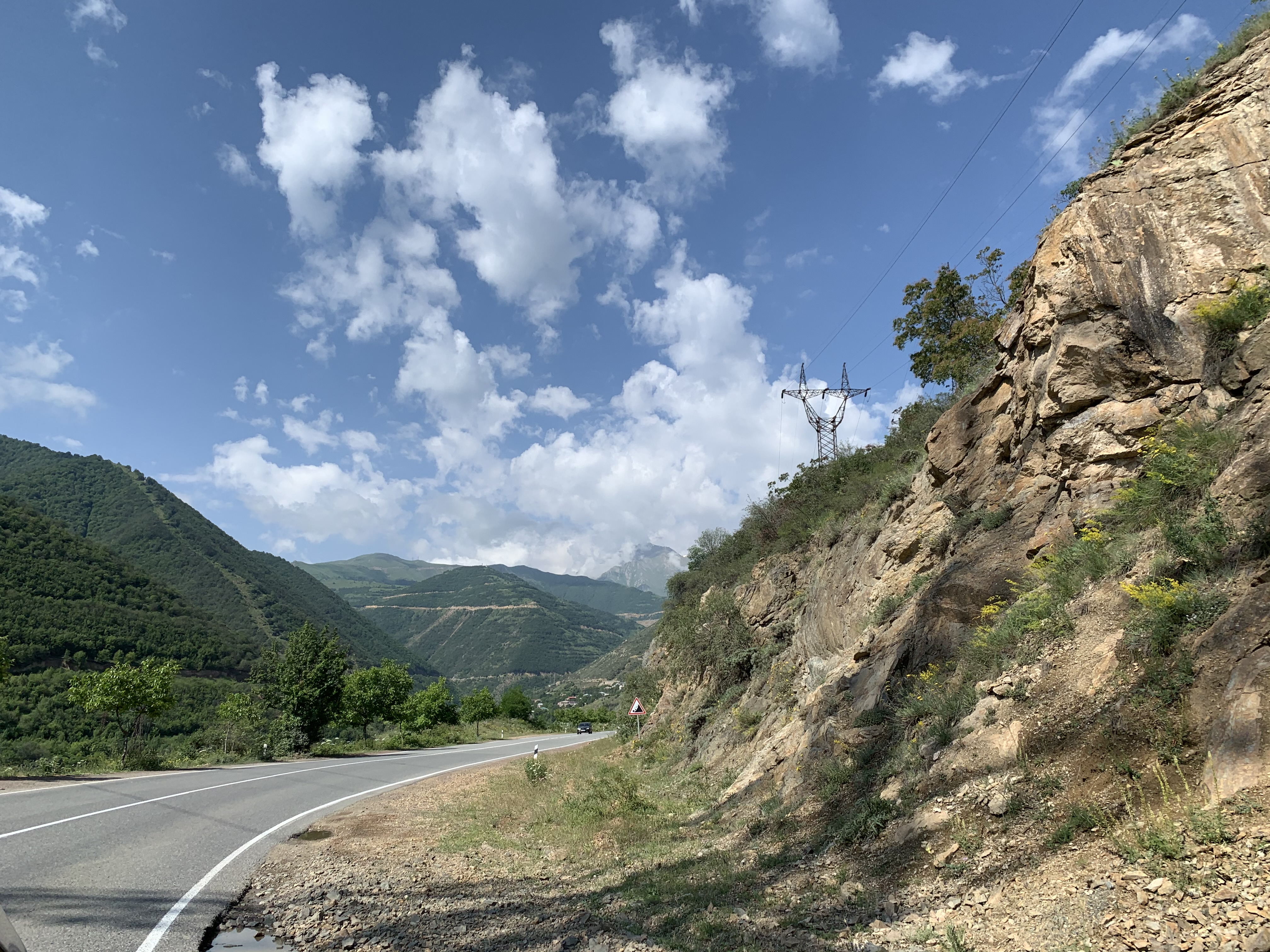
Сюникская область, трасса Север-Юг
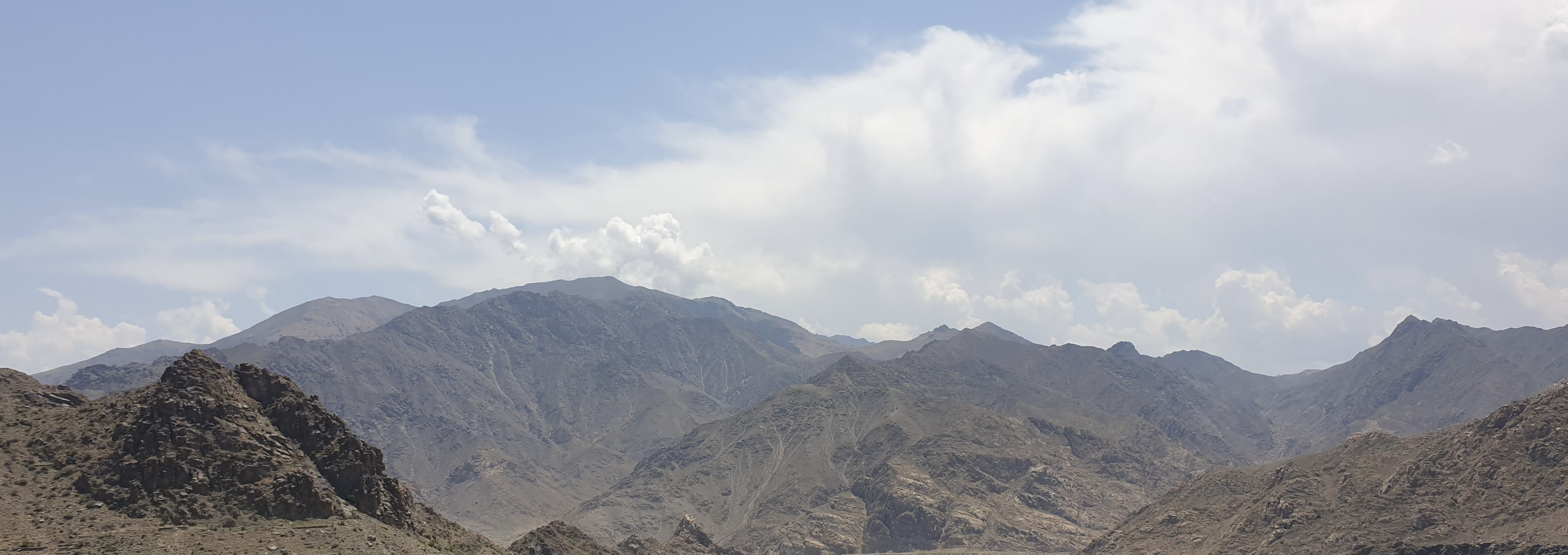
Вид на южную часть Зангезура от Крепости Мегри. Современная Армяно-иранская граница

### Комментарии
1. ↑  Конституция Армении (ст. 12) устанавливает армянский язык как государственный язык. При этом закон не указывает, какая именно разновидность армянского языка является официальной. Фактически в качестве литературного стандарта используется восточноармянский язык, частично основанный на араратском диалекте[англ.], который быстро распространяется по всей Армении и усиливает своё влияние, вытесняя другие диалекты. Письменность базируется на реформированной орфографии 1920-1940-х годов.

1. ↑  Декларация о независимости Армении была принята Верховным советом республики 23 августа 1990. Однако день независимости в Армении отмечается 21 сентября в честь дня проведения референдума 1991 года, на котором было подтверждено решение о выходе из состава СССР[4].